# Militärintervention im Jemen seit 2015
Die Militärintervention im Jemen seit 2015 ist eine militärische und politische Intervention einer von Saudi-Arabien angeführten Militärallianz im Jemen, der neben Saudi-Arabien weitere sunnitisch regierte Staaten aus Afrika und Asien angehören und die unter anderem von den USA, Frankreich und dem Vereinigten Königreich logistisch unterstützt wird.
Die Militärintervention begann am 26. März 2015 mit einer als Operation Decisive Storm bezeichneten Militäroffensive. Sie reagierte auf den von 2004 bis 2014 im Jemen ausgetragenen Huthi-Konflikt und verwandelte den bis dahin größtenteils innerjeminitsch ausgetragenen Bürgerkrieg so in einen Krieg mit mehreren beteiligten Staaten. Die Offensive hatte das Ziel, den weitgehend entmachteten jemenitischen Präsidenten Abed Rabbo Mansur Hadi zurück zur Macht zu führen. Hadi wird von einigen Teilen der jemenitischen Armee sowie von sunnitischen Stammesmilizen unterstützt. Diese kämpfen gegen die schiitischen Huthi-Rebellen, die ihrerseits von Stammesmilizen unterstützt werden sowie von Teilen der jemenitischen Armee, die offenbar dem früheren jemenitischen Präsidenten und Machthaber Ali Abdullah Salih loyal sind. In die Kämpfe gegen die Rebellen sind als dritte Kriegspartei zudem Separatisten aus dem Südjemen verwickelt. Ebenfalls in den Krieg involviert sind Dschihadisten zweier Organisationen: der al-Qaida-Ableger AQAP sowie ein Ableger des Islamischen Staates (IS), der erst während der Militärintervention hervortrat; beide verfolgen jeweils eigene Interessen.
Die saudi-arabisch angeführte Militärallianz setzt neben Boden- und Luftangriffen auch eine Seeblockade ein. Insgesamt gilt die Offensive als wenig erfolgreich. Die Militärallianz gegen die Huthi konnte mit ihren Angriffen fast keine Landgewinne erzielen, am allermeisten noch profitierten die dschihadistischen Extremisten vom Kriegschaos.
Die Militäroffensive stößt international auf heftige Kritik, da sie eine humanitäre Katastrophe ausgelöst hat. Zivilisten sind von den Kämpfen überproportional stark betroffen und stellen über die Hälfte der Todesopfer. Unter Zivilisten gab es viele Tausend Tote, Millionen Binnenflüchtlinge und Millionen Unterernährte, darunter allein etwa 2,2 Millionen unterernährte Kinder. Als verantwortlich für das starke Anwachsen der humanitären Katastrophe im Jemen wird neben den großen Zerstörungen durch die Angriffe insbesondere die Seeblockade des Jemen angesehen, die von Seiten der saudi-arabisch angeführten Militärallianz bis heute beibehalten wird. Stand Dezember 2022 gilt die Situation im Jemen immer noch als die schlimmste humanitäre Katastrophe der Welt.

## Hintergründe

### Vorgeschichte
Die komplexen Hintergründe des Krieges im Jemen wurden oft durch ein gängiges, aber umstrittenes Narrativ vereinfacht, der in zwei klar getrennte Koalitionen aufzuteilen versucht: Demnach sollen auf der einen Seite die Huthis als Stellvertreter Irans und mit Unterstützung des ehemaligen jemenitischen Präsidenten Salihs stehen. Ihnen sollen dieser Version zufolge auf der anderen Seite sunnitische Jemeniten aus dem Norden und Süden entgegenstehen, die sich um Hadi versammelt haben sollen, von Saudi-Arabien und den Golfstaaten unterstützt werden und beabsichtigen sollen, Hadi wieder als Präsident einzusetzen. Während die saudisch angeführten Luftangriffe gegen Huthi-Rebellen diesem Narrativ zufolge also darauf zurückgeführt wurden, dass Saudi-Arabien und weitere Länder den international anerkannten Staatspräsidenten Abed Rabbo Mansur Hadi unterstützen wollten, betonten andere Lesarten, dass der Krieg oder Bürgerkrieg im Jemen durch mehrere, quer zueinander verlaufende Konfliktlinien bestimmt worden sei:
- Sicherheitskräfte und Verwaltung der Zentralregierung waren gespalten. Ein Teil unterstützte den nach Saudi-Arabien geflohenen Präsidenten Hadi, andere verhielten sich loyal gegenüber Hadis Vorgänger, dem im Jahr 2012 gestürzten langjährigen diktatorischen Machthaber Ali Abdullah Salih, der inzwischen auf die Seite der Huthis gewechselt war.[1][23][24] Die Jemen-Expertin Mareike Transfeld betonte, dass unter Salih ein System existiert habe, von dem bestimmte Persönlichkeiten durch Beteiligung am Ölexport und Lebensmittelimport stark profitierten: „Alles was wirtschaftlich im Jemen ging, ging nicht an der Familie des Präsidenten und seinen Unterstützern vorbei.“ Es gehe um Vormacht über Ölfelder, staatliche Institutionen für Import und Export und darum, „der eigenen Unterstützergruppe Jobs zu verschaffen […,] Zugriff auf den Staat zu kriegen und dann die staatlichen Ressourcen an die eigene Gruppe zu verteilen.“[25]

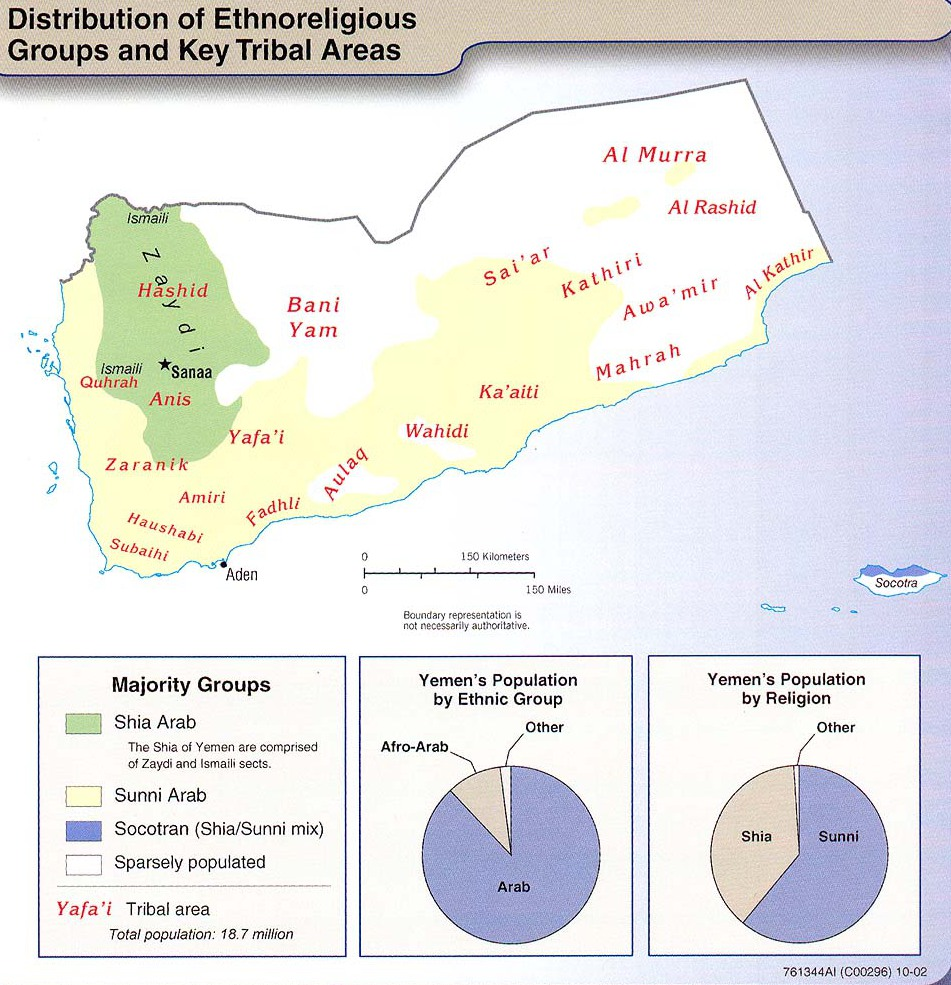
Verteilung der ethnoreligiösen Gruppen im Jemen mit schiitischen (grün) und sunnitischen (gelb) Arabern (2002)

- Eine weitere gesellschaftliche Spaltung resultierte aus der Vergangenheit des 1990 aus Nord- und Südjemen wiedervereinigten Landes: Im ehemals sozialistischen Süden fühlten sich viele Bürger gegenüber dem Norden benachteiligt und unterstützen die Sezessionsbewegung.[1][26] Hier verfügte auch die al-Qaida auf der arabischen Halbinsel (AQAP) über starke Strukturen, gegen die der jahrelange Drohnenkrieg der USA wenig bewirkt hatte,[1] und die sowohl mit Präsident Hadi als auch mit den Huthis verfeindet war.[24] Besonders im Norden des Landes genossen die Huthis Rückhalt aus der Zivilbevölkerung, der nach Süden hin in den Regionen, die nicht dieselbe religiöse Ausrichtung und Geschichte haben, schwand.[27] Während für eine Abspaltung des Südens die Unterstützung der Golfstaaten unter Führung Saudi-Arabiens erwartet wurde, vermutete man die Islamische Republik Iran als möglichen Unterstützer und Schutzmacht des Nordens.[28]
- Zudem erhielt der Konflikt eine religiöse Komponente durch die Spaltung in die im Norden überwiegenden schiitischen Zaiditen, denen auch die Huthis angehören, und die vorwiegend im Süden lebenden sunnitischen Schafeiten.[1][29]

Vor dem Konflikt war der Jemen für die Abwesenheit religiöser Spannungen bekannt. Die Zaiditen stehen den Sunniten ähnlich nahe wie oder näher als den Schiiten und sind in ihrer Praxis dem sunnitischen Islam sehr nahe. Die Zaiditen galten laut Experten als moderate, tolerante schiitische Glaubensrichtung, die jahrhundertelang problemlos mit den sunnitisch-schafiitischen Gruppen zusammengelebt hatte. So konnte ein zaiditischer Imam in einer Moschee für betende Sunniten tätig sein wie auch ein sunnitischer Imam für Zaiditen. Die Menschen im Jemen definierten ihre Identität nicht als Sunniten oder Schiiten, sondern über ihre Stammeszugehörigkeit. Dennoch befürchteten Beobachter, dass aus dem Machtkampf durch das Vordringen der schiitischen Rebellen aus dem Norden in den sunnitischen Süden ein Konflikt mit zunehmend religiöser Dimension werden könne, da Bewohner im Süden unter dem Einfluss des Saudis begannen, den Konflikt unter religiösen Gesichtspunkten wahrzunehmen. Bei der Bedeutungszunahme der religiösen Komponente handelte es sich also im Wesentlichen um eine von außen hereingetragene, gefördert durch die Unterstützung einer Konfliktpartei seitens Saudi-Arabiens und die Furcht der Saudis vor dem iranischen Einfluss.
Dadurch konnte der Eindruck entstehen, dass es sich um einen Konflikt zwischen Sunniten gegen Schiiten handelt, obwohl tatsächlich der Konflikt zwischen Nordjemeniten und Südjemeniten entscheidender war.
- Des Weiteren war der Jemen in rivalisierende Stämme aufgespalten, die aus unterschiedlichen und wechselnden Motiven jeweils die eine oder andere Seite unterstützen.[1] Es war dabei auch beispielsweise zu unterscheiden zwischen Huthi-loyalen Stämmen und denen, die sich nur temporär aus lokalen Interessengründen den Huthis anschlossen.[27] In der Vergangenheit war die Stammesstruktur im nördlichen Jemen weniger ethnisch als klientelistisch und religiös geprägt. Die Stämme hatten vor allem im Norden und Nordosten über die volle Loyalität ihrer Mitglieder verfügt („tribale Ökonomie“) sowie eine gewisse Autonomie gegenüber der Zentralgewalt behauptet.[38]

Von den konfliktbeeinflussenden eigenen Dynamiken auf der lokalen Ebene innerhalb des Jemen konnten solche auf der regionalen Ebene unterschieden werden, in denen eine geopolitische Dimension des Konflikts zum Tragen kam:
- Auf regionaler Ebene erlangte die Rivalität Saudi-Arabiens gegenüber Iran eine Bedeutung. Saudi-Arabien hatte seit langem großen Einfluss im Jemen ausgeübt und befürchtete nun, dass der saudische Einfluss wegen der Unterstützung der Huthis durch Iran geschmälert würde.[35] Es bestand die Möglichkeit, dass der traditionell als „Hinterhof“ Saudi-Arabiens aufgefasste Jemen durch den Vormarsch der Huthis unter den Einfluss Irans gelangen könne.[1] Der Konflikt zwischen den Huthis und der Regierung Hadi konnte damit als Teil eines regionalen Machtkampfes zwischen dem (schiitisch regierten) Iran und dem (sunnitisch regierten) Saudi-Arabien betrachtet werden, welches eine lange Grenze mit dem Jemen teilte.[24] Die Saudis hatten mit der Militärintervention verhindern wollen, dass die kurz vor der Einnahme Adens stehenden Huthis den sich dort aufhaltenden Präsidenten und einzigen politischen Gegenspieler Hadi gefangen nehmen und praktisch das ganze Land beherrschen können. Die Militärintervention hatte die von den Saudis beabsichtigte Wirkung: Hadi gelang es, Aden zu verlassen, die legitime Macht blieb damit existent und der Staat offiziell bestehen.[35]
- Auch die USA, die ihren Einfluss auf den Jemen zum Zeitpunkt der Militärintervention bereits verloren hatten, strebten nach Ansicht der Jemen-Expertin Transfeld danach, diesen zurückzuerlangen. Einen Tag vor Beginn der Militärintervention hatten die Huthis eine Militärbasis eingenommen, die vorher von den USA im Kampf gegen al-Qaida genutzt worden war und aufgrund des Vormarsches der Huthis geräumt werden musste.[35]
- Als möglicher Faktor wurde auch angeführt, dass die saudisch geführten Luftangriffe im Jemen vor dem Hintergrund eines inneren Machtkampfs in Saudi-Arabien durchgeführt worden sein könnten.[39] Dem Ausgang der saudischen Militärintervention wurde eine Auswirkung auf die noch nicht als gänzlich abgeschlossen betrachtete Debatte der künftigen Führung im Königshaus zugetraut.[40]

Während der Militärintervention standen sich auf der einen Seite die Huthi-Bewegung sowie große Teile der Sicherheitsorgane und auf der anderen Seite vor allem von Luftschlägen der Interventionsmächte unterstützte Volkskomitees, Stämme und al-Qaida kämpfend gegenüber. Während auf der Seite der Huthis die Absicht bestand, den Staat zu kontrollieren, verfolgten die Unterstützer Hadis das Ziel, die Kontrolle wieder zurückzuerlangen. Laut Mareike Transfeld von der Stiftung Wissenschaft und Politik (SWP) waren neben dem „absolut fragmentierten“ und unter Kontrolle unterschiedlicher Personen wie Salih stehendem Militär auch die Volkskomitees stark fragmentiert, indem einige Hadi unterstützten, während andere für die Unabhängigkeit des Südens kämpften. So fanden in Aden während der Militärintervention Straßenkämpfe um den Flughafen, den Hafen und einzelne Stadtteile statt. Als Hauptgegner von Ansar Allah traten dort die Milizen des Southern Popular Resistance auf, die in westlichen Medien meist als Hadi-Anhänger bezeichnet wurden, bei denen es sich aber tatsächlich um Separatisten handelte, die eine Wiederherstellung des 1990 mit dem Norden vereinigten Südstaats anstrebten.
Die Strukturen des Staates waren nach Einschätzung von Experten wie Transfeld zur Zeit der Militärintervention bereits zerfallen. Die zwei wichtigsten Sicherheitsnetze des jemenitischen Staates hatten sich aufgelöst. Der Staat sorgte nicht für Sicherheit, sondern bot Einzelnen Mechanismen zur eigenen Bereicherung und hatte seine Legitimation in den vorangegangenen Jahren bereits verloren. Auch die Stammesstrukturen hatten sich nach Auffassung von Ahmad Saif, dem früheren Leiter des Thinktanks Sheba-Zentrum für strategische Studien in Sanaa, aufgelöst, nachdem Ali Abdullah Salih 1978 Präsident geworden war und die Stammesscheichs in das Zentrum der Macht gezogen hatte, um seine Herrschaft zu stabilisieren. In der Folge ging mit dem zunehmenden Legitimitätsverlust des Staates auch ein Autoritätsverlust der Stammesführer einher, so dass keine Institution blieb, um den staatlichen Verfall aufzuhalten. Der Staat selbst konnte als Gescheiterter Staat angesehen werden und existierte faktisch nicht mehr, sondern wurde lediglich von einzelnen Personen wie Präsident Hadi dargestellt. Nach dieser Deutung handelte es sich um einen Machtkonflikt, der um die Kontrolle des Staatsapparat ausgetragen wurde und damit um die Ressourcen, also das Erdöl, sowie die internationale Legitimität. Mit deren Erhaltung bzw. Gewinnung war die Kontrolle der internationale Hilfe und den Export des Öls verbunden. Als Grund für die Zuspitzung des Konfliktes sah Transfeld an, dass einerseits die Huthis die Institutionen eingenommen hatten, aber über keine Legitimität verfügten, da sie von Saudi-Arabien und der „internationalen Gemeinschaft“ nicht anerkannt wurden, während auf der anderen Seite Präsident Hadi über keine Institutionen mehr verfügte, aber nach wie vor legitimiert war. Der Kriegseintritt Saudi-Arabiens im Jemen seit dem 26. März 2015 beschleunigte den Zerfall des Jemens und möglicherweise das „Abgleiten in Anarchie“ (Rainer Hermann/FAZ).
Nach dem Krieg in Syrien, dem Krieg in Libyen und der Irakkrise 2014 wurde 2015 auch der Jemen als ein Kriegsschauplatz der arabischen Welt, in denen sich eine Anzahl von Mächten mit eigenen Interessen engagierte. Der Jemen-Konflikt ließ sich als Repräsentant verschiedener typische Konflikte der Region deuten: Der eskalierende Wettstreit zwischen Saudi-Arabien und Iran um die regionale Vorherrschaft, der dadurch künstlich angeregte Glaubensantagonismus zwischen Sunniten und Schiiten, die Erosion staatlicher Strukturen, der von einem Machtvakuum begünstigte Vormarsch von Dschihadisten wie al-Qaida und IS, die Vertreibung, Flucht und Verelendung von größeren Bevölkerungsteilen, der Konflikt zwischen „dem Westen“ und Russland, die jeweils widerstreitende Parteien unterstützen, ohne erkennbar ausgereifte Konzepte anzubieten.
Auch nach mehr als drei Monaten der Militärintervention herrschte Uneinigkeit und Verwirrung über die dem Konflikt zugrundeliegenden Ursachen. Laut Tobias Thiel vom Middle East Research and Information Project (MERIP) lägen die Kampfhandlungen in lokalen Streitigkeiten über Machtaufteilung, Ressourcen und subnationale Identitäten im Jemen begründet, während Mainstreammedien einen konfessionellen Stellvertreterkrieg von Schafiiten-Sunniten unter der Schirmherrschaft Saudi-Arabiens gegen von Iran unterstützte Zaiditen-Schiiten als Hintergrund des Konflikts beschreiben würden. Diese lokalen Streitigkeiten wiederum wären Teil eines breiteren Verhandlungsprozesses zwischen inländischen Kräften über einen neuen gesellschaftlichen Vertrag nach der Absetzung des Langzeitpräsidenten Ali Abdullah Salih im Jahr 2011 gewesen. Kern der Auseinandersetzung sei die künftige staatliche Struktur des Jemen. Dieser Zwist bilde einen Katalysator für den Zusammenbruch der vom Golf-Kooperationsrat geförderten Transitions-Roadmap in der Post-Salih-Phase und für die darauf folgende Eskalation des zwischenstaatlichen Krieges.

#### Chronologie von Schlüsselereignissen
- Juni 2004: Versuchte Verhaftung von al-Huthi und Anhängern löst Auseinandersetzungen von ihnen mit jemenitischen Sicherheitskräften (YSF) aus.[44]
- Juni – September 2004: Erste Runde des Konflikts zwischen Huthis und YSF.[44]
- März – Mai 2005: Zweite Runde des Konflikts zwischen Huthis und YSF.[44]
- Juli 2005 – Februar 2006: Dritte Runde des Konflikts zwischen Huthis und YSF.[44]
- 2007: Aufkommen der Südlichen Separatisten-Bewegung.[44]
- Januar – Juli 2007: Vierte Runde des Konflikts zwischen Huthis und YSF.[44]
- Mai – Juli 2008: Fünfte Runde des Konflikts zwischen Huthis und YSF, breitet sich bis über die Provinz Saʿda hinweg aus.[44]
- November 2009: Königreich Saudi-Arabien beginnt mit Luftangriffen gegen die Huthis.[44]
- August 2009 – Februar 2010: Sechste Runde des Konflikts zwischen Huthis und YSF.[44]
- Januar 2011: Beginn von reformbefürwortenden Protesten.[44]
- März 2011: Gewaltsame Unterdrückung der reformbefürwortenden Proteste.[44]
- Mai 2011: Militante Islamisten übernehmen die Kontrolle über südlich gelegene Gebiete.[44]
- November 2011: Golf-Kooperationsrat-Vereinbarung zur Förderung der Machtübernahme-Transition.[44]
- Februar 2012: Wahl des neuen Präsidenten Abed Rabbo Mansur Hadi.[44]
- Juni 2012: Die YSF erlangen wieder die Kontrolle über wichtige Hochburgen im Süden zurück.[44]
- März 2013: Beginn der Konferenz zum Nationalen Dialog.[44]
- Januar 2014: Die Ergebnisse des Nationalen Dialogs erreichen keinen Konsens zwischen allen Parteien.[44]
- Juli 2014: Die Regierungsentscheidung, Treibstoffsubventionen abzuschaffen, löst Massenproteste aus.[44]
- September 2014: Huthis übernehmen die Kontrolle über die Hauptstadt Sanaa.[44]
- März 2015: Königreich Saudi-Arabien beginnt mit Luftangriffen gegen die Huthis; Präsident Hadi flüchtet aus dem Land.[44]
- Juni 2018: Saudi-Arabisch geführte Truppen greifen den Hafen von Hudaida an.[45]
- August 2019: Von den VAE ausgebildete Kämpfer der Regierungstruppen erheben sich gegen saudisch geführte Truppen.[46]

#### Konfliktverlauf bis zur Militärintervention

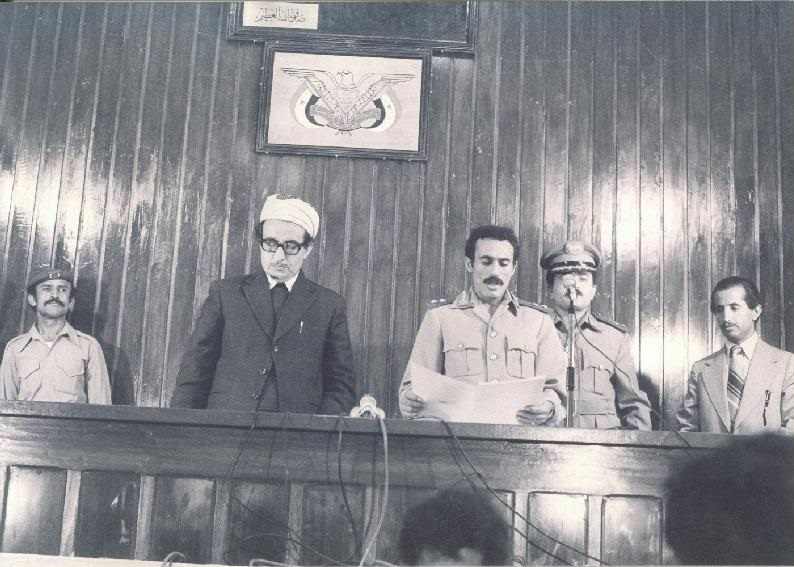
Ali Abdullah Salih im Jahr 1978, als er Präsident des Nordjemen wurde

Der Ursprung der Huthi-Rebellen, die vorgeben, die zaiditische Minderheit im Jemen zu vertreten, liegt im bergigen nordjemenitischen Grenzgebiet zu Saudi-Arabien. Das Gebiet ist eine Hochburg der schiitischen Zaiditen, die ein Drittel der jemenitischen Bevölkerung stellen, und deren Imame bis zur Revolution 1962 mehr als 1000 Jahre über den Nordjemen geherrscht hatten. Anfang der 1960er Jahre war das ägyptische Militärregime Gamal Abdel Nassers als treibende Kraft hinter dem Umsturzversuch gegen den Imam aufgetreten, während dieser massiv von Saudi-Arabien gestützt worden war. Nachdem die Monarchie und Herrschaft der Imame in einem jahrelangen Bürgerkrieg beendet worden war, war 1978 Ali Abdullah Salih Präsident der Jemenitischen Arabischen Republik („Nordjemen“) geworden. Die schiitischen Imame hatten sich in der Folge in die Berge des Nordens zurückziehen müssen. Zwar hatten Großbritannien und Saudi-Arabien die Imame zuvor unterstützt, doch unterhielt der Westen nun jahrzehntelang enge Verbindungen zu dem neuen Machthaber Salih, dessen Militär von den USA ausgestattet wurde und der das unübersichtliche Land verhältnismäßig stabil hielt und so die international schiffverkehrswichtige Meerenge sicherte, die das Rote Meer mit dem Indischen Ozean verbindet.
In den 1980er Jahren waren salafistische Prediger in den zaiditischen Gebieten aufgetreten und hatten Schulen und Institute gegründet, um die Zaiditen zum Sunnitentum zu bekehren, was als Anlass des Konflikts gilt, der die Zaiditen gegen die Zentralregierung aufgebracht hatte. Die radikalen sunnitischen Richtungen wie die Salafisten, die von Saudi-Arabien unterstützt wurden, begannen sich auszubreiten. Die Salafisten sahen die Zaidis als „Ungläubige“ an und zerstörten unter anderem deren Friedhöfe und Gräber, wodurch sich auch ein Teil der Zaidis radikalisierte, aus denen die Huthis hervorgingen. Die Zaiditen warfen der Zentralregierung vor, diese Angriffe auf ihre kulturelle und religiöse Identität zu unterstützen. Teilweise sehen Beobachter die Huthi-Rebellion als Ergebnis aggressiver missionarischer Aktivitäten der Saudis an, in deren Folge die Mehrheit der zaiditischen Schiiten sich in Rivalität zu einer wachsenden Minderheit befand, die vom Zaiditentum zum Salafismus oder zur wahhabitischen Variante des sunnitischen Islam konvertierten.
1990 war es dann Salih gelungen, den zwischenzeitlich geteilten Jemen zu vereinen, womit die seit 1967 währende Unabhängigkeit des marxistisch regierten Südjemen – ehemals britische Kolonie – beendet worden war. Ein bereits vier Jahre später in Form eines Bürgerkriegs ausgebrochener, von Saudi-Arabien unterstützter separatistischer Aufstand mit dem Ziel der Eigenständigkeit Südjemens war von der Regierung Salih niedergeschlagen worden. Salih als Präsident des gesamten Landes hatte freie Wahlen zugelassen und ein ansatzweise demokratisches System geschaffen, das aber bald wieder zu einem Ein-Parteien-Staat geworden war, den Salih mit zunehmender Rigidität geführt hatte. Gleichzeitig hatte die Instabilität im Jemen, das weiterhin das ärmste Land in der arabischen Welt geblieben war, immer weiter zugenommen.
In den 1990er Jahren hatten sich die Zaiditen angesichts des wachsenden Einflusses sunnitischer Fundamentalisten zunehmend marginalisiert gefühlt. Die Al Huthis, eine Sippe zaiditischer Gelehrter, hatten sich daraufhin mit Stämmen der Region zur Ansar Allah-Miliz (deutsch: „die Anhänger Gottes“; als Eigenname der Huthi-Miliz) verbündet. Das durch ihre politische, wirtschaftliche und religiöse Marginalisierung und Gefühl der Diskriminierung geförderte Aufbegehren der Huthis hatte im Jahr 2004 unter Führung Hussein Badreddin al-Huthis in einen bis 2010 dauernden bewaffneten Konflikt mit der jemenitischen Armee und Zentralregierung gemündet. Die Huthis und ihre Rebellen-Miliz Ansar Allah hatten eine Guerillataktik entwickelt, die jener der schiitischen Hisbollah im Libanon ähnelte. Salih, selbst ein Zaidit und Verbündeter des „Westens“ im sogenannten „Kampf gegen den Terror“, hatte als damaliger Präsident die Huthis als „Terroristen“ gebrandmarkt, mit großer Brutalität bekämpft und Iran bezichtigt, die Aufständischen zu finanzieren. Bis 2010 waren Tausende getötet worden, Hunderttausende hatten fliehen müssen. Während Salih jahrelang Krieg gegen die Huthis geführt und auch im Interesse der Saudis im Jemen für eine Ordnung gesorgt hatte, indem er geschickt zwischen den vielen Stämmen und deren Partikularinteressen moderierte, hatten die USA und Saudi-Arabien Salih mit mäßigem Erfolg unterstützt. 2009 ging die Armee Salihs gleichzeitig und weitgehend koordiniert mit Saudi-Arabien gegen die Huthis vor. Auch die USA hatten mit Bombardements und Waffenlieferungen zugunsten Salihs eingegriffen. Al-Qaida hatte sich im dünn besiedelten Osten des Landes etabliert, die USA hatten Salih weiter aufgerüstet und mit Drohnen mutmaßliche al-Qaida-Stellungen beschossen, was die Bevölkerung weiter gegen die USA und ihren Verbündeten, Präsident Salih, aufgebracht und den Zulauf für die Terrororganisation möglicherweise noch verstärkt hatte. Die Sicherheitslage im Jemen war zunehmend kritisch geworden, immer wieder waren Touristen in dem früher beliebten Reiseland entführt worden, während der Westen weiter zu Salih gehalten hatte.
Als die Protestbewegungen des „Arabischen Frühlings“ im Jahr 2011 auch den Jemen erreicht hatten, hatte sich Ansar Allah dieser Protestbewegung angeschlossen. Den unzufriedenen Jemeniten war es erstmals gelungen, Salih so stark unter Druck zu setzen, dass auch die USA ihn nicht weiter unterstützten. Präsident Salih wurde aus dem Amt gedrängt. Nachdem Salih und seiner Familie vom Saudi-dominierten Golf-Kooperationsrat lebenslange Immunität und Straffreiheit zugesichert worden war, trat er nach über 30 Jahren Machtausübung zurück und übergab im Jahr 2012 als „Ehrenpräsident“ im Rahmen eines Wahlverfahrens ohne Gegenkandidat die Macht an seinen langjährigen Stellvertreter Abed Rabbo Mansur Hadi. Damit hatte Salih auch dem von den USA und Saudi-Arabien wohlwollend begleiteten Machtwechsel seine Zustimmung gegeben. Die „internationale Gemeinschaft“ (Mareike Transfeld/SWP) hatte Salih daraufhin mit der Umsetzung des 2011 eingeleiteten und von den Staaten des Golfkooperationsrates und den Vereinten Nationen unterstützten Übergangsplans beauftragt. Saudi-Arabien gewährte Salih nach dessen Rücktritt und Flucht 2012 Unterschlupf. Obwohl die Huthis an den Massenprotesten von 2011, die zum Sturz Salihs geführt hatten, maßgeblich beteiligt gewesen waren, war damit in der Folge eine Übergangsregierung der nationalen Einheit um den ehemaligen Vizepräsidenten Hadi ohne Huthi-Beteiligung gebildet worden.
Hadi war es während seiner Präsidentschaft jedoch weder gelungen, dem Aufstand der schiitischen Ansar-Allah-Bewegung der Huthis wirkungsvoll zu erwidern, noch hatte er dem zunehmenden Terror von Seiten der sunnitischen al-Qaida und deren aus dem Chaos im Irak und Syrien hervorgehenden Konkurrenten Islamischer Staat (IS, ISIS) Einhalt gebieten oder die verfeindeten Parteien im Land zusammenbringen können. Weitere Faktoren, die die Krise begünstigten, waren der Mangel an Rechtsstaatlichkeit, die grassierende Korruption und die marode Wirtschaftslage. Allein im Jahr 2011 war die schon zuvor heruntergekommene Wirtschaft aufgrund der Unruhen auf weniger als die Hälfte geschrumpft. Mit der weiteren Verschlechterung der Sicherheitslage und wirtschaftlichen Situation des Jemen als ärmstem Land der arabischen Halbinsel schwand die Unterstützung für die neue Übergangsregierung von Präsident Hadi, wodurch die Huthis weiteren Zulauf erhielten, auch von Anhängern Salihs. Hadi scheiterte mit seinem Ziel, einen Föderalstaat zu errichten, an der Stärke der Huthis.

Ausdehnung des unter Kontrolle der Huthi-Rebellen stehenden Territoriums (im Januar, Juli und September 2014 und im März 2015)

Wie 2011 bei den landesweiten Protesten gegen Salih versuchten die Huthis 2013 den von der UN unterstützten „Nationalen Dialog“ zu nutzen, um ihre Anliegen durchzusetzen, blieben damit jedoch erfolglos, da im Januar 2014 die Dialogkonferenz ohne Konsens abgeschlossen wurde. Die Huthis nutzten daraufhin dass die Bevölkerung zumeist der im Dezember 2011 eingesetzten Übergangsregierung misstraute, sowie die Unzufriedenheit über Korruption und ökonomische Missstände, um Unterstützer gegen Übergangspräsident Hadi zu mobilisieren.
Im Sommer 2014, nachdem im Jemen jahrelang politisches Chaos und Gewalt geherrscht hatten, rückten die Huthi-Rebellen auf die Hauptstadt Sanaa vor, erreichten diese im September 2014 und sie mit 30.000 Kämpfern ungehindert vom Salih-treuen Militär und – mit Unterstützung von gegen die Zentralregierung gerichteten Stämmen – eingenommen. Mit der Einnahme der Stadt hatten die Rebellen zugleich auch die Zentralregierung faktisch abgesetzt und beherrschten weite Teile des Nordjemens sowie Teile des Zentral- und Südjemens. Im Januar 2015 hatten sie auch den Präsidentenpalast eingenommen. Sie lösten in der Folge das Parlament auf und weiteten ihren Einfluss im Westen und im Zentrum des Landes aus. Anfang 2015 hatten die Huthis in Sanaa Präsident Hadi und die Regierung in deren Häusern festgesetzt. Wie schon elf Jahre zuvor versuchten sie, die Schwäche der Regierung zu nutzen und das Land zurückzuerobern. Binnen weniger Wochen brachten sie die Westküste und den Süden des Landes unter ihre Kontrolle.
Anfang 2015 hatte der Golf-Kooperationsrat den Huthi-Milizen mit Maßnahmen zum Schutz der arabischen Halbinsel gedroht. Nachdem diese 9 von 21 Provinzen des Landes erobert hatten, hatte sich die Lage wenige Tage vor der Militärintervention weiter zugespitzt. Hadi, der im Januar 2015 als Präsident zurückgetreten war, war Anfang Februar 2015 zunächst in seine Heimatstadt Aden geflohen, hatte seinen Rücktritt an dem Tag, an dem seine Amtszeit regulär abgelaufen wäre, widerrufen und Aden, wohin die Saudis inzwischen ihre Botschaft verlegt hatten, zur Landeshauptstadt erklärt. Nachdem Hadi Pläne verkündet hatte, eine 20.000 Mann starke Miliz aufzustellen, um die Huthis mit Unterstützung Saudi-Arabiens zu vertreiben, begann die Salih-Huthi-Allianz im März 2015 weiter in den Süden des Jemen vorzudringen.

### Akteure im innerjemenitischen Konflikt

#### „Huthi-Rebellen“ (Ansar Allah)

Das Huthi-Logo mit dem Spruch: „Gott ist groß, Tod Amerika, Tod Israel, Verdammung den Juden, Sieg dem Islam!“

Zur Zeit der Militärintervention von 2015 wurde die aus dem Norden des Jemen stammende Rebellenbewegung der Huthis, die dem zaiditischen Zweig des schiitischen Islam angehörten, von Abdulmalik al-Huthi geführt, einem Bruder des gefallenen Hussein al-Huthi, der den ersten Krieg gegen die jemenitische im Jahr 2004 angeführt hatte. In Medien wurde auch behauptet, dass Mohammed Ali al-Huthi, der Präsident des Revolutionsrats, der de facto-Präsident des Jemen sei. Die Mitglieder der al-Huthi-Familie, die auch der Huthi-Bewegung den Namen gegeben hat, sind Haschimiten, also Nachkommen des im Islam als Prophet verehrten Mohammed. Sie waren etwa um 1000 n. Chr. über Mekka in den Jemen eingewandert und stellten bis zum Sturz der Monarchie 1962 die Imame, die den Nordjemen beherrschten. Aus genealogischer Sicht sind die Zaidis kein Teil der jemenitischen Stammesgesellschaft, obwohl sie mit den Stämmen zusammenleben und Heiratsverbindungen mit ihnen eingehen. Traditionell werden die Zaidis von den Stämmen beherbergt und geschützt. Viele Zaidis verfügten über einen hohen Bildungsgrad und haben deshalb in der traditionellen jemenitischen Gesellschaft bedeutende Funktionen wie Richtertätigkeit und Konfliktvermittlung übernommen.
Als Auslöser der Rebellion der Huthis gelten Benachteiligung sowie Korruption und Vetternwirtschaft der jemenitischen Regierung. Der Großteil der Huthi-Anhänger setzte sich aus Angehörigen der nördlichen, größtenteils zaiditischen Stämme zusammen, die jedoch oft eigene Interessen verfolgten. was die Komplexität der Situation im Jemen erhöhte. Im Norden des Jemen waren die Scheichs genannten Stammesführer von der Regierung finanziell traditionell stark unterstützt worden, um ihre Loyalität zu gewinnen, so dass die meisten Stammesführer sich aufseiten der Regierung stellten. Ihre Stammesangehörigen waren dagegen häufig aufseiten der Huthis, da „das einfache Volk in den vergangenen Jahrzehnten von der Regierung sehr vernachlässigt wurde“ (Marieke Brandt/ÖAW). Daraus resultierte auch wesentlich der Erfolg der Huthi-Bewegung mit ihrer Forderung nach sozialer Gerechtigkeit, Ende der Korruption und Ende der Marginalisierung im Nordjemen. Die Huthis sahen sich selbst, begleitet von anti-westlicher Stimmung – als Verteidiger ihrer Gemeinschaft gegen die Repression durch die Regierung an. Offiziell brandmarkten die Huthis die Korruption der vertriebenen Elite und einen „sunnitischen Extremismus“. Im Laufe der sogenannten „Revolution“ waren die Huthis zum Sprachrohr der Benachteiligten und Armen geworden. Mit dem arabischen Aufstand 2011 wurden die Huthis als politische Kraft im Kampf gegen Korruption wahrgenommen. Gegner der Huthis sahen als deren Ziel die Wiedererrichtung eines zaiditischen Imamats an. Die Regierung Hadi betrachtete die Rebellen als von Iran unterstützt.
Insbesondere zu Beginn ihrer Erhebung im Norden wurde davon ausgegangen, dass es den Huthis um mehr Macht im politischen Ringen um eine neue föderale Staatsordnung gehe. Ihr Kampf war demnach lokal begrenzt und zielte auf mehr Autonomie, wirtschaftliche Ressourcen, das Recht zur Ausübung ihrer Religion und gegen ihre Marginalisierung durch die Zentralregierung ab. Dabei war die Gruppierung mit ihrem Slogan „Gott ist groß, Tod Amerika, Tod Israel, Verdammung den Juden, Sieg dem Islam!“ sowohl gegen den Westen, als auch gegen die AQAP ausgerichtet. Die in den sozial desintegrierten Küstenregionen und im Osten des Jemen eingesickerten al-Qaida-Aktivisten und Dschihadisten des IS wurden von den Huthis als „Filialen saudischer Geheimdienste“ (Sabine Kebir) betrachtet. Das Siedlungsgebiet der Huthis erstreckte nördlich weit nach Saudi-Arabien hinein, wo ihnen die Ausübung ihres Ritus’ und der Anbau der Volksdroge Kath untersagt war. Den Huthis im Jemen entstanden durch den illegalen Kathhandel nach Saudi-Arabien Einnahmen, die für die innerhalb des Jemen über dem Landesdurchschnitt liegenden sozialen Standards der Huthi-Region verantwortlich gemacht werden können.
Die Huthi-Rebellen begründeten ihre einem Putsch ähnelnde Machtergreifung damit, dass sie von der amtierenden Hadi-Regierung von jeglicher Macht ausgeschlossen worden seien. Die Regierung Hadi betrachteten sie als eine Marionettenregierung Saudi-Arabiens. Die staatlichen Strukturen wurden deutlich durch die Machtübernahme der Huthis geschwächt und faktisch von den Huthis übernommen. Der Siegeszug der Rebellenorganisation der Huthis schien wenig geeignet, den Jemen zu stabilisieren, doch galt ihr Rückhalt in der jemenitischen Bevölkerung als beträchtlich. Den Huthis gelang es mit populistischen Forderungen, Zuspruch über ihre eigene Basis hinaus zu gewinnen. Die Versprechen der iranischen Führung aus dem Jahr 2014 von kostenlosen Öllieferungen und dem Aufbau von Infrastruktur nutzten dem Ansehen der Huthi auch bei sunnitischen Jemeniten. Ihr Rückhalt in der Bevölkerung verstärkte sich nach der saudischen Militärintervention offenbar noch.
Nachdem die Huthis Anfang 2015 versucht hatten, eine neue Regierung in Sanaa zu etablieren, wurde diese von keiner anderen Seite wirklich anerkannt und akzeptiert. Stammesführer sunnitischer Stämme und Führer im Süden erkannten die Pläne der schiitischen Huthi-Minderheit für einen neuen Übergangsrat und einen fünfköpfigen Präsidialrat, der für bis zu zwei Jahre regieren sollte, nicht an.
Einige Experten sollen den raschen militärischen Erfolg der Huthis Medienberichten zufolge auf eine Unterstützung aus Iran zurückgeführt haben. Die Huthis wurden dementsprechend oft als „von Iran unterstützt“ beschrieben, doch handelte es sich bei den Huthis nicht um eine von Iran geschaffene und für ihn stellvertretend kämpfende Miliz.
Andere Experten unterstützten nicht die Behauptung, dass Iran hinter dem Machtaufstieg der Huthis stehe, sondern gingen davon aus, dass Salih-treue Armee-Verbände – also ehemals durch die USA gut ausgerüstete und trainierte Teile der regulären Arme des Jemen – und ein Großteil des Sicherheitsapparates landesweit für die militärischen Erfolge der Huthis ausschlaggebend waren, Die Kampfstärke der Huthi, die 2004 noch 2000 Mann unter Waffen hatten und bei der Einnahme Sannas am 21. September 2014 etwa 20.000 Kämpfer umfassten, sollten nach Angabe des früheren Leiters des Thinktanks Sheba-Zentrum für strategische Studien in Sanaa, Ahmad Saif, während der Militärintervention über 100.000 verfügt haben. Die meist jugendlichen und schlecht ausgerüsteten Kämpfer aus der lange vernachlässigten Provinz Saada sollen erst durch die Allianz mit Salih eine schlagkräftige Truppe gebildet haben. Nachdem Präsident Hadi die Privilegien der Eliteeinheit Republikanische Garde beschnitten hatte, deren Soldaten lange von Salihs Sohn Ahmad kommandiert worden waren und aus dem Nordjemen stammten, hatte diese sich 2012 gegen Präsident Hadi gestellt und schloss sich den Huthis, zusätzlich zu vielen Einheiten der Armee, an. Sie betrachteten den Südjemeniten Hadi als Repräsentanten der 1990 aufgelösten sozialistischen Volksrepublik Südjemen. Am 16. September 2014 besiegte die Republikanische Garde entscheidend die Erste Division der jemenitischen Armee, die von Ali Muhsin al Ahmar kommandiert wurde, der als der militärische Führer der jemenitischen Muslimbrüder gilt und von Saudi-Arabien unterstützt wird.
Der Vorstoß der Huthis wurde von den Salih-loyalen Gruppen als Chance gesehen, dessen Nachfolger Hadi zu beseitigen. Nach Ansicht des Huthi-Experten Ahmed Addaghaschi von der Universität Sanaa finanzierten sich die Huthi-Rebellen vor allem über das von der Organisation praktizierte System der Zwangsbesteuerung in den von ihr beherrschten Gebieten, während Geldflüsse und Waffentransfers im Jemen seit dem 11. September 2001 streng kontrolliert würden. Die Huthis-Bewegung hatte seiner Ansicht nach im Lauf der Zeit weniger von Iran als von den Strategien der Hisbollah in Libanon gelernt.
Andere politische Parteien wurden soweit geschwächt, dass sie nicht mehr gegen die Huthis vorgehen konnten. Die mit Salih konkurrierende und auch von den Saudis abgelehnte Muslimbrüder-Partei Islah soll im Sommer 2014 durch die Huthis ausgeschaltet worden sein. Salihs Rivale, General Ali Mohsen al-Ahmar, soll ebenfalls aus Sanaa nach Saudi-Arabien geflohen sein. Zu Beginn der saudischen Militärintervention wurde davon ausgegangen, dass die Huthis mittlerweile nach der Kontrolle über das ganze Land strebten. Während ihre Ansprüche weiterhin lokalen Charakter trugen, erweiterte ihr Vordringen in den Süden und die Involvierung anderer Staaten den Konflikt zu einem regionalen und zunehmend konfessionellgebundenen.

#### Salih-Loyalisten
Der ehemalige Präsident des Jemen, Ali Abdullah Salih, der im Jemen über einen Zeitraum von über drei Jahrzehnten an der Macht gewesen war, hatte im Jahr 2012 während des Arabischen Frühlings sein Amt niederlegen müssen, war aber weiterhin politisch einflussreich geblieben und hatte nach Ansicht von Beobachtern aus dem Hintergrund lenkend gewirkt. Sein Einfluss im Jemen beruhte weiterhin auf seiner Kontrolle der ehemals herrschenden Partei, dem Allgemeinen Volkskongress, sowie auf der Loyalität eines Teils des Militärs, das auch drei Jahre nach seinem Rücktritt zu ihm hielt. Fachleute gingen davon aus, dass Salih weiterhin über Einfluss auf das Militär im Jemen verfügte und schätzten, dass ein bis zwei Drittel der Befehlshaber der nationalen Streitkräfte loyaler gegenüber Salih als seinem Nachfolger Hadi eingestellt waren. Anderen Angaben nach sollen rund 70 Prozent der Militäreinheiten von Kommandeuren befehligt worden sein, die treu zu Salih standen. Medienangaben zufolge war es Salih gelungen, den Großteil der jemenitischen Armee mit den Geldern auf seine Seite zu ziehen, die er während seiner jahrzehntelangen Regentschaft von der saudi-arabischen Führung erhalten hatte, bis Saudi-Arabien 2012 maßgeblich an seinem Sturz beteiligt war.
Salih gilt als ein vermutlich bedeutender Akteur im Hintergrund des Machtkampfes zwischen den Huthis und der Regierung Hadi, als einer der wichtigsten Verbündeten der Huthi und als eine der treibenden Kräfte in dem Konflikt. Unter anderem die USA und die Vereinten Nationen (UN) warfen Salih vor, das Chaos im Jemen geschürt zu haben. Die UN verhängten Sanktionen gegen ihn. Obwohl Salih während seiner Präsidentschaft mehrere Kriege gegen die Huthis geführt hatte, wurde er nun beschuldigt, seinen militärischen Einfluss sowie seine politischen und tribalen Beziehungen dafür zu verwenden, den Huthis dabei zu helfen, die Regierung Hadi zu destabilisieren. Medien berichteten über Absprachen oder ein Bündnis Salihs oder seiner Anhänger mit den Huthi-Milizen. Demnach wurden die Rebellen von Militär- und Polizeieinheiten unterstützt, die loyal zu Salih standen, die auf diese Weise im September 2014 in einer schnellen Offensive die Hauptstadt Sanaa unter ihre Kontrolle brachten. Es wurde gemutmaßt, dass Salih beabsichtige, seinen Sohn Ahmed ins Präsidentenamt zu bringen, der während der Amtszeit seines Vaters die Republikanische Garde befehligt hatte und dem auch weite Teile der Armee, die nun gemeinsam mit den Huthis kämpften, treu ergeben sein sollten.
Die Huthi-Rebellen und die mit ihnen verbündeten jemenitischen Truppenteile Salihs gelten als gut gerüstet. Ihnen fielen möglicherweise Flugzeuge, Panzer, Geschütze und Fahrzeuge im Wert von 500 Millionen Dollar in die Hände, die in den vorangegangenen Jahren von den USA geliefert worden waren. Es wurde auch behauptet, dass Getreue des ehemaligen Präsidenten Salih die finanzschwachen Huthi-Rebellen finanziell unterstützten. Der in London lebende jemenitische Politologe Samir Shaibany behauptete in einer Talksendung des in den Vereinigten Arabischen Emiraten ansässigen TV-Senders al-Arabiya, es sei eine „Allianz im Rahmen einer konfessionellen Mobilisierung“ mit allerdings unterschiedlichen Zielsetzungen gebildet worden, zwischen dem Schiiten Salih einerseits, der seine schiitischen Glaubensbrüder vom Clan der Huthis während seiner Amtszeit mit großer Brutalität bekämpft und unterdrückt hatte, und den Huthis andererseits. Während Salih angeblich über seinen Sohn wieder politischen Einfluss erreichen will, forderten die Huthis schon seit Jahren mehr Mitsprache und mehr Rechte. Salih selbst erklärte dagegen nach Beginn der saudischen Militärintervention, dass weder er noch enge Familienmitglieder Posten für sich anstrebten.
Im April 2015 begrüßte Salih im Gegensatz zu Abdulmalik al-Huthi die UN-Resolution, die einseitig den Rückzug der Rebellen gefordert und eine Waffenembargo gegen sie verhängt hatte. In einem – laut Medienberichten – weiteren Rückschlag für die Huthis bekannte sich die Führung der Armeeeinheiten in der Provinz Hadramaut zu Präsident Hadi. Nach offizieller Beendigung der Operation Decisive Storm und Beginn der Operation Restoring Hope durch die saudisch angeführte Militärallianz rief Salih zu einer „Rückkehr zum Dialog“ auf und forderte in einem von ihm kontrollierten jemenitischen Fernsehsender die Huthi-Rebellen dazu auf, der Resolution des UN-Sicherheitsrates Folge zu leisten und sich aus allen eroberten Regionen einschließlich der Hauptstadt Sanaa zurückzuziehen. Er selbst sei im nationalen Interesse zur Versöhnung mit seinen Gegnern bereit. In westlichen Medien wurde daraufhin kommentiert, es sei unklar, welche Ziele Salih mit diesem Vorstoß erreichen wolle, zumal er als eine der treibenden Kräfte in dem Konflikt zwischen den Huthi-Rebellen und seinem direkten Nachfolger im Präsidentenamt und früheren Stellvertreter Hadi gelte. Es wurde die Frage aufgeworfen, ob Salih ein politisches Comeback vorbereite. Bereits am 26. März 2015 hatte Salihs Partei, der Allgemeine Volkskongress, die Huthis dazu aufgerufen, ihre militärischen Aktionen zu beenden und den Konflikt nicht länger anzufachen, was auch als Versuch gewertet wurde, sich für mögliche anstehende Verhandlungen zu positionieren.
Anfang Juni 2015 berichtete Al Jazeera darüber, dass ein früherer al-Qaida-Funktionär als Informant die ehemalige jemenitische Regierung Salih beschuldigte, als Schlüsselalliierter der USA im „Globalen Krieg gegen den Terror“ mit der AQAP konspiriert zu haben.
Im Dezember 2017 kam es zum Bruch zwischen Salih und den Huthi-Rebellen. Salih kündigte den Schulterschluss mit Saudi-Arabien an, worauf es zu Kämpfen mit den Huthi-Rebellen um die Hauptstadt Sana'a kam. Am 4. Dezember 2017 wurde Salih durch Huthi-Milizen getötet.

#### „Hadi-Loyalisten“

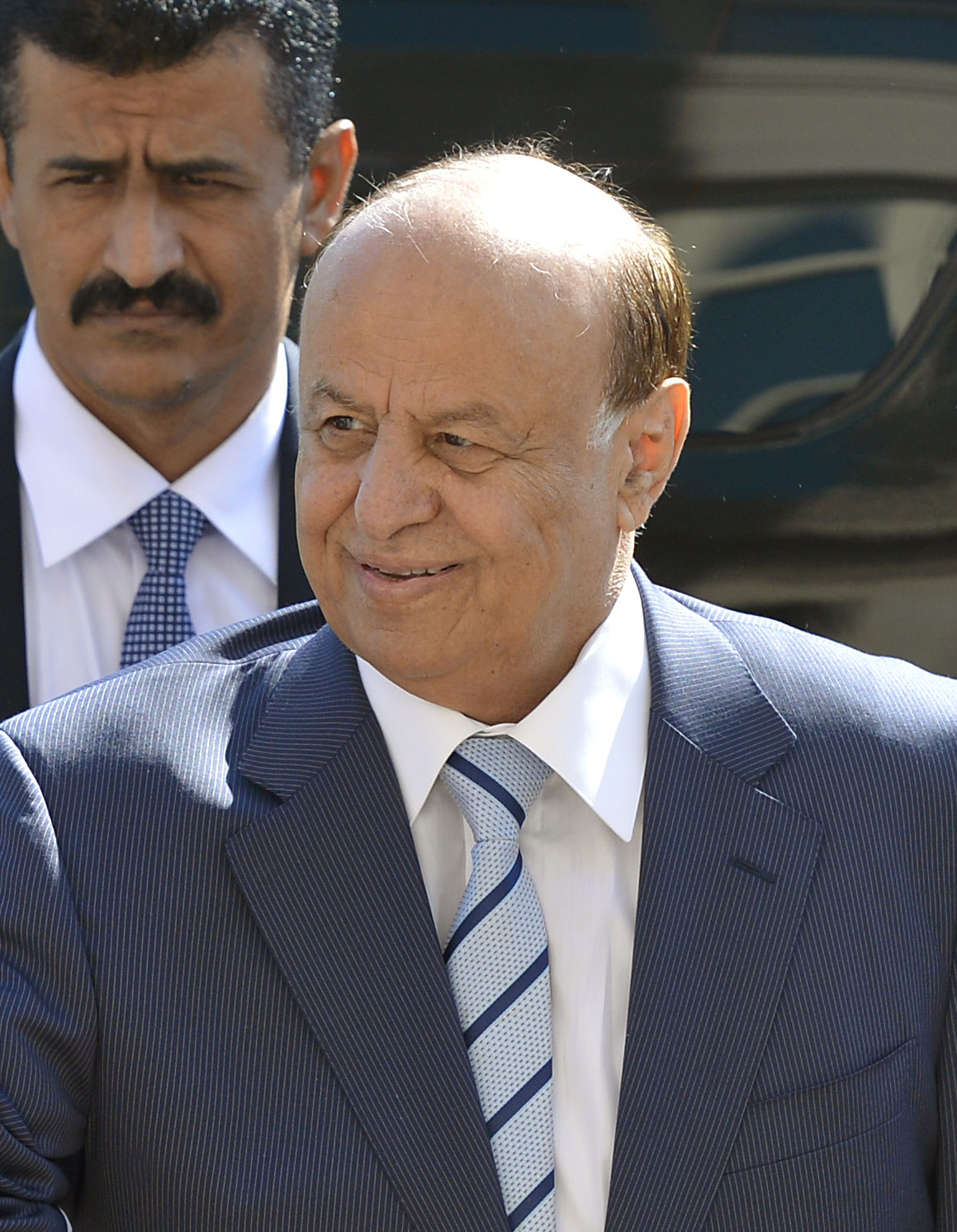
Der jemenitische Staatspräsident Abed Rabbo Mansur Hadi (Foto: 2013)

Die Regierung Hadi war nach den Protesten des sogenannten Arabischen Frühlings an die Macht gekommen, als der langjährige Machthaber im Jemen, Staatspräsident Salih, aus dem Amt gezwungen wurde. Saudi-Arabien und befreundete Golfstaaten installierten Hadi im Jahr 2011 als Präsidenten, um Salih nach dem Volksaufstand zu ersetzen. Der Golf-Kooperationsrat – eine sechs Staaten umfassende regionale Koalition, die unter saudi-arabischer Hegemonie aus sicherheitspolitischen Gründen vor dem Hintergrund massiver regionaler Umwälzungen wie der iranischen Revolution von 1979 gegründet worden war und sich als „exklusiver Zirkel konservativ-autoritärer Monarchien unter der Führung Saudi-Arabiens“ (Th. Richter/German Institute of Global and Area Studies) gegen sich neu konfigurierende republikanische Regionalpolitik wendet – hatte eine Roadmap für einen Transitionsprozess für den Jemen vorgelegt, und Hadi war als einziger Kandidat für die Präsidentschaftswahl im Jemen 2012 aufgestellt worden. Nachdem die Huthis ihren fünfköpfigen Präsidialrat einführten, der den bereits zurückgetretenen Hadi de facto absetzte, floh Hadi nach Aden und zog seinen Rücktritt zurück.
Die Kategorisierung einer Kriegspartei als „Hadi-Loyalisten“ ist umstritten. Es wurde kritisiert, dass der Krieg in internationalen Medien als „Hauptkampf zwischen Kräften, die dem belagerten Präsidenten Abdrabbuh Mansour Hadi gegenüber loyal sind, und den zaiditisch-schiitischen Rebellen, die als Huthis bekannt sind“ (BBC News) dargestellt wurde. Der Kritik nach war diese Kategorisierung fragwürdig und teilte ganz unterschiedliche Kräfte wie die östlichen Stämme, Volkskomitees verschiedener Regionen, den Südlichen Widerstand und selbst die al-Qaida in einer gemeinsamen Gruppe zu. Nur wenige dieser Kräfte beteiligten sich demnach jedoch tatsächlich am Kampf für Hadi und sein Regime, während für einige eine Rückkehr Hadis an die Macht regelrecht unerwünscht, für andere dagegen irrelevant war. Der Ausdruck „Hadi-Loyalisten“ wurde der Kritik nach durch falsche Vorstellungen begründet. So sei irrtümlich davon ausgegangen worden, dass Hadi, weil er aus der südlichen Provinz Abyan stammte, auch die Unterstützung der Südjemeniten genießen würde. Auch sei der Umstand überbewertet worden, dass Hadi im Februar 2015 nach Aden geflohen und dort anfänglich begrüßt worden war. Zudem sei von einigen irrtümlich vorausgesetzt worden, dass die Volkskomitees ein Comeback Hadis an die Macht unterstützen müssten, weil sie ursprünglich von der Regierung Hadi zur Wahrung der Sicherheit in Regionen ohne Präsenz von Armee und Polizei gebildet worden waren und weiter staatlich besoldet wurden. Der Narrativ einer klaren Zweiteilung des Konflikts in eine Pro-Huthi- und eine Pro-Hadi-Koalition kam der Perspektive der Saudis und Hadis entgegen, die die Widerstandsbewegung in Aden und im übrigen Süden als natürlichen Verbündeten in ihrem Kampf gegen die Huthis ansahen. Tatsächlich ging die saudisch geführte Militärkoalition so weit zu behaupten, dass die bewaffneten Kräfte, die im Süden des Jemen gegen die Huthis und Salih kämpften, ein Teil ihrer Militärkoalition seien und beschrieben sie als „pro-Hadi“-Milizen. Doch hatten viele der südlichen Kämpfer lange Zeit das gemeinsame Ziel der Unabhängigkeit des Südjemen vom Norden verfolgt, während Hadi ausdrücklich und wiederholt gesagt hatte, eine Unabhängigkeit des Südjemen nicht zu unterstützen.
Auch die Frage der Legitimität des von den Rebellen entmachteten Präsidenten Abed Rabbo Mansur Hadi ist umstritten. Auf der einen Seite wäre Hadis Amtszeit an dem Tag, an dem er seinen Rücktritt vom Januar 2015 zurückgenommen hatte, bereits regulär abgelaufen. Doch kann sich Hadi auch international darauf berufen, mit dem Votum von 2012 – wenn auch ohne Gegenkandidaten – durch die Bevölkerung gewählt worden zu sein, und genießt die Unterstützung der „internationalen Gemeinschaft“ und auch Saudi-Arabiens, den Transitionsprozess im Jemen, der auch durch die UN unterstützt wurde, umzusetzen. Es kann argumentieren werden, dass er weiterhin legitimer Staatspräsident ist, weil die Verfassung von 1994 vorsieht, dass der alte Präsident interimistisch weiter im Amt bleibt, bis es einen neuen Präsidenten gibt.
Während die USA und Saudi-Arabien Hadi als Verbündeten verteidigten, genoss er nur geringe Unterstützung innerhalb des Jemen. In dem stark tribal geprägten und fraktionierten Land fehlte ihm eine reale eigene Machtbasis, während der Großteil der Armee weiterhin loyal zu Salih hielt und Salih die Huthis unterstützte. Die Regierung Hadi war nicht in der Lage, die Huthi-Rebellen bei ihrer Eroberung der Hauptstadt Sanaa im September 2014 aufzuhalten. Hadi hatte einen Großteil seiner Glaubwürdigkeit verloren. Doch gilt Hadi als der für Saudi-Arabien und die westliche Staatengemeinschaft seit der Machtübernahme der Huthis „einzige Hebel, um ein Minimum an Einfluss im Jemen zu sichern“ (Mareike Transfeld/SWP). Vor diesem Hintergrund erfolgte der Aufruf Hadis nach einer Militärintervention unter der Führung Saudi-Arabiens. Nach seiner Flucht nach Aden im Februar 2015 versuchte er, diese Legitimität der „internationalen Gemeinschaft“ für sich zu bewahren und die Gelder, die die „internationale Gemeinschaft“ in den politischen Transitionsprozess investierte, nach Aden zu holen. Dies kollidierte mit dem Interesse der Huthis, die versuchten, die Macht in Sanaa zu konsolidieren und einen Staat aufzubauen, und die für dieses Ziel Legitimität nach außen benötigten, so dass sie die Eroberung Aden anstrebten, um Hadi auszuschalten.
Saudi-Arabien versuchte, die Rebellen davon abzuhalten, und als auch die von Hadi zur neuen Interimshauptstadt ausgerufene Stadt Aden zu fallen drohte, griff die unter saudischer Führung stehende Allianz militärisch ein und begann am 26. März 2015 die Luftangriffe.
Ende März 2015 floh Hadi vor den gegen Aden vorrückenden Huthis nach Riad in Saudi-Arabien, von wo aus er die Unterstützung gegen die Huthis mobilisierte und versuchte weiterzuregieren. Hadi wurde von einigen Teilen der Armee (ihm loyale Einheiten, Regierungstruppen) sowie von lokalen sunnitischen Stammesmilizen oder als Volkswiderstandskomitees bekannten Milizen (Freiwillige aus dem vorwiegend sunnitischen Süden) unterstützt. Als Problem wird betrachtet, dass Hadi kaum noch über Rückhalt in der Bevölkerung verfügt und dieser Rückhalt seit Beginn der Kampfhandlungen Saudi-Arabiens und der Koalition noch weiter geschwunden ist. Während als Ziel der saudischen Militäroffensive angegeben worden war, Hadi wieder an die Macht bringen zu wollen, wurde Hadi in der jemenitischen Bevölkerung auch von Gegnern der Huthis insbesondere negativ ausgelegt, dass er vom Saudi-Arabien aus andere Parteien dazu aufforderte, den Jemen im Rahmen einer Militärintervention zu bombardieren. Nach Ansicht der saudi-arabischen Journalistin und Filmemacherin Safa Al Ahmad, die unter anderem den Dokumentarfilm The Fight for Yemen (2015) erstellt hatte, hatte Hadi in den Augen vieler Jemeniten seine Glaubwürdigkeit und Legitimität verloren. Im Südjemen bestand das Pro-Hadi-Lager hauptsächlich aus Milizen, die die südjemenitische Separatisten-Bewegung unterstützten.
Am 12. April 2015 ernannte Hadi seinen früheren Ministerpräsidenten Chalid Bahah zum Vizepräsidenten. Die Länder des Golf-Kooperationsrates begrüßten, dass Bahah nun Hadi auch als Stellvertreter zur Seite stehe. Die Huthis verlangten dagegen die Einrichtung eines Präsidentschaftsrates. Dass Bahah den Posten des Vizepräsidenten annahm, deutete NZZ-Korrespondent Jürg Bischoff als Anzeichen dafür, dass ihm genügend politischer Spielraum zugesichert wurde, um ein Gespräch zwischen den verfeindeten Parteien im Land in Gang zu setzen und die Saudis erkannt hätten, „dass sie Hadi nicht mehr als Präsidenten installieren können, weil er im ganzen Land als Versager angesehen wird und auch bei den Gegnern der Huthi über keinen Rückhalt verfügt.“ Medienberichten von Dezember 2015 zufolge berichteten Diplomaten über eine zunehmende Verärgerung der saudischen Führung über Hadi. Die VAE hätten demnach seine Ablösung durch Premierminister Chalid Bahah bevorzugt, der im Gegensatz zu Hadi als möglicherweise noch akzeptabler Kompromisskandidat in Jemen galt. Medienberichten zufolge wurde der Krieg zwischen Hadi und den Huthi auf lokaler Ebene von Stammeskonflikten sowie von Rivalitäten zwischen Partei- und Milizenführern unterlegt, so dass sich die Kämpfer im Feld nur soweit an die Anweisungen ihrer obersten Führer hielten, wie es ihren Interessen entgegenkam. Das demzufolgende bestehende Problem, dass der Konflikt sich zunehmend der Kontrolle durch die Führungen der beiden Lager entzog, betraf vor allem das Lager von Hadi, der keine Hausmacht besaß, sondern von der Unterstützung südjemenitischer Separatisten und Stammesführer sowie von den Milizionären der islamistischen Islah-Partei abhängig war. So führten einige Beobachter die Missachtung der Waffenruhe im Dezember auf diese lokalen Machtverhältnisse zurück.
Nachdem die Rebellen (Huthi und Verbündete) im Juli 2015 durch angeblich „Regierungstreue“ aus Aden verdrängt worden waren und es der Regierung Hadi und der saudisch geführten Militärkoalition trotz monatelanger Anstrengung nicht gelungen war, die Sicherheit in Aden gegenüber den ansteigenden Angriffen von AQAP und IS zu gewährleisten, verbrachten Hadi selbst und viele seiner führenden Regierungsvertreter aufgrund der Aden ergreifenden Unruhen ihre meiste Zeit weiterhin im saudi-arabischen Exil.

#### Islah

al-Islah-Parteilogo

Als größte und bestorganisierte Oppositionsgruppe hatte Islah, die als politischer Arm der Muslimbruderschaft im Jemen gilt, über Jahre hinweg eine zweigleisige Strategie in der jemenitischen Politik verfolgt, indem sie enge Verbindungen zur Regierung unter Salih unterhalten und gleichzeitig ein Netzwerk von Unterstützern zu seiner Bekämpfung aufgebaut hatte. 2004 hatte der Islah gegenüber loyale Armeegeneral Ali Mohsin Al-Ahmar einen sechsjährigen Feldzug der Regierung gegen die Huthis geführt, bei dem hunderttausende Jemeniten in die Binnenflucht getrieben worden waren und Saudi-Arabien mit Kampfflugzeuge Huthistellungen in ihrer Hochburg Saʿda bombardiert hatte. 2011 hatte Islah als vorherrschende sunnitische Partei am Aufstand gegen Salih teilgenommen. 2012 hatte Islah Sitze im Parlament und mehrere Ministerien in der Übergangsregierung von 2012 als Teil der von Saudi-Arabien gestützten Abmachung erhalten, nach der Salih nach den Massenprotesten zurückgetreten war und im Gegenzug Immunität erhalten hatte.
Nachdem der Transitionsprozess im Jemen ins Stocken geraten war und die Huthis im Sommer 2014 zum Aufstand gegen die Regierung Hadi aufgerufen hatten sowie im September 2014 nach Sanaa vorgedrungen und Regierungsgebäude besetzt hatten, hatten sich Huthi-loyale Milizionäre blutige Scharmützel mit Islah-Anhängern geliefert, eine von Islah geführte Universität in Sanaa gestürmt und führende Islah-Parteimitglieder zur Flucht nach Saudi-Arabien, Katar und in die Türkei gezwungen. Islah behauptete, dass Salih die Huthis dafür benutzte, um an Islah wegen deren Rolle beim Sturz seiner Partei im Jahr 2011 Vergeltung zu üben.
Die mit dem Vormarsch der Huthis reflektierte und als überraschend empfundene Verschiebung der Machtverhältnisse wird auch mit der Anti-Muslimbrüderpolitik Saudi-Arabiens in Verbindung gebracht. Die aus dem Muslimbrüder-Umkreis kommende Islah-Partei und ihre tribalen Verbündeten, die als die Gewinner des Abgangs von Salih galten, konnten auf Grund der Anti-Muslimbrüderpolitik Saudi-Arabiens nicht mehr wie zuvor auf saudische Unterstützung zählen. Salihs früherer Verbündeter und späterer Gegenspieler General Ali Mohsen al-Ahmar, wurde durch Hadis personelle Besetzungswechsel in der Armee weitgehend entmachtet.
Die Luftangriffe während der saudisch geführten Militärintervention 2015 verstärkten die Spannungen zwischen den Huthis und Islah als der zu diesem Zeitpunkt bekanntesten islamistischen Partei des Jemen und belasteten nach Ansicht von Analysten das bereits fragile gesellschaftliche Gebilde im Jemen. Kurz nach dem Beginn der saudischen Luftangriffe auf de Huthi-Stellungen und wichtige Elemente der Infrastruktur im Jemen ab März 2015 verkündete die Islah-Führung ihre Unterstützung für die arabische Militäroffensive. Anfang April flog Tawakkol Karman, Friedensnobelpreisträgerin von 2011 und führende Persönlichkeit der Islah-Partei, nach Riad, um sich mit Exilpräsident Hadi zu treffen und ihre Unterstützung für die arabische Militärkoalition zu erklären. Die Huthis reagierten mit der Stürmung von Islah-Büros und Verhaftungen von Islah-Politikern im März und April 2015. Sie leiteten Ermittlungen gegen Dutzende Islah-Führer ein, einschließlich von Tawakkol Karman.
Nach Ansicht von Analysten versuchte Islah ihre Organisation durch die Unterstützung der Luftangriffe zu bewahren, da die Huthis dabei waren, zügig ihre politischen Gegner zu eliminieren und Islah als ein Hindernis für sich betrachteten.
Die Kämpfer der Islah-Partei wurden als wichtige Verbündete der Saudis bezeichnet. Im Unterschied zu den südjemenitischen Separatisten, die sich mit der Vertreibung der Nordjemeniten aus ihrem Gebiet zufriedengaben, wollten die Islamisten die Huthi-Rebellen aus Sanaa vertreiben und dort selbst die Macht ergreifen. Während die Führung der VAE Medienangaben zufolge offenbar nicht bereit war, einem Vorstoß der Islamisten auf Sanaa Vorschub zu leisten und Bedenken aufkamen, dass die Vertreibung der Huthi-Rebellen – wie im Südjemen geschehen – bewirkt, dass sich dort nicht nur Kämpfer der Islah, sondern auch der al-Qaida ungehindert ausbreiten konnten, teilte die saudische Führung diese Befürchtungen Medienangaben zufolge offenbar nicht und hielt ungeachtet am Ziel eines militärischen Siegs über Salih und die Huthi fest.

#### Sunnitische Stämme
Zwar verführte der zunehmend konfessionsgebundene Charakter des Konflikts dazu, die sunnitischen Stämme im Jemen als Einheit zu betrachten, doch unterschieden sie sich tatsächlich durch verschiedenartige Allianzen und Interessen.
Einige der Stämme im Süden Jemens hatten sich auf die Seite der Regierung Hadi im Kampf gegen die AQAP gestellt. Andere Stämme hatten der AQAP einen sicheren Rückzugsort gewährt, während wiederum andere Stämme erklärt hatten, ein Bündnis mit dem neuen im Jemen gebildeten Zweig des IS zum Kampf gegen die vordringenden Huthis in Betracht zu ziehen. Im Zentraljemen kämpften Volkskomitees für lokale Belange, verbündet mit Stämmen und anderen sozialen Kräften, vereint durch den Willen zum Widerstand gegen die Aggression der Huthi- und Salih-Kräfte und zum Schutz der lokalen Territorien, nicht jedoch aus Affinität zu Hadi.
Zudem gab es im Süden Sunniten, die eine völlige Sezession vom Staat und die Bildung eines separaten Südjemen anstrebten, wie er vor der Vereinigung von 1990 existiert hatte.

#### Südliche separatistische Bewegung

##### Verhältnis zur Zentral- und Exilregierung Hadi

Flagge des Südjemen als Symbol der südlichen Separatistenbewegung

Nach der Wiedervereinigung von 1990 hatten sich Jemeniten im Süden des Landes von der Zentralregierung marginalisiert gefühlt, was 1994 zu einem Bürgerkrieg und 2007 zur neuen Erscheinung einer al-Hirak genannten „südlichen separatistischen Bewegung“ oder Südlichen Bewegung führte, die seitdem mit dem Ziel der Wiederherstellung der staatlichen Unabhängigkeit des Südens stetig anwuchs. Die Forderungen im Süden nach Unabhängigkeit vom Norden können als Folge des Bürgerkriegs von 1994 gedeutet werden, den das nordjemenitische Militär unter dem damaligen Präsidenten Salih gegen den Süden gewonnen hatte. In der Folge verloren große Teile der südlichen Sicherheitskräfte sowie Mitarbeiter der Verwaltung ohne Entschädigungen oder Pensionen ihre Beschäftigung. Nordjemeniten erhielten bevorzugt Positionen in Militär und Verwaltung im Süden und die südjemenitische Geschichte wurde „aus dem nationalen Gedächtnis gelöscht“ (Marie-Christine Heinze/CARPO, in: taz). Seit 2007 protestierten große Teile der Bevölkerung des ehemaligen Südjemens gegen den von ihnen als „Besatzung“ durch den Norden angesehenen Staat.
In der Zeit vor der saudisch geführten Militärintervention von 2015 erhielt die Bewegung starke Unterstützung von Jemeniten im Süden des Landes, die sich als Bürger zweiter Klasse fühlten und von denen viele daher nicht an der National Dialogue Conference (NDC) teilnahmen, sondern sie als illegitim ablehnten. Andere in der Bewegung, die mit Präsident Hadi verbunden waren, der selbst auch ein Südjemenit war, nahmen am nationalen Dialog teil und sprachen sich für einen Föderalstaat anstelle einer Sezession aus. Aktivisten der Bewegung betrachteten Hadi und sein Regime, an dem viele Südjemeniten beteiligt waren, als verantwortlich für die jahrelange Marginalisierung des Südens und die einstige staatliche Gewalt gegen friedliche Demonstranten dort, die hunderte Todesopfer im Süden gefordert hatte, während sich die weltweite Aufmerksamkeit auf den Dialog in Sanaa gerichtet hatte. Viele sahen in dem Krieg in den südlichen Provinzen eine Wiederholung des Bürgerkriegs von 1994, der mit der Eroberung des Südens durch Salih und der gewaltsamen Besiegelung der jemenitischen Staatseinheit geendet hatte, die von manchen Südjemeniten als „Okkupation“ bezeichnet wurde.
Auf das Eindringen nordjemenitischer Kräfte in den Süden im Vorfeld der Militärintervention von 2015 reagierte die Südliche Bewegung mit der Aufgabe ihrer „pazifistischen Grundhaltung“ (Marie-Christine Heinze/CARPO, in: taz) und dem bewaffneten Kampf gegen die bewaffneten Milizen der Huthis und Salihs. Der bewaffnete Konflikt und die von verschiedenen Seiten verübten möglichen Kriegsverbrechen führten in Aden zu einer weiteren Radikalisierung der Unabhängigkeit vom Norden fordernden Stimmen, in deren Diskurs die Nordjemeniten nach dem Eindringen der Milizen der Huthis und Salihs in den Süden schließlich – unabhängig von ihrem Alter und Geschlecht – dehumanisiert wurden. Dabei war der südliche Widerstand jedoch größtenteils nicht Exil-Präsident Hadi gegenüber loyal, der bereits 1986 nach einem Bürgerkrieg im Süden in den Norden geflohen war und 1994 die nordjemenitischen Kräfte gegen den Süden unterstützt hatte. Im Zentraljemen, wie in der drittgrößten jemenitischen Stadt Taizz, entsprang der Widerstand gegen die Huthis eher lokalen Beweggründen als einer Unterstützung Hadis. Ein Teil der Südlichen Bewegung war der Südliche Widerstand (al-muqawama al-janubiyya), gegen die Huthi- und Salih-betriebene Invasion des Südens kämpfenden Milizen, die aus Volkskomitees und lokalen Bürgerwehr-Gruppen bestanden, die sich verpflichtet hatten, „das Volk des Südens“ zu verteidigen. Obwohl der Südliche Widerstand die saudisch-geführten Luftangriffe unterstützte und Militärhilfe von der saudisch geführten Militärkoalition erhielt, unterschieden sich seine Vorstellungen der politischen Nachkriegslösungen von dem von den Saudis angegebenen Ziel der Wiedereinsetzung Hadis. Zwar kämpften südlicher Widerstand und die Exilregierung unter Hadi während der Militärintervention 2015 über Monate hinweg mit Hilfe der saudischen Militärkoalition gegen einen gemeinsamen Feind, doch befürchtete die Südliche Bewegung, dass Hadi versuchen werde, die Gründung eines unabhängigen Südjemen zu verhindern.
Auch international wurde eine föderale Lösung für den Jemen anstelle eines unabhängigen Südjemens favorisiert. Weder war es dem Süden gelungen, sich eine geeinte Führung zu geben, die den Jemen in die Unabhängigkeit führen könnte, noch hatte die „internationale Gemeinschaft“ ein „Interesse daran, durch die Unterstützung südjemenitischer Forderungen den Unabhängigkeitsbemühungen anderer politischer oder ethnischer Minderheiten weltweit Nahrung zu geben“ (Marie-Christine Heinze/CARPO, in: taz). Zudem befand sich der größte Teil der Öl- und Gasvorkommen im Jemen im geringer bevölkerten Süden, während für den dichter bevölkerten Norden im Falle einer Abtrennung des Südens weitere Verarmung drohte.
Während der Südliche Widerstand über kein zentrales Kommando verfügte und viele Kämpfer aufgrund systematischer Diskriminierung von Südjemeniten in Armee und Sicherheitskräften über keine militärische Ausbildung verfügten, vereinigte der die verschiedenen Territorien des Südens auf ungewöhnliche Art in einer populären Widerstandsbewegung, die lokal organisierte, alle Gesellschaftsbereiche und Frauen einschloss und über Wochen die weitaus besser ausgerüstete jemenitische Armee und Huthi-Milizen abwehrte. In der Provinz ad-Dali' gelangen ihnen bis Mitte Juni 2015 mehrere Siege. Trotz der erfolgreichen Einnahme der von den Milizen der Huthis und Salihs verteidigten Stadt Aden durch den südlichen Widerstand mit Hilfe der von Saudi-Arabien angeführten Militärkoalition drohte die Zusammenarbeit zwischen südlichem Widerstand, der jemenitischen Exilregierung und der Militärkoalition um Saudi-Arabien nach Ansicht von Beobachtern bald wieder zu zerbrechen.
Ende Februar 2016 kam es am Präsidentenpalast in Aden zu einer der seltenen Konfrontationen zwischen mutmaßlich verbündeten Kräften, als angreifende Milizen des Popular Southern Resistance mit den Präsidentenpalast bewachenden Soldaten zusammenstießen und versuchten, eine Audienz mit Spitzenvertretern im Palast über ungelöste Finanzfragen zu erwirken. Das American Enterprise Institute kam zu der Einschätzung, dass es zwar möglich sei, dass salafistisch-dschihadistische Gruppen für einige der Angriffe auf Vertreter der Regierung Hadi in Aden verantwortlich waren, es aber wahrscheinlicher sei, dass andere bewaffnete Fraktionen wie südliche Sezessionisten versuchten, die Regierung Hadi abzusetzen, um einen unabhängigen Staat Südjemen zu gründen.

##### Rolle bei der Rückeroberung Adens
Nach rund vier Monaten der Militärintervention sagte Hadi in einer Rede, dass „Aden der Schlüssel“ zur Rettung der Nation sei. Die österreichische Journalistin und Nahostexpertin Gudrun Harrer bezeichnete es daraufhin als „seltsamen Nebeneffekt des Konflikts“, dass Aden mit seinen Sezessionisten „nun als Symbol des jemenitischen nationalen Zusammenhalts dient“. Katherine Zimmerman schrieb im Krisensituationsbericht des neokonservativen American Enterprise Institute Mitte Juli 2015, die sogenannte Operation Golden Arrow habe zwar begonnen, Geländegewinne der Huthi-Bewegung im südlichen Jemen rückgängig zu machen. Doch könne der Erfolg der Operation wohl nicht zur Lösung des Jemen-Konflikts beitragen, da die Offensive zur Bekämpfung der Huthis auf bewaffneten Kräften des Volkswiderstandes beruhe, die im nördlichen und Zentraljemen nicht vertreten waren, und da die Offensive nicht notwendigerweise zur Wiedervereinigung der jemenitischen Fraktionen in einem Zentralstaat führe.
Knut Mellenthin kritisierte in der jungen Welt, dass in vielen Berichten von der sogenannten „Befreiung“ Adens Mitte Juli 2015 die Aden von den Huthi-Milizen zurückerobernden Kräfte als „regierungstreue Truppen“ bezeichnet wurden, obwohl die Hauptkraft der Offensive gegen Aden im Juli 2015 Berichten zufolge von bewaffneten Anhängern der oft mit dem englischen Namen Southern Popular Resistance bezeichneten Bewegung getragen worden sei. Die meisten Fotos von der „Befreiung“ Adens hätten einzelne Reihen von Männern jeden Alters in individueller Freizeitkleidung mit Handfeuerwaffen gezeigt, für die der Begriff Miliz ein zu hohes Mass an Organisiertheit ausdrücke. Tatsächlich habe es sich um separatistische Kämpfer gehandelt, die sich zwar zeitweise mit Hadi verbündet hätten, jedoch nicht mit dem Ziel, diesem wieder zur Herrschaft über den gesamten Jemen zu verhelfen. Die regulären jemenitischen Streitkräfte seien dagegen schon Monate zuvor nahezu vollständig zu Hadis Gegnern übergelaufen. Nach Darstellung des Ärzte-ohne-Grenzen-Projektkoordinators Thierry Goffeau erlangten Ende Juli 2015 Kämpfer des Südlichen Widerstands mit Unterstützung der saudisch geführten Militärkoalition die Kontrolle über das zerstörte Aden, während Kräfte der saudisch geführten Militärkoalition das von den Huthi-Rebellen besetzte Hafengebiet einnahmen.
Nach Ansicht des jemenitischen Analysten Majed al-Mathhadi hatte die Ankunft von frisch ausgebildeten und von der saudisch geführten Militärkoalition ausgerüsteten Verstärkungstruppen den Hadi-loyalen Kräften des Volkswiderstands im Juli geholfen, nach Monaten der intensiven Kämpfe große Teile Adens einzunehmen. Nachdem die pro-Hadi-Kräfte sich zuvor damit schwer getan hatten, den Vormarsch der besser ausgerüsteten Rebellen aufzuhalten, sei durch die frisch ausgebildeten und mit modernen Waffen ausgestatteten Truppen das Gleichgewicht im Kampf zugunsten der Anti-Huthi-Kräfte verschoben worden. Ursächlich seien dafür besonders die Waffen gewesen, da die leichten Waffen des südlichen Volkswiderstands nicht für eine Wende im Bodenkampf ausgereicht hätten und der Volkswiderstand dazu die schweren Waffen benötigt habe, die von den etwa 1500 ehemaligen südjemenitischen Soldaten mitgebracht wurden, die in Aden angekommen waren, nachdem sie zuvor in Saudi-Arabien ausgebildet worden waren. Bilder aus Aden hatten Bilder von Pro-Hadi-Kräften mit gepanzerten Fahrzeugen gezeigt, die mit Maschinengewehren bestückt waren. Militärischen Quellen zufolge hatten Offiziere der saudisch geführten Militärkoalition die Operationen von Aden aus koordiniert. Michael Stephens vom Royal United Services Institute (RUSI) Doha (Katar) urteilte Anfang August 2015, da die in Aden operierenden „bunt zusammengewürfelten Milizen“ den Huthi-Kräften „in keiner Hinsicht gewachsen gewesen“ seien, sei die Rückdrängung der Huthi-Kräfte in den vorangegangenen Wochen ein starker Hinweis darauf, dass seit mehreren Wochen „permanent stationierte militärische Hilfstruppen“ vor Ort am Boden eingesetzt wurden. Obwohl die Saudis kategorisch abstreiten würden, dass Spezialtruppen in und um Aden operierten, sei es zu einer „dramatischen Verschiebung“ im Kräfteverhältnis der Kämpfer im Gebiet gekommen. Die New York Times habe von einer Brigade der VAE berichtet, die Anfang August 2015 die im Hafen von Aden gelandet sei und schwere Ausrüstung einschließlich Panzern gebracht habe. Es könne „vertrauensvoll davon ausgegangen werden“, dass die Saudis mindestens seit der zwei vorangegangenen Monate eine Art von Kampftruppe in Aden unterhalten habe. Bodentruppen, die Exilpräsident Hadi und im Weiteren Sinne dem Golf-Kooperationsrat gegenüber loyal seien, schienen eng von Luftunterstützung der saudisch geführten Militärkoalition gedeckt worden zu sein und lokale Kräfte hätten aufgrund dieser Unterstützung in den vorangegangenen Wochen Gewinne erzielt. Es sei eindeutig, dass sowohl die VAE als auch die Saudis sowohl in die Boden- als auch in die Luftkämpfe beim Kampf zur Wiedereinnahme des Luftwaffenstützpunkts von al-Anad involviert gewesen seien.
Trotz der im Juli 2015 existenten pragmatischen Kooperation zwischen Hadi gegenüber loyalen militärischen Kräften und den Milizen des Südlichen Widerstands bei der Rückeroberung von Aden waren diese Parteien politisch nicht verbunden. Zwar war Hadi der international anerkannte Präsident des Jemen, doch war der Südliche Widerstand die stärkste physische Macht vor Ort. Katherine Zimmerman bezeichnete „die Unterstützung für eine Wiedereinsetzung einer Regierung unter dem jemenitischen Präsidenten Abdu Rabbu Mansour Hadi“ sei bei Vielen in den bewaffneten Kräften des sogenannten Volkswiderstandes „nicht groß“. Ihrer Einschätzung nach waren die Erfolge des Volkswiderstandes beim Halten von Territorium dazu geeignet, die bestehenden Bruchlinien im Land noch zu verstärken.

##### Rolle beim Rückzug der Huthi-Rebellen aus dem Süden
Medienangaben erfolgte Mitte August 2015 der Rückzug der Huthi-Rebellen aus dem Süden des Jemen nach einer Vereinbarung mit einem lokalen Separatistenführer, der den Huthi freies Geleit gewährte. Im Jemen sei demnach ein territoriales Gleichgewicht entstanden zwischen den von den Huthis und den mit ihnen weiterhin verbündeten Anhängern Salihs beherrschten Norden des Jemen und dem Süden, der von verschiedenen Anti-Huthi-Gruppen kontrolliert werde, die mit der von Saudi-Arabien angeführten Militärallianz verbündet seien. Der Abzug der Huthi aus dem Süden erlaubte es ihnen Medienangaben zufolge, ihre Truppen an der alten Grenze zwischen Nord- und Südjemen zusammenzuziehen. Medienberichten zufolge gingen viele südjemenitische Kämpfer, die die Unabhängigkeit Südjemens vom Norden wollten, nach dem Abzug der Huthi aus Aden nach Hause.

#### Al-Qaida, IS und andere dschihadistische Gruppen

Die Flagge, die auch von der al-Qaida auf der arabischen Halbinsel verwendet wird, mit dem Spruch „Es gibt keinen Gott außer Gott“ und dem Siegel des im Islam als Prophet verehrten Mohammed.

Als „dritter Akteur“ traten im innerjemenitischen Konflikt neben den Hadi-Loyalisten einerseits und den Huthi-Rebellen und Salih-Loyalisten andererseits dschihadistische Gruppen wie vor allem al-Qaida auf, die als „Erzfeinde der Huthi“ gelten. Die Unterstützung Saudi-Arabiens für Milizen, die die Huthi bekämpften, führte dazu, dass insbesondere Extremisten der al-Qaeda und des IS im Jemen von der Situation profitierten. Am 16. November 2015, kurz nach den Anschlägen in Paris vom 13. November forderte die EU die jemenitische Exil-Regierung auf, ihre „Verantwortung im Kampf gegen extremistische und terroristische Gruppen wie al-Qaida auf der arabischen Halbinsel (AQAP) und Da'esh in Jemen“ (IS in Jemen) wahrzunehmen, die „Vorteile aus der gegenwärtigen Instabilität“ zögen. Insbesondere forderte die EU, alle Konfliktparteien sollten „ernergische Maßnahmen“ gegen solche Gruppen ergreifen, die eine „direkte oder externe Bedrohung“ darstellten.

##### AQAP
Die Huthi-Rebellen gelten im Jemen als diejenige Kraft, die dem organisierten Terror am entschiedensten entgegengetreten ist. Die Jemen-Expertin Marie-Christine Heinze bezeichnete die Huthis als die einzigen Akteure im Jemen, die bereit waren, sich al-Qaida mit Waffengewalt entgegenzustellen. Im Falle der Zurückdrängung, Einbindung in andere Konflikte oder Schwächung der Huthis wird ein Erstarken der al-Qaida erwartet. Salih hatte dagegen in seinen Regierungsjahren die Gefahr, die al-Qaida für den Westen und Saudi-Arabien darstellt, dazu benutzt, weitere militärische Unterstützung von den USA und Saudi-Arabien zu erhalten. Sunnitische Stämme im Süden hatten sich nach dem Vorstoß der Huthis und der Passivität Hadis Medienangaben zufolge gezwungen gesehen, ihre Verteidigung selbst zu organisieren und oftmals unter Beteiligung von al-Qaida-Kämpfern gegen die Huthis gekämpft.

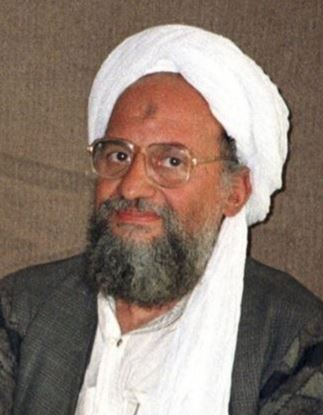
Al-Qaida-Führer Aiman az-Zawahiri (Foto: 2001)

Seit 1998 hatte die al-Qaida den Jemen als Rückzugs- und Rekrutierungsgebiet genutzt. Im Jahr 2009 war die jemenitische al-Qaida-Filiale al-Qaida auf der arabischen Halbinsel (AQAP) durch den Zusammenschluss von al-Qaida im Jemen und in Saudi-Arabien entstanden und hatte sich in der Folge in mehreren Provinzen des Jemen Rückzugsgebiete eingerichtet. Nach Ansicht des Journalisten Brian Whitaker hatte der erfolgreiche saudi-arabische Kampf gegen die al-Qaida im Königreich Saudi-Arabien den Nebeneffekt, dass die dschihadistischen Kämpfer in den Jemen auswichen und die AQAP ihre Aufmerksamkeit auf diese Region ausrichtete. Nach Ansicht des früheren Leiters des Thinktanks Sheba-Zentrums für strategische Studien in Sanaa, Ahmad Saif, erhielt die al-Qaida, die im Jemen ein „Emirat“ gründen will, aus Saudi-Arabien wieder Zulauf, seit die Huthis nach ihrem Vorrücken ab 2014 den Jemen beherrschten. Aus Saudi-Arabien sickerten Waffen und Gelder über die Grenzstadt Sharurah für al-Qaida im Jemen ein. Die gemeinsame Feindschaft zu den schiitischen Huthis führte zudem al-Qaida und die Islah-Partei, den jemenitischen Arm der Muslimbrüder, zu einer neuen Allianz zusammen.
Die AQAP als mächtigster Ableger des weltweit agierenden Terrornetzwerkes sunnitischer Extremisten gilt neben dem internationalen Waffenhandel „bisher als heimlicher Gewinner im Machtpoker um den Jemen“ (dpa). AQAP nutzte das Chaos des Krieges im Jemen, um sich auszubreiten und wichtige Dschihadisten aus Gefängnissen zu befreien. US-Verteidigungsminister Ashton Carter warnte, den Zerfall des Jemen nütze al-Qaida aus, um ihre Stellung im Land auszubauen. Die von den USA in Kooperation mit Präsident Hadi gegen die AQAP im Jemen ausgeführten Operationen – einschließlich Luftangriffen mit Drohnen – waren aufgrund des Vorrückens der Huthis im Land reduziert worden. Die insbesondere seit Januar 2015 erfolgreichen US-Drohnenangriffe auf die Führung der AQAP hatten die AQAP im Jemen zur Zeit der Militärintervention nicht entscheidend geschwächt. Seit April 2015 hatten US-amerikanische Drohnenangriffe signifikante Erfolge gegen al-Qaida-Ziele in und um Mukallah vorzuweisen.
Die Dschihadisten operierten im weiter östlich gelegenen Süden des Landes und kontrollierten seit Anfang April 2015 auch die große und bedeutende Hafenstadt Mukalla und weite Teile der die Stadt umgebenden Provinz Hadramaut ein. Mit Mukalla standen seit April Jemens fünftgrößte Stadt und nach Aden zweitgrößter Hafen zum Indischen Ozean de facto unter der Kontrolle der AQAP. In der Provinz Hadramaut, der größten Provinz des Jemen, war vor dem Krieg rund ein Drittel der Ölproduktion des Jemen erfolgt. Die Hochburg der AQAP war seit langem in der Provinz Hadramaut, wo auch Drohnenangriffe der US-Armee sie zuvor nicht entscheidend hatten aufhalten können. Hunderte Unterstützer der AQAP gingen nach Gefängnisausbrüchen in anderen Teilen des Jemen seit Beginn des Krieges nach Mukalla. Anfang April 2015 stürmten AQAP-Kämpfer das Gefängnis in Mukalla und befreiten 300 Gesinnungsgenossen. In der Stadt Mukalla ging al-Qaida während der Militärintervention ein Bündnis mit örtlichen Stammesvertretern ein und sollte nach Angaben eines Lokalpolitikers gemeinsam einen 51-köpfigen Provinzrat eingesetzt haben, der die Gegend regieren solle. Die AQAP regierte Mukalla im Verbund mit anderen lokalen salafistischen Gruppen. Nachdem die AQAP zunächst die Verhängung strikten islamischen Rechtes vermieden, um die öffentliche Unterstützung zu behalten, begann al-Qaida in Mukalla Berichten zufolge später damit, ein streng islamistisches Regime einzurichten mit einem islamischen Gericht und in den Straßen patrouillieren Sittenwächtern. Religiöse Sufi-Stätten wurden zerstört und das Verbot der Volksdroge Kath verschärft. Die AQAP-Milizionäre sollten mehrere Politiker verschleppt haben, die Sympathien für die Huthi-Rebellen und den mit ihnen verbündeten ehemaligen Präsidenten Salih geäußert hatten. Auch der Flughafen Riyan am Golf von Aden geriet unter ihre Kontrolle. Von ihrem Stützpunkt in Hadramaut aus führte die AQAP tödliche terroristische Attacken gegen Huthi-Ziele in Sanaa und anderen Städten aus. Unter Verwendung ihrer Basis in Mukalla griffen die Dschihadisten schiitische Moscheen, Huthi-Führer und -Streifen sowie andere Ziele an.
Der AQAP stand in der Provinz Hadramaut der Islamische Staat entgegen, der dort einige kleinere Attacken durchführte. Der Norden der Provinz Hadramaut wurde von jemenitischen Armeekräften kontrolliert, die dem ehemaligen Präsidenten Salih gegenüber loyal waren, aber grundsätzlich die Konfrontation mit der AQAP vermieden.
Westliche Geheimdienste bewerten die AQAP aufgrund ihrer technischen Kompetenz und ihres weltweiten Wirkungsbereichs als den gefährlichsten Zweig der al-Qaida. Sie baute ihr Herrschaftsgebiet systematisch aus und war im Gegensatz zu anderen al-Qaida-Zweigen seit Längerem international aktiv. Mit den meisten ihrer Attacken seit ihrer Gründung hatte sich die AQAP auf die Zentralregierung konzentriert. Die Teile des Südens kontrollierende Terrorgruppe betrachtete sowohl Präsident Hadi wegen dessen Unterstützung der US-Drohnenangriffe als auch Saudi-Arabien und die Huthis als Feinde. Sie war den Schiiten ebenso wenig verbunden wie der Regierung Saudi-Arabiens, die der al-Qaida als illegitim erschien. Aus dem Krieg zwischen den überwiegend schiitischen Huthis und der von Saudi-Arabien angeführten internationalen Militärkoalition hielt sich die AQAP heraus und nutzte die Kämpfe stattdessen erfolgreich für ihre eigenen Zwecke. Die Anschläge der AQAP gegen die schiitischen Huthis finden vor allem bei ärmeren sunnitischen Stämmen Zustimmung.
Die zur Zeit der Militärintervention erstarkende jemenitische al-Qaida hatte in den vorangegangenen Jahren mehrfach gezeigt, dass sie in der Lage ist, auch in Europa und in Richtung USA Anschläge zumindest zu planen. Sie galt als einziger Ableger von al-Qaida, der es weiterhin schafft, Anschläge im Westen zu planen. Der Nahost-Experte Guido Steinberg vertrat die Ansicht, dass auch der Anschlag auf Charlie Hebdo im Januar 2015 von der jemenitischen al-Qaida in Auftrag gegeben worden war, zu dem sich die AQAP bekannt hatte. Die von Mitgliedern der AQAP herausgegebene, grafisch hochmoderne gehaltene dschihadistische, englischsprachige Internetzeitschrift Inspire hatte bereits im März 2013 einen US-amerikanischen Fahndungslisten nachempfundenen Steckbrief herausgegeben, auf dem die AQAP den „Gesuchten“ „Verbrechen gegen den Islam“ vorwarf, unter anderem auch dem getöteten Herausgeber und Zeichner der Satirezeitung Charlie Hebdo, Stéphane Charbonnier. Im August 2014 hatten Kämpfer der mit der al-Qaida verwandten al-Nusra-Front die Entführung und Tötung von 14 jemenitischen Soldaten mit den Anti-Terror-Aktionen begründet, die das US-amerikanische Militär mit Duldung der jemenitischen Regierung in der Region durchführte.
Bei der erfolgreichen Rückeroberung Adens gab es Medienangaben zufolge Berichte, nach denen auch Kämpfer der AQAP an den Kämpfen beteiligt gewesen seien und die AQAP somit den Sieg mitgefeiert habe, bei dem die Leichen von Huthis zur Schau gestellt worden seien. Da die im Unterschied zu einfachen Stammeskämpfern militärisch versierten Dschihadisten für die saudisch angeführte Militärallianz dem Vorwurf nach willkommene Verbündete im Kampf gegen die Huthi-Rebellen waren, sollen die Saudis es vermieden haben gegen sie vorzugehen. Nachdem die Huthi-Rebellen aus dem Südjemen vertrieben wurden und sich in der Folge die Sicherheitslage in Aden zunehmend verschlechterte, breitete sich die AQAP im Südjemen und in Aden weiter aus. Die AQAP brachte wichtige Teile Adens unter ihre Kontrolle und konnte am 22. August 2015 über mehrere Stunden das Viertel Tawahi mit dem Präsidentenpalast und Hafen kontrollieren. Am 19. September 2015 schrieb das Wall Street Journal, nur Wenige würden abstreiten, dass die AQAP an der Seite der breiten Militärallianz gekämpft hatte, die die Huthi-Milizen in den vorangegangenen Wochen aus weiten Teilen des südlichen Jemen zurückgedrängt hatte. Truppen aus Saudi-Arabien und den VAE hätten nach Angaben von Vertretern der saudisch geführten Militärkoalition einen inoffiziellen Nichtangriffspakt mit der AQAP geschlossen, um sich nicht gegenseitig zu bekämpfen.

##### IS-affine Gruppen

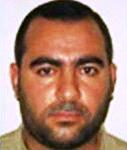
Abu Bakr al-Baghdadi (1971–2019), Anführer des IS und nach dessen Lesart ab Juni 2014 Kalif aller Muslime (Foto: 2004)

Allerdings schlossen sich nicht alle jemenitischen Dschihadisten al-Qaida an. Jüngere Selbstmordanschläge auf zaiditisch-schiitische Moscheen in Sanaa wurden als Anzeichen gedeutet, dass sunnitische islamistische Gruppen mit Affinität zum Islamischen Staat (IS) versuchten, den Konflikt im Jemen durch Gewaltakte zu konfessionalisieren und sektiererische Tendenzen im Jemen zu verstärken: Es entstand ein Ableger des IS, der al Qaida in ihrer „Heimat“ Konkurrenz machte.
Im Februar 2015 berichtete die US-amerikanische Internetseite SITE, eine ganze Gruppe mutmaßlicher AQAP-Anhänger sei zum IS übergelaufen. Der jemenitische Zweig der Dschihadistenorganisation IS, die bestrebt ist, die AQAP in den Hintergrund zu drängen und im März 2014 eine Reihe von Selbstmordanschlägen in Sanaa verübte, trat Ende 2014 erstmals in Erscheinung. Ansar al-Scharia im Jemen (ASY) verfügte im Gegensatz zu Ansar al-Scharia genannten Gruppen in anderen Staaten über operative Verbindungen zur al-Qaida und galt als Alias und Teil eines Rebranding-Versuchs der AQAP, den der oberste religiöse Führer der AQAP, Scheich Abu Zubayr Adil bin Abdullah al-Abab, im April 2011 erstmals mit den Worten erklärt hatte: „den Namen Ansar al-Sharia benutzen wir um uns in Gebieten vorzustellen, wo wir daran arbeiten den Leuten über unsere Arbeit und Ziele zu erzählen“. Nach anderen Berichten war es der ASY bereits einige Jahre vor der Militärintervention von 2015 im Jemen erfolgreich gelungen, in den von ihr kontrollierten Gebieten öffentliche Dienstleistungen bereitzustellen und das staatliche Vakuum auszufüllen, das die Zentralregierung aus Unvermögen oder Unwilligkeit offengelassen hatte. Die ASY hatte mit ihren Zeitungen und in Videos damit werben können, die Strom- und Wasserversorgung zu gewährleisten sowie Sicherheits-, Rechtsprechungs- und Bildungsaufgaben zu erfüllen. Die Regierungsvorkehrungen der ASY, die eine öffentliche Ordnung auf Grundlage einer engen und rigiden Auslegung der Scharia errichtete, waren in den betroffenen Gebieten verhältnismäßig populär.
Im November 2014 schworen bis dahin unbekannte jemenitische Dschihadisten, bei denen es sich vor allem um ehemalige al-Qaida-Mitglieder gehandelt zu haben scheint, dem IS-Führer und selbsternannten Kalifen Abu Bakr al-Baghdadi die Treue. Im Februar 2015 kündigte die jemenitische Terrororganisation Ansar al Scharia in einer wenig beachteten Erklärung öffentlich an, dem IS-Führer Abu Bakr al-Baghdadi als „dem Kalifen der Gläubigen“ die Treue zu schwören und nicht den Befehlen des al-Qaida-Führers, des „Scheichs, heiligen Kriegers und Gelehrten“ Aiman az-Zawahiri zu folgen. Die Extremisten mit nur sehr losen Verbindungen zu al-Qaida verkündeten: „Wir geben die Schaffung bewaffneter Brigaden bekannt, die sich auf den Kampf gegen Abtrünnige in Sanaa und Dhamar spezialisieren.“ Damit war die Ansar al Scharia im Jemen im Februar 2014 von der al-Qaida abgerückt und hatte sich dem IS angeschlossen.
Eine jemenitische Nachrichtenseite meldete zudem, der führende AQAP-Funktionär Dschalal Baleidi habe ebenfalls die Seiten gewechselt und baue ein Ausbildungslager für IS-Kämpfer an der Grenze zu Saudi-Arabien auf.
Seit März 2015 erklärte sich der IS für eine Reihe von bekannten tödlichen anti-schiitischen Anschlägen oder Angriffen für verantwortlich, die die Operationen der AQAP in den Schatten stellten. Während die AQAP weiterhin von der US-Regierung als gefährlichster Zweig der al-Qaida eingestuft wurde, bewerteten Fachleute den IS im Jemen als im Aufstieg und die AQAP verdrängend begriffen. Bereits am 20. März 2015 brachten die Selbstmordanschläge auf die zwei schiitischen Moscheen in Sanaa mit 142 Toten – als erste Terroranschläge im Namen des IS im Jemen – die Präsenz des IS im Jemen ins öffentliche Bewusstsein und belegten tatsächlich im Jemen existierende Strukturen mit Anschluss an den irakisch-syrischen IS, auch wenn die US-Regierung nach den Anschlägen von Sanaa mitteilte, sie könne bislang keine Belege für eine IS-Täterschaft erkennen, und in der Vergangenheit hätten unterschiedliche Gruppen das Label der Gruppe lediglich zu Propagandazwecken genutzt. Es handelte sich um eine neue Entwicklung, da al-Qaida bis dahin immer bemüht gewesen war, Zivilisten zu verschonen, während es zum Profil des IS gehörte, durch möglichst aufsehenerregende Anschläge auf Schiiten und andere religiöse Minderheiten konfessionelle Spannungen zu schüren und im anschließenden allgemeinen Chaos die Macht zu übernehmen.
In den nächsten Monaten folgten mehrere ähnliche Terrorakte. Kurz nachdem der IS sich über Twitter für einen Sprengstoffanschlag vom 22. April 2015 in der Provinz Ibb mit fünf getöteten Huthi-Rebellen für verantwortlich erklärt hatte, wurde am 23. April 2015 – als offenbar erste Veröffentlichung eines aktiven IS-Zweiges im Jemen – ein Video veröffentlicht, in dem eine sich selbst Kalifatsoldaten nennende Gruppe von Kämpfern im Jemen Gehorsam gegenüber dem IS gelobte und schwor, Mitglieder des Huthi-Aufstandes zu töten. Das auf die Überwachung islamistischer Webseiten spezialisierte Unternehmen SITE schrieb auf seiner Homepage mit Berufung auf ein im Internet am 30. April 2015 veröffentlichtes Video des IS, der neue Zweig des IS im Jemen habe über ein Dutzend Soldaten hingerichtet, die im Video als „Abtrünnige“ bezeichnet und als Mitglieder der zweiten Bergsteigerbrigade der jemenitischen Armee ausgegeben wurden. Die Tötungen ereigneten sich den Angaben zufolge zu einem unbekannten Zeitpunkt in der südlichen Provinz Shabwa, wo Islamisten dem IS die Treue geschworen hatten. Eine Besonderheit bildete am 22. Mai 2015 ein Anschlag auf eine zaiditische Moschee in Sanaa, weil zeitgleich ein ähnliches Attentat auf eine schiitische Moschee in Qatif im östlichen Saudi-Arabien stattfand. Da sich der IS zu beiden zeitgleichen Anschlägen bekannte, wurde vermutet, dass die Aktionen koordiniert waren und daher möglicherweise der jemenitische IS ebenso wie die lokale al-Qaida neben dem Jemen das Nachbarland Saudi-Arabien anzielte und die jeweiligen IS-Teilgruppen in beiden Ländern zusammenarbeiten oder zusammengehörten.
Am 18. Juli 2015 gab der Islamische Staat im Jemen erstmals in einer online mit mehreren Fotos veröffentlichten Stellungnahme an, an den Kampfhandlungen in Aden teilgenommen zu haben. Die Fotos zeigten maskierte Kämpfer in Pick-ups und gefesselte Männer, die als festgenommene Huthi-Sniper bezeichnet wurden. Bis zu diesem Zeitpunkt hatte der IS zwar die Verantwortung für eine Reihe tödlicher Attacken auf die Huthis in Sanaa übernommen, doch soll Medienangaben zufolge nicht bekannt gewesen sein, dass er an den Gefechten teilgenommen hatte.
Anfang Dezember 2015 bekannte sich der IS zu einem Anschlag, bei dem in Aden, wohin Exil-Präsident Hadi im November 2015 als provisorischem Sitz der jemenitischen Regierung zurückgekehrt war, der kurz zuvor zum Chef der Sicherheitskräfte in Aden ernannte und Hadi nahestehende Jaafar Saad und sechs seiner Leibwächter im als Hochburg der AQAP geltenden Stadtviertel Tawahi getötet wurde. Die Tötung von Saad wurde als weiterer Rückschlag für Hadi gewertet, dem es seit der breitangelegten Operation seiner Truppen und Alliierten in fünf südjemenitischen Provinzen – einschließlich Aden – gegen die Huthis nicht gelungen war, die Sicherheit in der Stadt herzustellen, während dschihadistische Gruppen die Lage für dramatische Gewinne insbesondere in den südlichen Regionen hatten nutzen können und der IS zu einem mächtigen Konkurrenten der AQAP geworden war.

##### Verhältnis al-Qaida- und IS-affiner Gruppen zueinander
Wie AQAP hing auch der IS einer strengen sunnitischen Religionsauslegung an. Beide betrachteten viele Heiligtümer als Zeichen von Ungläubigkeit und Schiiten als Glaubensabtrünnige. Während der IS eine Position einnahm, die die Tötung schiitischer Zivilisten vorsah, lehnte al-Qaida auf der arabischen Halbinsel diese Haltung als rücksichtslos gewalttätig ab.
Nach der Etablierung des Ablegers des Islamischen Staates im Jemen kam es zu einem heftigen Konkurrenzkampf der Gruppe gegen die AQAP um Männer und Ressourcen. Während die AQAP während der Militärintervention große Territorien eroberte, den größten Teil der Provinz Hadramaut beherrschte, enorme Mengen an Waffen und Bargeld erbeutete und Hunderte Dschihadisten aus dem Gefängnis befreite, versuchte der Islamische Staat seine Zielsetzung von der der AQAP durch Angriffe auf Moscheen abzusetzen. Durch die Bombenanschläge auf Moscheen versuchte der als Wilayat Sanaa (deutsch etwa: Provinz Sanaa) bekannte Islamische Staat im Jemen sein Profil zu stärken und seine Einsatzmöglichkeiten zu betonen. Der IS versuchte auch, die Art konfessioneller Gewalt zu entzünden, von der er in Syrien und im Irak profitiert hatte, doch unterschied sich der Jemen von Syrien und Irak darin, dass es keine rein zaiditischen oder Huthi-Moscheen gab, sondern Huthis und Sunnis häufig die gleiche Moschee besuchten.
Wie viel Unterstützung der IS im Jemen genoss, war zur Zeit der Militärintervention unklar. Ebenfalls als unklar galt die Prioritätenliste der AQAP, die die Sprengstoffanschläge des IS auf zaidistische Moscheen verurteilte, nicht jedoch die saudische Militärintervention. Es galt als noch nicht abschließend geklärt, ob der IS und al-Qaida im Jemen rivalisieren oder nebeneinander koexistieren.
Anfang Juli 2015 betrug die Anzahl der IS-Kämpfer nach Schätzungen des früheren al-Qaida-Insiders Aimen Dean, der zur Zeit der Militärintervention ein Unternehmen für Sicherheitsberatung führte, rund 300, während die AQAP über mehrere Tausend Kämpfer verfügte. Dean rechnete jedoch damit, dass es innerhalb weniger Monate zu bewaffneten Auseinandersetzungen zwischen beiden Gruppen kommen würde. Es wurde vermutet. dass al-Qaida an Unterstützung verlor.
Die relative Schwächung der AQAP gegenüber den IS-nahen Gruppen während der Militärintervention wurde auch als eine Folge der US-Drohnenangriffe auf führende Vertreter der AQAP gedeutet. Unter anderem wurde Anfang Juni 2015 Nasser al-Wuhajschi, der als weltweit zweitbedeutendstes Führungsmitglied angesehen wurde, in al-Mukulla getötet. Einige Beobachter wie Ibrahim Sharqieh Frehat vom Brookings Doha Center vertraten die Ansicht, dass die Methoden der US-Extremistenbekämpfung ein Klima erzeugt hätten, das dem IS beim Aufbau förderlich war und „ein Muster, wie wir es im Irak und in Syrien gesehen haben“ festzustellen sei. Eine Schwächung von al-Qaida sei demnach insbesondere als förderlich für den Aufstieg des IS zu bewerten.

### Internationale Akteure und Interessenlagen
| Die Militärintervention unterstützend | Die Militärintervention unterstützend | Die Militärintervention ablehnend       |
| Militärische Beteiligung | Andere Unterstützung | Die Militärintervention ablehnend       |
| --- | --- | --------------------------------------- |

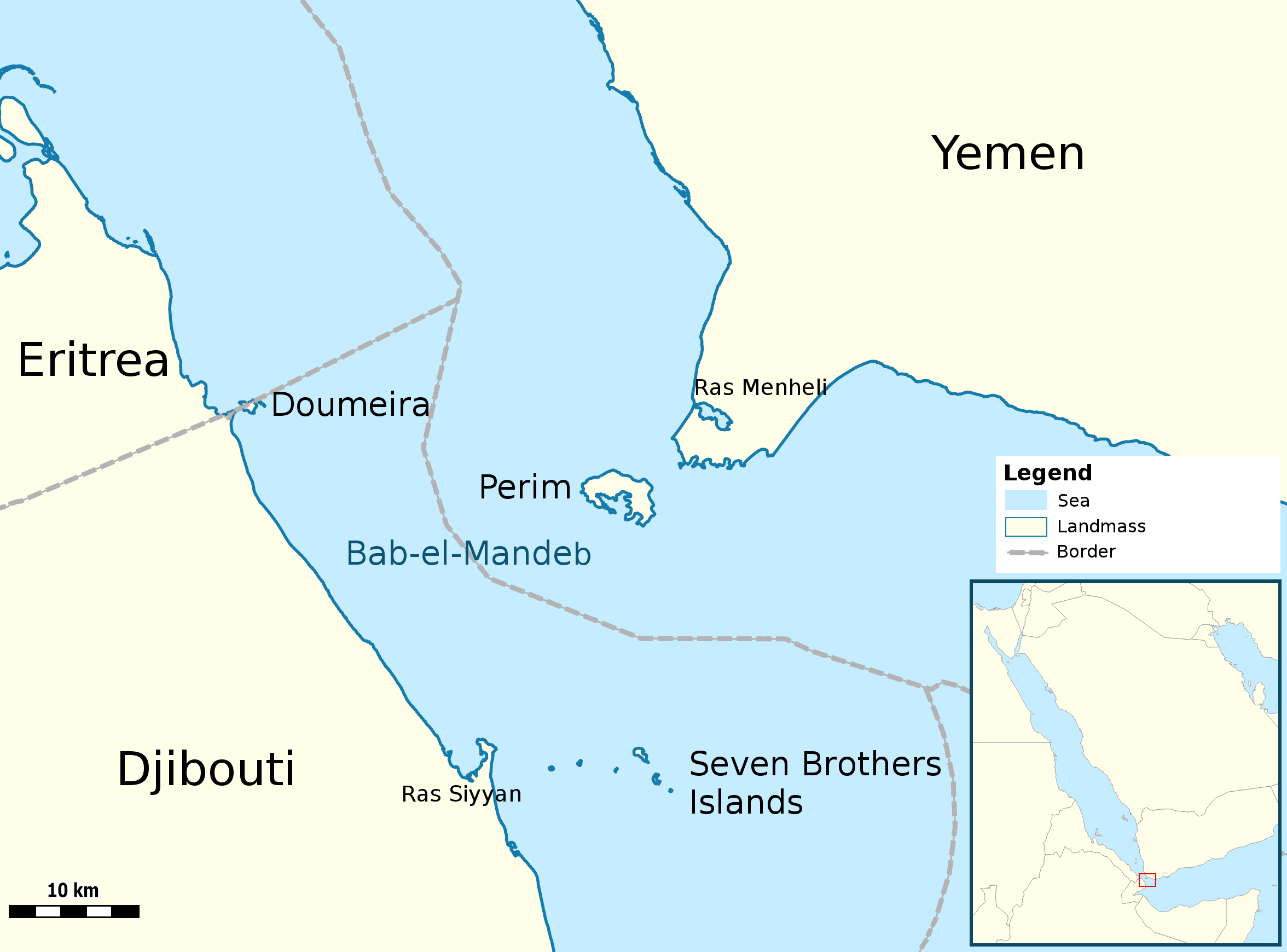
Meerenge Bab al-Mandab

| - Saudi-Arabien (Führung der Islamischen Militärkoalition) - Vereinigte Arabische Emirate - Kuwait - Bahrain - Katar - Jordanien - Ägypten - Sudan | - Vereinigte Staaten - Vereinigtes Königreich - Frankreich - Türkei - Marokko* - Belgien *: Marokko gab keine Stellungnahme ab, ob es Kampfjets entsendet hatte | - Iran - Volksrepublik China - Russland |

Die strategisch wichtige Position des Jemen wird mit seiner Lage am Bab al-Mandab begründet, der als enge Meeresstraße das Rote Meer mit dem Golf von Aden verbindet, durch den ein bedeutender Teil der weltweiten Erdöl-Verschiffung verläuft. Ägypten und Saudi-Arabien befürchteten, die Machtübernahme der Huthis werde den freien Durchgang der Meeresstraße gefährden. Die Mineralölindustrie beobachtete den Konflikt mit Sorge, da über die Schifffahrtswege durch die an dem Jemen vorbeiführende enge Meerenge täglich rund 4 Millionen Barrel Erdöl zu den internationalen Märkten verschifft wurden.
Im Kampf gegen die Huthi-Milizen im Jemen verfolgten die USA und Saudi-Arabien teilweise das gleiche Ziel wie die al-Qaida auf der arabischen Halbinsel (AQAP) – nämlich den Anführer der Rebellen, Abdulmalik al-Huthi, festzunehmen – während die strategischen Interessen der USA und Irans, die sich im Atomkonflikt nach jahrelangem Streit auf einen Kompromiss verständigt hatten, im Nahen Osten unverändert weit auseinander lagen. Zwischen einigen Staaten der Arabischen Liga kam es zu scharfen Auseinandersetzungen wie zwischen Irak und Saudi-Arabien, die die Uneinigkeit der Verbündeten der USA im Nahen und Mittleren Osten offenlegten. Saudi-Arabien bemühte sich bereits seit Jahrzehnten um Einfluss im Nachbarland Jemen und finanzierte dort Politiker, Stammesführer, Offiziere und Medienorganisationen. Auf diese langjährigen Allianzen auch mit sunnitischen Stämmen wollte das Land während er Militärintervention im Jahr 2015 zurückgreifen. Einige der sunnitischen Stämme unterhielten dabei gleichzeitig Kontakte zum al-Qaida-Zweig im Jemen, um das Vorrücken der Huthis gemeinsam aufzuhalten. Damit drohte für die saudisch angeführte internationale Militärkoalition die Verlegenheit, faktisch eine Allianz mit einer Terrorgruppe einzugehen, zu deren Zielen der Sturz der königlichen Familie in Saudi-Arabien gehörte.
In der saudisch geführten Militärallianz verbündeten sich außerdem arabische Staaten, die zum Teil noch kurz zuvor ein gespanntes Verhältnis zueinander gehabt hatten. Wenige Wochen vor der Militärintervention hatte Katar seinen Botschafter aus Ägypten abgezogen, nachdem der ägyptische Botschafter bei der Arabischen Liga Katar beschuldigt hatte, den Terrorismus zu unterstützen. Der Vorwurf der Terrorunterstützung rührt von dem engen Verhältnis Katars zu der Bewegung der Muslimbrüder her, die mit dem Umsturz in Ägypten im Jahr 2013 von Ägypten als terroristische Organisation eingestuft worden waren. Wie Ägypten betrachten auch die Vereinigten Arabischen Emirate (VAE), Bahrein und Saudi-Arabien die Muslimbrüderschaft als Todfeinde. Dennoch wurde Katar ein Mitglied der Militärallianz und entsandte mindestens 1000 Soldaten in den Jemen, ehe es im Zuge der Katar-Krise ab 2017 von Saudi-Arabien aus der Militärkoalition ausgeschlossen wurde. Den Ausschluss aus der Anti-Huthi-Koalition ereilte auch die VAE im Jahr 2019, als Saudi-Arabien bemerkte, dass die VAE eigene Interessen mit ihrer Kriegsbeteiligung verfolgten, die das Ziel hatten, den eigenen Einfluss im Jemen zu vergrößern und den Einfluss von Saudi-Arabien im Jemen zu verringern.
Ein Teil der Staaten, die Saudi-Arabien bei der Militärintervention 2015 eingebunden hatte, unterhielten im Jemen schon seit 2009 Spezialeinheiten mit Hunderten von Elitesoldaten, wie dies für Marokko, Pakistan und Jordanien als bestätigt galt. Sowohl die VAE als auch Bahrain, Katar und mehrere andere Staaten bestritten anfangs, Bodentruppen im Jemen zu haben. So gaben die intervenierenden Staaten selbst zu Protokoll, keine Besetzung weiter Teile des Jemen durch eigene Truppen zu beabsichtigen, sondern auf einheimische sunnitische Stämme, örtliche Milizen und Überreste der jemenitischen Armee im Kampf gegen die Huthi-Rebellen zu setzen. Informationen über den Einsatz von Bodentruppen durch die saudisch geführte Militärallianz drangen oft nur durch Todesanzeigen in den Zeitungen an die Öffentlichkeit, während die saudisch geführte Militärkoalition selbst praktisch keine Informationen dazu veröffentlichte. So wurde die Beteiligung Marokkos erst bekannt, als ein marokkanischer Pilot zu Tode kam.
Im Jemen setzten die Golfstaaten nach anfänglichen Meldungen zunächst vor allem auf Bodentruppen aus Pakistan und Ägypten, deren Regime beide als abhängig von finanzieller Unterstützung Saudi-Arabiens galten. Doch beschloss Pakistan zur Verärgerung Saudi-Arabiens im April 2015, in dem Konflikt neutral zu bleiben.
Die Offensive Saudi-Arabiens richtete sich zumindest indirekt auch gegen Iran, mit dem Saudi-Arabien um die Vormachtstellung in der Region rang und dem nachgesagt wurde, die schiitischen Huthi-Milizen zu unterstützen, während die iranische Führung stets erklärt hatte, der Miliz weder finanziell noch militärisch zu helfen. Gleichzeitig waren die USA im Kampf gegen den IS auch auf die Unterstützung Irans angewiesen, mit dessen Hilfe es der von den USA unterstützten irakischen Armee zuletzt gelungen war, den IS aus vielen der eroberten irakischen Gebiete wieder zu verdrängen.

#### Saudi-Arabien

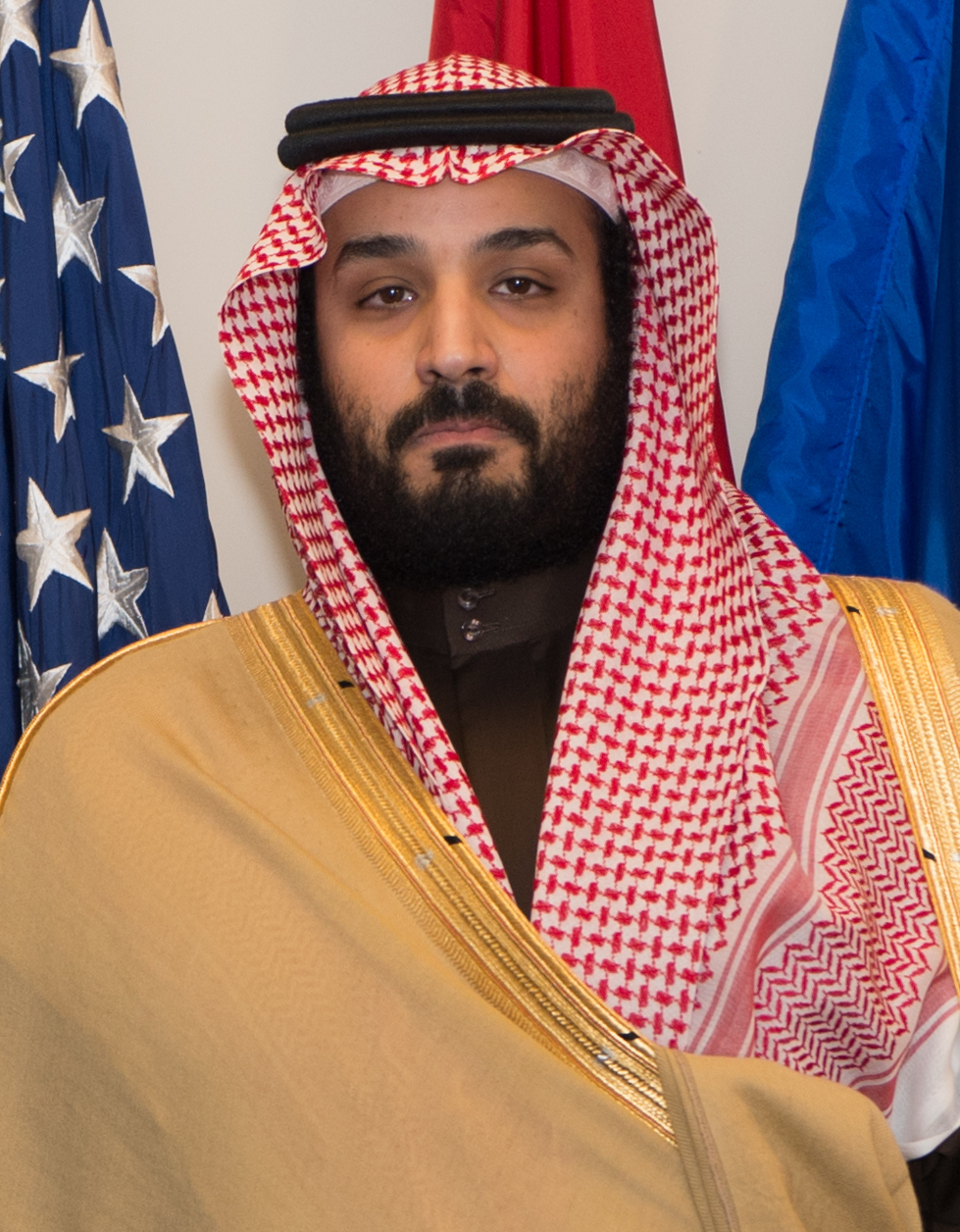
Mohammad bin Salman, der 2015 von seinem Vater, dem saudi-arabischen König Salman, mit 29 Jahren zum weltweit jüngsten Verteidigungsminister ernannt worden war.

Mit der Militärintervention im Jemen im Jahr 2015 trat Saudi-Arabien zum ersten Mal seit Jahrzehnten offen und offensiv als Ordnungsmacht auf, die Krieg führt. Zwar hatte Saudi-Arabien Ende 2009 und Anfang 2010 bereits im Jemen militärisch interveniert, zur Unterstützung des damaligen Präsidenten Salih die Stellungen der Huthis im Jemen bombardiert und war mit Soldaten im Jemen einmarschiert, um gegen Huthi-Rebellen vorzugehen, wobei 130 saudi-arabische Soldaten ums Leben gekommen waren. Doch hatte das saudische Königreich eine derart offensive Außenpolitik wie mit der Militärintervention von 2015 seit Generationen nicht mehr betrieben, sondern zuvor meist diplomatisch aus dem Hintergrund gewirkt. Nachdem die USA lange Zeit über als gestaltende Macht im Nahen und Mittleren Osten aufgetreten waren, war nun die Zeit der Gewaltherrscher, die in der Region als für den Westen „nützliche Autokraten“ in stabilen Herrschaftssystem (Eva Kogel/Die Welt) mit den USA zusammenarbeiteten, zu Ende gegangen. Die USA hielten sich nun militärisch stärker zurück und traten weniger als Hegemon der arabischen Welt auf. Die nach dem Prinzip der „Koalition der Willigen“ aufgestellte Militärallianz stand im Fall Jemen nicht mehr unter der Führung der USA, sondern Saudi-Arabiens, das an Stelle der USA als neue politische Kraft trat. Saudi-Arabien machte sich damit zum Anführer eines Bündnisses, das es zuvor in solcher Zusammensetzung nicht gegeben hatte. Saudi-Arabien handelte als Stifter einer sunnitischen Einheitsbewegung, in deren Militärkoalition noch kurz zuvor verfeindete Mächte wie Katar und Ägypten vereint kämpften, um den Einfluss des schiitischen Iran zu beschneiden. Die saudische Führung beklagte, die US-Regierung unterstütze indirekt Iran, indem die USA Einsätze gegen die sunnitischen IS-Milizen flogen, die Irans Verbündeten Assad in Syrien attackierten. Darum nehme Saudi-Arabien mit der Militärintervention im Jemen die Wahrung seiner Sicherheitsinteressen selbst in Angriff und gehe gegen die schiitischen und damit – nach saudischer Sichtweise – proiranischen Huthis vor. Saudi-Arabien hatte bereits Jahre zuvor – möglicherweise ohne Absprache mit der US-Regierung – in Bahrain interveniert, um den dortigen Aufstand der schiitischen Bevölkerungsmehrheit gegen den König niederzuhalten.

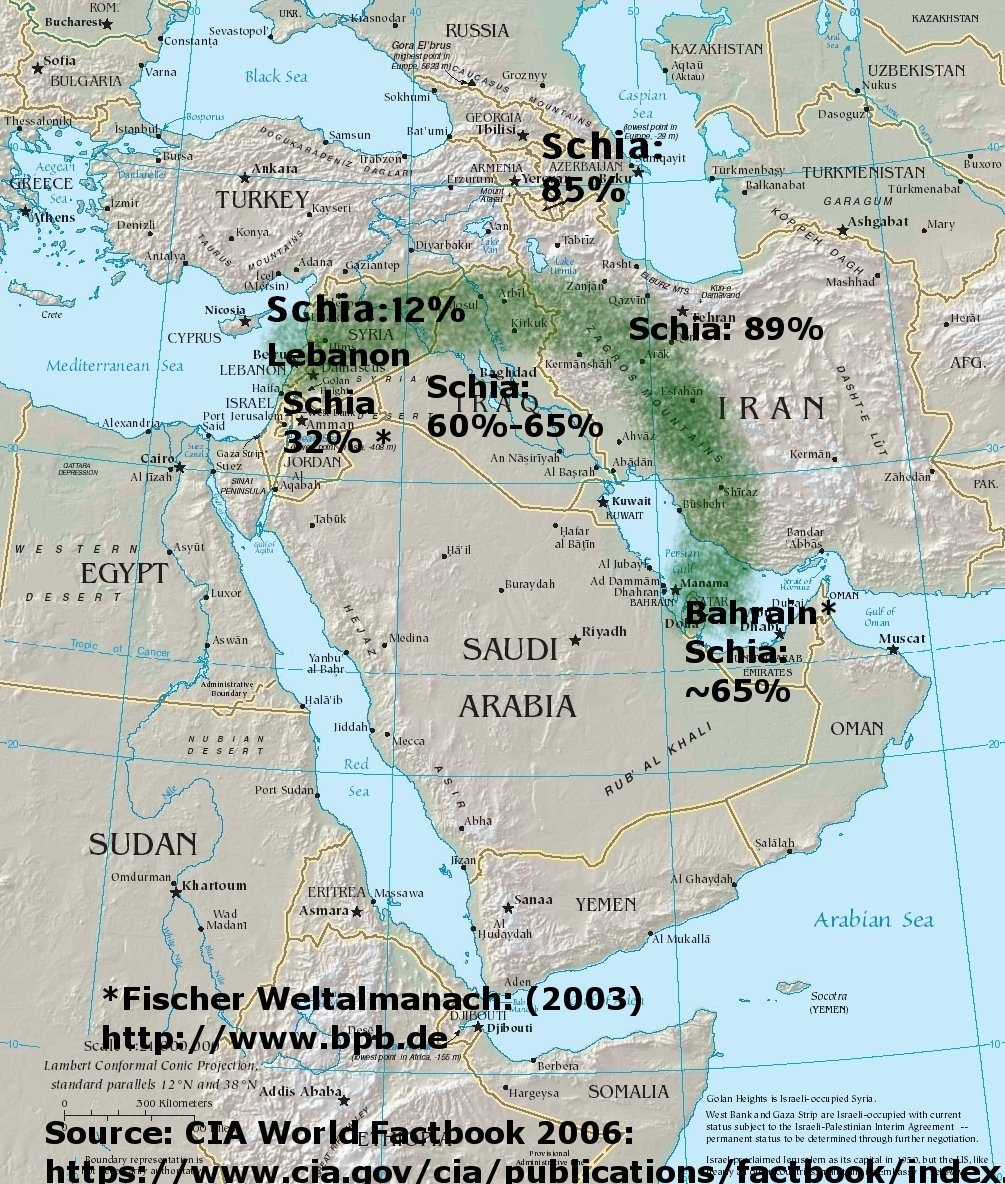
„Schiitischer Halbmond“ als fiktives Einkreisungsszenario Saudi-Arabiens. In dieser Visualisierung ist Jemen nicht als Teil des „Halbmondes“ enthalten

Der äußerst finanzstarke Golfstaat Saudi-Arabien besaß ein starkes Interesse daran, den äußerst finanzschwachen Staat Jemen unter sunnitischer Kontrolle zu halten. Das radikal-sunnitische Königshaus und die wahhabitischen Rechtsgelehrten in Saudi-Arabien betrachteten die Schiiten, zu denen die etwa ein Drittel der Jemeniten ausmachenden Huthis als Zaiditen angehören, nicht als „wahre“ Muslime, sondern als zu bekämpfende „Ungläubige“ oder „Ketzer“.
Einige Beobachter deuteten die saudische Militärintervention im Jemen als Versuch, eine befürchtete „schiitische“ Einkreisung Saudi-Arabiens zu verhindern. In Iran herrschten bereits seit 1979 Schiiten, im Irak kam nach dem Sturz Saddam Husseins 2003 eine von der schiitischen Bevölkerungsmehrheit gewählte Regierung an die Macht, in Syrien übte der Assad-Clan und damit eine den Schiiten zugerechnete alawitische Gruppe Kontrolle aus, in Bahrein rebellierte die schiitische Bevölkerung gegen Ungleichheit. Nach Einschätzung von Thomas Birringer, Leiter des „Team Naher Osten und Nordafrika“ der Konrad-Adenauer-Stiftung (KAS), reagierte Saudi-Arabien mit der Militärintervention auf die zunehmende Bedeutung schiitischer Gruppen in der Region. Saudi-Arabien, das selbst über eine wahhabitische Staatsreligion verfügt, fühle sich: „eingekreist von schiitischen Gruppen und Ländern, im Osten Iran, im Norden Syrien und der Irak und die libanesische Hisbollah-Miliz und jetzt auch noch im südlichen Nachbarland Jemen der Vormarsch der Huthi-Rebellen. Das war zuviel und jetzt reagiert man.“ Der deutsche Nachrichtendienst Bundesnachrichtendienst (BND) warnte in einer Analyse Anfang Dezember 2015 vor einer destabilisierenden Rolle Saudi-Arabiens in der arabischen Welt und kritisierte den Militäreinsatz im Jemen. Die „bisherige vorsichtige diplomatische Haltung der älteren Führungsmitglieder der Königsfamilie“ sei „durch eine impulsive Interventionspolitik ersetzt“. Vor allem sehe der BND die Rolle des neuen Verteidigungsministers und Sohns von König Salman, Mohammed bin Salman, kritisch. Laut dem BND berge die wirtschafts- und außenpolitische Machtkonzentration auf den Vize-Kronprinzen „latent die Gefahr, dass er bei dem Versuch, sich zu Lebzeiten seines Vaters in der Thronfolge zu etablieren, überreizt“. Mit seinem Militäreinsatz im Jemen wolle Saudi-Arabien beweisen, dass es bereit sei, beispiellose „militärische, finanzielle und politische Risiken einzugehen, um regionalpolitisch nicht ins Hintertreffen zu geraten“. Mit kostenintensiven Maßnahmen oder Reformen könne Mohammed bin Salman den Unmut anderer Königshausmitglieder und der Bevölkerung auf sich ziehen. Zudem bestehe die Gefahr, dass er „die Beziehungen zu befreundeten und vor allem alliierten Staaten der Region überstrapaziert“. König Salman und sein Sohn Mohammed wollten sich als „Anführer der arabischen Welt profilieren“. Die seit Jahren von dem Land wahrgenommene ungünstige politische Entwicklung werde zum Anlass genommen, die außenpolitische Agenda Saudi-Arabiens „mit einer starken militärischen Komponente sowie neuen regionalen Allianzen zu erweitern“. Dabei gehe es um die Lage Saudi-Arabiens als „sunnitische Regionalmacht im Spannungsfeld zwischen außenpolitischem Paradigmenwechsel und innenpolitischer Konsolidierung“ auch in Konkurrenz zu Iran. Ausschlaggebender Faktor im regionalen Hegemonialstreit mit Iran sei das abnehmende Vertrauen in die USA als strategische Schutz- und Ordnungsmacht in der Region. Dabei werde das Verhältnis der saudischen zur iranischen Führung zu „durch eine hohe, von wechselseitigem Misstrauen und religiös-ideologischer Feindschaft verstärkte“ Bedrohungswahrnehmung geprägt. Die strategische Rivalität beider Länder wirke sich massiv in der Region aus.
Neben religiösen oder konfessionellen Motiven wurden weitere politische Beweggründe als bedeutend oder bedeutender für die Militärintervention angesehen. Trotz fehlender belastbarer Beweise sahen die Führungen der Golfstaaten die Huthi-Miliz als von Iran finanziert, bewaffnet und gesteuert an. Zwar war der Aufstieg der Huthis nach Ansicht von Beobachtern weniger von Iran als vom vorausgegangenen politischen Rückzug Saudi-Arabiens begünstigt worden, als die Muslimbruderschaft den Rückhalt verloren hatte und die Saudis von ihrer Unterstützung für bestimmte sunnitisch-islamistische Parteien und Familien abgerückt waren und damit ihren Einfluss verloren und über keine Partner mehr im Jemen verfügten. Doch betrachtete die saudische Führung die Huthis als eine Art Vorhut Irans und Agenten des 2012 gestürzten Präsidenten Salih. Die Huthis galten als von Iran finanziert und ausgerüstet. Nach dem Einmarsch in Sanaa zogen sie mit Porträts des iranischen Revolutionsführers Ajatollah Chomeini durch die Straßen, was als Affront für das saudische Herrscherhaus aufgefasst wurde, für das das schiitische Regime in Iran seit der Islamischen Revolution von 1979 als Erzfeind gilt. Mehrfache Versuche der UNO seit dem Einmarsch der Huthi-Rebellen im September 2014 in Sanaa, eine Machtteilung zu vermitteln, scheiterten. Saudi-Arabien sah die etwa ein Drittel der jemenitischen Bevölkerung vertretenden Rebellen unverändert als Terroristen an, die von Iran kontrolliert würden. Das sunnitische Königshaus Saudi-Arabiens unterstützte die Gegner Irans und den aus Jemen mit saudischer Hilfe außer Landes geflohenen Präsidenten Hadi und beschuldigte Iran sowie Hadis Vorgänger Salih, die schiitischen Rebellen zu unterstützen. Die saudi-arabischen Machthaber stellten – anders als viele Nahost-Experten – die schiitische Miliz der Huthis als einen „Klienten“ oder „Erfüllungsgehilfen“ Irans dar, der auf diese Weise die Kontrolle über den Hinterhof des sunnitischen Königreichs Saudi-Arabien übernehmen wolle. Die Übergangsregierung von Präsident Hadi war hingegen zuvor mit massiven Finanzhilfen Saudi-Arabiens gestützt worden. Saudi-Arabien beabsichtigte, Jemens geflohenen Präsidenten Hadi zurück an die Macht zu bringen und so ein proiranisches Regime an seiner Südwestgrenze zu verhindern.
Nach Lesart Saudi-Arabiens führte nicht das Königreich Saudi-Arabien, sondern eine arabische Militärallianz Krieg im Jemen. Nachdem die von Saudi-Arabien geführte regionale Militärallianz seit Ende März 2015 in ganz Jemen Stellungen und Waffenlager der Huthis und der Salih-loyalen Truppen bombardierte, wurde der von Saudi-Arabien mit der Militärintervention begonnene Krieg im Jemen von vielen als „Kampfansage an Iran“ aufgefasst. Demnach betrachtete Saudi-Arabiens Königshaus die Arabische Halbinsel als seinen Herrschaftsbereich und das saudische Regime wollte verhindern, dass in einem der Nachbarländer am Persischen Golf eine politische Bewegung an die Macht kommt, die diesen Machtanspruch der saudi-arabischen absoluten Monarchie gefährdet. Der ARD-Korrespondent Alexander Stenzel berichtete, Saudi-Arabien befürchte im Falle weiterer Erfolge der Huthi-Rebellen, dass auch die Schiiten im Süden Saudi-Arabiens das Ziel verfolgen könnten, einen eigenen Staat zu gründen. Die östlichen Küstengebiete Saudi-Arabiens, deren Erdölvorkommen maßgeblich zum Wohlstand des Landes beitragen, haben eine mehrheitlich schiitische Bevölkerung, die sich von der sunnitischen Zentralregierung in Riad stark benachteiligt sieht. Es existiert auch die Meinung, dass eine Rebellion in dieser Region zum Zusammenbruch und Auseinanderfallen Saudi-Arabiens führen könne und die Politik der schiitischen Zentralmacht Iran aus saudischer Sichtweise langfristig auf eine solche Rebellion abziele, weshalb die Existenz Saudi-Arabiens nach dieser Sichtweise von der Eindämmung des iranischen Einflusses auf die schiitischen Gruppen in der gesamten Region abhänge. Nachdem sich im Jemen nach den Umbrüchen von 2011 eine neue politische Dynamik entwickelt hatte, die nicht mehr dem autoritären Staatskonzept entsprach, ging es Saudi-Arabien nach Einschätzung der Jemen-Expertin Marie-Christine Heinze auch darum, den Einfluss Saudi-Arabiens auf den Jemen weiterhin zu garantieren, um sicherzustellen, dass ihr Herrschaftssystem nicht durch eine alternative Bewegung infrage gestellt werden wird.
Als zusätzlichen innenpolitischen Grund für die Militärintervention Saudi-Arabiens vermutete Heinze auch, dass der Sohn des saudischen Königs Salman und neue saudi-arabische Verteidigungsminister, Mohammad bin Salman, der noch sehr jung sei und nicht viele Erfolge vorzuweisen habe, gestärkt werden solle. Die Jemen-Krise galt zudem als erste große Bewährungsprobe für den erst im Januar 2015 seinem verstorbenen 90-jährigen Halbbruder Abdullah ibn Abd al-Aziz auf den Königsthron gefolgten saudischen Monarchen Salman. Der Krieg Saudi-Arabiens war nach Medienangaben durch den neuen saudischen Königs Salman geprägt. Am Vorabend der ersten Bombardierungen war ein Sohn des vorigen saudischen Königs, Mitab Bin Abdullah Al Saud, mit seinem Vermittlungsversuch bei König Salman gescheitert. Mitab beteiligte sich daraufhin mit seiner Nationalgarde, der zweiten Armee Saudi-Arabiens, nicht am Krieg im Jemen. Während der Militärintervention führten gegen die neuen Machtfiguren unter dem neuen König Salman opponierende Stimmen innerhalb Saudi-Arabiens zu einer Verschärfung der propagandistischen Auseinandersetzung. Besonders der anonyme Twitterer Mujtahidd, bei dem es sich möglicherweise um Mitglied des Königshauses handeln sollte, agitierte gegen den „kleinen General“ – Königssohn, Vizekronprinz und Verteidigungsminister – Mohammed bin Nayef.

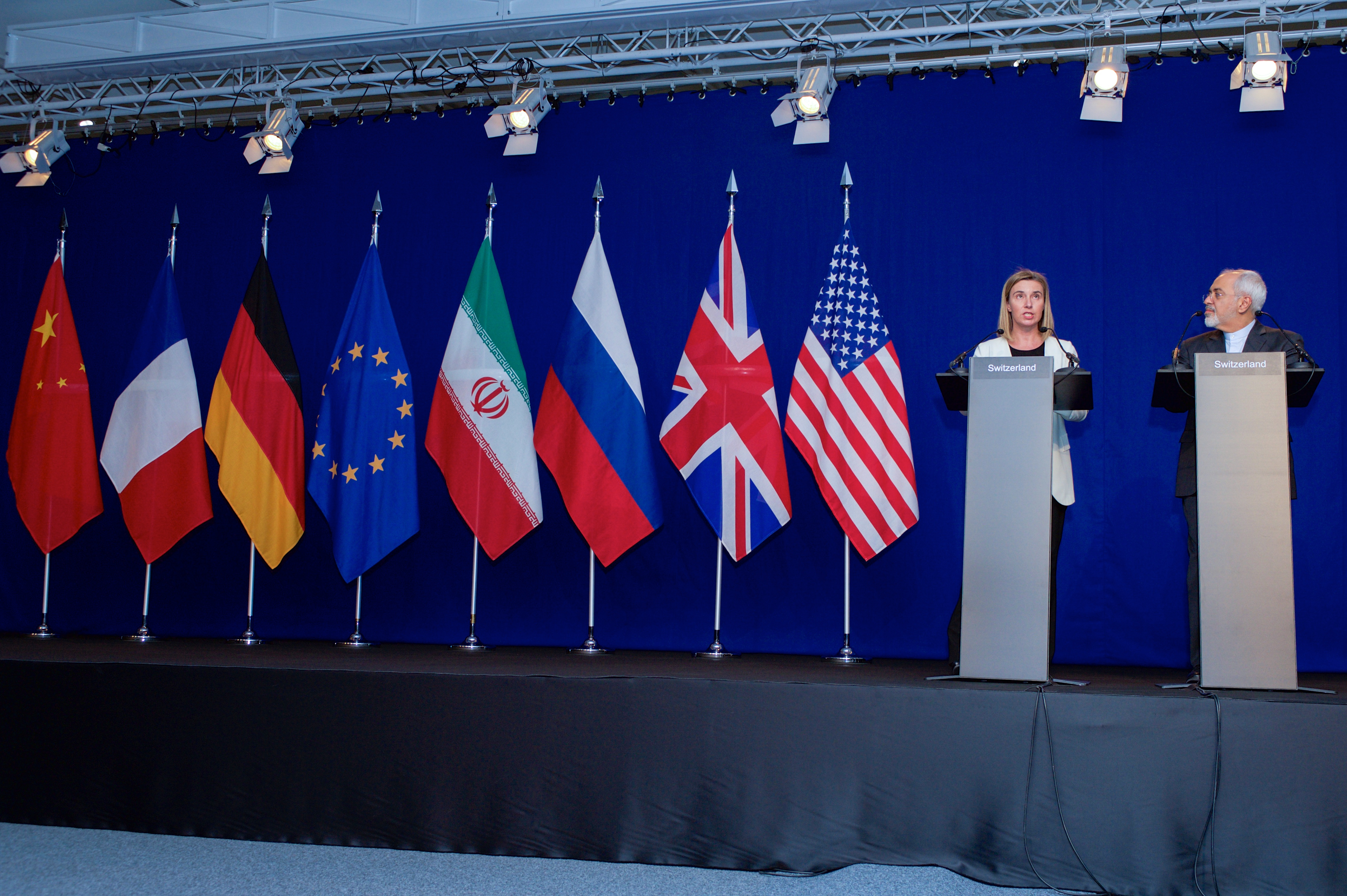
EU-Außenbeauftragte Federica Mogherini (links) und der iranische Außenminister Mohammed Dschawad Sarif am 2. April 2015 in Lausanne nach den Atomgesprächen der P5+1-Mitgliedstaaten und iranischen Vertretern, die mit dem Beginn der saudischen Militäraktion zusammenfielen.

Einige Kommentatoren gingen auch davon aus, dass das Zusammenfallen der saudischen Militäraktion mit der akuten Phase der Atomgespräche in Lausanne nicht bloß in zeitlicher Koinzidenz stand, sondern mit der Befürchtung der Saudis, eine US-amerikanisch-iranische Einigung könnte die Hinnahme iranischer Hegemonialansprüche durch die USA beinhalten, in Verbindung stand.
Die saudische Regierung arbeitete Medienangaben zufolge an der Aufstellung einer 50.000 Mann starken neuen jemenitischen Armee, die von der saudischen Grenzstadt Sharurah aus in den Krieg im Jemen eingreifen sollte.
Die Kosten der Luft-, Land- und Seeoperationen der Militärintervention im Jemen von Seiten der saudisch geführten Militärkoalition, über deren Aufgliederung allerdings keine offiziellen Angaben vorlagen, wurden Ende 2015 von einem Experten des Think Tanks Wilson Center auf täglich 200 Millionen (monatlich 6 Milliarden Euro) geschätzt, von denen der Löwenanteil nach Vermutungen von Beobachtern von Saudi-Arabien aufgebracht wurde. Zu Beginn der Intervention hatte Saudi-Arabien einen Krieg von »wenigen Wochen« angekündigt.

#### Iran
Iran begriff sich nach Ansicht von Beobachtern bereits seit Jahrhunderten als Hegemonialmacht der Region. In den der saudischen Militäroperation im Jemen vorangegangenen Jahren hatten beide Staaten in mehreren arabischen Ländern über verbündete Milizen und Armeen einen Stellvertreterkrieg geführt, wie im Libanon, im Irak und in Syrien. Auch im Jemen ging es Beobachtern zufolge um die Frage, wer als Hegemonialmacht fungiert und letztlich auch den Ölexport aus der ölreichsten Region der Welt kontrolliert. Die schiitische Islamische Republik Iran versuchte demnach als Rivale Saudi-Arabiens, über den Jemen Einfluss auf die Arabische Halbinsel zu gewinnen und galt als Verbündeter der Huthi-Rebellen. Iran wurde als großer Gegenspieler Saudi-Arabiens in der Golfregion verdächtigt, den seit Jahren schwelenden Konflikt zwischen den schiitischen Huthi-Milizen und der sunnitischen Zentralregierung im Jemen mit Waffen und Geld zu schüren, um eine Art Stellvertreterkrieg zwischen Sunniten und Schiiten an der Südspitze der arabischen Halbinsel weiter aufrechtzuerhalten. In Iran verglichen konservative Politiker die Huthi-Rebellen mit der Hisbollah und stellten die Nähe der beiden Organisationen als Beweis für Irans Überlegenheit dar. Es wurde vermutet, dass Iran die schiitische Rebellengruppe als willkommenes Reizmittel gegen den sunnitischen Rivalen Saudi-Arabien betrachtete.
Im Jahr 2012 bestätigten Beamte der USA und Indiens, dass nicht nur Telefonate zwischen Schmugglern und der iranischen Al-Quds-Einheit bezüglich der Versorgung mit Kalaschnikows und RPGs abgehört worden seien, sondern auch Lieferungen an die Huthis abgefangen wurden. Auch der Schmuggel von Sprengstoff soll versucht worden sein. Im Jahr 2015 gaben jemenitische Milizionäre an, Mitglieder der iranischen Revolutionsgarden gefasst zu haben.
Im Februar 2016 wurde von der australischen Fregatte Darwin eine iranische Dau aufgebracht, die Tausende Kalaschnikows und Dutzende RPG-7 aus Iran zu den Huthi schmuggeln sollte. Bereits im Januar 2013 war eine aus Iran kommende Dau mit chinesischen MANPADS, RPG-7, Munition für Kalaschnikows und Plastiksprengstoff abgefangen worden.
Die Islamische Republik Iran gilt als wichtigster internationaler Verbündete der Huthis. Experten vermuten, Iran unterstütze die Huthis möglicherweise finanziell, habe aber – anders als im Falle der Hisbollah im Libanon oder der schiitischen Milizen im Irak – keinen operativen Einfluss auf sie. Nach Einschätzung von Thomas Birringer (KAS) war die Unterstützung Irans für die Huthi-Rebellen zwar nicht so direkt wie für Syrien oder die libanesische Hisbollah-Miliz, aber im Zuge „der immer stärkeren Konfessionalisierung des Konfliktes in der Region“ habe diese Unterstützung zugenommen. Die Unterstützung hatte sich erst in den Jahren vor der Militärintervention entwickelt, möglicherweise auch erst dadurch, dass vor allem der ehemalige Präsident Salih, der sich mehrere Kriege mit den Huthis zwischen 2004 und 2010 geliefert hatte, bevor sein Militär auf die Seite der Huthis gewechselt hatte, stetig behauptet hat, Iran unterstütze die Huthis, zu einem Zeitpunkt, als dies nicht der Realität entsprach. Die Beziehungen zwischen Iran und den Huthi-Rebellen wurden enger. Nachdem zahlreiche arabische und westliche Länder im Februar 2015 ihre Botschaften in Sanaa geschlossen hatten, half Iran den Huthis aus der internationalen Isolation. Es wurden eine tägliche direkte Flugverbindung zwischen Teheran und Sanaa eingerichtet und Öl- und Stromlieferungen zugesagt, um die „Volksrevolution“ im Jemen zu unterstützen. Iran wurde – ohne vorliegende Beweise – beschuldigt, Geld und Kleinwaffen geliefert haben, doch verfügte auch der ehemalige Präsident Salih, der sich mit den Huthis verbündet hatte, über diese Ressourcen. Ob die Huthis tatsächlich stark von Iran abhängig sind, galt als umstritten. Während Saudi-Arabien seine Militär-Intervention im Jemen unter anderem damit begründete, dass Iran die Huthi-Rebellen unterstütze, gab es dafür nach westlichen Berichten nur vage Hinweise, Es blieb vollständig unerwiesen, ob Iran tatsächlich Waffen an die Huthis geliefert hatte. Experten waren uneins, ob Iran den Huthi-Rebellen wirklich mehr als politische Unterstützung gewährt oder nennenswerten Einfluss auf ihr Vorgehen hat. Auch unabhängige Beobachter äußerten Zweifel daran. Experten vermuten, dass Iran die Huthi-Miliz möglicherweise finanziell unterstützte, eine regelrechte Kontrolle wie bei der Hisbollah oder schiitischen Milizen im Irak aber nicht bestand. Der Nahost-Experte Guido Steinberg von der Stiftung Wissenschaft und Politik (SWP) hält die Huthi-Rebellen für unabhängige Akteure, die eigenständig für ihre lokalen Belange entscheiden, „keine Befehlsempfänger Teherans“ sind und nicht für eine schiitische Agenda kämpfen, wie es ihnen von den Saudis unterstellt wird. Auch nach Einschätzung der Jemen-Expertinnen Mareike Transfeld (SWP) und Marie-Christine Heinze gab es keine Belege dafür, dass die Huthis als Stellvertreter Irans handelten. Die iranische Führung selbst wies den Vorwurf zurück, der Huthi-Miliz finanziell zu helfen oder sie militärisch auszubilden. Auch die Huthis erklärten, es gebe keine Hilfe aus Iran.
Als bedeutender wurde eingeschätzt, dass Salih für die Installation seines Regimes einen internationalen Partner brauchte und der Staat Iran, der bereits die Straße von Hormus kontrollierte, über die fast ein Viertel der weltweiten Ölproduktion verschifft wird, so einen strategisch wichtigen Einfluss auf die für den Handelsverkehr zwischen Asien und Europa besonders bedeutende Meerenge zwischen Rotem Meer und Indischem Ozean erhalten könnte, zu deren Schutz sich auch die deutsche Marine vor Ort aufhielt und über die die Suezkanalroute durch den Golf von Aden verläuft, die 40 Prozent des Welthandels abwickelt.
J. Matthew McInni führte für das American Enterprise Institute fünf Schlüsselkomponenten der iranischen Strategie im Jemen auf. Demzufolge strebte Iran an, die sunnitische Koalition aufzutrennen, eine direkte militärische Konfrontation zu vermeiden, ein Scheitern Saudi-Arabiens zu fördern, Iran als die verantwortlicher vorgehende Macht darzustellen und auf eine Verhandlungslösung zu drängen.
Mit der Militärintervention im Jemen griff Saudi-Arabien nun erstmals direkt einen Verbündeten Irans militärisch an. Die Krise im Jemen entwickelte sich zunehmend zu einem Stellvertreterkonflikt, bei dem Iran und Saudi-Arabien um die regionale Vorherrschaft ringen.

#### Vereinigte Arabische Emirate (VAE)
Einige Beobachter warfen Medienangaben von August 2015 zufolge die Frage auf, welche Ziele die VAE mit ihrem Engagement im Jemen verfolgten. Im Unterschied zu Saudi-Arabien warfen die VAE eigene Bodentruppen in den Kampf und erlitten auch Verluste. Es wurde davon ausgegangen, dass die Führung der VAE bei der Lösung der Krise im Jemen ein Mitspracherecht ausüben und andere Akzente setzen würde, als Saudi-Arabien. Insbesondere wurde erwartet, dass die VAE versuchen würden, die Muslimbrüder und andere Islamisten von der Macht fernzuhalten. Im Unterschied zur saudischen Führung, die Islamisten von Muslimbrüdern über Salafisten bis hin zu al-Qaida in den Kampf gegen die Huthi einband, waren die Führung der VAE den Islamisten Medienangaben zufolge weiterhin feindlich gesinnt.
Ein Novum im Krieg im Jemen stellte der Einsatz Hunderter Söldner durch die VAE als Bodentruppen dar. Von der Bevölkerung von 9,5 Millionen Menschen in den VAE (auch UAE) waren lediglich etwas mehr als 16 Prozent Einheimische. Die UAE Armed Forces bildeten in Jemen Regierungstruppen aus und stellten zudem Söldner aus Lateinamerika an, um ihre Interessen im Jemen durchzusetzen. Nach Informationen der New York Times wurde die Söldnertruppe schon seit 5 Jahren im Stillen aufgebaut, zunächst von einer Firma mit Verbindungen zu Erik Prince, dem Gründer des Söldnerunternehmens Blackwater, und später durch das kolumbianische Unternehmen Global Enterprises sowie durch das Militär der VAE. Mindestens 450 von 1800 durch die VAE angeheuerten und in einem Militärcamp in den VAE stationierten lateinamerikanischen Söldnern aus Kolumbien, Panama, El Salvador oder Chile sollten nach dem New York Times-Bericht von Ende November 2015 im Jemen angekommen sein.
Die VAE blieben bis 2019 mit eigenen Bodentruppen stärker im Jemen präsent als ihre saudi-arabischen Alliierten. Während ihrer Besatzung bildeten sie lokale jemenitische Kämpfergruppen und Milizen, die insgesamt 90.000 Personen umfassten aus. Zusammen mit diesen lokalen Verbündeten übernahmen sie die Kontrolle der Küstengebiete und Seehäfen. Auch nach dem Abzug hatten die VAE wegen der gegründeten lokalen Kämpfergruppen erheblichen Einfluss. Die bekannteste Gruppierung, die von der VAE im Jemen ausgebildet wurde, kämpft für eine Sezession des Südjemen und betrachtet die Muslimbrüderschaft genauso als Feind, wie die VAE dies tun. Dass die VAE aus dem Kalkül Mitglied der Militärkoalition waren, um im Jemen mit den lokalen Truppen eine Kriegspartei aufzubauen, die letztlich gegen die von der Militärkoalition gestützten Regierung ist, führte dazu, dass Saudi-Arabien im Verlauf des Krieges die militärische Zusammenarbeit mit den VAE aufkündigte. Doch trotz des Abzugs der VAE-Streitkräfte aus dem Jemen, hatten die VAE ihr Ziel erreicht, im Jemen befreundete Gegenkräfte gegenüber den Interessen Saudi-Arabiens aufzubauen. Denn wie andere Golfstaaten auf der arabischen Halbinsel, schätzen die VAE Saudi-Arabien als latente Bedrohung ein.

#### Bahrain
Bahrain unterstützte die saudische Führung bei der Militärintervention im Jemen rückhaltlos. Nach Ansicht der Nahost-Expertin Madawi Al-Rasheed stand der Narrativ der Militärintervention im Jemen als Krieg gegen Iran gut im Einklang mit dem Ziel der bahrainischen Führung, den Aufstand im eigenen Land als iranische Verschwörung darzustellen.

#### USA und westliche Staaten
Die Militärkoalition der Saudis und der Anti-Huthi-Feldzug der Golfstaaten wurde durch die USA sowie durch die europäischen Führungen unterstützt. Obwohl diese Medienangaben zufolge nicht zufrieden mit der Strategie der Militärkoalition waren, stützten sie sie diplomatisch ab. Die USA galten zwar als nicht in den Entscheidungsprozess zur Militärintervention involviert, leisteten aber logistische und diplomatische Hilfestellungen für das saudische Herrscherhaus.
Der Westen ist in den Konflikt auf beiden Seiten involviert. Von westlichen Diplomaten wie US-Präsident Obama war ab 2012 das „jemenitische Modell“ gelobt und als Lösung für Syrien vorgeschlagen worden. Es wird der Vorwurf erhoben, dass – insbesondere auch durch die Saudis – angestrebt worden sei, Salihs Möglichkeiten nicht einzuschränken, womit er befähigt worden sei, weiterhin als Schattenpräsident zu agieren. Mit Salih hatte der Westen erst über lange Zeit einen Herrscher finanziert, gegen den er dann in der Folge kämpfte.
Die USA hatten die Eroberung des Jemens durch die Huthis zunächst wohlwollend verfolgt, da die schiitischen Huthis selbst ein Ziel von al-Qaida sind und die Terrororganisation wirksamer bekämpften als alle früheren Regierungen.

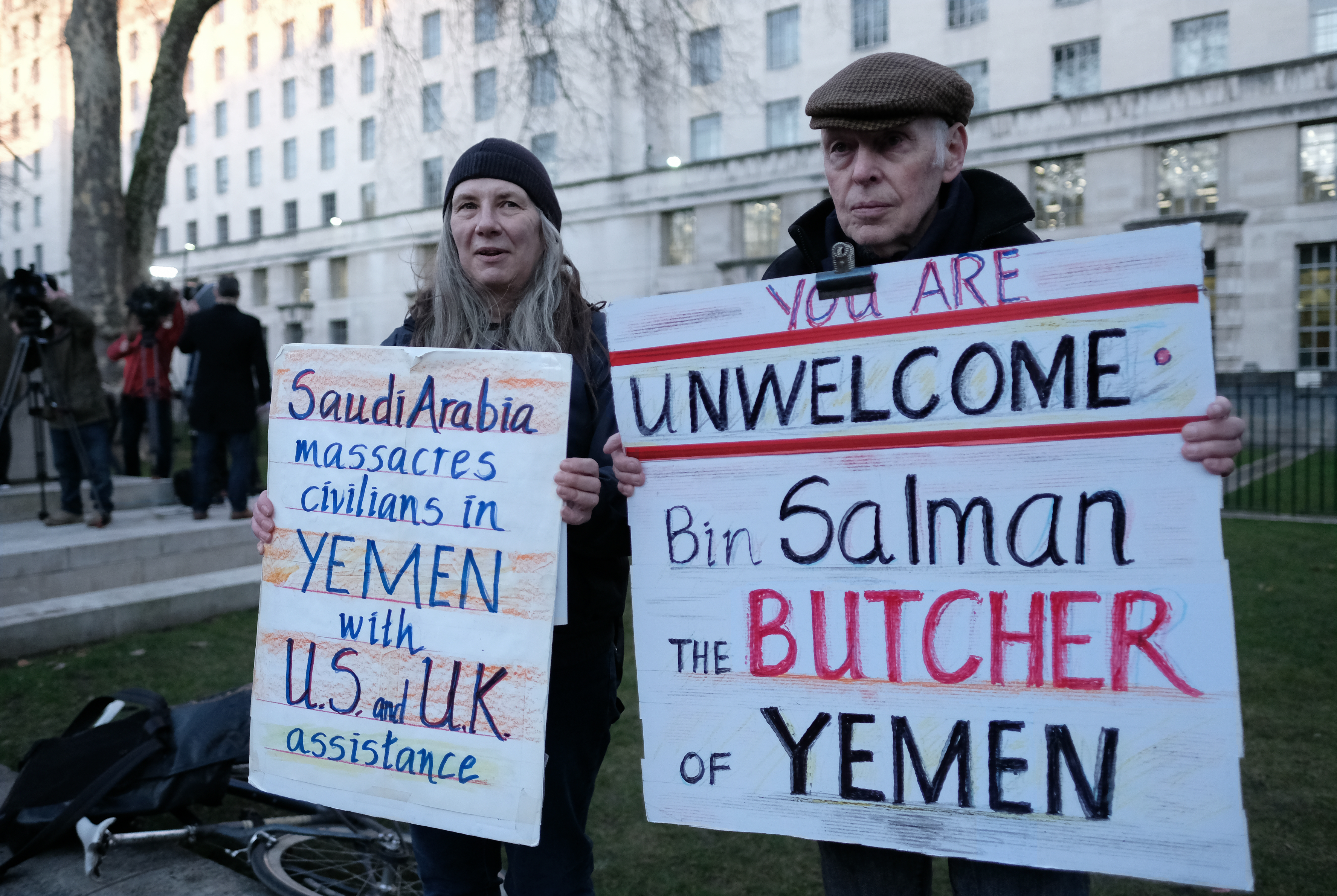
Trotz der Proteste von Menschenrechtsgruppen in Großbritannien gegen die Beziehungen dieses Landes zu Saudi-Arabien setzt London die Waffenlieferungen an Riad fort.

Während der Militärintervention im Jemen im Jahr 2015 kämpften schließlich Verbündete des Westens gegen Milizen, die jahrelang von den Vereinigten Staaten (USA) ausgerüstet worden waren. Die USA hatten laut der Jemen-Expertin Mareike Transfeld (SWP) dramatisch an Einfluss eingebüßt, „brauchen dort einen verlässlichen Partner, um weiterhin gegen Al-Kaida kämpfen zu können“ und unterstützten ihrer Einschätzung nach deshalb die Angriffe der saudisch geführten Militärallianz. Das von den USA eingerichtete National Security Bureau als jemenitischer Nachrichtendienst, der Informationen gegen die AQAP zusammentragen sollte, war Berichten zufolge unter die Kontrolle der Huthis geraten. Angeblich sollten die Huthis im Jemen an Geheimdokumente gekommen sein, die im Zusammenhang mit dem Krieg gegen den Terrorismus im Jemen stehen, während die USA möglicherweise versuchten dagegen einzuschreiten. Für die Luftangriffe gegen die Huthis durch Saudi-Arabien mit einigen anderen Staaten lieferten die USA mit ihren Drohnen die Zielkoordinaten, doch wurde damit die Regierung verteidigt, die faktisch keine Macht mehr hatte. Auch nach dem Sturz der von den USA unterstützten Regierung Hadi im Jemen durch die Huthi-Rebellen hatte die US-Regierung den Jemen als Paradebeispiel im „Kampf gegen Terroristen“ gelobt. Die US-Soldaten hatten die von den Huthis eroberte Luftwaffenbasis Al-Anad zuvor als Drohnen-Stützpunkt im sogenannten „Anti-Terror-Kampf“ genutzt und dort jemenitische Spezialeinheiten trainiert.
Als sich Präsident Hadi in die Hafenstadt Aden absetzte, wurde er international weiterhin als Regierungschef angesehen und erhielt nicht nur die Unterstützung der Saudis, sondern auch ihrer Verbündeten. Auch der Westen unterstützte den geflohenen Präsidenten Hadi. Aden galt als letzte Bastion der Hadi-Fraktion.
| Materialart                                 | Menge            |
| ------------------------------------------- | ---------------- |
| Munition                                    | 1.250.000 Schuss |
| Glock (9-mm-Pistolen)                       | 200              |
| Karabiner M4                                | 200              |
| Huey II (Helikopter)                        | 4                |
| Cessna 208 (Passagier- und Frachtflugzeuge) | 2                |
| Nachtsichtgerät-Sets                        | 300              |
| ballistische Schutzanzüge                   | 250              |
| Humvees                                     | 160              |
| aus der Hand zu startende Raven-Flugdrohnen | 4                |
| CN-235 (Passagier- und Frachtflugzeug)      | 1                |
| Patrouillenboote                            | 2                |

Mit dem weiteren militärischem Vordringen der Huthi-Rebellen wurden die USA gezwungen, ihren Drohnenkrieg gegen al-Qaida-Kämpfer zu beenden. Kurz vor der saudischen Militäroperation zogen die USA aus Sicherheitsgründen die eigenen, im Gouvernement Lahidsch bei Aden stationierten Elitesoldaten als letzte US-Truppen im Land ab. Die US-Spezialkommandos mussten ihre Ausrüstung zerstören und über das Rote Meer auf einen Stützpunkt in Dschibuti verlegt werden, womit ein bedeutender Anti-Terror-Einsatz der USA auf unbestimmte Zeit unterbrochen war. Kurz vor der Evakuierung war in einem Artikel der Washington Post darüber berichtet worden, dass das US-Verteidigungsministerium den Verbleib von Waffen, Militärfluggerät und Militärausrüstung im Wert von 500 Millionen US-Dollar nicht nachverfolgen konnte, die von den USA als Militärhilfe an den Jemen geliefert worden waren. US-Vertreter äußerten die Sorge, dass das Material unter die Kontrolle der Huthi-Rebellen oder der al-Qaida gelangen könne.
Zu Beginn der saudischen Militärintervention teilte Saudi-Arabien mit, dass der Militäreinsatz vor dem Beginn mit den USA abgestimmt worden sei, sich das US-Militär jedoch nicht an den Luftangriffen beteilige. Medienberichten zufolge wurde jedoch davon ausgegangen, dass die USA militärische Aufklärungsdaten zur Verfügung stellten. Im April erklärten die USA, ihre Unterstützung für die Militärintervention im Jemen verstärkt, Waffenlieferungen beschleunigt, den Austausch von Geheimdienstinformationen intensiviert und einen gemeinsamen Koordinierungs- und Planungsstab im saudischen Einsatzführungskommando eingerichtet zu haben. Unmittelbar darauf bestätigte das US-Verteidigungsministerium erstmals, dass US-Streitkräfte selbst direkt militärisch auf Seiten der von Saudi-Arabien angeführten Anti-Huthi-Koalition eingriffen. Damit wurde klar, dass die USA Saudi-Arabien und seine Verbündeten militärisch im Kampf gegen die Huthi-Milizen im Jemen unterstützten. Am 10. April 2015 warnte die Menschenrechtsorganisation Human Rights Watch (HRW) in einem Brief an den US-amerikanischen Verteidigungsminister Ashton Carter davor, dass die USA als Konfliktpartei betrachtet und „für Kriegsrechtsverletzungen mitverantwortlich“ erachtet werden könnten, weil sie Geheimdienstinformationen für die Luftangriffe und Betankung der saudischen Bomber bereitstellten.

“Even if the US does not consider itself a party to the conflict in Yemen, its support for the coalition will invariably link the US to the coalition’s actions.”

„Auch wenn die Vereinigten Staaten sich selbst nicht als Partei des Konflikts im Jemen betrachten, so wird ihre Unterstützung der Koalition die Vereinigten Staaten unweigerlich mit den Taten der Koalition in Verbindung bringen.“

In den USA wurde befürchtet, in einen Stellvertreterkrieg hineingezogen zu werden, bei dem sich jeweils verfeindete lokale Gruppen gegenüberstehen, die von größeren Mächten gestützt werden. Das Interesse der USA und des Westens bestand nach Einschätzung von Beobachtern dagegen vor allem darin, zu verhindern, dass sich terroristische Gruppen im Jemen etablieren und von dort aus Terroranschläge planen, nachdem der Vormarsch der Huthi-Rebellen und ihre Eroberung der Luftwaffenbasis Al-Anad die Bekämpfung von Terroristen durch US-Drohnen unmöglich gemacht hatte. Laut US-Regierung ging es im Jemen nicht um das Aufbauen einer stabilen Nation, sondern allein um Terrorismusbekämpfung. Während diese Terrorismusbekämpfung nach offizieller Darstellung der USA erfolgreich war, gab die Fachzeitschrift Foreign Policy an, es gebe in der US-Regierung niemanden, der im vertraulichen Gespräch dieser Einschätzung zustimme, und bezeichnete es als „unfassbar kurzsichtig“, die Lage so zu bewerten.
Die Dislozierung einer verstärkten Armada in die jemenitischen Küstengewässer wurde von der Regierung Obama mit widersprüchlichen Angaben begründet und konnte laut der New York Times als Warnung der Saudi-Arabien unterstützenden USA an Iran ausgelegt werden, die Huthis nicht aufzurüsten. Das US-Außenministerium wies dagegen zuvor veröffentlichte Berichte als „völlig falsch“ zurück, wonach die US-Marine in der Region iranische Schiffe abfangen solle. US-Präsident Barack Obama warnte Iran indirekt vor Waffenlieferungen an die Huthi-Rebellen im Jemen. Obama sagte gegenüber dem TV-Sender MSNBC, die USA hätten ihre Flotte vor der Küste des Jemen verstärkt, um die Freiheit der Schifffahrt zu garantieren. Falls aber „Waffen an Fraktionen innerhalb des Jemen geliefert werden, die die Schifffahrt bedrohen könnten, ist das ein Problem“. Dies habe man der iranischen Führung deutlich gemacht, so Obama. Eine iranische Einmischung in den Konflikt im Jemen würde die Suche nach einer Lösung nur erschweren. Schließlich warnte Obama vor einem Stellvertreterkrieg im Jemen zwischen dem schiitisch geführten Iran und sunnitisch-orientierten Staaten wie Saudi-Arabien, Katar und Oman.
Im Frühjahr 2018 wurde bekannt, dass etwa 50 Bodentruppen der US-Spezialeinheit Green Berets seit Dezember 2017 die Saudis unterstützen, um Raketen und Abschussrampen aufzuspüren, mit denen die Huthi saudische Städte beschießen.
Kurz vor Ende seiner Amtszeit im Januar 2021 beschloss US-Präsident Donald Trump, die Huthi-Rebellen als Terrororganisation einzustufen und verhängte Sanktionen für Geschäfte mit den Huthi. Der nachfolgende US-Präsident Joe Biden strich die Huthi-Rebellen wieder von der Liste der Terrororganisationen. Auch beschloss Joe Biden im selben Monat, die Huthi-Rebellen wieder von der Liste der Terrororganisationen zu entfernen.

#### Ägypten

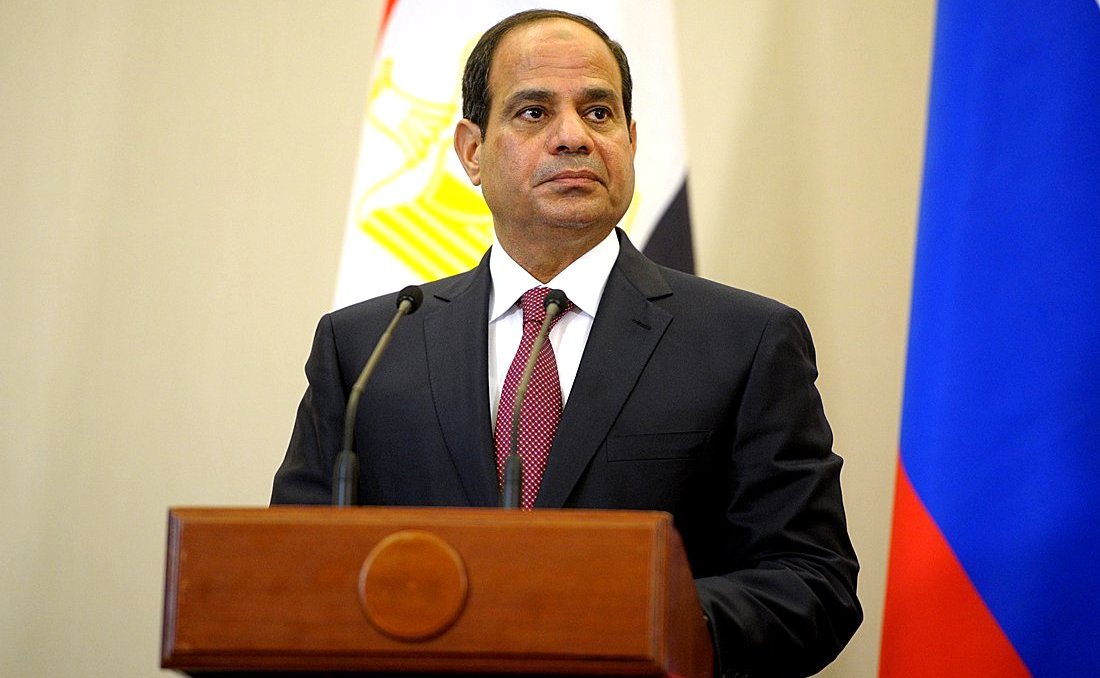
Abd al-Fattah as-Sisi, Führer des ägyptischen Militärputsches von 2013 und amtierender Staatspräsident Ägyptens

Offiziell begründete das ägyptische Regime die Militäraktion im Jemen damit, dass die Huthi-Rebellen von Iran unterstützt würden und gehindert werden sollten, die Meeresstraße Bab al-Mandab unter ihre Kontrolle bringen, die vor allem für Ägypten von essentieller Bedeutung war, da nahezu alle die Meeresstraße durchfahrenden Schiffen auch den Suezkanal passierten. Der ägyptische Staatspräsident Abd al-Fattah as-Sisi sagte in Anspielung auf die Schreckvorstellung eines iranischen Einflusses, Ägypten müsse „den Rufen des jemenitischen Volks nach einer Rückkehr zur Stabilität und nach der Bewahrung der arabischen Identität“ nachkommen.
Experten waren hingegen der Ansicht, dass es sich Sisi nicht erlauben könne, Saudi-Arabien seine Unterstützung zu verweigern, da die Abhängigkeit Ägyptens von Saudi-Arabien und den Golfstaaten, die Ägypten seit dem Militärputsch von 2013 mit Finanzhilfen vor dem Kollaps bewahrten, zu groß sei. Während der Putsch der Huthis gegen den jemenitischen Präsidenten Hadi Ende 2014 von Saudi-Arabien als illegitim bewertet wurde, war der von Saudi-Arabien massiv unterstützte und weitgehend finanzierte Putsch des ägyptischen Militärs gegen den ersten rechtmäßig gewählten ägyptischen Staatspräsidenten Mohammed Mursi vom 3. Juli 2013 von der saudischen Monarchie als legitim betrachtet worden. Ägypten hatte sich seit dem Militärputsch in eine „bedenkliche Abhängigkeit“ (Jessica Noll und Stephan Roll/SWP) von den drei Golfmonarchien Saudi-Arabien, den VAE und Kuwait begeben, die dem neuen ägyptischen Regime des ehemaligen Putschführers Sisi seit Juli 2013 Soforthilfen, Kredite und Energielieferungen in einem Volumen von über 23 Milliarden US-Dollar gewährt hatten. Nur aufgrund dieser Hilfen der Golfstaaten war es nach wissenschaftlicher Einschätzung Sisi möglich, seine Herrschaft in Ägypten nach dem Putsch zu festigen. Motiviert waren die Hilfszahlungen der Golfstaaten von deren Sorge, die Wahlerfolge der Muslimbruderschaft in Ägypten könnten als Vorbild in den Golfstaaten dienen und mittelbar deren monarchistische Regime gefährden. Für die Aufrechterhaltung des ägyptischen Regimes unter Sisi durch die milliardenschweren finanziellen Zuwendungen erwarteten die arabischen Geldgeberstaaten 2015 nach Ansicht von Beobachtern als Gegenleistung, Tausende ägyptische Soldaten in den Krieg im Jemen zu entsenden. Es wurde davon ausgegangen, dass sich das saudische Regime aufgrund der milliardenschweren Unterstützung des ägyptischen Systems in Hinblick auf die Militärintervention im Jemen auf den ägyptischen Präsidenten Sisi verlassen konnte. Die staatliche ägyptische Zeitung Al-Ahram schrieb, Ägypten sei verpflichtet, am Krieg im Jemen teilzunehmen, weil es sich nicht erlauben könne, Saudi-Arabien und andere Golfstaaten gegen sich aufzubringen, deren finanzielle Unterstützungen und Investitionen in Ägypten entscheidend für das Überleben des ägyptischen Regimes seien. Informierte Quellen würden melden, dass davon ausgegangen wurde, dass Ägypten für die Teilnahme an der Militärkampagne im Jemen Mittel im Wert von 6 Milliarden US-Dollar von Saudi-Arabien, Kuwait und den VAE erhalten würde, zusätzlich zu einem möglichen Schuldenerlass durch die Golfstaaten. Im April 2015 sagten die Golfstaaten dem stark von Hilfsgeldern aus Saudi-Arabien und den anderen Golfstaaten abhängigen Ägypten weitere Zahlungen in Höhe von 12 Milliarden US-Dollar zu. Ende Dezember 2015 erhielt Ägypten drei Milliarden US-Dollar als Aufbauhilfe.
Ägypten, das über die größte Armee des Nahen Ostens verfügte, hatte zu Beginn der saudischen Militärintervention als zunächst einziger Staat eigene Bodentruppen angeboten, für den Fall, dass eine Invasion als notwendig erachtet werde. Zu Beginn der saudischen Militärintervention sagte Sisi, das Land wolle Kampfflugzeuge, einen Marineverband und nötigenfalls auch Bodentruppen zur Verfügung stellen. Der ägyptische Botschafter im Jemen, Jussef al-Scharkawi, erklärte: „Wir werden alles tun, was für unsere nationale Sicherheit erforderlich ist“ und brachte auch eigene Bodentruppen ins Gespräch. Zuvor hatte Scharkawi erklärt, für die ägyptische Regierung stelle die jemenitische Meerenge eine „rote Linie“ dar, weil fast alle Schiffe, die den Bab al-Mandab passieren, auch den Suezkanal durchfahren, der das Rote Meer mit dem Mittelmeer verbindet. Medienberichten zufolge waren in der Nähe der saudischen Grenze zum Jemen ägyptische Militärberater stationiert, die in die Planungen einer Bodenoffensive einbezogen werden sollten. Zudem wurde berichtet, dass ägyptische Truppentransporter an der Küste des Arabischen Meeres stationiert wurden.
Drei Wochen nach Beginn der Militärintervention gegen die Huthi-Rebellen äußerte die politische Klasse in Ägypten Vorbehalte gegen die zunehmende Wahrscheinlichkeit für die Entsendung von Bodentruppen in den Jemen. Der ägyptische Verteidigungsminister Sedki Sobhi traf sich in Saudi-Arabien mit dem saudischen Verteidigungsminister Mohamed bin Salman, dem Medienberichten zufolge „viele Generäle am Nil nicht trauen“ (Martin Gehlen/Tagesspiegel). Zwei Tage später stimmte Sisi erstmals die ägyptische Bevölkerung auf einen möglichen Krieg ein und erklärte in einer Fernsehrede: „Wir können die Golfstaaten nicht im Stich lassen“. Es wurden besorgte Vergleiche gezogen mit der 50 Jahre zurückliegenden ägyptischen fünfjährigen Militärintervention im Jemen unter Gamal Abdel Nasser, die mit einem 70.000 Mann starken Heer zur Unterstützung des republikanischen Putsches von 1962 gegen die von Saudi-Arabien militärisch unterstützte jemenitische Monarchie im bis 1970 dauernden jemenitischen Bürgerkrieg erfolgt war, und bei der Ägypten je nach Quelle 10.000 bis 26.000 tote Soldaten zu beklagen hatte. Für Nasser hatte der damalige verlustreiche Krieg fatale Folgen gehabt. Nasser hatte den Jemen-Krieg später selbstkritisch „mein Vietnam“ genannt und eingeräumt, dass er maßgeblich zur Niederlage im Sechstagekrieg gegen Israel 1967 beigetragen habe. Auch Historiker sprachen von Nassers „Vietnam“, Ägypter als „unser Vietnam“. Beobachtern zufolge war der Militäreinsatz Ägyptens im Jemen als kollektives Trauma im Gedächtnis der ägyptischen Bevölkerung geblieben. Sisi wies die besorgten Vergleiche mit dem Jemen-Krieg unter Nasser dagegen zurück: „Unsere damalige Intervention und die heutige Realität sind sehr verschieden.“ Obwohl Sisis versuchte, die ägyptische Bevölkerung für die Militäraktion im Jemen zu gewinnen, indem er beispielsweise in Ansprachen daran erinnerte, dass Saudi-Arabien den Ägyptern helfe, die wachsende Energiekrise in Ägypten einzudämmen oder dass der Einsatz dafür sorge, die Sicherheit am Persischen Golf zu gewährleisten, wuchs nach Ansicht von Beobachtern die Sorge der Ägypter, dass ihr Land zunehmend in einen ausufernden Konflikt hineingezogen werde. Arabische Kolumnisten verwiesen auf die Kriegsangst im Land. Kritischere Stimmen in Ägypten äußerten, dass die Entscheidung des ägyptischen Militärs zur Beteiligung an den Kämpfen im Jemen ohne nationalen Konsens getroffen worden sei. Die internationale Muslimbruderschaft hatte über eine Stellungnahme, die schon am 27. März 2015 auf der als pro-Muslimbruderschaft eingestellt geltenden Nachrichtenseite von Rassd veröffentlicht worden war, das frühere Regime unter Salih und die „regionale Unterstützung von Putschen“ verurteilt, womit laut Rassd auf die Unterstützung des Militärputsches in Ägypten vom 3. Juli 2013 durch „die Golfregime und die Unterstützung Irans für den Putsch der Huthis“ Bezug genommen wurde. Zwei Führer der Muslimbruderschaft hatten über Twitter deutlich ihre Unterstützung für die Operation Decisive Storm on Twitter erklärt, gleichzeitig jedoch die ägyptische Beteiligung unter der Führung von Präsident Sisi verurteilt, da dieser – wie die Huthis durch einen Putsch an die Macht gekommen sei.
Am 29. März 2015 unterbreitete Sisi den Vorschlag einer panarabischen Militärkoalition, Medienberichten zufolge, um dem Vorrücken des IS und möglicherweise dem der jemenitischen Huthi-Rebellen zu begegnen, während US-Präsident Barack Obama zur gleichen Zeit die nach dem Sturz Mursis durch das ägyptische Militär im Jahr 2013 ausgesetzte jährliche US-Militärhilfe von 1,3 Milliarden US-Dollar für Ägypten mit der Begründung wieder einrichtete, es bestehe eine Notwendigkeit, Milizen des IS zu bekämpfen. Obwohl die Bildung einer gemeinsamen Armee nur kurze Zeit nach Beginn der saudischen Militärintervention gegen die Huthi-Bewegung im Jemen angekündigt wurde, standen beide Ereignisse in keinem direkten Zusammenhang. Zur Begründung für die Wiederbelebung des Projekts einer panarabischen Armee, das Sisi bereits im Februar 2015 anlässlich der ägyptischen Luftangriffe gegen den IS in Libyen angestoßen hatte, wurde eine „fragwürdige Terrorismusdefinition“ (Jessica Noll und Stephan Roll/SWP) herangezogen, die insbesondere auf die Ächtung der moderat islamistischen Muslimbruderschaft in der Region abzielte. Nach wissenschaftlicher Einschätzung standen sicherheitspolitische Interessen dagegen allenfalls zum Teil hinter dem ägyptischen Vorstoß. Der Führung unter Sisi ging es demnach vielmehr auch darum, Ägypten mittels dieser Initiative einen regionalen Bedeutungszuwachs zu verschaffen. Die ägyptische Führung, die angesichts leerer Staatskassen und schrumpfender Devisenreserven zur Sicherstellung seiner Zahlungsfähigkeit auch in absehbarer Zukunft bedingungslos auf finanzielle Zuwendungen der Golfmonarchien angewiesen war, erhoffte sich demnach, durch den Aufbau einer gemeinsamen Armee diese einseitige Abhängigkeit in eine gegenseitige Abhängigkeit umzuwandeln.
Nachdem der ägyptische Außenminister in einer ersten Reaktion Bodentruppen für den Jemen angeboten hatte, nahm das Präsidentenamt Sisis dies kurz danach entschieden zurück. Medienangaben von Anfang Mai zufolge hatte Sisi bis zu diesem Zeitpunkt diskret, aber bestimmt den saudischen Wunsch nach ägyptischen Bodentruppen für eine neue Phase der Intervention im Jemen zurückgewiesen. Anfang Mai erklärte die ägyptische Regierung dann erstmals, dass sie Truppen in der Golfregion und im Roten Meer einsetze. Ministerpräsident Ibrahim Mahlab ließ verkünden, dass die Entsendung ägyptischer Armeetruppen für die Beteiligung am Militäreinsatz im Jemen um drei Monate verlängert wurde, um arabische und ägyptische Interessen zu schützen.

#### Pakistan

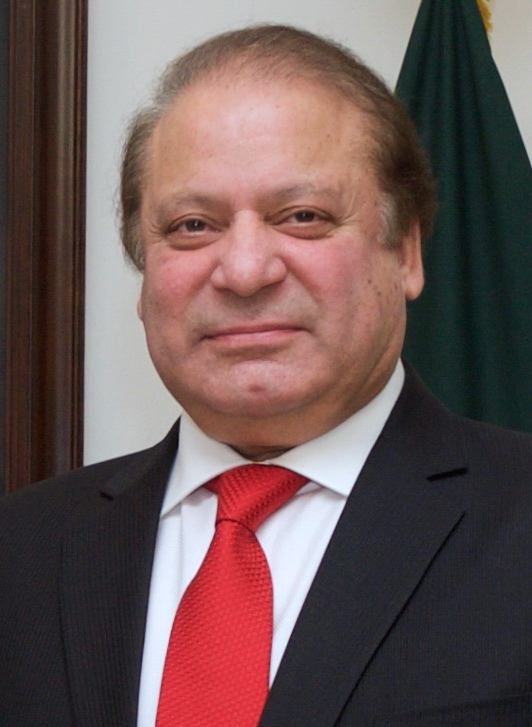
Nawaz Sharif

Saudi-Arabien setzte Medienberichten zufolge für den Einsatz von Bodentruppen auf die Beteiligung der drei sunnitischen Regionalmächte Pakistan, Türkei und Ägypten. Die pakistanische Regierung stand unter dem Druck Saudi-Arabiens, sich an der Militärallianz zu beteiligen. Das Regime in Pakistan galt als abhängig von Saudi-Arabien, zumal je nach Quelle zwei bis fünf Millionen Pakistaner am Persischen Golf arbeiteten, Pakistan kurz zuvor nach Abschluss eines Unterstützungspaktes mit Saudi-Arabien einen Großkredit in Höhe von 1,5 Milliarden US-Dollar erhalten hatte und dem amtierenden Premierminister Nawaz Sharif nach seinem Sturz 1999 mehrere Jahre in Saudi-Arabien Asyl gewährt worden war. Die pakistanische Wirtschaft war von niedrigen Ölpreisen Saudi-Arabiens abhängig. Laut pakistanischen Politikern wollte Saudi-Arabien, das bereits mit Südkorea einen zwei Milliarden US-Dollar teuren Vertrag zum Kauf von Atomkraftwerken vereinbarte, auch auf pakistanisches Know-how über den Bau von Atomwaffen setzen.
Ersten Medienberichten vom 26. März 2015 zufolge hatte sich Pakistan als einziges nicht-arabisches Land angeblich bereiterklärt, Bodentruppen für eine Invasion bereitzustellen, am 27. März jedoch abgewunken. In Vorbereitung auf eine Bodenoffensive fand Medienberichten zufolge Anfang April 2015 im Südwesten von Saudi-Arabien, einer der Heimatprovinz der Huthis ähnelnden Region, eine Militärübung mit mehreren Hundert pakistanischen Soldaten statt, ohne dass sich Saudi-Arabien und Pakistan bereits sicher waren, ob ein pakistanisches Kontingent an einem Einmarsch beteiligt sei.

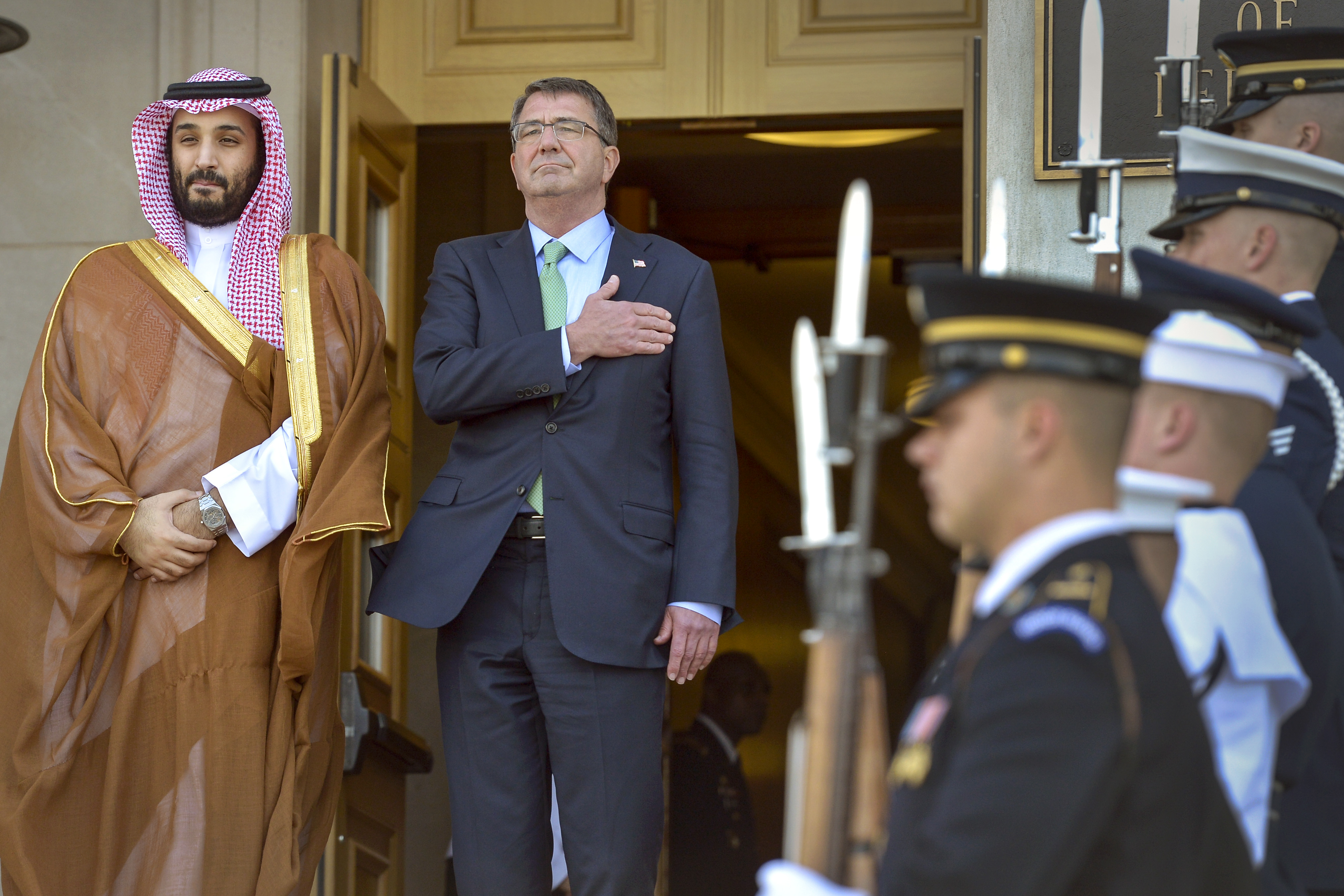
US-Verteidigungsminister Ashton Carter unter Präsident Barack Obama und der saudische Verteidigungsminister und Vizekronprinz Mohammed bin Salman, Pentagon, 13. Mai 2015

Nachdem das saudische Königshaus sich gleich zu Beginn des Konflikts um kampferprobte Bodentruppen aus Pakistan bemüht hatte, um den Krieg im Jemen zu führen, verließen die pakistanischen Vertreter die Treffen in Riad laut Bruce Riedel (Brookings) mit der Überzeugung, dass der saudische König Salman und sein Sohn, der saudische Verteidigungsminister, Vizekronprinz Mohammed ibn Salman „in Panik geraten“ und überstürzt ohne eine praktikable Strategie zum Erreichen eines Sieges in den Krieg gezogen seien. Pakistan weigerte sich, sich den Kriegsanstrengungen anzuschließen und ließ seine Bedenken an die Presse durchsickern. Der pakistanische Premierminister Nawaz Sharif, der mehrere Jahre im Exil in Saudi-Arabien verbracht hatte und als einer der besten ausländischen Kenner des saudischen Königshauses galt, schilderte den jungen saudischen Vizekronprinzen und Verteidigungsminister Mohammed bin Salman als „ungetestet“ und als für die Aufgabe unvorbereitet.
Aus Sorge, die konfessionelle Spaltung der Region sowie auch des eigenen Landes zu vertiefen, lehnte Pakistan eine Beteiligung an der Militärallianz zunächst ab. Schließlich votierten die Abgeordneten im pakistanischen Parlament nach tagelangen Debatten am 10. April 2015 dafür, dass Pakistan in dem Konflikt neutral bleiben solle und schlossen per einstimmigem Parlamentsbeschluss kategorisch eine Beteiligung an den Luftangriffen aus, wenn Pakistan auch Saudi-Arabien seine Unterstützung zusicherte. Im Falle einer Verletzung der Grenzen des saudischen Königreichs oder einer Bedrohung des im Islam als heiligster Ort verehrten Mekka werde Pakistan Saudi-Arabien und seinem Volk zur Seite stehen.
Medienberichten zufolge wollte sich das vorwiegend sunnitische Pakistan, das eine lange Grenze mit dem schiitischen Machtzentrum Iran hat, nicht in den sich ausweitenden Konflikt hineingezogen werden, der zu einem Stellvertreterkrieg zwischen Saudi-Arabien und Iran zu werden drohte. Beobachter urteilten, dass eine eventuelle Beteiligung Pakistans am Jemen-Konflikt das Potenzial besaß, in Pakistan stärkere interne Spannungen als der US-geführte „Krieg gegen den Terror“ seit 2001 hervorzurufen. Nach pakistanischen Angaben waren zu diesem Zeitpunkt in diesem Konflikt bereits 60.000 Zivilisten und Soldaten gestorben. Die Organisation Ärzte zur Verhinderung des Atomkriegs (IPPNW), die getötete Extremisten mitzählte, bezifferte die Zahl der Toten mit 80.000 in den Jahren 2004 bis 2014 noch höher. Darüber hinaus war Pakistans Luftwaffe wegen einer Militäroffensive gegen al-Qaida-Reste und pakistanische Taliban in Wasiristan und dem Grenzgebiet zu Afghanistan bereits stark eingespannt.
Einer weiteren Deutung zufolge musste Pakistan auf seinem Nachbarn Iran Rücksicht nehmen und sah in der Möglichkeit, dass Iran mit einer Einigung im Atomstreit von den internationalen Sanktionen befreit wird, eigene wirtschaftliche Chancen. Ein entspanntes Verhältnis mit dem westlichen Nachbarn Iran wurde als bedeutend für Pakistan eingeschätzt, weil das pakistanische Militär nicht an einer Entspannung mit dem östlichen Nachbarn und Rivalen Indien interessiert war.

#### Senegal

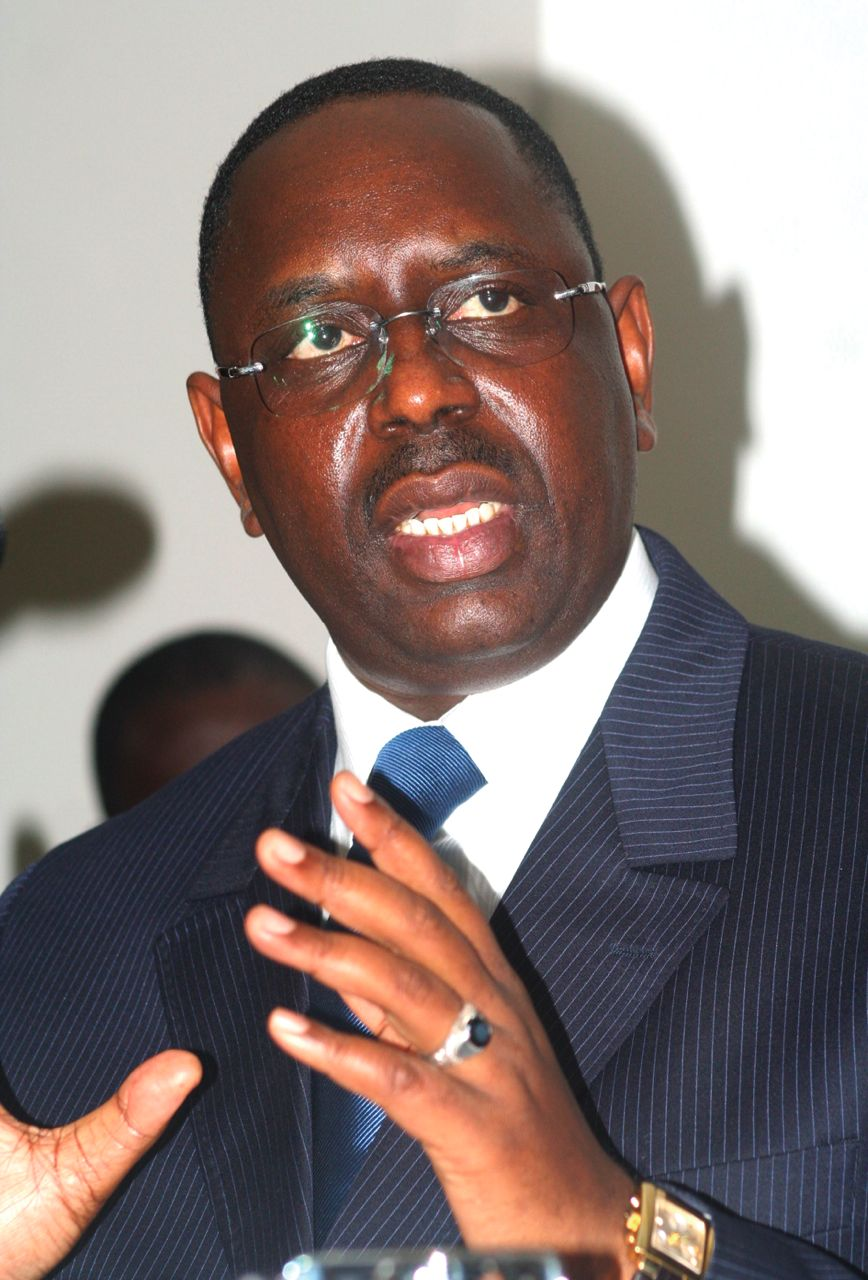
Macky Sall, Staatspräsident des Senegal (Foto: 2009)

Je nach Quelle am 4. oder 5. Mai 2015 kündigte der senegalesische Außenminister, Mankeur Ndiaye, unter Protest von Opposition und Zivilgesellschaft im Land überraschend an, dass sich der Senegal auf Bitte des saudischen Königs Salman der von Saudi-Arabien angeführten Militärkoalition im Jemen anschließt und Truppen in Stärke von 2100 Mann als Teil der saudisch geführten internationalen Militärkoalition nach Saudi-Arabien entsendet, um den „Schutz der Heiligen Städte“ des Islams zu gewährleisten und die „Verbreitung des islamistischen Terrors“ zu unterbinden. Es wies darauf hin, das erste Land südlich der Sahara zu sein, das mit Soldaten zu dem Einsatz beitrage.
Saudi-Arabien hatte den mehrheitlich sunnitisch geprägten Senegal in den vorangegangenen Jahren finanziell stark unterstützt ihm Gelder für Infrastrukturprojekte zur Verfügung gestellt. Der senegalesische Staatspräsident, Macky Sall, hatte angekündigt, dass Saudi-Arabien stark in das als Programme Senegal Emergent 2035 bekannte Entwicklungsprogramm der Regierung investieren würde. Im Senegal nahmen die Muslimbruderschaften eine politisch bedeutende Position ein. Zugleich galt die senegalesische Gesellschaft als tolerant, Frauenrechte achtend und für demokratische Wahlen und eine unabhängige, kritische Presse eintretend.
In senegalesischen Medien wurde spekuliert, die Entsendung von Soldaten resultiere aus gespannten Beziehungen des Senegals zu Iran. Der Senegal beschuldigte Iran, die Rebellen in der senegalesischen Casamance-Region mit Waffen beliefert zu haben. Im Oktober 2010 waren im nigerianischen Hafen Lagos 13 Container mit Waffen aus Iran beschlagnahmt worden, die angeblich für Gambia bestimmt waren, nach Einschätzung einer Untersuchungskommission unter Leitung des senegalesischen Generalstabs jedoch möglicherweise für die Rebellengruppe Mouvement des forces démocratiques de la Casamance (MFDC) und nach Einschätzung wiederum anderer Quellen für die al-Qaida im Islamischen Maghreb (AQIM) bestimmt waren. Senegal hatte daraufhin mit dem Abbruch seiner diplomatischen Beziehungen zu Iran im Februar 2011 reagiert, diese aber zwei Jahre später wiederaufgenommen.
Nach Einschätzung von Paul Melly, Afrika-Analyst beim britischen Thinktank Chatham House, war die Argumentation der senegalesischen Regierung nicht nachvollziehbar. Seinem Urteil nach sei nicht der auch räumlich gesehen weit von Mekka und Medina in Saudi-Arabien entfernte Huthi-Konflikt im Jemen Hintergrund für die Entscheidung der senegalesischen Regierung, sondern finanziell motivierte Erwägungen und der Kampf um Einfluss in der Region: „Die Gelder, die vermutlich von Saudi-Arabien oder anderen arabischen Staaten der arabischen Koalition kommen werden, werden der senegalesischen Regierung sehr recht sein. Aber Präsident Macky Sall wollte mit diesem Schritt auch die Stärke der Beziehungen Senegals mit den Golfstaaten demonstrieren“, so Melly. Die Entsendung von rund 2000 Soldaten stelle einen großen Einsatz dar, der auch das „senegalesische Engagement innerhalb der UN-Friedensmission in Mali“ übertreffe. Mit der Beteiligung an einem internationalen Militäreinsatz im Jemen breche der Senegal mit seinen politischen „langen Tradition in Bezug auf internationalen Friedensmissionen, etwa unter der Federführung von der UN oder als Teil von afrikanischen Eingreiftruppen“. Die Beteiligung an einer Truppe, „die keine neutrale Friedensmission ist, sondern eine Truppe mit eigener Agenda, außerhalb Subsahara-Afrikas“ sei politisch gesehen ein „riesiger Schritt“. Nach Einschätzung von Andrew Lebovich, einem auf Westafrika spezialisierten Sicherheitsanalysten, lag der offensichtlichste potenzielle Nutzen für den Senegal in engeren politischen und ökonomischen Bindungen und nahezu sicheren direkten Barzahlungen von Saudi-Arabien an den Senegal. Die in Südafrika ansässige Tageszeitung The Star bezeichnete die Entscheidung der Führung im Senegal, als einziges nicht-arabisches Land der „Militärkoalition Saudi-Arabiens gegen den Jemen“ beizutreten, als Schock für den ganzen afrikanischen Kontinent und als „Kapitulation Senegals auf Druck und Prämien der Saudis“, die lediglich dazu diene, „einen weiteren afrikanischen Staat in etwas hineinzuziehen, das Einige als illegalen Krieg außerhalb des Kontinents betrachten, wo keine nationalen Interessen auf dem Spiel stehen“. Amnesty International bezeichnete die saudi-arabische Militärintervention laut The Star als „illegal“, indem Seydi Gassama, Senegal-Spezialist von Amnesty International sagte: „Es gibt keine Rechtsgründe zum Intervenieren und es existiert kein UN-Mandat.“

#### Sudan

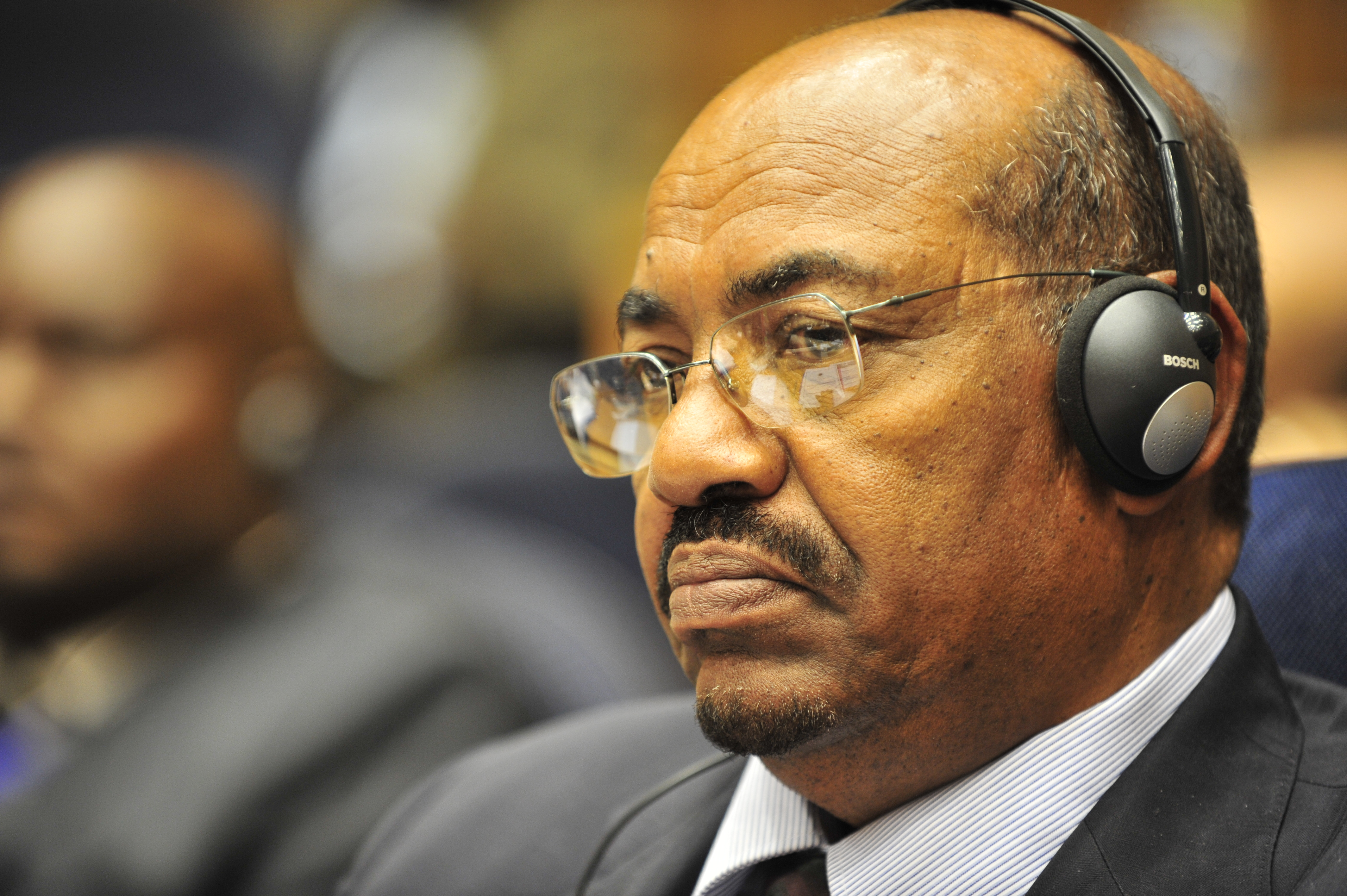
Umar al-Baschir. Wegen Völkermord im Darfur-Konflikt gesucht und bis 2019 amtierender Staatspräsident des Sudan

Mit dem Beginn der von den saudi-arabisch geführten Golfstaaten durchgeführten Militäroperationen gegen die Huthi-Milizen im Jemen schloss der Sudan laut dem Nachrichtensender al-Arabiya am 26. März 2015 die Büros aller iranischen Missionen und Gruppen im Sudan. Der sudanesische Präsident Umar al-Baschir beendete demnach auch alle Verbindungen mit dem früheren jemenitischen Präsidenten Salih, der Berichten zufolge an der Seite der Huthis kämpfte.
Der Sudan beteiligte sich an den Luftangriffen der saudisch-geführten Allianz. Neben Ägypten erklärte sich auch laut dem in Paris sitzenden Nachrichtenportal Sudan Tribune die Regierung des Sudan bereit, bei einer möglichen Bodenoffensive und auf Anfrage Saudi-Arabiens teilzunehmen. In westlichen Medienberichten wurde die militärische Beteiligung des Sudans zunächst als von lediglich symbolischer Art eingestuft. Die sudanesischen Führung um Präsident Umar al-Baschir, die 2014 unter Druck Saudi-Arabien stand, sich von Iran zu distanzieren, hatte damit einen radikalen Schwenk vollzogen. Der Sudan hatte 2014 noch selbst im Verdacht gestanden, die Huthi-Allianz mit iranischen Lieferungen versorgt zu haben. Der südafrikanische The Star kommentierte, der Sudan sei der „Koalition gegen den Jemen“ in Folge saudischer Versprechen beigetreten, stark in den Agrarsektor des Sudan zu investieren.
Nach späteren Medienberichten unterstützte der Sudan die saudisch geführte Militärallianz auch mit Bodentruppen und erhielt als Ausgleichszahlung für seinen Einsatz eine Milliarde Dollar. Die Sichtung sudanesischer Streitkräfte rief Kritik hervor, dass die UN eine Koalition unterstützten, an der ein Land beteiligt war, gegen dessen Präsidenten es eine Anklage vor dem Internationalen Strafgerichtshof gab und gegen das ein Waffenembargo bestand. Die Botschafterin der USA bei den UN, Samantha Power, sagte in ihrer Funktion als Präsidentin des UN-Sicherheitsrats für Dezember 2015 über den Einsatz sudanesischer Truppen im Jemen durch die saudisch geführte Militärkoalition, die Art und Weise, in der der Sudan Gewalt angewendet hatte, habe beständig das Humanitäre Völkerrecht missachtet oder verletzt, wie etwa in Südsudan, Kurdufan und an-Nil al-azraq durch seine wahllose Anwendung von Kriegswaffen und seine Missachtung von Menschenleben. Sie forderte, die saudisch geführte Militärkoalition müsse sicherstellen, dass ihr Vorgehen im Jemen in Einklang mit dem Humanitären Völkerrecht erfolgt.

#### Eritrea
Anfang November 2015 monierten UN-Vertreter, Saudi-Arabien rekrutiere für den Krieg im Jemen Kämpfer aus Eritrea und entlohne dafür den isolierten, mit UN-Sanktionen belegten Militärstaat reichlich. Ein am 21. Oktober 2015 publizierter Bericht einer UN-Beobachtungsgruppe zu Somalia und Eritrea zitierte einen ehemaligen hochrangigen Vertreter Eritreas mit der Angabe, dass „400 eritreische Soldaten in das Kontingent der Vereinigten Arabischen Emirate der Kräfte eingebettet waren, die auf jemenitischem Boden im Auftrag der arabischen Koalition kämpften“. Laut dem UN-Bericht gestattete Eritrea den Golfstaaten die Benutzung des Hafens von Assab und des eritreischen Luftraumes für die Kampfteilnahme und erhielt im Gegenzug für seine Involvierung Geldmittel und Treibstoff. Dem Bericht zufolge erlaubte Eritrea der saudisch geführten Militärkoalition die Benutzung des eritreischen Landes, Luftraums und der territorialen Gewässer im Rahmen einer „neuen strategischen militärischen Beziehung zu Saudi-Arabien und den Vereinigten Arabischen Emiraten“. Der UN-Monitoring-Gruppe zufolge stellte das Engagement Eritreas möglicherweise eine Verletzung der UN-Resolution und des Waffenembargos dar, das 2009 verordnet und im Oktober 2015 ausgeweitet worden war, um zu verhindern, dass Eritrea eine destabilisierende Rolle in der Region spielt.
Im Dezember 2015 vermeldete Eritrea offiziell seine „Bereitschaft, die Initiative vorbehaltlos zu unterstützen“ und seinen Beitrag zur Allianz Saudi-Arabiens und seiner Alliierten zu erweitern, doch führte die eritreische Regierung ihre militärische Verwicklung in der Golfregion nicht näher öffentlich aus.
Beobachter waren sich nicht sicher über genauen Details der eritreischen Verwicklung in den Konflikt und der damit in Zusammenhang stehenden Kooperation und Vereinbarungen, doch wurde vermutet, dass ein Hauptbestandteil der Kooperation in der Verwendung Eritreas und insbesondere des Hafens und Flughafens von Assab als logistische Drehscheibe bestand, von der aus es Staaten wie Saudi-Arabien und den Vereinigten Arabischen Emiraten möglich war, ihre Operationen in den Jemen zu starten. Auch die Art der Gegenleistungen waren aus Sicht von Beobachtern unklar, doch wurde der Versuch Eritreas, Allianzen aufzubauen, als plausibel angesehen.

#### Söldner auf Seiten der saudisch geführten Militärkoalition
Nach einem Raketenangriff auf ein Militärlager bei Marib im September 2015, dem Dutzende Soldaten aus den VAE zum Opfer fielen, brachten die Golfstaaten Medienberichten zufolge kaum noch eigene Truppen ins Land. Stattdessen versuchten sie sich demnach mit Söldnern aus Südamerika zu behelfen sowie mit Soldaten aus dem Sudan, aus Eritrea und Marokko. Der Einsatz von Hunderten Söldnern aus Kolumbien, anderen lateinamerikanischen Ländern und möglicherweise auch Eritrea wurde als eines der Zeichen für ein militärisches Patt gedeutet.
Die Vereinigten Arabischen Emirate sendeten in Zusammenarbeit mit Erik Prince, dem Gründer der privaten Sicherheitsfirma von Blackwater Worldwide im Kampf gegen die Huthi auch Hunderte von kolumbianischen Söldnern in den Jemen. Unter den 450 lateinamerikanischen Söldnern befinden sich auch panamaische, salvadorianische und chilenische Soldaten. Medienberichten zufolge wurden Ende Oktober 2015 rund 800 kolumbianische Söldner abgeworben.
Medienangaben von Oktober 2015 zufolge hatten die Golfstaaten zu diesem Zeitpunkt 1000 Infanteristen aus dem Sudan – offenbar gegen eine Milliarde US-Dollar Hilfskredite aus Saudi-Arabien und Katar – sowie Soldaten aus Mauretanien und dem Senegal als Söldner in den Kampf im Jemen geschickt. Möglicherweise seien auch Söldner aus Eritrea eingekauft worden.

## Verlauf der Militärintervention
| Staat                        | Beitrag zur Beteiligung nach eigener Angabe oder Zusage | Beitrag zur Beteiligung nach eigener Angabe oder Zusage                                                  |
| Staat                        | nach Al Arabiya News, 26. März 2015 | nach American Enterprise Institute, 23. April 2015                                                       |
| ---------------------------- | --- | --- |
| Saudi-Arabien                | - 100 Kampfjets - 150.000 Soldaten und Marineeinheiten | - 100 Kampfflugzeuge - 14 Schiffe                                                                        |
| Vereinigte Arabische Emirate | - 30 Kampfjets | - 30 Kampfflugzeuge                                                                                      |
| Bahrain                      | - 15 Kampfjets | - 8 Kampfflugzeuge                                                                                       |
| Kuwait                       | - 15 Kampfjets | - 15 Kampfflugzeuge                                                                                      |
| Katar                        | - 10 Kampfjets | - 10 Kampfflugzeuge                                                                                      |
| Jordanien                    | - 6 Kampfjets | - 6 Kampfflugzeuge                                                                                       |
| Marokko                      | - 6 Kampfjets | - 6 Kampfflugzeuge                                                                                       |
| Sudan                        | - 3 Kampfjets | - 3 Kampfflugzeuge                                                                                       |
| Ägypten                      | - 4 Kriegsschiffe & Luftunterstützung (Marine- und Luftunterstützung der Militäroperation)                                                                                             | - 12 Kampfflugzeuge - 4 Schiffe                                                                          |
| Pakistan                     | - Kriegsschiffe & Luftunterstützung (Marine- und Luftunterstützung der Militäroperation)                                                                                               | |
| Vereinigte Staaten           | Bereitstellung logistischer und geheimdienstlicher Unterstützung für die militärischen Operationen des Golfkooperationsrats gegen die Huthis (Bevollmächtigung durch Präsident Obama). | Bereitstellung geheimdienstlicher und logistischer Unterstützung sowie verstärkte Anwesenheit der Marine |

Saudi-Arabien bildete eine sunnitische Militärkoalition gegen die Huthi-Rebellen, an der sich außer Saudi-Arabien die Golfstaaten Bahrain, Katar, Kuwait, die Vereinigten Arabischen Emirate sowie Ägypten beteiligten. Insgesamt zehn arabische Nationen schlossen sich der „Operation Entscheidungssturm“ bis zum 26. März 2015 öffentlich an, die vom saudischen König Salman und seinem Sohn, dem 35-jährigen Verteidigungsminister Mohammad bin Salman, koordiniert wurde. Offen blieb zunächst, ob die Beteiligung Jordaniens, Marokkos und des Sudans eher als symbolisch aufzufassen war. Logistisch wurde die Militärintervention von den USA, Frankreich und Großbritannien unterstützt.
Die Arabische Liga beschloss am 29. März 2015 die Gründung einer gemeinsamen militärischen Eingreiftruppe. Der ägyptische Präsident Abd al-Fattah as-Sisi erklärte bei einem Gipfeltreffen der Arabischen Liga, die Staats- und Regierungschefs hätten sich auf „Prinzipien“ für die Militäreinheit geeinigt, die gegen extremistische Gefahren in der Region vorgehen könne. Nach Angaben ägyptischer Beamter sollten ihr etwa 40.000 Elitesoldaten angehören.
Als offizielles Ziel der Militäroperation wurde der Schutz der „legitimen Regierung Jemens“ vor einer Übernahme durch die Huthi-Rebellen angegeben. Saudi-Arabiens Führung verkündete bei Bekanntgabe der Militärmission: „Wir wollen mit allen Mitteln die rechtmäßige Regierung des Jemen schützen und verteidigen.“ Die aus mehreren arabischen Staaten um das mehrheitlich sunnitischene Saudi-Arabien gebildete Allianz wolle verhindern, dass die schiitische, mutmaßlich von Iran unterstützte Huthi-Miliz vollständig die Macht im Jemen übernimmt. Medienberichten zufolge befürchteten Saudi-Arabien und seine sunnitischen Verbündeten insbesondere, dass die Huthi-Miliz mit Unterstützung Irans die Kontrolle über die für den Welthandel bedeutende Meerenge Bab al-Mandab erlangen könne, die das Rote Meer mit dem Indischen Ozean verbindet und über die Schätzungen zufolge fast 40 Prozent des internationalen Handels per Schiff abgewickelt werden.
Die Angriffe der von den USA logistisch unterstützten Militärallianz sunnitisch-arabischer Staaten unter Führung Saudi-Arabiens gegen die Huthi-Rebellen und die mit ihnen verbündeten Militäreinheiten von Ex-Präsident Salih seit dem 26. März 2015 richteten große Zerstörungen im Jemen an führten zu einer humanitären Krise, konnten die Huthi-Rebellen und ihre Verbündeten aber kaum zurückdrängen. Angesichts des zunehmenden Leids der jemenitischen Zivilbevölkerung stieg die internationale Kritik an der Militärintervention an. Im Mai 2015 stimmte Saudi-Arabien auf starken diplomatischen Druck der USA hin erstmals einer Feuerpause zu und schlug eine fünftägige „humanitäre Pause“ vor, die von den Salih-treuen Armeeverbänden akzeptiert wurde. Auch die Huthi-Rebellen stimmten einer Waffenruhe, die den Zugang von Hilfslieferungen für die Bevölkerung ermögliche, zu.
In erster Linie profitierten während der saudisch geführten Militärintervention im Jemen die Extremisten von dem Kriegschaos, neben der AQAP auch der seit März 2015 etablierte oder sich etablierende IS. Der von Saudi-Arabien im März begonnene Luftkrieg gegen die Huthis begünstigte eine blutige innerislamische Konfrontation zwischen Sunniten und Schiiten auf der Arabischen Halbinsel, auf der der IS sich für zahlreiche Attentate für verantwortlich erklärte. So erlebte die Arabische Halbinsel die seit Jahrzehnten blutigste Serie von Selbstmordattentaten auf schiitische Moscheen. Allein im Jemen starben im ersten Vierteljahr des Konflikts mindestens 250 Schiiten.
Sowohl die AQAP als auch der jemenitische IS-Ableger führte eine Serie von Angriffen gegen Schiiten und Regierungsangestellte durch. Seit dem Zurückdrängen der Huthi-Rebellen aus Städten wie Aden im Juli 2015 durch als Hadi-loyal bezeichnete Kräfte unter Unterstützung durch die saudisch geführte Militärkoalition gilt die Sicherheitslage unter formeller Kontrolle der schwachen Regierung Hadi dort aufgrund des in der Folge aufgetretenen Erstarkens von AQAP und Islamischem Staat als nicht gewährleistet.
Am 21. April 2015 verkündete die saudisch-geführte Militärallianz die Einstellung der Luftangriffe und die Beendigung der Operation Decisive Storm für die Nacht auf den 22. April und gab an, ihre militärischen Ziele seien erreicht worden, die Rebellen stellten keine Gefahr mehr für die Zivilisten dar, ihre militärischen Ressourcen seien zerstört und die Gefährdung für Saudi-Arabien und seine Nachbarstaaten sei erfolgreich abgewendet worden. Doch hatten die Rebellen nach den vierwöchigen Luftangriffen der Operation Decisive Storm kaum Territorium eingebüßt und kontrollierten weiterhin die Hauptstadt Sanaa und weite Landesteile, während dschihadistische Gruppen und mit ihnen verbündete Stammeskämpfer von der saudisch-geführten Militäroffensive profitiert hatten und einen mehrere hundert Kilometer langen Küstenstreifen am Golf von Aden kontrollierten. Der de facto entmachtete Präsident Hadi befand sich weiterhin im Exil in Saudi-Arabien. Die Weltgesundheitsorganisation warnte vor dem unmittelbar bevorstehenden Zusammenbruch des Gesundheitssystems im Jemen. Als verantwortlich für das Anwachsen der humanitären Katastrophe im Jemen wird neben den Bombardierungen und Kämpfen während der Operation Decisive Storm insbesondere die Seeblockade des Jemen angesehen, die von Seiten der saudi-arabisch angeführten Militärallianz beibehalten wird. Stand Dezember 2022 gilt die Situation im Jemen immer noch als die schlimmste humanitäre Katastrophe der Welt.
Am 22. April 2015 und in der Folge wurden die Luftangriffe unter Beibehaltung der Seeblockade des Jemen mit der tags zuvor als neue Phase angekündigten Operation Restoring Hope (oder: Renewal of Hope, deutsch „Wiederherstellung der Hoffnung“) fortgeführt. Die saudisch geführte Militärallianz setzte saudischen Staatsmedien zufolge den Einwohnern der jemenitischen Stadt Saʿda ein Ultimatum, das Gebiet am 8. Mai 2015 zu verlassen, und erklärte die Stadt und die gesamte Provinz Saʿda zum „militärischen Ziel“. Der UN-Koordinator für humanitäre Angelegenheiten im Jemen verurteilte die Luftangriffe der von Saudi-Arabien geführten Militärallianz im Jemen als Verstoß gegen das internationale humanitäre Völkerrecht und prangerte ausdrücklich die Erklärung der Provinz Saʿda zum „militärischen Ziel“ an.
Mitte Juni 2015 von den UN vermittelte Friedensgespräche zwischen jemenitischen Kriegsparteien in Genf endeten ohne Einigung auf einen Waffenstillstand. Im Sommer gelang es der saudisch geführten Militärallianz, Truppen aus Saudi-Arabien und den VAE in Aden an Land zu bringen und mit Hilfe lokaler Milizionäre die Huthi aus Aden zu vertreiben. Am Boden fand der Krieg in der Folge monatelang vorwiegend in Taizz statt und wurde von lokalen Stammeskämpfern und Islamisten geführt, die von der saudisch geführten Militärallianz mit Waffen versorgt wurden, den Belagerungsring der Huthi und der Truppen Salihs jedoch trotz massiver Luftunterstützung Saudi-Arabiens nicht durchbrechen konnten.
Seit dem 26. März 2015 sind nach UN-Angaben bis Anfang März 2016 – Berichten zufolge überwiegend durch Luftangriffe der saudisch geführten Militärallianz – mindestens 3081 Zivilisten getötet worden, darunter bis Ende März 2016 mindestens 934 Kinder. Zivilisten waren von den Kämpfen überproportional stark betroffen und stellen über die Hälfte der Todesopfer im Jemen. Über 2,5 Millionen Menschen sind nach UN-Angaben seit Beginn der Militärintervention bis Dezember 2015 zum Verlassen ihrer Häuser als Binnenflüchtlinge gezwungen worden.
Am 1. Juli 2015 rief die UNO für eine vorangekündigte Dauer von sechs Monaten den Level-3-Emergency (Notstand der Stufe 3) für den Jemen aus, die höchste Notstandsstufe der UN.
Im November 2018 beschrieb UNICEF den Jemen als „living hell for children“.
Mit dem im Frühjahr 2018 begonnenen Vormarsch auf den für die Versorgung der Bevölkerung wichtigen Hafen von Hodeida haben sich die humanitären Verhältnisse im Jemen weiter verschlechtert, trotz einer durch die UN vermittelten Feuerpause für Hodeida vom 13. Dezember 2018. Marokko hat seine Teilnahme am Kampf gegen die Huthi-Rebellen im Februar 2019 ausgesetzt. Auch die Vereinigten Arabischen Emirate sollen einen Großteil ihrer Truppen aus dem Jemen abgezogen haben.
Im März 2020 formulierte Sultan Al-Barkani, der Präsidents des jemenitischen Parlaments, welches von der Koalition rund um Saudi-Arabien unterstützt wird, in einem Interview klare Orientierungspunkte der Regierung für einen möglichen Friedensprozess mit den Huthis: Die Golfinitiative, die Beschlüsse des Sicherheitsrates der Vereinten Nationen und die Ergebnisse des nationalen Dialogs im Jemen. Darüber hinaus stritt Al-Barkani nicht ab, dass es eventuell Kämpfer mit Nähe zur Al-Qaida in den Reihen der Regierungstruppen gebe – das liege aber nur daran, dass man sich nie sicher sein können, wer zur Al-Qaida gehöre. Die Existenz einer Blockade des Hafens von Hodeida stritt Al-Barkani vehement ab – in Hodeidah gebe es ausschließlich Waffenkontrollen, um die Belieferung der Huthis mit Waffen zu verhindern, andere Waren könnten passieren.
Aufgrund der globalen Covid-19-Pandemie rief das Königreich Saudi-Arabien im April 2020 eine Waffenruhe bis Mai 2020 aus, die das Land selbst allerdings nicht einhielt. So wurden laut Yemen Data Project zwischen März und Juli 2020 insgesamt 1078 Luftangriffe registriert. Mindestens 142 davon wurden auf zivile Ziele wie Wohngebiete, Schulen und Krankenhäuser geflogen.
Im Jahr 2021 versuchten die Huthi-Rebellen die Stadt Ma'rib, deren Bevölkerungsanzahl durch hinzugezogene Flüchtlinge aus vielen umkämpften Landesteilen stark angestiegen war, einzunehmen. Saudi-Arabien schlug infolgedessen im März 2021 einen landesweiten Waffenstillstand unter Aufsicht der Vereinten Nationen vor, was von den Rebellen abgelehnt wurde.
Anfang April 2022 wurde ein zunächst zweimonatiger landesweiter Waffenstillstand verkündet. Dieser wurde nicht immer eingehalten, aber mehrmals verlängert. Am 2. Oktober 2022 lief er aus.

### Operation Decisive Storm
| Datum     | Ort oder Ziel                      |
| --------- | ---------------------------------- |
| 26. März  | Sanaa                              |
| 27. März  | Markt                              |
| 30. März  | IDP-Lager                          |
| 1. April  | Molkerei                           |
| 3. April  | Dorf                               |
| 6. April  | Saʿda; Sanaa; Schule               |
| 7. April  | Schule                             |
| 9. April  | Amran                              |
| 10. April | Moschee                            |
| 12. April | Wohngebäude                        |
| 15. April | Tankstelle                         |
| 19. April | Tankstelle; Gesundheitseinrichtung |
| 20. April | Sanaa; Tankstelle                  |
| 21. April | Brücke                             |

In der Zeit vom 26. März 2015 bis zur rund vier Wochen später erfolgten Verkündigung des Endes der Operation Decisive Storm hatte die Militärkoalition nach eigenen Angaben vom 19. April mehr als 2000 Luftangriffe auf die Huthi-Rebellen und ihre Verbündeten in der Armee durchgeführt, in den 25 Tagen bis zum 19. April 2.300. Der ständige Vertreter der UNO im Jemen, Paolo Lembo, der im Jemen je nach Quelle über einen Stab von 800 bis 1000 UN-Mitarbeitern verfügte, schätzte am 23. April 2015 die Zahl der Luftangriffe im Jemen seit dem Beginn der saudisch angeführten Luftwaffeneinsatzes am 26. März auf über 4000. Am 23. April 2015 gab der ständige UN-Vertreter Lembo an, dass rund 1100 Menschen getötet und etwa 150.000 zur Flucht gezwungen worden sind, es jedoch vermutlich eine hohe Dunkelziffer gebe.
Nach der verkündeten Beendigung der Militäroffensive wurde diese von Seiten des saudischen Herrscherhauses als „erfolgreich“, von Seiten westlicher Medien dagegen als „chaotisch“ (Christoph Sydow/Der Spiegel) bezeichnet. Zwar war es dem saudi-arabischen Militär während der vierwöchigen Bombardierungen im Jemen gelungen, Waffenarsenale zu zerstören, die zuvor von den Huthis erobert worden waren, darunter ein Raketenlager in Sanaa. Doch waren die angekündigten strategischen Ziele nicht erreicht worden und es wurden in den Medien aus verschiedenen Gründen Zweifel an Planung, Präzision und Erfolg der Militäroperation angemeldet:
- Die Rebellen verloren trotz der vierwöchiger Luftangriffe kaum Territorium und kontrollierten weiterhin die Hauptstadt Sanaa und große Teile des Landes.[178] Die militärische Macht der Huthi-Rebellen und ihres Verbündeten, des ehemaligen jemenitischen Präsidenten Salih, war nicht zerstört worden.[289]
- Der de facto entmachtete Präsident Hadi befand sich weiterhin im Exil in Saudi-Arabien.[178] Das Ziel, die alte jemenitische Regierung Hadis wieder einzusetzen, war nicht erreicht worden[289] und schien auch nicht nahe gerückt.[40]
- Die größte Provinz des Landes, der Hadramaut, befand sich nach Ende der Militäroffensive fast vollständig in der Hand der Terrorgruppe AQAP und verbündeter Stammeskämpfer. Die Dschihadisten hatten von Saudi-Arabiens Luftangriffen profitiert und kontrollieren mittlerweile einen mehrere hundert Kilometer langen Küstenstreifen am Golf von Aden.[178]
- Aus der zuerst ausgerufenen Militärkoalition aus zehn Staaten, die sich an dem Krieg gegen die Huthis angeblich beteiligten, schieden Regierungen aus oder beteiligten sich nur symbolisch wie Pakistan, der Sudan und Marokko.[178]
- Die von Saudi-Arabien und Ägypten bereits als bevorstehend angekündigte Bodeninvasion blieb aus.[178]
- Erst wenige Stunden vor Verkündung des Endes der Militäroperation[Anm. 3] hatte der saudische König Salman noch die saudische Nationalgarde mobilisiert,[178] was zunächst Erwartungen gefördert hatte, dass Saudi-Arabien zu einer Bodenoffensive übergehen könnte oder dazu eingesetzt werden, die südliche Metropole Aden und ihre Hafenanlagen zu sichern.[290]
- Die humanitären Kosten wurden als zu hoch angesehen.[40] Nach Angaben der Weltgesundheitsorganisation WHO sollen seit Beginn der Luftschläge mehr als 900 Menschen,[178][Anm. 6] darunter nach Angaben von medizinischen und Hilfsorganisationen hunderte Zivilisten,[291] getötet und 3500 verletzt worden sein.[178][Anm. 6] Saudi-Arabiens Luftwaffe bombardierte unter anderem auch Flüchtlingscamps und – laut Human Rights Watch möglicherweise vorsätzlich im Sinne eines Kriegsverbrechens[292] – ein Lebensmittellager der Hilfsorganisation Oxfam,[178] das Einrichtungen zur Trinkwasserversorgung für Tausende von Familien in Saʿda beinhaltete und dessen genaue Lagekoordinaten[Anm. 7] Oxfam nach eigenen Angaben zuvor den Streitkräften der saudisch-geführten Militärkoalition zur Vermeidung eines Beschusses angegeben hatte.[292] Die anhaltenden Kämpfe bedrohten nach UN-Angaben die Versorgung der Bevölkerung mit Grundnahrungsmitteln. Das UN-Welternährungsprogramm (WFP) erklärte, es seien zwölf Millionen Menschen – und damit fast die Hälfte – in dem verarmten Land als „versorgungsgefährdet“ eingestuft.[293][294][295] Die Anzahl der in Bezug auf die Ernährung versorgungsgefährdeten Menschen sei als Ergebnis der Kämpfe von 10,6 Millionen auf 12 Millionen gestiegen, wobei die Nahrungsmittelpreise stiegen und die ungeschützten Familien am stärksten betroffen seien.[295] Ein US-amerikanischer Regierungsbeamter gab gegenüber der New York Times als Grund dafür, dass es in den letzten Tagen vor der Beendigung der Luftoffensive eine Anzahl von Diskussionen zwischen Vertretern der USA, Saudi-Arabiens und der VAE über die Beendigung der Bombardierungen gegeben hatte, schließlich an: „Die Kollateralschäden sind einfach zu groß“.[178][296][297] Nach Darstellung der New York Times sollten die US-amerikanische Regierung entgegen der offiziellen saudi-arabischen Darstellung in den der Beendigung der Militäroffensive vorangegangenen Tagen darauf gedrängt haben, dass Saudi-Arabien die Luftangriffe beendet.[178][296][291] Laut der New York Times sollten US-amerikanische Vertreter und Diplomaten für den Mittleren Osten in privaten Gesprächen eingeräumt haben, dass die zunehmende humanitäre Katastrophe durch den Tod von hunderten Zivilisten und das Embargo von Nahrungsmitteln, Treibstoff, Wasser und Medizin offenkundig ein berechneter Faktor in der saudischen Kalkulation gewesen sei.[291]

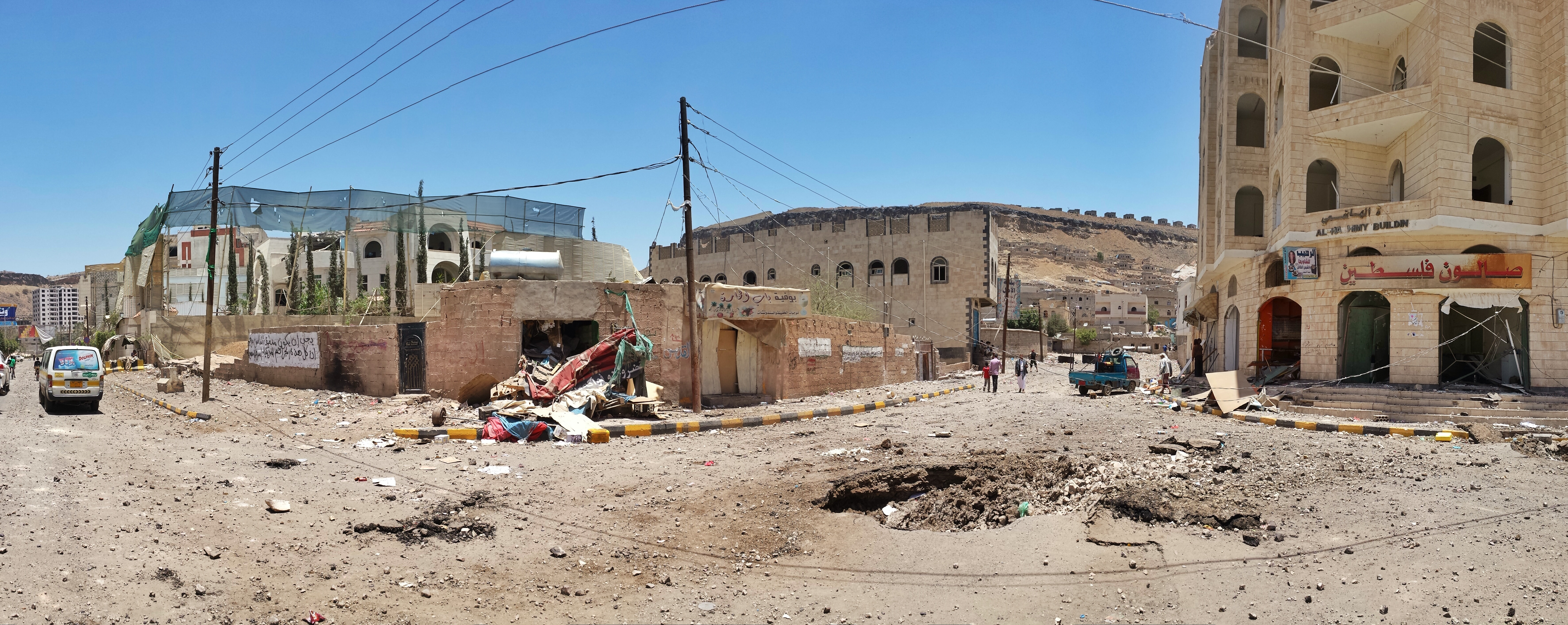
Zerstörungen in den Wohngebieten in der Nähe des Berges Attan bei Sanaa durch den Luftangriff vom 20. April 2015 während der Operation Decisive Storm (Foto: 21. April 2015)

### OperationRestoring Hope
Die saudi-arabische Führung kündigte zwar am 21. April 2015 ein Ende der Luftangriffe in der bis dahin ausgeführten Form an, doch bombardierte die von Saudi-Arabien geführte Militärallianz auch in den folgenden Tagen weiterhin Ziele im Jemen, ohne dass ersichtlich wurde, auf welche Weise Saudi-Arabien sein offiziell erklärtes Ziel der Wiedereinsetzung Hadis zu erreichen beabsichtigte. Statt wie angekündigt, die Angriffe einzustellen und wie signalisiert, an einer politischen Lösung zu arbeiten, setzte Saudi-Arabien die Luftangriffe in vielen Landesteilen Jemens fast unvermindert fort. Der Außenminister der jemenitischen Exilregierung Hadi widerrief das Ende der Operation Decisive Storm und erklärte die Fortsetzung der Militäroperation. Die wochenlangen heftigen Kämpfe zwischen Huthi-Rebellen und mit ihnen verbündete Armeeeinheiten mit den Truppen und Milizen von Präsident Hadi sowie die seit Ende März währenden Luftangriffe der von Saudi-Arabien angeführten und von den USA unterstützten arabischen Militärallianz wurden auch während der Operation Restoring Hope fortgeführt. Insbesondere in Aden, Taizz und Sanaa dauerten schwere Kämpfe und Luftangriffe der saudisch geführten Militärkoalition über Wochen hin an.
Beobachter sprachen bereits wenige Tage nach dem zunächst verkündeten Beginn der Operation Restoring Hope von den schwersten Kämpfen der Ende März 2015 begonnenen Militärintervention der saudi-arabisch geführten Militärallianz im Jemen. Die Ausweitung der Kämpfe auf immer mehr Provinzen und der Einsatz zunehmend schwererer Geschütze während der Operation Restoring Hope schürte Medienangaben zufolge die Befürchtung, dass sich der Krieg über die Grenze ausbreiten könne. Während die Luftangriffe der saudisch geführten Militärallianz im Jemen fortgeführt wurden, schienen die Saudis Medienberichten zufolge in zunehmend aggressiver Weise Stellvertreterkräfte am Boden mehr Macht zu geben, auszubilden und insbesondere in Aden einzusetzen, einschließlich von Stämmen, die seit langem mit Saudi-Arabien verbündet waren. Bei dem Versuch der saudischen Luftwaffe, den Vormarsch der Huthis auf Aden zu stoppen, wurden viele Zivilisten getroffen. Die Bombardierung von Flughäfen und die Blockade der jemenitischen Häfen schnitten die Bewohner zudem von der Versorgung mit Lebensmitteln und Treibstoff ab. Analysten äußerten sich zunehmend kritisch über die saudisch geführte Militäraktionen im Jemen und beurteilten den Konflikt als offenbar festgefahren und als zeitlich nicht absehbar begrenzt. Sie reagierten mit ihrer Kritik hauptsächlich auf einen Aufschrei aus der jemenitischen Bevölkerung, der den Krieg als physisch und psychisch zerstörerisch beklagte. Auch Stimmen der internationalen Presse reagierte in der festgefahrenen Situation mit wachsender Kritik auf die Luftangriffe. Die Redaktionsleitung der New York Times nannte die Luftangriffe in einer Schlagzeile vom 24. April 2015 eine „Katastrophe“, bei der sich der Jemen tagtäglich weiter dem vollständigen „Zusammenbruch“ nähere. In gleichem Sinne äußerten sich Entwicklungshelfer wie die Leiterin von Ärzte ohne Grenzen, Marie-Elisabeth Ingres.
Trotz des Einsatzes der von den USA, Frankreich und Großbritannien logistisch unterstützten und saudisch geführten Militärallianz arabischer Staaten schienen die Huthi auch bis Anfang Mai nicht entscheidend geschwächt worden zu sein. Die Zivilbevölkerung litt zunehmend unter dem Konflikt zwischen Huthi-Rebellen und Anhängern Hadis. Zudem litt die Bevölkerung unter dem Bombardement der Saudis und unter der See- und Luftblockade der saudisch-geführten Militärkoalition, wegen derer dringend benötigte Lebensmittel und Medikamente nicht ins Land gelangen konnten. Auch waren alle größeren Landebahnen des Jemen zerstört worden.
Sechs Wochen nach Beginn des saudischen Luftkriegs im Jemen stimmte Saudi-Arabien nach starkem diplomatischen Druck der USA erstmals einer Feuerpause zu, die es als fünftägige „humanitären Pause“ anbot, und die den Transport von Hilfslieferungen für die notleidende Bevölkerung ermöglichen solle. Während die Exilregierung Hadi die „internationale Gemeinschaft“ um den Einsatz von Bodentruppen bat, lehnte Kerry dies mit dem Hinweis ab, „weder Saudi-Arabien noch die USA“ dächten an einen derartigen Einsatz. Das Angebot der Saudis kam zu einem Zeitpunkt, an dem die Lage im Jemen immer dramatischer wurde. Die seit mehr als sechs Wochen anhaltenden Luftangriffe durch Saudi-Arabien und seine Verbündeten hatten den Vormarsch der Huthi-Rebellen nicht stoppen können, denen es stattdessen in Aden zuletzt gelungen war, weitere Teile der Stadt – mit dem Präsidentenpalast – zu erobern. Die Huthi kontrollierten nach wie vor einen großen Teil des Jemen. Kurz vor dem Angebot einer Waffenruhe hatten auch 22 im Jemen tätige Hilfsorganisationen ein sofortiges Ende der von Saudi-Arabien verhängten Luft- und Seeblockade gefordert, um die leidende Zivilbevölkerung mit Nahrungsmitteln, Treibstoff und Medikamenten versorgen zu können.
Während die am 21. April 2015 vom saudischen Verteidigungsministerium zunächst angekündigte Einstellung der Luftangriffe der Militäroperation angesichts des Vormarschs der von Salih unterstützten Huthi-Miliz nur eine Nacht angedauert hatte, die Rebellen trotz aller Bombardements weiterhin zahlreiche Städte und Provinzen kontrollierten, sich der Krieg im Jemen seit Beginn des saudisch geführten Luftkriegs auf Stellungen Ansar Allahs sukzessive ausgeweitet hatte und Human-Rights-Watch-Vorwürfe des Einsatzes der international geächteten Streumunition durch Saudi-Arabien erhob, entstand der Eindruck, dass sich das Ziel der saudischen Monarchie, den von Ansar Allah entmachteten Präsidenten Hadi wieder einzusetzen, kaum noch durchsetzen lasse. Auch Ende Mai 2015, nachdem die von den UN für den 28. Mai 2015 festgesetzten Friedensgespräche – offenbar aufgrund des Beharrens des jemenitischen Exilpräsidenten Hadi – für unbegrenzte Zeit verschoben worden waren, schienen die Saudis dem Erreichen ihres offiziell verkündeten Zieles, die jemenitische Exilregierung wieder an die Macht zu bringen, nicht näher gekommen zu sein und stützten sich weiterhin hauptsächlich auf Luftangriffe, um die Huthis zu schwächen, die mit ihren Verbündeten noch immer die Hauptstadt beherrschten und über militärische Präsenz in anderen wichtigen Städten verfügten, einschließlich des Hafens von Aden.
Mitte Juni 2015 von den UN vermittelte Friedensgespräche zwischen jemenitischen Kriegsparteien in Genf verliefen ohne Einigung auf einen Waffenstillstand.
In einer für Mitte Juli 2015 von den UN vermittelte Waffenruhe, die jedoch kaum eingehalten wurde, eroberten regierungstreue Milizionäre mit Unterstützung von Kampfflugzeugen und Schiffen der von Saudi-Arabien geführten Militärkoalition Teile von Aden von den Huthi-Rebellen zurück, worauf – erstmals seit einem Vierteljahr – mehrere Minister der ins saudi-arabische Exil geflohenen Regierung Hadi nach Angaben der Exilregierung nach Aden zurückgekehrt sein sollen.

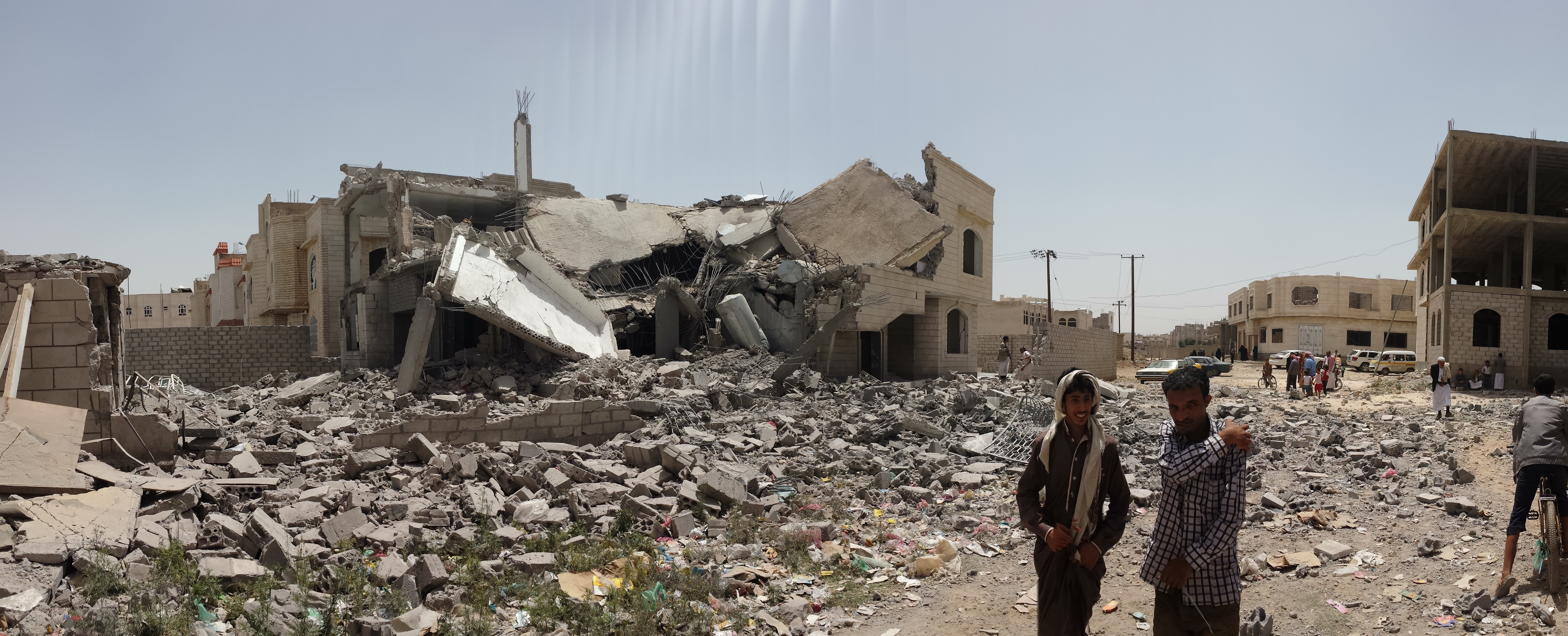
Zerstörung im Süden Sanaas durch einen Luftangriff vom 12. Juni 2015 während der Operation Restoring Hope (Foto: 13. Juni 2015)

### Gegenoperationen der Huthi (2015–2018)
Im November 2015 eroberten die Huthis mehrere Städte in Saudi-Arabien, darunter al-Raboah in der südlichen Provinz Asir und die Stadt Nadschran. Weitere Huthi-Verbände kämpfen um die Küstenstadt Dschizanin in Saudi-Arabien ca. 520 km von Mekka entfernt, welches im Rahmen des Konfliktes Menschen aus dem Jemen auch nicht mehr besuchen dürfen.
Im Dezember 2015 verkündeten die Huthi-Streitkräfte, dass sie seit Beginn der saudischen Angriffe im März auch 7 Schiffe der saudischen Armee versenkt haben.
Am 14. Dezember zerstörten die Huthis durch einen ballistischen Raketenangriff eine Basis der Koalition in der Region Bab al-Mandab. Dabei starben über 150 Soldaten aus Saudi-Arabien, Marokko und den Vereinigten Arabischen Emiraten. Zudem auch die Oberbefehlshaber für den Jemen Oberst Abdullah al-Sahyan und der emiratische Offizier Sultan al-Kitbi.
Kurze Zeit später richteten Raketen der Huthi-Verbände im Gouvernement Ma'rib im Südjemen nochmals einen vergleichbaren Schaden an den Streitkräften der Koalition an, zerstörten dabei ein Munitionsdepot und 2 Apache-Hubschrauber.
Anfang Februar 2016 führten weitere Angriffe der Huthi-Verbände bzw. der verbündeten Teile der jemenitischen Armee durch ballistische Totschka-Raketen im Gouvernement Ma'rib zu Verlusten von mindestens 104 Soldaten der saudisch geführten Koalition. Weitere schwere Kämpfe werden aus der Grenzstadt Rabu’ah in der Saudi Arabischen Asir Provinz gemeldet, welche von den Huthis gehalten wird.
Ab Oktober 2016 begannen die Aufständischen mit Starts von ballistischen Raketen gegen Saudi-Arabien. Bis Mitte 2018 wurden aus Jemen rund 40 ballistischen Kurz- und Mittelstreckenraketen gegen Ziele in Saudi-Arabien gestartet. So hatten die jemenitischen Rebellen am 4. November 2017 eine SCUD-Rakete abgefeuert, die in der Nähe des Flughafens der saudi-arabischen Hauptstadt Riad abgefangen und zerstört wurde.
Am 25. März 2018 starteten die Huthi-Rebellen sieben R-17 und Burkan-Raketen gegen Ziele in Riad, Dschāzān, Chamis Muschait und Nadschran in Saudi-Arabien. Nach Angaben der Streitkräfte Saudi-Arabiens konnten alle Raketen mit Patriot-Flugabwehrraketen bekämpft werden. Spätere Analysen bezweifeln aber diese Angaben und man nimmt an, dass nicht alle Raketen bekämpft werden konnten.

### Angriff auf Hodeida im Jahr 2018
Im Juni 2018 rückten von Saudi-Arabien geführte Koalitionstruppen auf den von Huthi-Milizen gehaltenen an der Küste des Roten Meeres gelegenen Hafen von Hodeida vor, der für die Lebensmittelversorgung für den Jemen von entscheidender Bedeutung ist. Sie eroberten am 20. Juni nach schweren Kämpfen mit Huthi-Milizen den Flughafen im Süden der Stadt. Die Lebensmittelversorgung für den Jemen und andere humanitäre Aspekte während des Konflikts waren kritisch. Am 13. Dezember 2018 vereinbarten die Konfliktparteien nach Verhandlungen unter Vermittlung der UN im schwedischen Rimbo für den für die Versorgung der Bevölkerung wichtigen Hafen eine Waffenruhe. Diese beinhaltet einen Rückzug von Regierungstruppen und Rebellenkämpfern aus der Stadt und einen Waffenstillstand für die gesamte Region. Die Vereinbarung trat am 18. Dezember in Kraft und wurde nach Medienberichten zunächst weitgehend eingehalten.

### Eskalation 2023/2024
In den Gaza-Krieg 2023 versuchten die Huthi sich mit Luftangriffen auf Israel einzumischen, welche aber von Saudi-Arabien abgefangen wurden.
Ende 2023 sorgten Huthi-Angriffe auf die Schifffahrt im Roten Meer für internationales Aufsehen. Daraufhin wurde von einer internationalen Koalition zunächst die „Operation Prosperity Guardian“ zum Schutz ihres Welthandels ins Leben gerufen, im Januar 2024 flogen die Vereinigten Staaten und das Vereinigte Königreich zusätzlich Raketenangriffe auf Huthi-Stellungen im Jemen.

## Vermittlungsversuche, Gespräche und Verhandlungen
Keiner der Anläufe, die anhaltenden Konflikte im Jemen politisch beizulegen, führte bislang zum Erfolg. Der Nationale Dialog, der am 27. November 2012 in Sanaa begonnen hatte, in die jedoch wichtige Akteure, die wie Salih militärisch von Bedeutung sind, nicht eingebunden waren, scheiterte. Auch die UN scheiterten mit der Resolution 2216 des UN-Sicherheitsrats vom 14. April 2015, die folgenlos blieb, indem sie die saudische Position übernahm.
Auch in der Folge blieben die Bemühungen der UN wenig erfolgreich. Eine UN-vermittelte Friedenskonferenz in Genf kam nicht zustande. Eine von Generalsekretär Ban Ki Moon angekündigte Feuerpause wurde umgehend gebrochen. Ein im Juli einseitig von dem saudischen Militärbündnis ausgerufener Waffenstillstand wurde umgehend an vielen Orten verletzt, auch von Saudi-Arabien selbst.

### Entwurf Russlands für UN-Resolution
Am 4. April 2015 legte Russland, das mit Hilfe der UN die von Saudi-Arabien geführten Luftangriffe im Jemen beenden wollte, dem UN-Sicherheitsrat einen Resolutionsentwurf für eine „humanitäre Feuerpause“ vor. Der eingebrachte Resolutionsentwurf sollte ermöglichen, Ausländer aus dem Jemen in Sicherheit zu bringen und bedürftigen Menschen Hilfe zukommen zu lassen, und wurde durch das Rote Kreuz unterstützt.

### Wechsel des UN-Sondergesandten für den Jemen

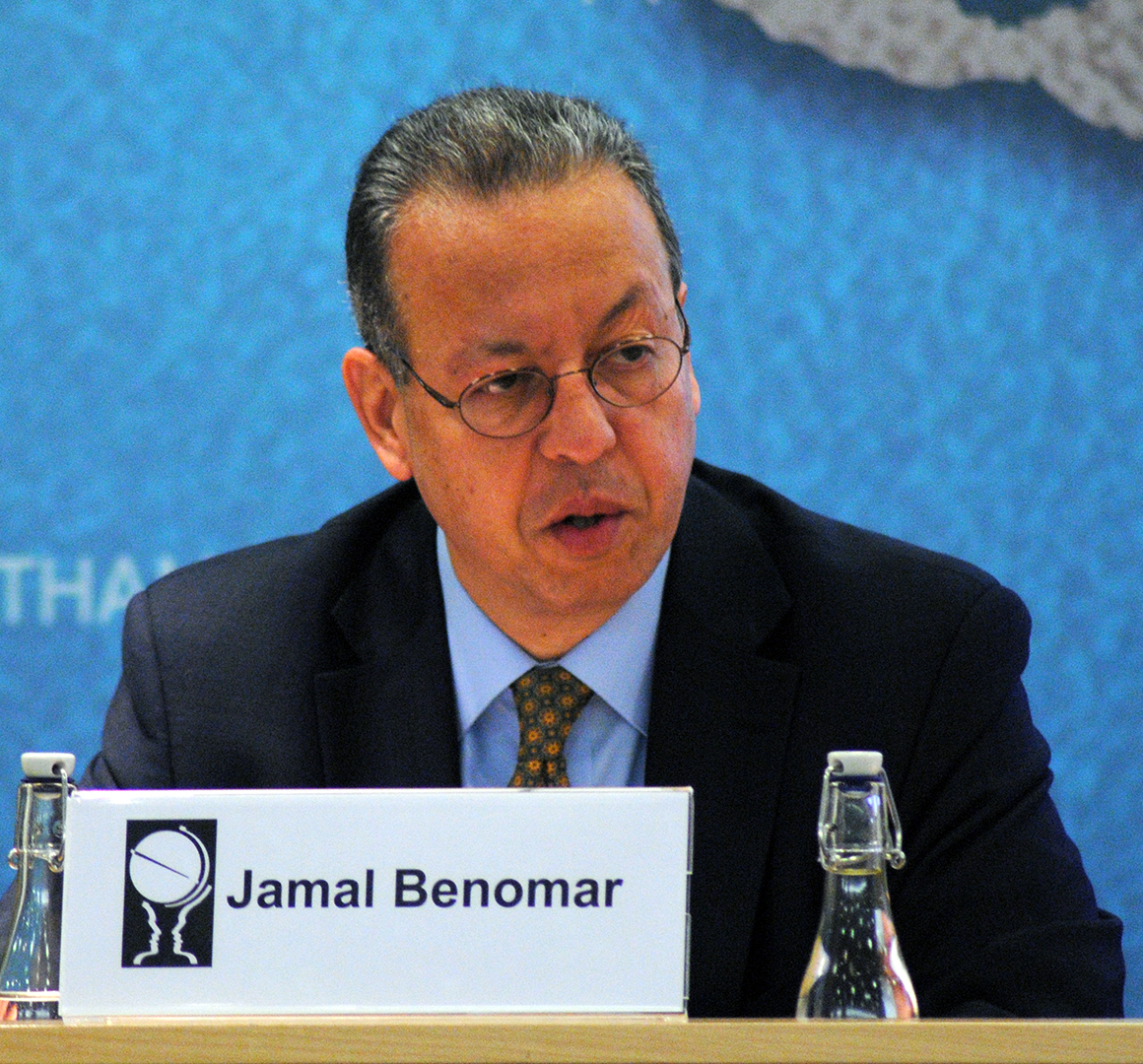
Jamal Benomar, Sondergesandter der UNO für den Jemen, der im April 2015 seinen Rücktritt einreichte.

Mitte April 2015 – und damit inmitten des eskalierenden Konflikts im Jemen – reichte Jamal Benomar seinen Rücktritt als UN-Sondergesandten für den Jemen ein. Die UN bestätigten kurz darauf die Ernennung von Ismail Ould Cheikh Ahmed zum neuen UN-Sondergesandten für den Jemen.

### Vier-Punkte-Plan Irans
Der iranische Außenminister Mohammed Dschawad Sarif legte im April 2015 in einem Brief an die UN einen Vorschlag für einen Vier-Punkte-Plan zur Befriedung des Konflikts im Jemen vor, der einen Waffenstillstand, die umgehende Bereitstellung humanitärer Hilfen, Dialog sowie die Bildung einer breit aufgestellten Regierung der nationalen Einheit vorsah, und sprach sich am 20. April in einem Gastbeitrag in der New York Times für Verhandlungen zur Beendigung des Konflikts aus.
Westliche Regierungen und arabische Diplomaten äußerten sich zum der UN von Iran vorgelegten Vier-Punkte-Friedensplan zurückhaltend und erklärten, Iran sei kein neutraler Friedensmakler.

### Gespräche in Saudi-Arabien
Gespräche im saudi-arabischen Riad am 17. Mai 2015 waren von den Huthis boykottiert worden, während Persönlichkeiten der Partei des ehemaligen jemenitischen Präsidenten Salih an ihnen teilgenommen hatten.

### UN-vermittelte Genfer Friedensgespräche
Als erste große Initiative des neuen UN-Sondergesandten für den Jemen, Ismail Ould Scheich Ahmed, der sich im Mai 2015 mit rivalisierenden politischen Größen im Jemen getroffen hatte, bemühten sich die UN um die Vermittlung für Friedensgespräche. Die ab dem 15. Juni 2015 geführten Gespräche in Genf gingen am 19. Juni ohne Einigung auf einen Waffenstillstand zu Ende.

### Von den UN verkündete Feuerpause vom 10. bis zum 17. Juli 2015
Die Feuerpause wurde deklariert, nachdem UN-Generalsekretär Ban Ki-moon Zusicherungen von Hadi und den Huthi-Rebellen erhalten hatte, die Feuerpause zu achten. Die Waffenruhe trat unmittelbar vor Mitternacht Ortszeit (20:59 Uhr Greenwich Mean Time) in Kraft und sollte bis zum Ende des Ramadan am 17. Juli 2015 andauern. Medienangaben zufolge wollten „die arabische Militärkoalition und die Huthi-Rebellen im Jemen“ eine Woche lang die Waffen ruhen lassen.
UN-Diplomaten hofften Medienangaben zufolge, dass die vorübergehende Waffenruhe die Grundlage für einen langfristigen Waffenstillstand bilden könnte. Der UN-Sicherheitsrat forderte am 10. Juli alle Seiten des Jemen-Konflikts auf, die von den UN vermittelte Ramadan-Waffenruhe einzuhalten und appellierte an die Parteien eine „in Fällen vereinzelter Verletzungen Zurückhaltung zu üben und eine Eskalation zu vermeiden“. WFP-Sprecherin Abeer Etefa bezeichnete den Waffenstillstand als „unsere letzte Hoffnung“, um Zugang zu den Gebieten zu erhalten, die Hilfe brauchten. UN-Sprecher Stéphane Dujarric sagte, es sei ein „zwingend erforderlich und dringend“, dass humanitäre Hilfe besonders schutzbedürftige Menschen im Jemen „ungehindert und nicht gebunden an Bedingungen über eine humanitäre Pause“ erreichen könne.
Die von Saudi-Arabien geführte Militärkoalition nahm nicht an der Waffenruhe teil, sondern setzte ihre Bombardierungen im Jemen auch nach Beginn der Waffenruhe fort und behauptete entgegen der UN-Angaben, nicht von der jemenitischen Exil-Regierung Hadi zur Einhaltung der Waffenruhe aufgefordert worden zu sein.

### Feuerpause für Hodeida vom 13. Dezember 2018
Nach dem Vormarsch auf den für die Versorgung der Bevölkerung wichtigen Hafen von Hudaida drängten westliche Verbündete Saudi-Arabien zu Zugeständnissen. Am 13. Dezember 2018 vereinbarten die Konfliktparteien nach Verhandlungen unter Vermittlung der UN im schwedischen Rimbo eine Waffenruhe, die einen Rückzug beider Seiten aus der Stadt und einen Waffenstillstand für die gesamte Region beinhaltete. Die Vereinbarung trat am 18. Dezember in Kraft und wurde nach Medienberichten zunächst weitgehend eingehalten. Im Februar 2019 haben sich die Parteien dann auf einen Abzug geeinigt, um die vereinbarte Waffenruhe umzusetzen. Der Rückzug der jemenitischen Huthi-Rebellen aus drei Häfen in der Region Hodeida verläuft nach Angaben der UNO planmäßig.

### Sezession im Regierungslager im Jahr 2019
Im August 2019 erhoben sich Kämpfer von formal der Regierung von Präsident Abed Rabbo Mansur Hadi unterstellten Milizen gegen eben diese Regierung. Die Milizen sollen dem Southern Transitional Council (STC) nahestehen, das eine Abspaltung des Südens anstrebt. Nach dem Tod mehrerer Milizionäre bei einem Raketenangriff auf einen Trauerzug, hatten STC Mitglieder, anders als die Regierung, die jemenitische Muslimbruderschaft der Mittäterschaft an dem Angriff bezichtigt. Daraufhin kam es in der zweiten Augustwoche 2019 zum Angriff auf Regierungseinrichtungen durch Milizkämpfer und mehrtägige Kämpfe unter den Verbündeten mit mindestens 40 Toten. Die Milizen erlangten schließlich die Kontrolle über die Stadt und die Übergangsregierung floh. Es wird befürchtet, dass das STC mit der Aktion das Ziel verfolgt, seine Position in den offiziellen Friedensprozess im Jemen mit einzubringen.

### Gespräche zwischen Huthi-Rebellen, Saudi-Arabien und den USA im Jahr 2021
In der omanischen Hauptstadt Maskat führen die drei Staaten Gespräche um die Zukunft des Jemen. Nach Einschätzung des Thinktank Sana'a Center for Strategic Studies kann nur der Föderalismus für die Gebiete im Jemen funktionieren, da das Land selbst in mehrere Teile und Fraktionen mit gegensätzlichen Interessen zerfallen ist.

## Humanitäre Auswirkungen und Folgen

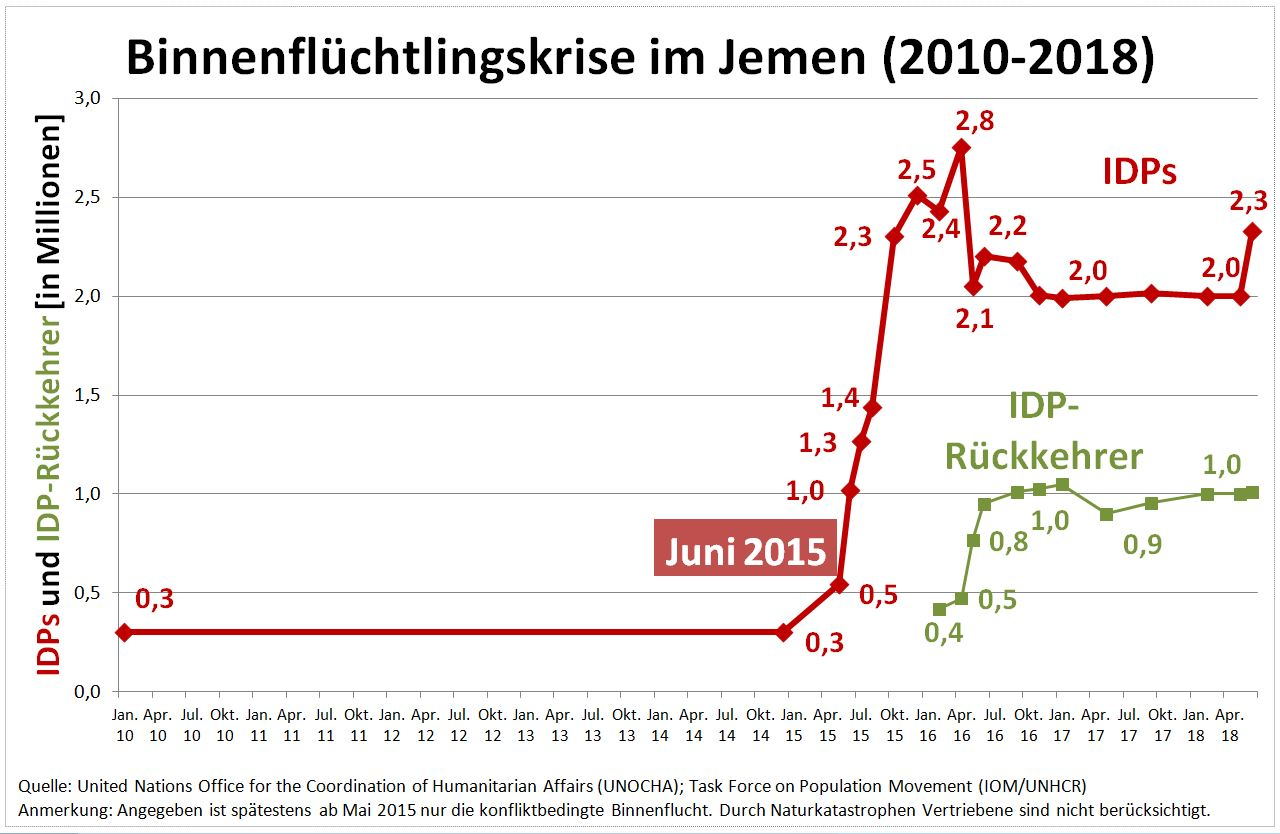
Entwicklung der Binnenflüchtlingskrise im Jemen (Januar 2010 bis Juni 2018)

Die durch die Intervention ausgelöste humanitäre Katastrophe gilt Stand Dezember 2022 immer noch als die schlimmste der Welt. Beispielsweise sind etwa 2,2 Millionen Kinder unterernährt.
Saudi-Arabien erlegte dem stark von Importen abhängigen Jemen während der Militärintervention eine nahezu totale Blockade des Landes auf. Landesweiter Treibstoffmangel führte daraufhin zur Ausbreitung von Krankheiten und Leid in dem ariden Land, in dem der Zugang zu Wasser in der Regel von mit Treibstoff betriebenen Pumpen abhängt und in dem über 20 Millionen Menschen – 80 Prozent der Bevölkerung – nach UN-Angaben auf Hilfe von außen angewiesen waren. Die Weltgesundheitsorganisation warnte bereits im April 2015 vor dem unmittelbar bevorstehenden Zusammenbruch des Gesundheitssystems im Jemen. Als verantwortlich für das Anwachsen der humanitären Katastrophe im Jemen wird neben den Bombardierungen und Kämpfen während der Operation Decisive Storm insbesondere die Seeblockade des Jemen angesehen, die von Seiten der saudi-arabisch angeführten Militärallianz beibehalten wird.
Der UN-Koordinator für humanitäre Angelegenheiten im Jemen verurteilte die Luftangriffe der von Saudi-Arabien geführten Militärallianz im Jemen als Verstoß gegen das internationale humanitäre Völkerrecht und prangerte ausdrücklich die Erklärung der Provinz Saʿda zum „militärischen Ziel“ an.
Seit dem 26. März 2015 sind nach UN-Angaben von Anfang März 2016 mindestens 3.081 Zivilisten getötet worden, darunter bis Ende März 2016 mindestens 934 Kinder. Die meisten Zivilisten wurden nach UN-Angaben Berichten zufolge bei Luftangriffen der von Saudi-Arabien angeführten Militärallianz getötet. Zivilisten waren von den Kämpfen überproportional stark betroffen und stellten über die Hälfte der Todesopfer im Jemen. Über 2,5 Millionen Menschen sind nach UN-Angaben seit Beginn der Militärintervention bis Dezember 2015 zum Verlassen ihrer Häuser als Binnenflüchtlinge gezwungen worden.
Die ersten drei Kriegsmonate hatten den Jemen nach Angaben des ständigen Vertreter der UNO im Jemen, Paolo Lembo, vom 26. Juni 2015 in einer anhaltend verfallenden humanitären und Sicherheitslage zurückgelassen. Den „Preis für den Konflikt“ zahlten demnach die jemenitischen Zivilisten, von denen schon vor dem Krieg Millionen nicht über gesicherte Ernährung verfügt und um den Zugang zu Bildung, Grundversorgung und sauberem Wasser hatten kämpfen müssen. Nach drei Monaten des Krieges benötigten 12,9 Millionen Menschen Hilfe zur Ernährung und es wurden mehr Menschen durch Krankheit und fehlenden Zugang zur Grundversorgung getötet als durch den unmittelbaren bewaffneten Konflikt.
Am 1. Juli 2015 rief die UNO einhellig für eine vorangekündigte Dauer von sechs Monaten den Level-3-Emergency (Notstand der Stufe 3) für den Jemen aus, die höchste Notstandsstufe der UN, mit einer vorgesehenen Zwischenprüfung für September 2015. Mit der Eingruppierung in die höchstmögliche Krisenstufe bezüglich des humanitären Notstands stand der Jemen in einer Reihe mit weltweit lediglich drei weiteren Ländern – Irak, Südsudan und Syrien. Über 21,1 Millionen Menschen – über 80 Prozent der jemenitischen Bevölkerung – waren zu diesem Zeitpunkt akut auf humanitäre Hilfe angewiesen. 13 Millionen Menschen verfügten nicht über genug Nahrung, 9,4 Millionen Menschen litten unter abgeschnittener oder schwer beeinträchtigter Wasserversorgung. Das Gesundheitssystem sah nach UN-Angaben dem unmittelbar bevorstehenden Zusammenbruch entgegen. Mindestens 160 Gesundheitseinrichtungen waren aufgrund der Unsicherheit und des Mangels an Kraftstoff und Versorgungsgütern geschlossen. Der UN-Generalsekretär Ban Ki-moon hatte bereits wiederholt vergebens zu einer humanitären Waffenruhe aufgerufen, die die Auslieferung dringend benötigter Hilfsleistungen an die aufgrund der Luftangriffe und Bodenkämpfe leidenden Zivilisten ermöglichen sollte. Die UN hatten auch die saudi-arabisch geführte Militärkoalition dazu gedrängt, mehr Handelsfrachtschiffe in die Häfen des Jemen zu lassen, der in starkem Masse abhängig von Nahrungs-, Kraftstoff- und anderen Importen lebenswichtiger Güter war. Wenige Tage zuvor hatte der UN-Nothilfekoordinator vor einer Hungersnot im Jemen gewarnt. 10 der 22 jemenitischen Provinzen hatten die UN als im Nahrungsnotstand befindlich – ein Stufe vor der Hungersnot – eingestuft.
Am 2. Juli 2015 erklärte die UNESCO zwei Welterbestätten im Jemen, die Altstadt von Sanaa und die Festungsstadt Schibam, aufgrund des bewaffneten Konflikts im Jemen für bedroht, nachdem die UNESCO-Generaldirektorin bereits im Mai die Zerstörungen der Luftangriffe in der Altstadt von Sanaa und anderen dicht besiedelten Gebiete verurteilt und die UNO im Juni 2015 gewarnt hatte, dass das bedeutende archäologische und historische Erbe seit einer Welle von Bombardierungen der saudi-arabisch angeführten Militärkoalition in der Altstadt von Sanaa in Gefahr geraten war.
Zu Beginn einer eintägigen UN-Geberkonferenz für den Jemen am 3. April 2018 in Genf bezeichnete UN-Generalsekretär António Guterres die Zustände in dem Land als „die weltweit schlimmste humanitäre Krise“ und drängte wie zuvor auf eine baldige politische Lösung des Konflikts. Seit Beginn der Intervention der sunnitischen Koalition seien ca. 10.000 Jemeniten getötet und 53.000 weitere verletzt worden. Drei Viertel der Bevölkerung (22,2 Mio. Menschen) seien auf Hilfsgüter-Lieferungen angewiesen, ca. 8,4 Mio. Menschen seien vom Hungertod bedroht und fast drei Mio. Kinder unter fünf Jahren unterernährt. Durch die im Jemen grassierende Cholera-Epidemie seien bislang mehr als 2000 Menschen gestorben, mehr als eine Million seien infiziert. Während der Geberkonferenz sicherte die internationale Gemeinschaft zwei Mrd. US-Dollar (ca. 1,62 Mrd. Euro) an Hilfen zu. Als Ziel hatte die UN im Vorfeld drei Mrd. US-Dollar (ca. 2,4 Mrd. Euro) für das Jahr 2018 genannt. Den Großteil der finanziellen Hilfen versprachen mit 930 Mio. US-Dollar die am Konflikt beteiligten Länder Saudi-Arabien und die Vereinigten Arabischen Emirate, was zwiespältig von Menschenrechtsorganisationen aufgenommen wurde. Die Europäische Union stellte weitere 107,5 Mio. Euro für das laufende Jahr in Aussicht.

## Vorwürfe und Kritik

### Kritik an der Resolution 2216 des UN-Sicherheitsrats
Der Entwurf für den UN-Sicherheitsrat zur Resolution 2216 (2015) war von Jordanien vorgeschlagen, von den USA aktiv unterstützt und von Saudi-Arabien sowie anderen Golfstaaten ausgearbeitet worden.
Das offiziell verkündete Ziel der Resolution nach Kapitel VII der Charta der Vereinten Nationen war es, der Gewalt im Jemen ein Ende zu setzen, indem unter anderem ein Waffembargo gegen die Huthis verhängt wird.
Am 14. April 2015 war die Resolution vom UN-Sicherheitsrat angenommen worden. Für die Resolution hatten 14 der 15 UN-Sicherheitsrats-Mitglieder gestimmt. Russland hatte sich enthalten, nachdem es sich vor der Abstimmung im UN-Sicherheitsrat vergeblich dafür ausgesprochen hatte, ein Waffenembargo nicht nur gegen die Huthi-Miliz, sondern gegen alle Konfliktparteien zu verhängen.
De facto wurde mit der Annahme der Resolution am 14. April 2015 ein Waffenembargo für die Huthi-Rebellen im Jemen und ihre Verbündeten verhängt. Der UN-Sicherheitsrat setzte mit der Resolution den Sohn des früheren Präsidenten Ali Abdullah Saleh, Ahmed Saleh, und einen Huthi-Anführer auf eine Schwarze Liste, auf der seit November 2014 bereits die Namen des Ex-Präsidenten Ali Abdullah Saleh selbst sowie zweier anderer Huthi-Anführer standen, so dass faktisch alle Huthi-Kämpfer und die salihtreuen Soldaten betroffen waren, die gegen die jemenitische Regierung kämpften. Gleichzeitig forderte die Resolution die Huthi-Miliz zum Rückzug aus den von ihr besetzten Gebieten auf. Der Resolutionsentwurf sah auch vor, Strafmaßnahmen gegen den Rebellenchef Abdulmalik al-Huthi und den ältesten Sohn des mit den Aufständischen verbündeten ehemaligen Präsidenten Ali Abdullah Saleh zu verhängen. Beide Männer sollten demnach einem Reiseverbot unterliegen, ihre Vermögen sollten eingefroren werden.
Kurz nachdem der UN-Sicherheitsrat durch Annahme der von arabischen Staaten beantragten Resolution ausschließlich gegen die Huthi-Rebellen Sanktionen verhängt, die saudischen Angriffe dagegen nicht kritisiert hatte, reichte noch Mitte April 2015 Jamal Benomar seinen Rücktritt als UN-Sondergesandter für den Jemen ein und machte Medienangaben zufolge vor allem die unnachgiebige Haltung der Golfstaaten um Saudi-Arabien dafür verantwortlich, dass alle seine Vermittlungsversuche in dem Konflikt gescheitert waren. Medien kommentierten dazu, bei der UNO habe die Kritik Benomars „offenbar niemand hören“ wollen. Der aus dem Amt scheidende Benomar warnte am 27. April 2015 ausdrücklich vor der Gefahr, dass die Anstrengungen für ein Waffenembargo gegen den Jemen die humanitäre Krise verstärken könnten. Der UN-Sicherheitsrat hat die einseitigen Sanktionen seither mehrmals verlängert. 2022 bspw. wurde gemutmaßt, dass dies nur durch einen Stimmentausch der VAE mit Russland möglich gewesen sei.
Ende Juli 2015 bezeichnete der Präsident von Médecins Sans Frontières France (MSF) in Frankreich, Mégo Terzian, die vom UN-Sicherheitsrat im April 2015 angenommene Resolution 2216 neben den verschiedenen Konfliktparteien als Ursache für das „doppelte Leiden“ der jemenitischen Bevölkerung unter Kriegsverbrechen und Versorgungsmangel. Ärzte ohne Grenzen erhob den Vorwurf, dass der saudisch geführten Militärkoalition dadurch ein „Blankoscheck“ präsentiert worden sei, „die gesamte Infrastruktur, die den Rebellen einen militärischen Vorteil bieten könnte, wie Straßen, Flughäfen, Häfen und Tankstellen zu bombardieren, und Restriktionen über den Luft- und Seehandel zu verhängen, die in rapider Weise dazu führten, dass das ganze Land von der übrigen Welt isoliert wurde“. Es sei „überdeutlich, dass sich die Resolution das falsche Ziel ausgesucht hat, da sie – weit entfernt davon »der Gewalt ein Ende zu setzen« – dem Kriegshunger der verschiedenen Konfliktparteien Nahrung gegeben und den Würgegriff der Bevölkerung gestraff“ habe. „Außer einigen nur viel zu wenigen Konvois“ hätten „die Vereinten Nationen – die nie aufhören ihrer tiefen Besorgnis über die humanitäre Situation Ausdruck zu verleihen – keine Versorgungslinie errichtet, um den Transport von Grunderfordernissen wie Medikamente, Nahrung und Treibstoff zu ermöglichen“, beklagte Ärzte ohne Grenzen. Die MSF-Präsidentin Joanne Liu sagte am 30. Juli 2015 gegenüber dem Guardian, dass neben dem Leid, das die Konfliktparteien der Zivilbevölkerung zufügten, auch ein Abnutzungskrieg im Gange sei, der genauso tödlich sei wie der Konflikt. Denn das seit der UN-Sicherheitsratsresolution im April bestehende Waffenembargo gegen den Jemen und dessen sekundäre Auswirkung treffe die Versorgung mit Waren, die für das Land lebensnotwendig sei, da der Jemen zu über 90 Prozent von Lebensmitteln und 100 Prozent von medizinischem Bedarfsmaterial aus dem Ausland abhänge, aber wegen des Embargos eine Blockade von Lebensmitteln, Treibstoff und medizinischen Waren existiere, die genauso große Auswirkungen wie der Konflikt selbst habe. Liu sagte, Länder wie Großbritannien würden „diesen zweiten Krieg der Abnutzung im Jemen gerade jetzt kooptieren“.
Der Oxfam-Landesdirektor im Jemen, Philippe Clerc, kritisierte Ende Juli 2015, dass die Resolution des UN-Sicherheitsrates „wenig dazu beiträgt ein Ende des Konflikts herbeizuführen“.
Donatella Rovera, Expertin von Amnesty International für Krisenregionen, kritisierte im Februar 2016, die UN-Resolution habe ihre Schutzaufgabe für die Zivilbevölkerung nicht erfüllt, sondern diene als von außen erfolgte Legitimierung für eine im Jemen eher gering unterstützte Konfliktpartei und für einen Krieg, in dem die meisten Opfer und Schäden durch die über die UN-Resolution unterstützte Kriegspartei verursacht würden:

„Die aktuelle Sicherheitsrats-Resolution zum Jemen unterstützt ganz klar eine Konfliktpartei und rechtfertigt den Krieg. Die sogenannte ‚international anerkannte Regierung‘ Präsident Hadis genießt wohl mehr Unterstützung bei den Personen, die für diese Resolution gestimmt haben, als im eigenen Land: Sein Mandat ist abgelaufen, er wurde als einziger Kandidat gewählt. Die Internationale Gemeinschaft ist, was den Schutz der Zivilbevölkerung im Jemen betrifft, grandios gescheitert. Alle Konfliktparteien sind für zivile Opfer verantwortlich, aber die meisten Toten fordern die Luftangriffe der saudi-geführten Koalition. Artilleriegranaten oder -raketen zerstören vielleicht ein Haus, aber eine 500 oder 1000 Kilo schwere Bombe richtet einen viel größeren Schaden an. Sowohl EU-Mitgliedstaaten als auch die USA unterstützen diese Bombardements – 99,9 Prozent der Geschoße und Bomben, die ich im Jemen gesehen habe, stammten aus US-Fertigung, darunter auch international geächtete Streubomben. Berater aus den USA und möglicherweise auch aus Großbritannien stehen der Koalition bei der Zielauswahl zur Seite. Bereits vor dem Krieg war Jemen von Lebensmittelimporten abhängig, weil dort fast nichts produziert wird – durch die Blockade gibt es praktisch keine Lieferungen aus dem Ausland mehr, die Wirtschaft steht still. Schon vor dem Konflikt hatte die Bevölkerung einen viel niedrigeren Lebensstandard als etwa die Syrer oder die Iraker, seitdem hat sich die Situation drastisch verschlechtert.“

Der Jemenexperte Charles Schmitz (Towson University) wies darauf hin, dass das Beharren der jemenitischen Regierung Hadi und ihrer Unterstützer aus der saudisch geführten Koalition darauf, dass die Huthis der Resolution des UN-Sicherheitsrats nachkommen müssten, den Rückzug aus dem gesamten von ihnen besetzten Territorien einschließlich Sanaa anzutreten und die Waffen niederzulegen, eine „non-starter“-Bedingung für die Huthis und Salih darstelle. Bereits im Vorfeld der ab dem 15. Juni 2015 stattgefundenen Friedensgespräche in Genf, die schließlich ohne Einigung auf einen Waffenstillstand geendet hatten, war die Ausgangslage für Verhandlungen als sehr schwierig eingeschätzt worden, da Hadi die Umsetzung der UN-Resolution 2216 verlangte, nach der sich die Huthi aus den Städten zurückziehen und Hadi als Staatsoberhaupt anerkennen sollen.
Auch in den Medien wurde Kritik an der Resolution geäußert. Die FAZ schrieb im Juni 2015, dass die UN mit der Resolution 2216 des UN-Sicherheitsrats vom 14. April 2015 gescheitert sei, die folgenlos geblieben sei, indem sie die saudische Position übernommen habe. Die Süddeutsche Zeitung schrieb Mitte September 2015, das völkerrechtliche Prinzip der Schutzverantwortung (Responsibility to Protect) werde im Krieg im Jemen „auf den Kopf gestellt“. Dieses „sollte ein Eingreifen der internationalen Gemeinschaft ermöglichen, um Verbrechen an der Zivilbevölkerung zu stoppen“, doch lasse die international anerkannte jemenitische Regierung Hadi stattdessen „aus dem Exil heraus ihr Land bombardieren“. Dies habe dazu geführt, dass „manche westlichen Staaten“ bedauerten, „dass sie der von Saudi-Arabien geführten Koalition per UN-Resolution einen Freibrief gegeben haben“, was „vor allem deshalb“ geschehen sei, „weil die USA die sunnitischen Golfstaaten beschwichtigen wollten, die über den Nuklear-Deal mit Iran erbost“ seien. Almigdad Mojalli, ein für den UN-Informationsdienst IRIN in Sanaa arbeitender freiberuflicher Journalist, berichtete im Oktober 2015 im Guardian, das im April 2015 vom UN-Sicherheitsrat verhängte Waffenembargo gegen die Huthi-Rebellen habe durch die strikten Importrestriktionen in der Praxis bedeutet, dass nur noch sehr wenig Nahrung, Wasser und medizinische Versorgung den Jemen erreiche.

### Kritik an westlichen Rüstungslieferungen für Saudi-Arabien und andere Golfstaaten
| Verwendungszweck                  | Saudi-Arabien | VAE   | Oman  | Kuwait | Katar | Bahrain |
| --------------------------------- | ------------- | ----- | ----- | ------ | ----- | ------- |
| Flugzeuge                         | 2.123         | 1.015 | 576   | 384    | 289   |         |
| Panzer und gepanzerte Fahrzeuge   | 463           | 181   |       | 11     | 8     | 34      |
| Raketen, Flugabwehr und Geschütze | 1.229         | 1.811 | 131   | 168    | 72    | 68      |
| Schiffe und Marinewaffen          |               | 745   | 398   | 33     | 31    |         |
| Sonstiges                         | 434           | 182   | 108   | 22     | 4     |         |
| Rüstungsausgaben gesamt           | 4.248         | 3.934 | 1.213 | 618    | 403   | 102     |

| Liefernder Staat       | Betrag [Mio. EUR] | Anteil [%] |
| ---------------------- | ----------------- | ---------- |
| Vereinigte Staaten     | 5.217             | 50         |
| Vereinigtes Königreich | 1.896             | 18         |
| Frankreich             | 877               | 8          |
| Spanien                | 529               | 5          |
| Italien                | 361               | 3          |
| Schweden               | 319               | 3          |
| Türkei                 | 286               | 3          |
| Deutschland            | 279               | 3          |
| Sonstige               | 715               | 7          |

Menschenrechtsorganisationen kritisierten die USA, Großbritannien und andere westliche Staaten, Saudi-Arabien mit Waffen zu versorgen, die in dem Krieg im Jemen zum Einsatz kamen, und beschuldigten die saudisch geführte Militärkoalition, Streubomben zu verwenden, die von den meisten Staaten geächtet sind. Vertreter von Hilfsorganisationen wie der Leiter der humanitären Arbeit von Oxfam im Jemen kritisierten neben der als hauptverantwortlich für die katastrophale humanitäre Lage der Menschen im Jemen betrachteten Blockade des Landes, dass Staaten wie die USA und Großbritannien die Militäroperation der saudisch geführten Militärallianz im Jemen weiterhin mit Waffenlieferungen unterstützten, obwohl „die Saudis massiv Menschenrechte und internationales Recht verletzen“ (Tariq Riebl/Oxfam) würden und warfen auch Deutschland anhaltende Waffenlieferungen in die Region vor. In einem Interview mit der BBC betonte Tariq Riebl, es sei schwierig zu argumentieren, dass eine an Saudi-Arabien verkaufte Waffe nicht im Jemen eingesetzt werde. Auch wenn sie nicht im Jemen eingesetzt werde, könne sie Saudi-Arabien ermöglichen, andere Waffen im Jemen einzusetzen. Der BBC-Auslandskorrespondent Gabriel Gatehouse kritisierte in einer BBC-Reportage von September 2015, die Luftangriffe der saudisch geführten Militärkoalition würden „nicht nur mit der vollen Unterstützung der internationalen Gemeinschaft und dem Stempel der Bewilligung des Sicherheitsrats der Vereinten Nationen“ stattfinden, „sondern auch mit der enthusiastischen Unterstützung von Großbritannien und den Vereinigten Staaten, die nicht nur darin fortfahren, Waffen an Saudi-Arabien zu verkaufen“, sondern auch Verbindungsoffiziere im Oberkommando der saudisch geführten Militärkoalition unterhielten.
Human Rights Watch betonte, dass neben den USA auch Großbritannien und Frankreich zeitnah Militärmaterial an Saudi-Arabien verkauft hatten. Alle drei westlichen Länder wurden beispielsweise von der Nothilfekoordinatorin von Ärzte ohne Grenzen, Karline Kleijer, als Teil der saudisch geführten Militärkoalition bezeichnet. Amnesty International forderte sowohl die USA als auch Großbritannien dazu auf, ihre Waffenexporte an Saudi-Arabien auszusetzen.
Oxfam warf finanzstarken Ländern wie Deutschland im September 2015 eine Mitverantwortung an der Lage im Jemen, die von den UN zum höchstmöglichen humanitären Notfall erklärt worden war, vor: Sie heizten den Konflikt durch Rüstungsexporte an die kriegführenden Parteien an, während sie gleichzeitig bei weitem zu wenig Geld für die humanitäre Nothilfe ausgäben. So waren Oxfam zufolge zu diesem Zeitpunkt lediglich 38 Prozent der 1,6 Milliarden US-Dollar zusammengekommen, die laut UNO für die am stärksten gefährdeten 11,7 Millionen Menschen im Jemen an Nothilfe nötig waren. Nach Oxfam-Berechnungen hatte Deutschland mit umgerechnet 44,4 Millionen US-Dollar lediglich 55 Prozent des Anteils eingezahlt, der seiner Wirtschaftskraft angemessen wäre. Andere Geberstaaten wie die USA (44 Prozent ihres gerechten Anteils) hätten noch weniger Mittel zur Verfügung gestellt. Oxfam urteilte: „Dies steht im krassen Widerspruch zu den lukrativen Rüstungsgeschäften, die diese Länder mit den kriegführenden Parteien abgeschlossen haben“. Deutsche Rüstungsunternehmen hätten seit 1999 allein an Saudi-Arabien Panzerfahrzeuge, Gewehre, Munition und andere Rüstungsgüter im Gesamtwert von rund 2,8 Milliarden Euro geliefert. Auch nach Beginn der saudisch geführten Militärintervention im Jemen Ende März 2015 habe die deutsche Bundesregierung noch Rüstungsexporte an Saudi-Arabien genehmigt, allein im April 2015 im Wert von 12,9 Millionen Euro.
Oxfam bezeichnete die internationale Reaktion auf die Krise als „beschämend“, schrieb auch wohlhabenden Ländern wie Deutschland eine Mitverantwortung für das Leid der Zivilbevölkerung zu und forderte ein sofortiges Waffen-Embargo gegen alle Kriegsparteien im Jemen durch Beschluss der Regierungsvertreter bei der UN-Generalversammlung im September 2015 bei gleichzeitiger Aufhebung der von der saudisch geführten Militärkoalition verhängten Versorgungsblockade und ausreichender Finanzierung der internationalen Nothilfe. Medienangaben zufolge hatte Deutschland seine Hilfe an das UN-Welternährungsprogramm (WFP) von 301 Millionen im Jahr 2014 auf 143 Millionen US-Dollar im Jahr 2015 heruntergefahren und die Hilfe für den Jemen von 48 Millionen auf 28 Millionen abgesenkt.
Nachdem sich vor dem Hintergrund des Konflikts im Jemen etwa 750.000 EU-Bürger in einer Petition für ein Waffenembargo gegen Saudi-Arabien ausgesprochen hatten, stimmte das Europaparlament am 25. Februar 2016 aufgrund des Kriegs im Jemen und der „desaströsen humanitären Situation“ mit großer Mehrheit für eine nicht-bindende Resolution, die ein EU-weites Waffenembargo gegen Saudi-Arabien forderte, solange mutmaßliche Verstöße gegen Humanitäres Völkerrecht im Jemen nicht untersucht worden seien. Die beschlossene Resolution verpflichtete die EU-Staaten jedoch nicht dazu, die Forderung des Europaparlaments umzusetzen. Das Europäische Parlament begründete seine Forderung des Embargos von Rüstungslieferungen an Saudi-Arabien mit den Luftangriffen Saudi-Arabiens und seiner Seeblockade gegen den Jemen. Das EU-Parlament argumentierte, die Luftangriffe der von Saudi-Arabien angeführten Militärkoalition sowie die Seeblockade gegen den Jemen hätten zu „tausenden Toten“ und zu einer „vermehrten Destabilisierung“ des Jemen geführt. Es forderte die EU-Außenbeauftragte Federica Mogherini auf, „eine Initiative für ein Embargo von EU-Waffenlieferungen an Saudi-Arabien zu starten“. Das Europaparlament sagte, Großbritannien, Frankreich und andere EU-Regierungen sollten nicht länger Waffen an ein Land verkaufen, das beschuldigt wird Zivilisten im Jemen anzugreifen. Die außenpolitische Sprecherin der Grünen im EU-Parlament, Barbara Lochbihler, kritisierte, dass Saudi-Arabien zu den besten Kunden der deutschen Rüstungsindustrie gehöre und sagte: „Wer dem saudischen Regime Waffen liefert, macht sich zum Komplizen von Kriegsverbrechen im Jemen“. Der SPD-Europaabgeordnete Knut Fleckenstein sagte: „Wer nicht die Augen vor der humanitären Krise im Jemen verschließt, muss dringend einen Beitrag dafür leisten, dass nicht noch weitere Waffen in die Region geliefert werden.“

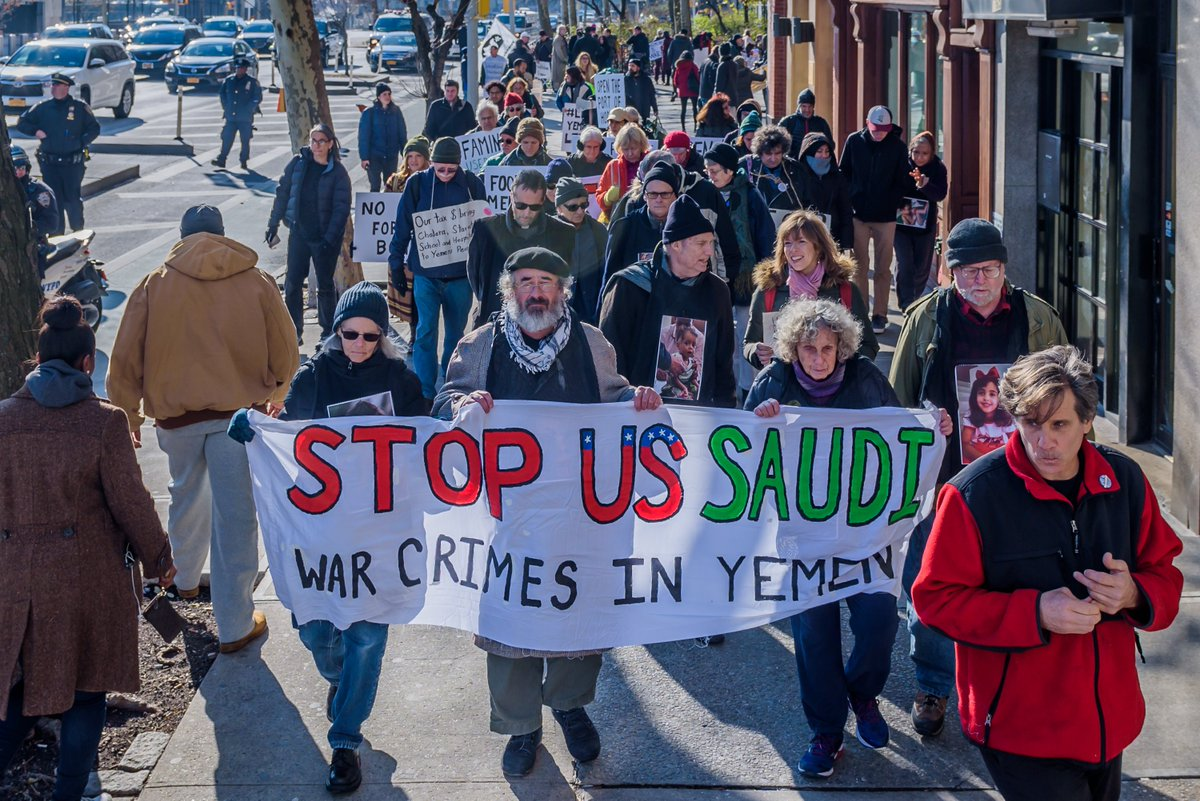
Protest gegen den Krieg im Jemen, New York City, 2017

Die in Großbritannien sitzende Nichtregierungsorganisation Action on Armed Violence (AOAV) begrüßte am 26. Februar 2016 die Forderung des Europaparlaments nach einem Waffenverkaufsverbot an die Kriegsteilnehmer im Jemen-Konflikt.
Die Control Arms Coalition gab am 26. Februar einen Bericht heraus, in dem Frankreich, Deutschland, Italien, Montenegro, die Niederlande, Spanien, Schweden, die Schweiz, die Türkei, Großbritannien und die USA als Staaten aufgezählt, die im Jahr 2015 nach eigenen Angaben Bewilligungen und Verkäufe im Wert von 25 Milliarden US-Dollar an Saudi-Arabien getätigt hatten, darunter Drohnen, Bomben, Torpedos, Raketen und Lenkwaffen. Amnesty International wies darauf hin, dass es sich bei diesen Waffentypen um diejenigen handelte, die auch während der Militärintervention durch Saudi-Arabien und seine Verbündete für grobe Menschenrechtsverstöße und mögliche Kriegsverbrechen während der Luft- und Bodenangriffe im Jemen eingesetzt wurden.
Auch Amnesty International forderte am 26. Februar 2016, die Staaten müssten aufhören, Waffen an Saudi-Arabien für den Einsatz im Jemen-Konflikt zu verkaufen. Amnesty International publizierte am 29. Februar vor einer Konferenz des Vertrags über den Waffenhandel (ATT) einen Appell für ein Waffenembargo gegen alle Konfliktparteien im Jemen. Amnesty International argumentierte darin, dass angesichts von Berichte über Menschenrechtsverletzungen bis hin zu Kriegsverbrechen Lieferungen von Waffen, Munition, Militärausrüstung oder Militärtechnologie an Konfliktparteien, auch an die von Saudi-Arabien angeführte Militärkoalition, sowohl auf direktem als auch auf indirektem Weg unterbleiben müssten, bis die Konfliktparteien solche „ernsthaften Verletzungen“ beenden. Amnesty International forderte zudem eine Bewilligungspflicht für Waffenlieferungen an Länder der saudisch geführten Militärkoalition, um zu gewährleisten, dass die Waffen nicht in den Jemen gelangten.

#### US-Rüstungsexporte und militärische Beteiligung
In den der Militärintervention im Jemen vorangegangenen Jahren hatten die USA Waffentechnik der fortgeschrittensten Art in den Nahen Osten im Wert von Milliarden US-Dollar geliefert, womit sie den Golfstaaten das Mittel zur militärischen Unabhängigkeit verschafft hatten. Zunächst die Regierung unter George W. Bush und später jene unter Barack Obama genehmigten Waffenverkäufe an die Staaten des Golf-Kooperationsrats in Rekordhöhe, insbesondere der fortschrittlichen Militärflugzeuge F-15 (z. B. F-15SA für Saudi-Arabien) und F-16 (z. B. eine verbesserte Version der F-16 „Desert Falcon“ für die VAE). Unter der US-Regierung Obama wurde der größte Teil der Waffenexporte – über 60 Prozent – an den Persischen Golf und in den Mittleren Osten und geliefert, wobei Saudi-Arabien mit 46 Milliarden US-Dollar die Spitze in der Liste neuer Vereinbarungen bildete. Nach den Angaben von William Hartung, Leiter des Arms and Security Project am Center for International Policy (CIP) in Washington, D.C., überschritt das Volumen der von der Regierung Obama abgeschlossenen Geschäfte bereits in den ersten fünf Jahren der Regierung auch nach Inflationsbereinigung den Betrag, der von der Regierung Bush in deren gesamten acht Regierungsjahren bewilligt worden war, um fast 30 Milliarden US-Dollar. Damit hatte die Regierung Obama nach Ansicht Hartungs Angaben mehr Waffengeschäfte bewilligt als jede andere US-Regierung seit dem Zweiten Weltkrieg.
Zur Zeit der Militärintervention im Jemen verwendeten die arabischen Nationen diese noch nie dagewesene Aufrüstung dazu, erstmals in eigener Verantwortung Krieg an verschiedenen Fronten zu führen, auch teilweise ohne Führung durch die USA, die ihr Militär reduzierten und es teilweise in anderen Regionen banden. Im Krieg im Jemen verwendeten Saudi-Arabien und die VAE diese State of the Art-Strike Fighter und Smart Weapons nicht zur militärischen Abschreckung, sondern für offensive Militäroperationen. Der absolutistische saudische Monarch, Salman ibn Abd al-Aziz, schuf Ende März 2015 eilig eine Militärkoalition, um den Jemen über den Luftweg anzugreifen und Truppen für einen Einfall am Boden zu positionieren. Es wurde der Vorwurf erhoben, dass Waffenlieferungen aus den USA die von arabischen Staaten geführten Kriege schürten. Um den Krieg im Jemen zu führen, setzte Saudi-Arabien seine von Boeing gelieferten F-15 Kampfjets ein, während Piloten der VAE mit den von Lockheed Martin gelieferten F-16 im Jemen (und auch in Syrien) bombardierten.
Im Oktober 2015 forderte Amnesty International die USA auf, ihre Waffentransfers an die saudisch geführte Militärkoalition zu beenden. Human Rights Watch bezeichnete die USA in einem Bericht von Ende November 2015 erstmals ausdrücklich als „Konfliktpartei“ im Jemen und vertrat die Ansicht, die US-Führung sei verpflichtet, eigene Ermittlungen zu den Opfern unter Zivilisten durchzuführen. Seit dem Beginn der Kampfhandlungen Ende März 2015 hatten die USA den Kräften der saudisch geführten Militärkoalition unerlässliche logistische und geheimdienstliche Unterstützung geboten, einschließlich der von den USA „targeting assistance“ genannten. HRW argumentierte, die USA sollten wegen ihrer Verstrickung mit Saudi-Arabien als Kriegspartei angesehen werden. Diese Involvierung beinhaltete eine mit US-amerikanischem Personal besetzte Koordinationszelle in Saudi-Arabien sowie die reguläre Betankung von Jets der saudisch geführten Militärkoalition durch im saudi-arabischen Luftraum operierende US-Tankflugzeuge (bis Oktober 2015 über 2100-mal), auch dann noch, als sich die USA öffentlich von potenziellen Kriegsverbrechen distanzierten, die mit denselben Flugzeugen der saudisch geführten Militärkoalition begangen wurden. Am 9. November 2018 erklärte Saudi-Arabien, dass sie die Betankung von Jets in Zukunft selber vornehmen werden.

##### US-Waffentechnik für Saudi-Arabien
Saudi-Arabien bildete den größten Empfänger von U.S.-Kampfflugzeugen, Apache-Kampfhubschraubern, Bomben, Granaten, Gewehre und einem fast vollständigen Arsenal, das es den letzten vorangegangenen Jahren angeschafft hatte. Dem Urteil Hartungs nach bildete die saudische Intervention im Jemen lediglich das jüngste Beispiel der „potenziell desaströsen Konsequenzen von außer Kontrolle geratenen US-Waffenexporten“. Die Regierung Obama habe neue Rekorde für die Beträge von US-Waffengeschäften mit dem saudischen Regime gesetzt. Die Saudis, so Hartungs Kritik, hätten die von den USA bereitgestellte Waffentechnik dazu verwendet, „die Demokratiebewegung in Bahrain niederzuwerfen“ und daraufhin dazu, „den Konflikt im Jemen bis zu dem Punkt auszuweiten, dass er einen flächendeckenden Krieg auslösen kann.“ Zudem sei Waffentechnik im Wert von 500 Millionen US-Dollar, die für jemenitische Sicherheitskräfte gedacht war, verloren gegangen und möglicherweise unter Kontrolle der Huthi-Kräfte oder der AQAP gelangt. Auch die Fraktion der jemenitischen Armee, die sich mit der Huthi-Rebellion verbündet hat, verfüge über ausreichend von den USA bereitgestellter Waffenausrüstung. Ein deutlicheres Beispiel für die „negativen Folgen aggressiver Waffengeschäfte“ als die Situation im Jemen zur Zeit der Militärintervention von 2015 sei „schwer vorstellbar“.

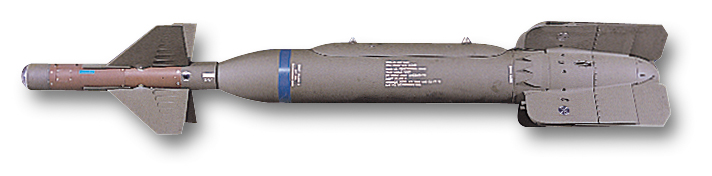
Lasergelenkte GBU-24 Paveway III-Bombe

Am 20. Mai 2015 berichtete das Politmagazin Vice News über den ersten identifizierbaren Munitionsfund, der seit dem Beginn der saudi-arabisch geführten Luftangriffe Ende März 2015 spezifisch mit dem Tod von Zivilisten im Jemen in Verbindung gebracht werden konnte. Demnach hatte Mark Hiznay, Waffentechnikexperte von Human Rights Watch, anhand von Videomaterial zum Vice News-Dokumentarfilm Yemen at War: Sanaa Under Attack ein nach einem für Zivilisten tödlich verlaufenden Luftangriff auf Sanaa vom 1. Mai 2015 aufgefundenes Metallteil als Bestandteil einer GBU-24 Paveway-III Enhanced laser-guided bomb identifiziert, die in den USA von der in Massachusetts ansässigen Firma Raytheon hergestellt worden war.
Im Zusammenhang mit der Bombardierung der Ärzte-Ohne-Grenzen-Klinik in der Provinz Saʿda im Oktober 2015, bei der Hilfsorganisationen wie Ärzte ohne Grenzen und Menschenrechtsorganisationen wie Amnesty International der saudisch geführten Militärkoalition Bruch des humanitären Völkerrechts und Kriegsverbrechen vorwarfen, wurde in Medienberichten daran erinnert, dass die USA der saudisch geführten Koalition im Jemen zusätzlich zu den umfangreichen Waffenlieferungen im Wert von Zigmilliarden Dollar auch mit einem ausgedehnten logistischen Support zur Seite stand sowie mit von den USA „targeting assistance“ genannten Leistungen. Es wurde daran erinnert, dass bereits die ersten Luftangriffe der Militärkoalition am 26. März ohne die Hilfe der US-Geheimdienste nach Berichten der „Washington Post“ offenbar nicht denkbar gewesen wären, da sich Saudi-Arabien bei der Wahl der Angriffsziele stark auf die Überwachungsbilder der US-amerikanischen Spione verlassen müssten. Auch wurde daran erinnert, dass US-Tankflugzeuge zwei Einsätze täglich im saudischen Luftraum flogen, um die Militärflugzeuge der saudisch geführten Militärkoalition vor oder nach deren Bombenangriffen wie zur Zerstörung der Ärzte-ohne-Grenzen-Kllinik in Saʿda aufzutanken. Die USA standen zu diesem Zeitpunkt Medienangaben zufolge bereits durch Aktivitäten der US-Geheimdienste im Ausland unter Druck. Liberale US-Kongressabgeordnete fürchteten aufgrund der Luftangriffe der von Saudi-Arabien geführten Militärallianz, die USA könnten im Jemen-Konflikt in einen „Kriegsverbrechen-Skandal“ hineingezogen werden.
Am 16. November 2015 teilte das US-Außenministerium mit, die US-Regierung habe den Verkauf von Bombenmaterial an Saudi-Arabien im Wert von 1,29 Milliarden US-Dollar freigegeben. US-Vertreter erklärten, die Lieferungen, die über 22.000 Bomben umfassten, sollten helfen, die Waffenarsenale für saudi-arabische Militäroperationen gegen Rebellen im Jemen und Luftangriffe gegen den IS in Syrien „wiederaufzufüllen“. Der geplante Verkauf von Waffen der Hersteller Boeing Company (BA.N) und Raytheon Company (RTN.N) beinhaltete Tausende Paveway II, BLU-117 und andere lasergelenkte Bomben (smart bombs), ebenso wie Tausende Joint-Direct-Attack-Munition-Kits (JDAM), die dazu verwendet werden sollten, ältere Bomben in GPS-Signale verwendende präzisionsgelenkte Waffen nachzurüsten. Während die UN und Menschenrechtsgruppen der von Saudi-Arabien geführten Militärkoalition vorwarfen, unschuldige Zivilisten zu töten, betonte US-Außenamtssprecher Mark Toner, dass die Huthi-Rebellen damit „aufhören müssten, saudi-arabische Bürger und saudi-arabisches Territorium zu attackieren“. Die Agentur für Verteidigungskooperation des US-Verteidigungsministeriums, welche für Waffenlieferungen ins Ausland zuständig ist, teilte in der Presseerklärung als Zweck der geplanten Waffenlieferung mit:

“This acquisition will help sustain strong military-to-military relations between the United States and Saudi Arabia, improve (the ability of Saudi forces to work) with the United States, and enable Saudi Arabia to meet regional threats and safeguard the world’s largest oil reserves.”

„Die Akquisition wird helfen, starke militärische Beziehungen zwischen den Vereinigten Staaten und Saudi-Arabien aufrechtzuerhalten, die Fähigkeiten der saudischen Kräfte zur Kooperation mit den USA zu verbessern und Saudi-Arabien zu befähigen, regionalen Gefahren zu begegnen sowie die weltweit größten Ölreserven zu schützen.“

Amnesty International kritisierte das Bombengeschäft der USA mit Saudi-Arabien und wies darauf hin, dass die in dem vorgeschlagenen Waffengeschäft enthaltenden Bombentypen zuvor bei widerrechtlichen Angriffen im Jemen eingesetzt worden waren. Auch Human Rights Watch (HRW) rief den US-Kongress am 18. November 2015 auf, den Verkauf von Fliegerbomben an Saudi-Arabien abzulehnen. HRW verwies darauf, dass der US-Kongress schon zuvor eine Rolle dabei gespielt hatte, den Verkauf von US-Waffen abzuwenden, die in Verletzung des Kriegsvölkerrechts eingesetzt werden und forderte, er solle dies auch in diesem Fall tun:

“The US government is well aware of the Saudi-led coalition’s indiscriminate air attacks that have killed hundreds of civilians in Yemen since March. Providing the Saudis with more bombs under these circumstances is a recipe for greater civilian deaths, for which the US will be partially responsible. (…) Until Saudi Arabia investigates apparently unlawful strikes by coalition warplanes and takes appropriate action, the US should not be supplying them more bombs. Saudi disregard for the requirements of the laws of war makes enablers of those countries providing the weapons.”

„Die US-Regierung weiß gut um die wahllosen Luftangriffe der saudisch geführten Koalition, die seit März hunderte Zivilisten im Jemen getötet haben. Unter diesen Umständen noch mehr Bomben an die Saudis zu liefern ist ein Rezept für noch mehr zivile Todesopfer, für die die Vereinigten Staaten teils mitverantwortlich sein werden. (…) Die Vereinigten Staaten sollten Saudi-Arabien keine weiteren Bomben liefern, bis dieses offenbar widerrechtliche Angriffe von Kriegsflugzeugen der Koalition untersucht und entsprechende Maßnahmen ergreift. Saudische Missachtung für die Belange des Kriegsvölkerrechts macht Mithelfer aus den Ländern, die Waffen liefern.“

Ein weiteres potenzielles Rüstungsgeschäft mit Saudi-Arabien, bei dem es sich um den Verkauf von 600 Flugabwehrraketen des Typs Patriot-PAC-3 vom Hersteller Lockheed Martin Corporation (LMT.N) im Wert von 5,4 Milliarden US-Dollar handelte, war bereits im September 2015 freigegeben worden. Im Oktober hatte die US-Regierung zudem den Verkauf von vier Littoral Combat Ships des Herstellers Lockheed im Wert von 11,25 Milliarden US-Dollar freigegeben.

##### US-Waffentechnik für die VAE
Im November 2015 verkündete das US-Verteidigungsministerium die Genehmigung des US-Außenministeriums für den Verkauf von JDAM im Wert von 380 Millionen US-Dollar an die Vereinigten Arabischen Emirate. HRW wies darauf hin, dass die VAE als Teil der saudisch geführten Militärkoalition militärische Operationen im Jemen durchführte.

#### Britische Rüstungsexporte und militärische Beteiligung
Trotz wiederholter Behauptungen des britischen Verteidigungsministeriums, dass Großbritannien nicht direkt an den saudisch geführten Luftangriffen teilnehme, kamen Bedenken bezüglich des Ausmaßes der Involvierung Großbritanniens in die vollständig von Großbritannien unterstützten Bombenangriffe Saudi-Arabiens im Jemen auf. Britisches „Verbindungspersonal“ blieb im Luftwaffen- und Marine-Hauptquartier der Saudis und der Militärkoalition stationiert.
Als Großbritannien angesichts der Beweise von Zivilopfern durch saudisch geführte Angriffe im Jemen wie durch Amnesty International unter öffentlichen Druck geraten war, Waffenlieferungen an Saudi-Arabien zu beenden, erklärte das britische Außenministerium im November 2015, es müssten „ordentliche Untersuchungen“ durchgeführt werden, um sicherzustellen, dass Saudi-Arabien das Humanitäre Völkerrecht im Krieg im Jemen nicht verletzt habe. Außenminister Philip Hammond erklärte, Lieferungen von durch Großbritannien zur Verfügung gestellten Waffen würden gestoppt werden, wenn sich erweise, dass Saudi-Arabien nicht in Übereinstimmung mit dem Humanitären Völkerrecht gehandelt habe. Am 12. Januar 2016 behauptete der britische Außenminister vor dem House of Commons, dass es zu keinen „vorsätzlichen“ Verstößen Saudi-Arabiens gegen Humanitäres Völkerrecht im Jemen gekommen sei, wobei er sich auf Rückmeldungen von britischen Militärangehörigen stützte, die Saudi-Arabien bei der Identifikation militärischer Ziele im Krieg im Jemen unterstützten. Nachdem Mitte Januar 2016 Nachrichten darüber erschienen, dass britische Regierungsberater neben US-amerikanischen im Kommando- und Kontrollzentrum für saudische Luftangriffe im Jemen arbeiteten und Zugang zu den Listen der militärischen Ziele hatten, rief die Organisation Ärzte ohne Grenzen die britische Regierung dazu auf, erneut ihre volle Unterstützung des Humanitären Völkerrechts zu bestätigen – auch innerhalb jeder von Großbritannien unterstützten Koalition - und Untersuchungen möglicher Verstöße gegen das Humanitäre Völkerrecht im Jemen und darüber hinaus zu untersuchen und die Ergebnisse solcher Untersuchungen öffentlich zu machen.
Großbritannien bestätigte das kurz zuvor vom saudischen Außenminister Adel al-Jubeir gegenüber dem Telegraph und anderen Journalisten gemachte Zugeständnis, dass britische Militärkräfte im saudischen Kommando- und Kontrollzentrum für Angriffe auf den Jemen an der Seite saudischer und anderer Kollegen eingesetzt wurden, bestritt aber, dass sie eine operative Rolle gespielt hätten. Das britische Verteidigungsministerium gab an, die britischen Militäroffiziere würden nicht direkt Ziele auswählen oder Kodierungen für die saudischen Smartbomben eingeben, bestätigte aber, dass sie ihre Gegenüber darin anleiteten, wie dies zu tun sei. Das Ziel dieser Ausbildung saudischer Streitkräfte durch Großbritannien sei die Gewährleistung des „optimalen Verfahrens“ in Übereinstimmung mit dem Humanitären Völkerrecht.
Politiker und Journalisten wie Angus Robertson von der Scottish National Party (SNP) oder Owen Jones vom Guardian forderten die britische Regierung auf einzugestehen, dass sich Großbritannien im Jemen „effektiv im Krieg“ mit Tausenden getöteter Zivilisten befindet und kritisierten, dass die britische und Weltöffentlichkeit davon kaum Kenntnis besitze oder Notiz nehme.

##### Britische Waffentechnik für Saudi-Arabien
Großbritannien zählte zu den Hauptlieferanten von Waffen und sonstigen Rüstungsgütern an Saudi-Arabien. Besonders geriet Großbritannien als bedeutender Waffenlieferant für die saudische Luftwaffe in die Kritik, nachdem die saudisch geführte Militärkoalition scharf kritisiert worden war, zivile Ziele anzugreifen.
Allein für den Zeitraum vom 15. März bis zum 1. Juli 2015 führte Amnesty International die Genehmigung von 37 Exportlizenzen durch Großbritannien für Saudi-Arabien auf. Nach Angabe der in Großbritannien ansässigen Nichtregierungsorganisation Campaign Against Arms Trade beliefen sich die Waffenverkäufe Großbritanniens an Saudi-Arabien in den ersten neun Monaten des Jahres 2015 auf 2,95 Milliarden britische Pfund und auf 7 Milliarden britische Pfund, seit Premierminister David Cameron sein Amt angetreten hatte, einschließlich eines Vertrages über 72 Eurofighter-Typhoon-Jets.
Nachdem es das britische Verteidigungsministerium abgelehnt hatte, die genaue Beschaffenheit des von Großbritannien für Saudi-Arabien zur Verfügung gestellten Kriegsmaterials darzulegen, legte ein Bericht des Department for Business, Innovation and Skills Medienangaben zufolge das Ausmaß offen, in dem Großbritannien Saudi-Arabien Ausbildung und Unterstützung gewährt sowie Waffen verkauft hatte. Dokumenten zufolge hatte Großbritannien vor den umstrittenen Bombenangriffen im Jemen Saudi-Arabien im Jahr 2014 elf Eurofighter Typhoon und „substanzielle Unterstützung“ zur Verfügung gestellt. Im März 2015 hatte der britische Außenminister Philip Hammond bestätigt, dass in Großbritannien gebaute Flugzeuge für die Militäroffensive im Jemen verwendet wurden. Einzelheiten wurden im Strategic Export Controls Annual Report Großbritanniens offengelegt, der am 16. Juli 2015 veröffentlicht wurde und die Waffentechnik sowie die zugehörige Ausbildung und Unterstützung zusammenfasste, die für Saudi-Arabien von Großbritannien zur Verfügung gestellt wurden. Die Maßnahmen Großbritanniens für das langjährige Programm zur „Verteidigungskooperation“ zwischen den Regierungen Großbritanniens und Saudi-Arabiens schlossen Kampfflugzeuge der Typen Typhoon und Panavia Tornado, Minenabwehrfahrzeuge, zugehörige Waffen, Infrastruktur, Logistik und personelle Unterstützung ein. Zudem hatte Großbritannien im Jahr 2014 weiterhin „substanzielle Unterstützung“ für bereits im Dienst befindliche Ausrüstung geleistet sowie Ausbildung für ein neues Flugzeug und seine Systeme. Großbritannien hatte auch eine nicht bekannt gemachte Anzahl von „Flugzeugersatzteilen“ an Saudi-Arabien verkauft. Das Kampfflugzeug Tornado spielte einigen Medienangaben von August 2015 zufolge im Krieg im Jemen nur eine geringe Rolle. Amnesty International und Medien wiesen im Oktober 2015 darauf hin, Großbritannien habe kurz zuvor eine Lieferung von 500-Pfund-Paveway-IV-Bomben nach Saudi-Arabien umgelenkt. Diese Waffen würden für Tornado- und Typhoon-Kampfjets verwendet, die beide vom britischen Rüstungskonzern BAE Systems hergestellt und an Saudi-Arabien ausgeliefert würden, das die Tornado- und Typhoon-Kampfjets für seine Militäroperationen im Jemen verwende. Amnesty International forderte Anfang Oktober 2015 eine Aussetzung aller Waffentransfers von Großbritannien an seinen Alliierten Saudi-Arabiem, und gab an über Beweise von Kriegsverbrechen im Jemen-Konflikt zu verfügen, bei denen Zivilisten in saudisch geführten Angriffen auf Rebellenkräfte getötet worden seien. Nachdem Amnesty International in ihrem Bericht Bombs Fall from the Sky Day and Night vom 7. Oktober 2015 berichtet hatte, dass die Luftangriffe der saudisch geführten Militärkoalition in rücksichtsloser Weise durchgeführt wurden und Fliegerbomben die Hauptursache für die Tötung von Zivilisten im Konflikt im Jemen waren, wurde Großbritannien von Amnesty International aufgefordert, Untersuchungen einzuleiten, ob britische Waffentechnik zum Töten von Zivilisten eingesetzt worden war. Amnesty International wies darauf hin, dass einige der „widerrechtlichen“ Luftangriffe Kriegsverbrechen darstellen könnten, was belege, wie wichtig die Beendigung der Waffenlieferungen sei.
Ende Oktober 2015 kritisierte Amnesty International die britische Rüstungspolitik in Bezug auf den Krieg im Jemen auch ausdrücklich anlässlich der Bombardierung der Ärzte-Ohne-Grenzen-Klinik in der Provinz Saʿda:

“This appalling incident underlines our concern that the UK is a party to terrible war crimes in Yemen. Only last week Foreign Office Minister Tobias Ellwood said that UK arms supplied to Saudi Arabia had ‘probably’ been used in Yemen, and now we have this extremely disturbing attack. There should be an independent investigation into events at Haydan Hospital and meanwhile the UK should immediately suspend all arms exports to Saudi Arabia and other members of the coalition currently bombing Yemen that could be used in attacks like this.”

„Dieser entsetzliche Vorfall unterstreicht unsere Besorgnis, dass Großbritannien in schreckliche Kriegsverbrechen im Jemen involviert ist. Erst letzte Woche sagte der Minister des Foreign and Commonwealth Office Tobias Ellwood, dass britische Waffen, die an Saudi-Arabien geliefert wurden, „vermutlich“ im Jemen verwendet wurden. Und jetzt haben wir diesen äußerst beunruhigenden Angriff. Es sollte eine unabhängige Untersuchung der Vorgänge zu dem Haydan-Krankenhaus durchgeführt werden und unterdessen sollte Großbritannien unverzüglich alle Waffenexporte an Saudi-Arabien und andere Mitglieder der derzeitig den Jemen bombardierenden Koalition aussetzen, die bei Angriffen wie diesem eingesetzt werden könnten.“

Amnesty International rief seine Unterstützer dazu auf, den britischen Ministerpräsidenten David Cameron aufzufordern, auf Waffentransfers nach Saudi-Arabien und seine Jemen-Partner einzuwirken und die Waffenverkäufe zu beenden.
Über das Ausmaß der Beteiligung des britischen Militärpersonals kamen Bedenken im Oberhaus des britischen Parlaments auf. Britische Minister versicherten auf Kritik bezüglich der Lieferungen der von Saudi-Arabien im Jemenkrieg verwendeten Tornado- und Typhoon-Kampfjets, Saudi-Arabien habe „Zusicherungen“ zu deren ordnungsgemäßen Einsatz gegeben. Das britische Verteidigungsministerium gab an, Großbritannien unterstütze die saudischen Sicherheitskräfte aufgrund früherer Vereinbarungen, sei sich der Berichte von angeblichen Verstößen gegen das Humanitäre Völkerrecht durch alle Konfliktparteien im Jemen bewusst und nehme diese sehr ernst.
Nachdem im Januar 2016 ein unveröffentlichter, aber verschiedenen Medien vorliegender Bericht eines UN-Expertengremiums, der dem UN-Sicherheitsrat vorgelegt worden war, bekannt wurde, der zum Schluss kam, dass die saudisch geführte Militärkoalition umfassend und teilweise systematisch Luftangriffe gegen zivile Ziele unter Bruch des Völkerrechts begangen hatten, wurde die Frage der Rolle Großbritanniens im Krieg erneut aufgeworfen. Es wurde davon ausgegangen, dass der Bericht des UN-Gremiums den Druck auf Premierminister David Cameron erhöhte, die Waffenverkäufe auszusetzen. In einer Ministererklärung von März 2014 hatte die britische Regierung ausdrücklich angekündigt, keine Lizenzen zu genehmigen, wenn ein klares Risiko bestehe, dass die Objekte für schwere Verletzungen des Humanitären Völkerrechts verwendet würden. Menschenrechtsgruppen und der Parteivorsitzende der Labour Party Jeremy Corbyn, der den im Januar 2016 an die Öffentlichkeit durchgesickerten UN-Bericht als „verstörend“ bezeichnete, forderten eine unverzügliche Untersuchung und eine Aussetzung der Waffenverkäufe an Saudi-Arabien.
Die Rolle Großbritanniens im Jemen wurde von Oxfam, von Politikern der Labour Party sowie vom Vorsitzenden des britischen Sonderausschusses International Development Select Committee als „Paradoxon von Hilfe und Waffen“ beschrieben, da Großbritannien mit einer humanitären Hilfe von 85 Millionen britischen Pfund über das Department for International Development zum viertgrößten Geberland der humanitären Krise wurde, während es gleichzeitig der größte Waffenlieferant Saudi-Arabiens und ein Unterstützer der Militärintervention der saudisch geführten Militärkoalition war. Oxfam warf der britischen Regierung vor, durch die anhaltenden Waffenverkäufe an Saudi-Arabien die Krise im Jemen als einer der weltweit größten humanitären Krisen stillschweigend unter potenziellem Gesetzesbruch anzuheizen.
Am 2. Februar 2016 forderte das International Development Committee, ein überparteilich besetzter Sonderausschuss britischer Abgeordneter, eine unverzügliche Suspendierung britischer Waffenverkäufe an Saudi-Arabien und eine internationale Untersuchung der Militärintervention im Jemen.

##### Britische Waffentechnik für die VAE

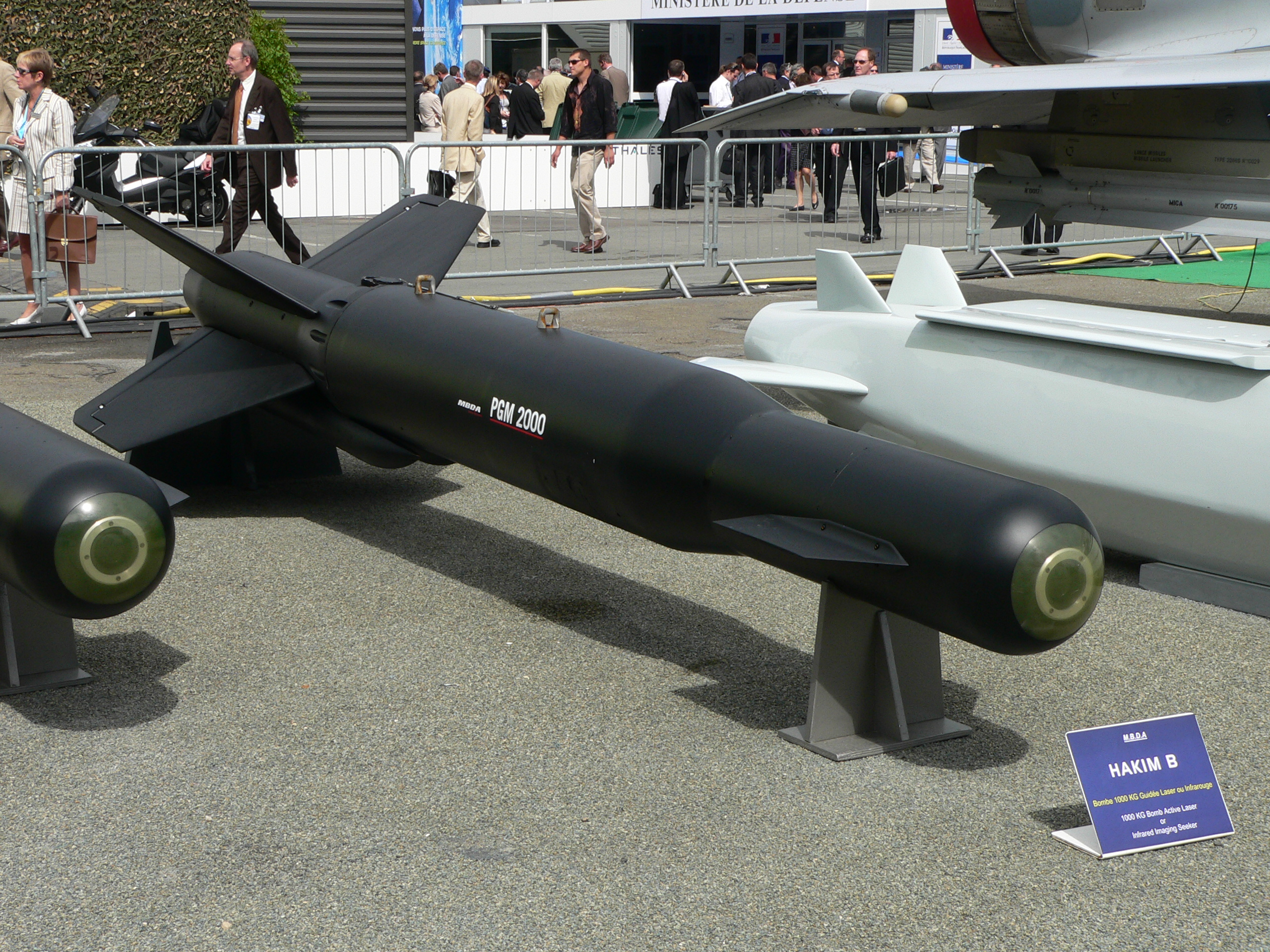
Luft-Boden-Rakete PGM-500

Am 25. November 2015 berichteten Human Rights Watch und Amnesty International auf Grundlage eigener vor-Ort-Recherchen, die von Saudi-Arabien geführte Militärkoalition habe einen Marschflugkörper aus britischer Produktion verwendet und damit am 23. September 2015 ein ziviles Objekt, eine jemenitische Keramik-Fabrik in der Provinz Sanaa, zerstört.
Die beiden Menschenrechtsorganisationen identifizierten die verwendete Munition als Luft-Boden-Rakete PGM-500 „Hakim“, die von der britischen Firma Marconi Dynamics produziert und Mitte der 1990er Jahre geliefert worden war. Bestände der PGM-500 befanden sich zur Zeit der Militärintervention im Dienst der United Arab Emirates (UAE) Air Force, die über die Möglichkeit verfüge, sie von ihren Kampfflugzeugen der Typen Mirage 2000 und F-16F abzufeuern.
Der Angriff auf die Fabrik, die offenbar nur zivile Güter produziert habe, habe eine Person getötet und stelle eine augenscheinliche Verletzung des humanitären Völkerrechts und des Kriegsvölkerrechts dar. Der Angriff „untergrabe“ die Behauptung britischer Minister, dass die Verwendung britischer Militärausrüstung durch die von Saudi-Arabien geführte Militärkoalition in Übereinstimmung mit dem humanitären Völkerrecht erfolgt und Großbritannien solche Einhaltung „sehr sorgfältig“ überwacht. Die beiden Menschenrechtsorganisationen seien über keinerlei glaubwürdige Untersuchung der Militärkoalition in Bezug auf diese oder andere augenscheinlich ungesetzliche oder potenzielle Verstöße gegen das Völkerrecht informiert.

#### Französische Rüstungsexporte

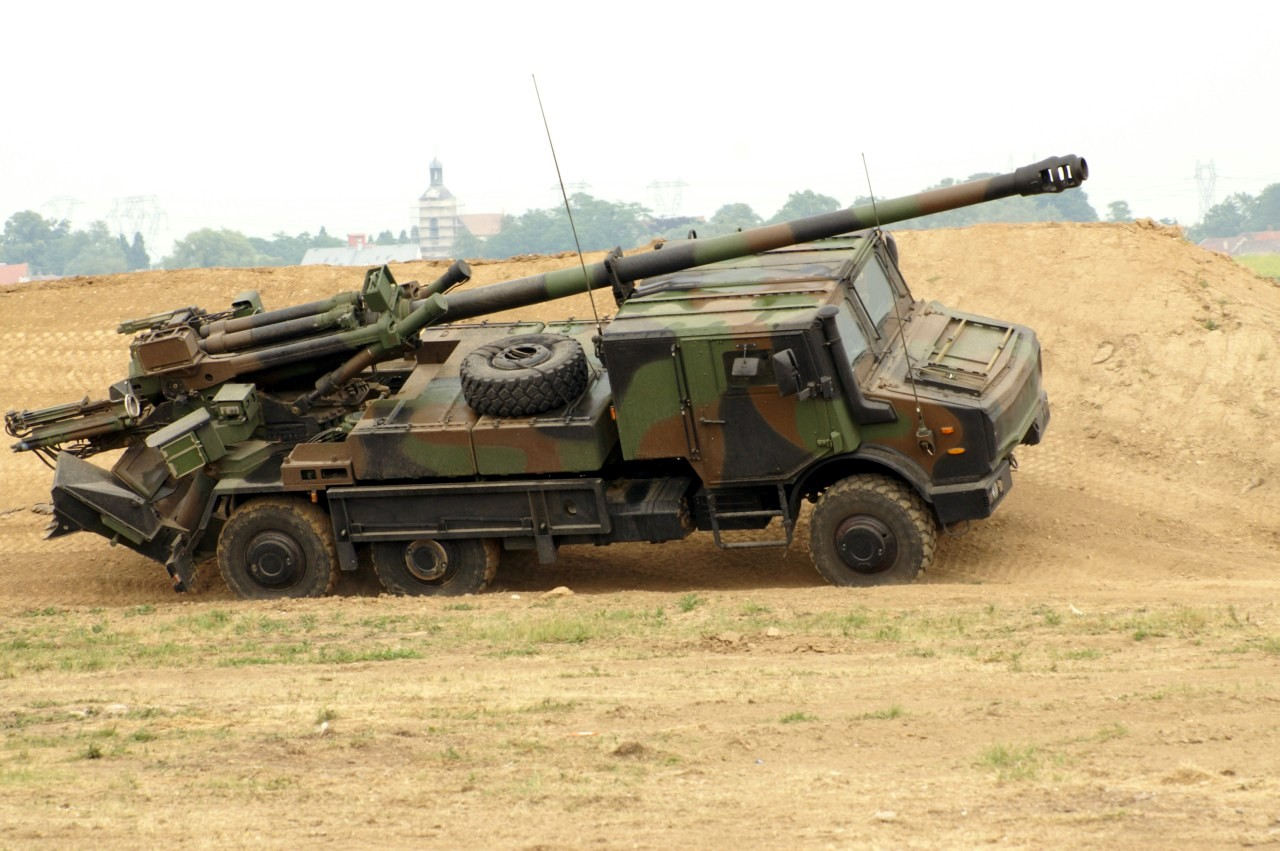
CAESAR-Exportversion

Frankreich hat Saudi-Arabien 132 Exemplare des LKW-gestützten Artilleriesystems CAESAR geliefert. Laut einem vertraulichen, im April 2019 vom Pariser Webmagazin Disclose veröffentlichten französischen Armeebericht werden die Haubitzen von Saudi-Arabien beim Krieg im Jemen auch gegen die Zivilbevölkerung eingesetzt, entgegen der Behauptungen der französischen Regierung.

#### Deutsche Rüstungsexporte
Medien verwiesen während der Militärintervention im Jemen darauf, dass Bundeswirtschaftsminister Sigmar Gabriel zu seinem Amtsantritt 2013 eine restriktivere Politik bei der Genehmigung von Rüstungsexporten versprochen habe und bei seiner Rede vor der Deutschen Gesellschaft für Auswärtige Politik über die Grundsätze deutscher Rüstungsexportpolitik noch im Oktober 2014 gesagt habe, die „vielfach nachgefragte Lieferung von Kampfpanzern Leopard in den arabischen Raum“ dürfe nicht nach wirtschaftspolitischen Gesichtspunkten entschieden werden, sondern nur auf Grundlage einer „differenzierten außen- und sicherheitspolitischen Analyse“. Er gelange „bei dieser Analyse zu dem Ergebnis, dass sich die Lieferung dieses Waffensystems wie auch in den vergangenen Jahren nicht rechtfertigen ließe.“ Rüstungsgegner hatten daraufhin gehofft, autoritäre Regime wie Saudi-Arabien würden keine Spitzenplätze in den Exportstatistiken mehr belegen.
Im Oktober 2015 machte die Opposition der Bundesregierung schwere Vorwürfe. Nach einer schriftlichen Anfrage des außenpolitischen Sprechers und Rüstungsexperten der Fraktion Die Linke, Jan van Aken, gab das Wirtschaftsministerium Anfang August 2015 die durch den Zwischenbericht des Wirtschaftsministeriums für das erste Halbjahr 2015 später bestätigte Angabe heraus, dass sich die deutschen Rüstungsexporte im ersten Halbjahr gegenüber dem Jahr 2014 deutlich erhöht hatten. Besonders drastisch fiel der Anstieg der Exporte in die arabischen Staaten und nach Nordafrika aus. Hier hatte sich die Summe von 219 auf 587 Millionen Euro mehr als verdoppelt. Van Aken verurteilte daraufhin im deutschen Fernsehen und in Pressemitteilungen besonders die Auslieferung deutscher Waffen über Saudi-Arabien in den Jemen. Van Aken sagte, es seien Waffen aus Deutschland geliefert worden, obwohl die Golf-Staaten – auch mit Bodentruppen – Krieg im Jemen führten.

##### Deutsche Waffentechnik für Saudi-Arabien
Medienangaben zufolge stand Saudi-Arabien im Jahr 2014 auf Platz sechs der wichtigsten Empfängerländer der deutschen Rüstungsindustrie. Waffenlieferungen nach Saudi-Arabien waren in Deutschland bereits vor der Militärintervention im Jemen im Jahr 2015 seit Jahren umstritten. Das saudische Regime galt wegen seiner autokratischen Herrschaft nicht als Vorzeigepartner. Anderseits galt Saudi-Arabien als benötigte regionale Kraft und verlässlicher Ansprechpartner für die deutsche wie für die US-amerikanische Regierung im sogenannten „Krieg gegen den Terrorismus“. Nach Artikel III Absatz 5 der deutschen Waffenexportrichtlinie war „die Lieferung von Kriegswaffen […] nicht genehmigt in Länder, die in bewaffnete Auseinandersetzungen verwickelt sind oder wo eine solche droht.“
Entgegen der Hoffnungen der Rüstungsgegner nach der Antrittsrede Gabriels wiesen die statistischen Angaben 2015 nicht auf eine restriktivere Rüstungsexportpolitik hin. Im ersten Halbjahr 2015 lag Saudi-Arabien nach Großbritannien und Israel auf Platz 3 der Empfängerländer. Saudi-Arabien erhielt deutsche Rüstungsgüter im Wert von knapp 179 Millionen Euro. Während das Wirtschaftsministerium betonte, es seien lediglich Waren wie unbewaffnete Drohnen oder Fahrgestelle für unbewaffnete LKW geliefert worden, wertete die Opposition diese Lieferungen als nicht harmlos und argumentierte, mit ihnen ermögliche es Deutschland den Saudis, den Krieg gegen Rebellen im Jemen fortzusetzen.
Anlässlich der von Saudi-Arabien angeführten Offensive gegen die Huthi-Rebellen im Jemen kritisierte die Opposition im deutschen Bundestag, dass das saudische Königreich in den vorangegangenen Jahren zahlreiche umstrittene Rüstungsexporte aus Deutschland erhalten hatte. Agnieszka Brugger, Verteidigungsexpertin der Fraktion Bündnis 90/Die Grünen sagte: „Nach dem Einmarsch in Bahrain 2011 zeigt sich aktuell wieder wie brandgefährlich und verheerend das Hochrüsten von deutscher Seite eines Regimes ist, das ohne Skrupel seine eigenen Machtansprüche in der Region gewaltsam mit militärischen Mitteln durchsetzt“. Sie bezeichnete „ein sofortiges Ende der Rüstungsexporte nach Saudi-Arabien“ als „längst überfällig“ und forderte, die Bundesregierung müsse „spätestens jetzt erkennen, dass hier ein klarer Kurswechsel dringend notwendig ist“. Diesen Kurswechsel forderte auch der Außenexperte der Linken, Jan van Aken: „So schnell kann es gehen, dass deutsche Waffen in einer höchst fragilen Region zum Einsatz kommen“. Er sagte, „Die Bundesregierung muss sich jetzt fragen, ob Saudi-Arabien wirklich der Stabilitätsanker in der Golfregion ist.“ Alle bedeutenden deutschen Rüstungshersteller hatten unter Gerhard Schröders rot-grüner Regierung, zur Zeit der ersten Großen Koalition 2005 bis 2009 unter Angela Merkel, insbesondere zur Zeit des schwarz-gelben Bündnisses zwischen 2009 und 2013 und in gedrosselter Form während der Großen Koalition seit 2013 an Saudi-Arabien als einem der größten Abnehmer von militärischer Ausrüstung aus Deutschland Rüstungsexporte geliefert, darunter Maschinengewehre und -pistolen, Scharfschützengewehre, Granatmaschinenwaffen, Handgranaten, Zünder und Munition sowie militärische Computersysteme. Die Opposition befürchtete, dass sich der Konflikt im Jemen zu einem größeren Regionalkrieg ausweitet.
Das Wirtschaftsministerium wollte sich auf die Frage, ob die Eskalation in der Golfregion Konsequenzen für die künftige deutsche Waffenexportpolitik hat, zunächst nicht äußern. Aus einer Antwort der Bundesregierung auf eine Kleine Anfrage der Bundestagsfraktion Die Linke ging dann schließlich hervor, dass die deutschen Rüstungsexporte nach der saudi-arabischen Militärintervention kaum eingeschränkt wurden. In den Monaten Februar und März 2015 waren bereits 23 Genehmigungen für Rüstungsexporte mit einem Gesamtwert von über 16 Millionen Euro erteilt worden, darunter Munition für Panzer und Pistolen im Wert von rund fünf Millionen Euro, Technik für Boden-Luft-Raketen und Panzer-Ersatzteile. Nach Beginn der Militärintervention gestattete die Bundesregierung dann allein bis zum 13. April 2015 Exporte von 100 Kleindrohnen, Funkzubehör und Ersatzteilen für gepanzerte Fahrzeuge im Wert von über 12,8 Millionen Euro.
In der Antwort auf die Kleine Anfrage der Linken-Fraktion räumte die Regierung auch ein, dass Saudi-Arabien die Kämpfer mit deutschen Waffen unterstützte. Am 4. April 2015 hatten Medienangaben zufolge saudi-arabische Militärflugzeuge über dem Flughafen von Aden eine Ladung vom deutschen Hersteller Heckler & Koch gefertigter G3-Sturmgewehre abgeworfen, um dort Anti-Huthi-Milizen oder jemenitische Truppen im Kampf gegen die Rebellen zu versorgen, und es waren Anfang April auch Fernsehbilder erschienen, die den G3-Abwurf über Aden zeigen.
Saudi-Arabien hatte 1969 eine Genehmigung für die Herstellung von Gewehren des Typs G3 und 2008 für das G36 erhalten, die jedoch für den Eigenbedarf der saudi-arabischen Armee eingeschränkt war. 2008 hatte Heckler & Koch Saudi-Arabien eine Lizenz-Fabrik zur eigenen Produktion von Gewehren geliefert. Die deutsche Bundesregierung beteuerte, sie habe „derzeit keine eigenen Erkenntnisse“ über die Herkunft der Gewehre deutschen Typs. Die Bundesregierung sah Medienangaben zufolge keinen Grund, Waffenverkäufe an die Saudis stärker einzuschränken. Die saudi-arabisch geführte Militärintervention im Jemen wertete sie als legitime Reaktion auf einen Hilferuf des jemenitischen Präsidenten. Die Regierungsantwort auf die Kleine Anfrage der Linken-Fraktion erwähnte nicht, dass die Militärintervention international umstritten war und als klarer Versuch galt, saudi-arabische regionale Interessen im Jemen zu sichern:

„Die Bundesregierung hat ein außen- und sicherheitspolitisches Interesse an einer stabilen Golfregion und an einer Lösung des Konfliktes im Jemen. Die Rebellengruppe der Huthis hat den unter Leitung der Vereinten Nationen geführten ‚Nationalen Dialog‘ im Jemen in Frage gestellt und mehrere Vereinbarungen nicht umgesetzt. Die Huthis haben schließlich den legitimen Staatspräsidenten Hadi durch ihren militärischen Vormarsch auf Aden und Luftangriffe auf seinen Amtssitz unmittelbar bedroht. Präsident Hadi hat daraufhin die Staaten des Golfkooperationsrates und der Arabischen Liga um militärische Hilfe ersucht. Diesem Hilfsersuchen des Staatspräsidenten haben die Staaten, die sich an den militärischen Maßnahmen unter Leitung von Saudi-Arabien beteiligen, entsprochen. Die Bundesregierung setzt sich dafür ein, möglichst schnell zu Verhandlungen zurückzukehren, denn eine nachhaltige Lösung kann nur politisch erzielt werden. Im Übrigen setzt sich die Bundesregierung u. a. mit den Partnern in der EU für ungehinderten humanitären Zugang und die Einhaltung des humanitären Völkerrechts im Jemen ein. […]“

Darüber hinaus stufte die deutsche Bundesregierung laut ihrer Antwort auf die Kleine Anfrage Saudi-Arabien ausdrücklich weiterhin als Stabilitätsfaktor im Nahen Osten ein:

„Saudi-Arabien spielt mit seiner gewichtigen Stimme in der Arabischen Liga und im Golfkooperationsrat eine Schlüsselrolle für Sicherheit in der von Krisen geprägten Region. Sicherheit und Stabilität gehören zu den erklärten außenpolitischen Prioritäten Saudi-Arabiens.“

Weiterhin ging aus der Antwort der deutschen Bundesregierung auf die Kleine Anfrage hervor, dass in den vergangenen Jahren hochrangige Mitglieder der Bundesregierung bei ihren Staatsbesuchen in Saudi-Arabien des Öfteren von Vertretern der Rüstungs-Industrie begleitet wurden. Im Gegenzug besuchten seit dem 1. Januar 2013 Vertreter der saudi-arabischen Landstreitkräfte Bundeswehreinheiten in Deutschland, wo ihnen in Anwesenheit von Vertretern der deutschen Rüstungsindustrie Waffen-Systeme vorgestellt wurden.
Der Linken-Abgeordnete Jan van Aken bezeichnete daraufhin die deutschen Waffenlieferungen in die Krisenregion als „unverantwortlich“: „Waffenexporte nach Saudi-Arabien sind so oder so falsch. Aber jetzt direkt in einem laufenden Krieg zu liefern, ist unverantwortlich“. Auch in den Medien wurde kritisiert, dass die deutsche Regierung trotz der umstrittenen Militärintervention im Jemen und dem Streit um die Strafen für den Blogger Raif Badawi weiterhin Waffenlieferungen in Millionenhöhe an Saudi-Arabien genehmigte. Die Bundesregierung hatte wiederholt beteuert, sich für den Blogger einzusetzen. Es wurde beanstandet, die Lieferungen schienen nicht konform mit dem deutschen Grundsatz, keine Waffen in Krisengebiete zu liefern und vor allem keine Kriegsparteien zu unterstützen. Bereits bei der Versorgung kurdischer Verbände mit deutschen G36-Sturmgewehren und panzerbrechenden Raketen im Kampf gegen den IS sei dieser Grundsatz verletzt worden.

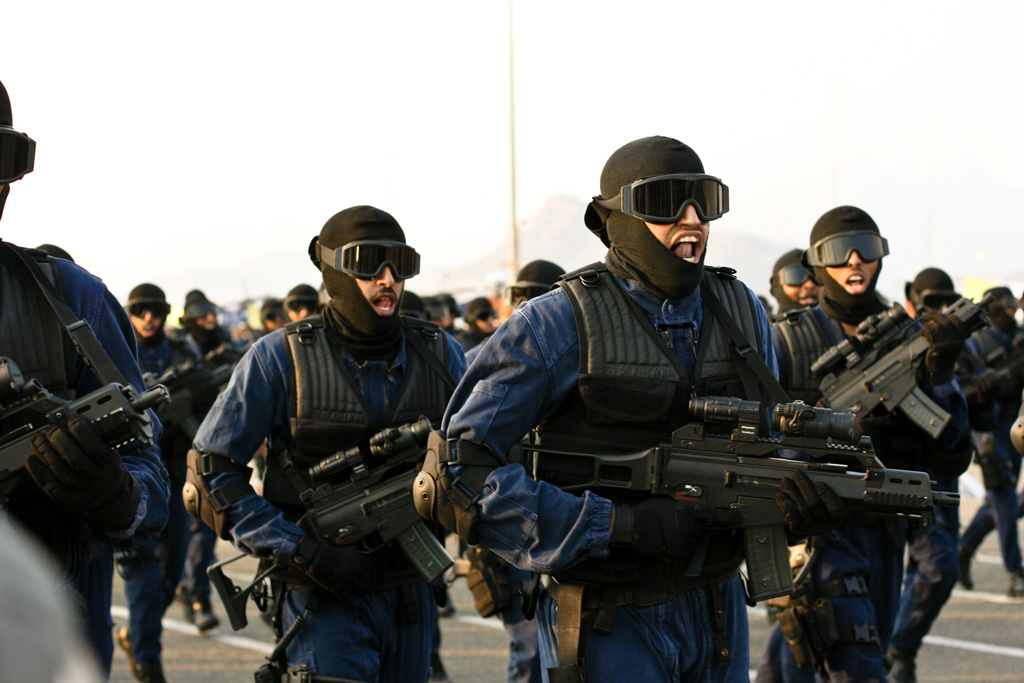
Saudi-arabische Sicherheitskräfte mit G36 (2009)

Die Bundesregierung räumte in einer Antwort des Bundeswirtschaftsministeriums an den Grünen-Abgeordneten Omid Nouripour Mitte Juni 2015 ein, keine Kontrolle über den Export von deutschen Waffen in Saudi-Arabien zu haben. In der Antwort hieß es laut Medienangaben, eine „physische Endverbleibskontrolle der in Saudi-Arabien gefertigten G3 und G36“ sei „auf Basis der zugrundeliegenden Genehmigungen nicht möglich“. Künftig solle es vor Ort bessere Nachkontrollen geben. Zurzeit werde an einem Gesetzentwurf gearbeitet. Die Bundesregierung erbat sich vor der Lieferung der Anlage, mit der die G36- und G3-Gewehre in Saudi-Arabien gebaut werden können, im Jahr 2008 ein Versprechen von Saudi-Arabien, dass die Waffen nicht exportiert werden. Die Bundesregierung habe dann jedoch stattdessen eine Erklärung des saudischen Königshauses akzeptiert, die Waffen nur für den Eigengebrauch zu nutzen, und die Waffenlizenz an Saudi-Arabien erteilt.
Im Juni 2015 räumte im Verteidigungsausschuss des Deutschen Bundestages ein hoher Beamter von Wirtschaftsminister Sigmar Gabriel in Bezug auf die Genehmigungspraxis Deutschlands bei Geschäften mit Saudi-Arabien ein, dass die Bundesregierung bei den Genehmigungen von Lizenzproduktionen in der Vergangenheit „etwas naiv“ gewesen sei. Nach Informationen des Nachrichtenmagazins Der Spiegel von Juni 2015 erwartete die Bundesregierung von den Saudis eine Aufklärung, ob die in den Jemen gelieferten Gewehre des deutschen Waffenherstellers aus einer Lizenzproduktion in Saudi-Arabien stammen, nachdem schon Anfang April der deutsche Botschafter Boris Ruge deshalb im saudi-arabischen Außenministerium vergeblich vorgesprochen und das Außenministerium im Mai beim Botschafter Ossama bin Abdul Majed Shobokshi in Berlin – ebenfalls vergeblich – auf eine Antwort gedrängt habe. Eigenen Angaben zufolge prüfte die Bundesregierung in der Folge, welche Konsequenzen sie aus der Situation ziehen werde. Zur Debatte stand ein Gesetzentwurf, der bei ähnlich gelagerten Geschäften bessere Kontrollen vor Ort ermöglichen sollte.
In den Medien wurde die Genehmigungspraxis der 1969 und 2008 mit Saudi-Arabien abgeschlossene Lizenzvergaben bemängelt, bei der sich die deutsche Regierung mit einer einfachen Erklärung der saudischen Führung begnügt hatte, dass Saudi-Arabien die Waffen nicht exportieren werde, obwohl Saudi-Arabien als sunnitische Regionalmacht seit jeher verdeckt oder direkt in Konflikte im Nahen Osten verwickelt gewesen sei. Angesichts der deutschen Waffenexportrichtlinie wurde kritisiert, die Bundesregierung habe sich somit in die unangenehme Lage gebracht, dass „deutsche Waffen einen Bürgerkrieg befeuern, in dem es keine Hoffnung auf einen baldigen Frieden gibt“ (n-tv), da sich die saudische Führung nicht an die Abmachungen gehalten, sondern Gewehre vom Hersteller Heckler & Koch nicht nur – wie vorgesehen – für die eigene Armee produziert, sondern sie auch in den Jemen weitergegeben habe.
Ende Oktober 2015 reichte der Waffenhersteller Heckler & Koch aufgrund nicht von der Bundesregierung erteilter Ausfuhrgenehmigungen an Saudi-Arabien Klage ein, um eine rasche Entscheidung über eine Ausfuhrgenehmigung für Teile des Sturmgewehrs G36 für Saudi-Arabien zu erzwingen. Das für die Genehmigung zuständige Bundeswirtschaftsministerium reagierte nach der Klage von Heckler & Koch und der international kritisierten und die Spannungen zwischen Saudi-Arabien und Iran verschärfenden Vollstreckung von Todesurteilen in Saudi-Arabien mit der Ankündigung, „auch die jüngsten Entwicklungen in die weitere Prüfung“ einzubeziehen und erklärte, es habe wie Sigmar Gabriel bereits mehrfach klargemacht, dass Rüstungsexporte ein Instrument der Außen- und Sicherheitspolitik und kein Instrument der Wirtschaftspolitik seien. Gabriel kündigte Anfang Januar 2016 angesichts der Spannungen in der Region an, Rüstungsexporte an Saudi-Arabien künftig genauer unter zu überprüfen. Rückblickend sei es richtig gewesen, weder Kampfpanzer noch Gewehre vom Typ G36 an das Königreich zu liefern: „Wir müssen jetzt überprüfen, ob wir in Zukunft auch defensive Rüstungsgüter kritischer beurteilen müssen, die wir Saudi-Arabien bislang zur Landesverteidigung geliefert haben.“ Gleichzeitig kam es zu parteiübergreifende Kritik an Waffenlieferungen nach Saudi-Arabien.

##### Deutsche Waffentechnik für Katar
Am 23. Oktober 2015 warf der Linken-Außenexperte van Aken der Bundesregierung in einer Pressemitteilung mit Verweis auf Medienberichte, nach denen kurz zuvor vier Kampfpanzer und drei Panzerhaubitzen nach Katar ausgeliefert wurden, vor, sie mache sich „mitschuldig an den Toten im Jemen, wenn sie jetzt noch weiter Kriegswaffen nach Katar oder an andere Golfstaaten liefern“ und bemängelte darauf hin, dass der Export nicht gestoppt worden sei, „obwohl Katar seit Monaten am Krieg im Jemen beteiligt ist“.
Über die umstrittene Exportgenehmigung hatte zuerst die Süddeutsche Zeitung berichtet und am 23. Oktober geschrieben, dass Katar kurz zuvor aus Deutschland vier Kampfpanzer vom Typ Leopard 2 und drei Panzerhaubitzen verschifft habe. Die Münchener Firma Krauss-Maffei Wegmann habe die Genehmigung erhalten, unter anderem über 60 Kampfpanzer Leopard 2 und über 20 Panzerhaubitzen 2000 (PzH 2000) im Vertragswert von etwa zwei Milliarden Euro auszuliefern. Die Süddeutsche Zeitung vermutete, dass die deutsche Bundesregierung unter Druck geraten könne, da Katar im Krieg in Jemen engagiert sei und somit eine Kriegspartei mit Gerät aus Deutschland ausgerüstet werden könne. Die entscheidende Genehmigung war – maßgeblich durch das Bundesministerium für Wirtschaft und Technologie (BMWi) als Genehmigungsbehörde – nach dem Kriegswaffenkontrollgesetz (KWKG) von der schwarz-gelben Vorgängerregierung 2013 erteilt worden, in dem folgende Regelung beinhaltet ist:

„Die Genehmigung ist zu versagen, wenn die Gefahr besteht, dass die Kriegswaffen bei einer friedensstörenden Handlung, insbesondere bei einem Angriffskrieg, verwendet werden.“

Das KWKG schreibt für bereits erteilte Genehmigungen zudem vor:

„Die Genehmigung ist zu widerrufen, wenn einer der in § 6 Abs. 3 genannten Versagungsgründe nachträglich offenbar geworden oder eingetreten ist, es sei denn, dass der Grund innerhalb einer zu bestimmenden Frist beseitigt wird.“

Nach der Genehmigung änderten sich die Verhältnisse in der Region. Katar intervenierte zusammen mit anderen Staaten unter saudischer Führung in einer Militärkoalition militärisch im Jemen, worauf die Mitte Mai 2015 tiefe Besorgnis über die vielen toten Zivilisten durch die Bombardierungen und über die humanitären Auswirkungen der verhängten Luft- und Seeblockade äußerten. Nach einem Bericht des katarischen Nachrichtensenders Al Jazeera nahm Katar aktiv im Rahmen der von Saudi-Arabien angeführten Militärkoalition am Einsatz von Bodentruppen teil und stationierte Anfang September 2015 1000 katarische Soldaten mit 200 gepanzerten Fahrzeugen und 30 Kampfhubschraubern im Jemen. Nach Medienangaben bestand die Befürchtung, dass auch die deutschen Panzer im Jemen von einer Kriegspartei genutzt werden und zum Einsatz kommen. Eine Verweigerung der Genehmigung sei weiterhin möglich gewesen. Medienangaben zufolge hatte das Bundeswirtschaftsministerium vor der Auslieferung der Panzer „wegen der veränderten politischen Situation in der Region eine Überprüfung angestoßen, in die andere ebenfalls zuständige Ressorts miteinbezogen wurden“. Das Wirtschaftsministerium habe mit Berufung auf andere Ressorts wie Auswärtiges Amt und Kanzleramt wirtschaftliche Interessen „trotz der veränderten politischen Rahmenbedingungen“ gegen eine Rücknahme der Genehmigung angeführt und schriftlich mitgeteilt: „Eine Rücknahme einer bereits erteilten KWKG-Genehmigung löst auf jeden Fall Schadenersatzforderungen des Unternehmens aus“. Die stellvertretende Regierungssprecherin Christiane Wirtz teilte mit, Bundeskanzlerin Angela Merkel halte die Genehmigung „nach wie vor für vertretbar“. Gabriels Sprecherin Tanja Alemany bekräftigte, dass Gabriel die Lieferung von Kampfpanzern in arabische Länder weiterhin grundsätzlich für problematisch halte. Die Bundesregierung sei dennoch zu der Einschätzung gekommen, „dass diese Genehmigung nicht widerrufen werden kann“. Das Auswärtige Amt (AA) versicherte, dass die Panzer nicht im Jemen eingesetzt würden. AA-Sprecher Martin Schäfer gab an, dies sei „weder politisch beabsichtigt, noch militärisch zweckmäßig noch technisch möglich“. Schäfer hatte am 23. Oktober in der Bundespressekonferenz zwar eingeräumt, dass Katar Teil einer Koalition sei, die sich militärisch am Konflikt in Jemen beteilige, dabei jedoch betont: „Katar hat sich aber von Anfang bis zum heutigen Tag nicht aktiv an Kampfhandlungen im Jemen oder mit dem Jemen beteiligt“. Katar beschränke sich auf „Grenzsicherung, logistische Dienstleistungen und Ähnliches“. Nach Angabe der Süddeutschen Zeitung hatten das Kanzleramt und das Auswärtige Amt intern für den Export votiert, mit der Begründung, Katar sei nicht direkt an Gefechten in Jemen beteiligt. Schäfer hatte später in der Bundespressekonferenz noch hinzufügte, die Bundesregierung sei zuversichtlich, eine formelle Zusicherung aus Katar zu bekommen, dass die deutschen Waffen nicht im Jemen eingesetzt würden.
Nach der Verkündung des ersten Todes eines katarischen Soldaten im Rahmen der von Saudi-Arabien angeführten Militäroperation im Jemen am 11. November 2015 durch den Außenminister Katars, Khalid al-Attiyaham, bezeichnete die Süddeutsche Zeitung am 12. November 2015 die Darstellung der Bundesregierung als „kaum noch zu halten“. Bereits am 30. Oktober 2015 sei ein katarischer Soldat „während eines Angriffs auf von den Huthis gehaltene Positionen“ in Jemen verwundet worden. Zudem habe der der katarischen Herrscher-Familie gehörende Sender Al Jazeera Anfang September 2015 unter Berufung auf einen eigenen Korrespondenten an der saudischen Grenze zu Jemen gemeldet, 1000 katarische Soldaten seien mit 200 gepanzerten Fahrzeugen und 30 Apache-Kampfhubschraubern ins Nachbarland eingerückt und auf dem Weg in die umkämpfte Provinz Marib, von wo aus die Koalitionstruppen auf Sanaa und Huthi-Gebiete im Norden vorstoßen wollten. Andreas Krieg, Sicherheitsberater in Katar und Assistenzprofessor am King’s College London, an der Operation Restoring Hope in Jemen seien „nicht mehr als 500 katarische Soldaten beteiligt“. Darunter befänden sich etwa 50 Mann einer mit gepanzerten Fahrzeugen ausgerüsteten Spezialeinheit, die in Marib an der Seite lokaler Milizen kämpfen. Ein weiteres Kontingent sei, eher im Rahmen einer Stabilisierungsmission und von regulären Truppen verstärkt, in Aden im Einsatz. Während der Operation Decisive Storm von Ende März bis Ende April 2015 habe die katarische Luftwaffe zudem Angriffe auf Ziele in Jemen geflogen und eine kleinere Zahl Soldaten von katarischen Spezialeinheiten teilgenommen.
Das Auswärtige Amt teilte der Süddeutschen Zeitung auf deren Anfrage mit, die „genauen Umstände des Todes des katarischen Soldaten sind hier nicht bekannt. Die uns vorliegenden Erkenntnisse geben keinen Anlass, die Aussagen der katarischen Seite zur Rolle Katars im Jemen-Konflikt infrage zu stellen“. Ebenfalls am 12. November 2015 verteidigte Wirtschaftsminister Gabriel trotz der anhaltenden Bedenken den umstrittenen Export von Kampfpanzern an Katar. Er sei weiterhin gültig und könne nicht ohne weiteres zurückgenommen werden, da sich die Regierung „rechtlich sauber“ verhalten müsse. Er argumentierte weiter, die Genehmigung hätte nur rückgängig gemacht werden können, wenn sich die Lage in Katar seit dem ursprünglichen Genehmigungszeitpunkt grundsätzlich geändert hätte. Gabriel sagte wörtlich: „Das hat sie trotz der Situation im Jemen nicht getan.“ Gleichzeitig wies er den Vorwurf als – so Gabriel – sachliche falsche Unterstellung zurück, dass die Bundesregierung wegen drohender Schadensersatz-Forderungen an der Panzerlieferung an Katar festhalten würde.

##### Deutsche Waffentechnik für Oman
Im November 2015 wurde in den Medien die Frage aufgeworfen, ob Deutschland Waffen an den Oman liefern solle, da der Oman zwar zu diesem Zeitpunkt keinen Krieg führe und als relativ stabiles Land im Nahen Osten gelte, jedoch in seinem Nachbarland Jemen Krieg herrschte. Hintergrund war die laut einem Bericht des Spiegels bestehende Absicht des Rüstungskonzerns KMW, mehr als 70 Kampfpanzer des Typs Leopard an den Oman zu verkaufen. Das Auftragsvolumen wurde laut Spiegel von Experten auf zwei Milliarden Euro geschätzt. Für einen Test in Oman erteilte der Bundessicherheitsrat laut Spiegel die vorübergehende Ausfuhrgenehmigung für einen Leopard-Panzer. Das für Rüstungsexporte zuständige Bundeswirtschaftsministerium betonte, damit sei keine Vorentscheidung über eine Ausfuhrgenehmigung aller Panzer getroffen. Das Verteidigungsministerium prüfte nach Informationen des Spiegel, ob es den Test unterstützt. Die Beteiligung der Bundeswehr war nötig, weil es nur Soldaten gestattet war mit dem Panzer zu schießen.
Anfang November 2015 war zuvor bekannt geworden, dass der geheim tagende Bundessicherheitsrat der Lieferung von diversen Kleinwaffen im Wert von über drei Millionen Euro an den Oman genehmigt hatte, darunter 48 Granatmaschinenwaffen, 1600 vollautomatische Gewehre und 100 Maschinenpistolen von Heckler & Koch.

##### Verhängung und Aufhebung eines deutschen Waffenembargos 2018
Der Koalitionsvertrag der 19. Wahlperiode des Bundestages sprach sich eindeutig gegen Waffenexporte an Kriegsparteien des Jemenkriegs aus: „Wir werden ab sofort keine Ausfuhren an Länder genehmigen, solange diese unmittelbar am Jemen-Krieg beteiligt sind.“
Jedoch im September 2018 brach die deutsche Bundesregierung ihr eigenes Waffenembargo und genehmigte eine umfangreiche Liste von Rüstungsimporten an die Kriegsparteien Saudi-Arabien und Vereinigte Arabische Emirate.

#### Österreichische Rüstungsexporte

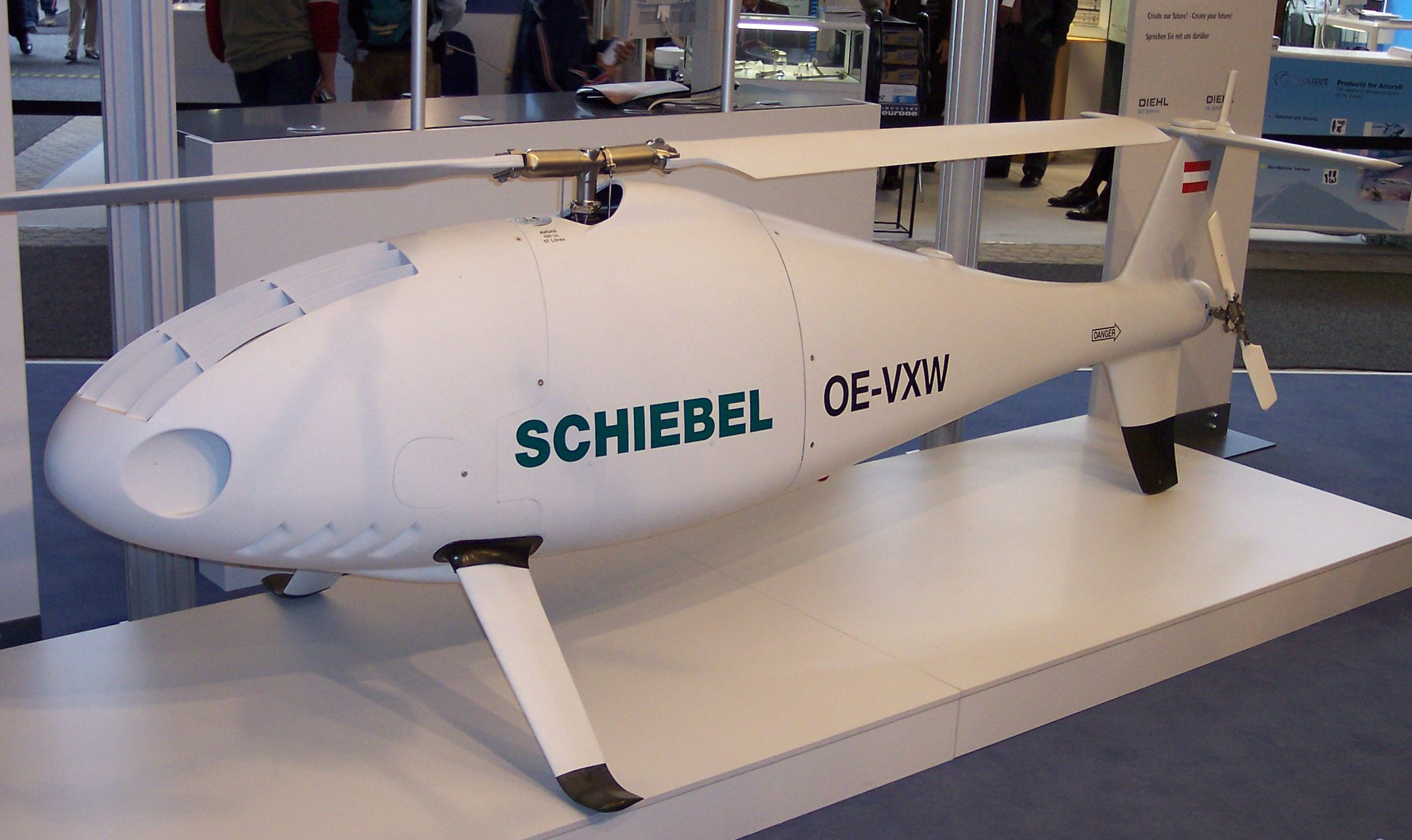
Camcopter S-100

Der Waffenexport in kriegsführende Staaten und Staaten, in denen Waffen menschenrechtswidrig verwendet werden könnten, ist nach österreichischem Gesetz verboten. Waffenexporte mussten daher vom Innenministerium in Absprache mit Verteidigungs- und Außenministerium genehmigt werden. Das Verteidigungsministerium prüft dabei lediglich, ob die Waffenlieferung eine Gefahr für Österreichs Sicherheit bedeutet, was bei einer Lieferung an ein arabisches Land nicht der Fall ist.
Ende August 2015 meldete das Nachrichtenmagazin profil in einem Vorausbericht, es sei ein Beweis für die militärische Nutzung der Drohnen des österreichischen Unternehmens Schiebel im Jemen erschienen, nachdem Mitte August 2015 eine Schiebel-Drohne des Typs Camcopter S-100 von der Armee der VAE gegen Huthi-Rebellen im Jemen eingesetzt und von diesen abgeschossen worden sei, wobei der auf den abgestürzten Bauteilen sichtbare Schriftzug „Schiebel“ im jemenitischen Fernsehen gezeigt wurde. Schiebel hatte den Angaben von profil zufolge zwischen 2005 und 2008 zwar unter Bewilligung des österreichischen Wirtschaftsministeriums Drohnen an die VAE geliefert, doch erstreckte sich die Bewilligung lediglich auf zivile Zwecke. Da der Schiebel Camcopter S-100 in der Dual-Use-Verordnung der EU aufgelistet ist, per Definition also sowohl für zivile als auch militärische Zwecke eingesetzt werden kann, muss sichergestellt werden, dass er lediglich im zivilen Bereich verwendet wird. In der Vergangenheit war dies mit einer einfachen „Endverbleibserklärung“ geschehen, in der sich der Endverwender verpflichtet, die Schiebel-Drohnen nur im Zivilbereich einzusetzen.
Nach Angaben des österreichischen Grünen-Abgeordneten Peter Pilz, die vom österreichischen Innenministerium auf Anfrage der Nachrichtenagentur APA bestätigt wurden, genehmigten die drei zuständigen Ministerien – Inneres, Äußeres und Verteidigung – am 8. Juli 2015 den Export von 150.000 Splittergranaten der Firma RWM Arges, einer Tochterfirma des deutschen Rüstungskonzerns Rheinmetall an die Streitkräfte der VAE, obwohl der Golf-Staat zu dem Zeitpunkt im Jemen Krieg führte. Pilz warf den zuständigen Ministerien bei einer Pressekonferenz am 17. Februar 2016 in Wien aufgrund der im Juli 2015 erteilten Exportgenehmigung einen Verstoß gegen das Kriegsmaterialgesetz vor. Zudem kritisierte Pilz auch, das Außenministerium habe auf Aufforderung des Innenministeriums eine Einschätzung für den Export an die Emirate abgebend unter der Verantwortung des Außenministers Sebastian Kurz einen „Persilschein ausgestellt“. Das Außenministerium erklärte auf Anfrage der APA, es habe bis zur Erteilung der Genehmigung im Juli 2015 nichts vom Einsatz von Bodentruppen durch die VAE gewusst, sondern erst im August 2015 vom Einsatz von Bodenkräften Kenntnis erlangt und diese Genehmigung daher im Juli 2015 für gesetzeskonform gehalten. Dem wurde in Medienberichten entgegengehalten, dass es bereits davor Berichte über den Einsatz von Golf-Streitkräften im Jemen gegeben hatte. So hatte der Sender CNN im April 2015 berichtet, dass Spezialkräfte aus Saudi-Arabien als Militärberater im Jemen eingesetzt seien. Am 16. Juli 2015 hatten die VAE über ihre amtliche Nachrichtenagentur WAM die Tötung eines Offiziers bei der Militäroperation im Jemen gemeldet. Im Laufe des Sommers 2015 waren im Jemen dann auch reguläre Bodentruppen aus den VAE und aus Saudi-Arabien zum Einsatz gekommen. Das Innenministerium erklärte: „Im Juli ist man in einer gemeinsamen Betrachtung der drei Ministerien zur Ansicht gekommen, dass die Endverwendung im Konfliktgebiet nicht anzunehmen ist.“ Das Innenministerium erklärte weiter, die Genehmigung sei drei Monate später widerrufen worden, „nachdem sich die Situation dann verändert hat“.
Als das EU-Parlament Ende Februar 2016 ein Waffenembargo gegen Saudi-Arabien forderte, sagte der EU-Parlamentarier Eugen Freund (SPÖ) in einer Pressemitteilung: „Kein EU-Land soll künftig Waffen nach Saudi-Arabien exportieren. Das muss auch für Österreich gelten“.

#### Weitergabe von Waffen im Jemen durch Saudi-Arabien

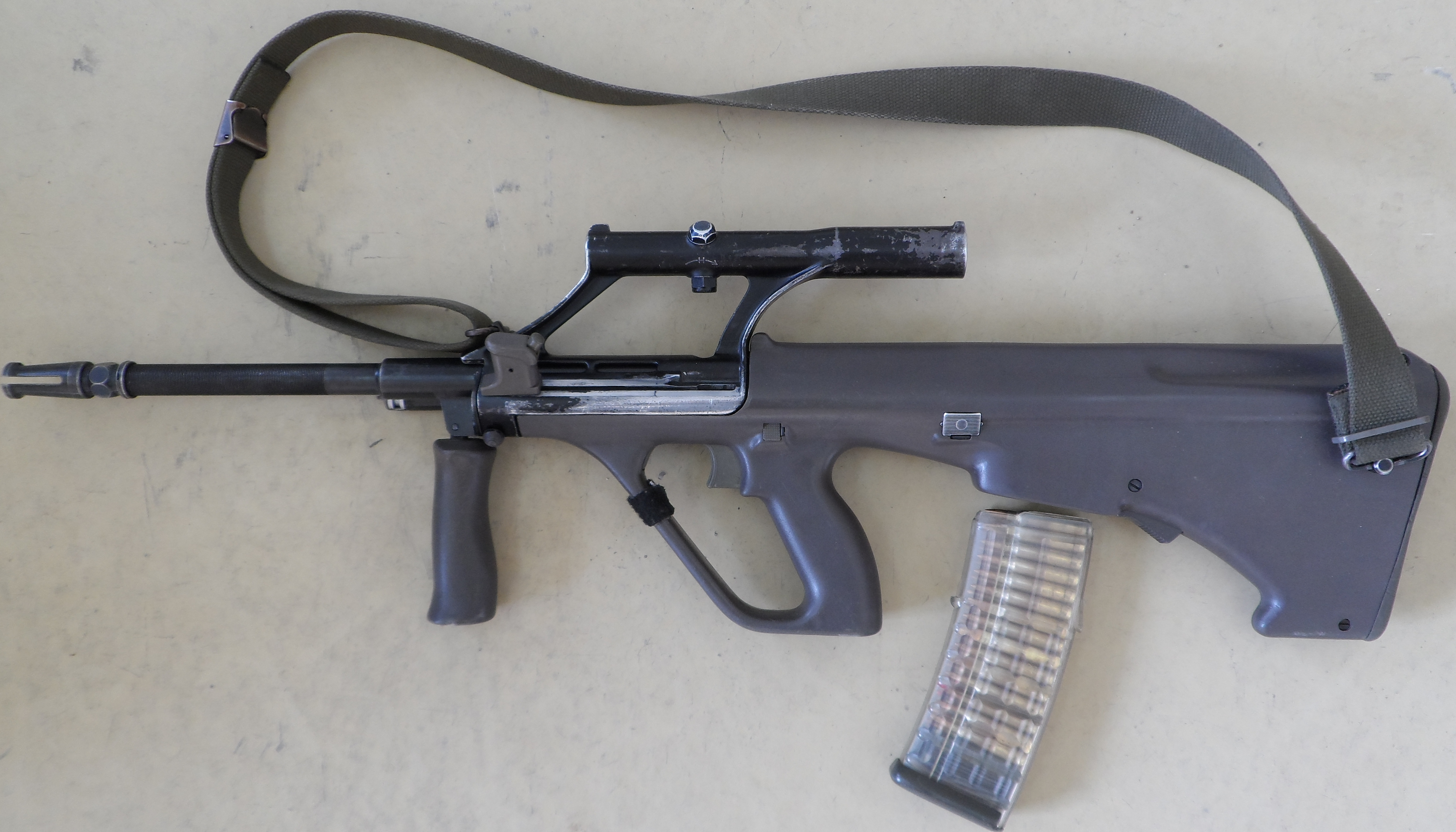
Steyr-AUG-Sturmgewehr

Der jemenitische Waffenexperte Khaled Ahmad al-Radhi, der als Berater der jemenitischen Spezialeinheiten und als Verbindungsmann für die USA gearbeitet hatte, die von 2005 bis 2011 jemenitische Soldaten für den Kampf gegen die al-Qaida ausgebildet hatten, äußerte im Februar 2016 den Vorwurf, Saudi-Arabien reichere seit einem halben Jahr den jemenitischen Waffenmarkt mit der Verteilung und Lieferung von in Österreich von Steyr Mannlicher hergestellten Sturmgewehren des Typs Steyr AUG unter Bruch der geltenden Ausfuhrbestimmungen an. Zwar habe sich Österreich offenbar bei seinen Lieferungen der Waffe in den 1980er Jahren an Saudi-Arabien an die Waffenausfuhrnormen gehalten, doch seien diese durch Saudi-Arabien während der Militärintervention im Jemen gebrochen worden, „als es jetzt diese Waffen an eine dritte Partei im Jemen weitergeliefert hat“: „Die erste Welle wurde an Fallschirmen abgeworfen, an die Verbündeten der Saudis. Einige sind dann bei radikaleren Gruppen gelandet, die gegen die Houthis kämpfen, auch bei Jihadisten der al-Qaida und des Islamischen Staats. Andere haben sogar den Weg zu den Houthis, den Gegnern der Saudis, gefunden.“ Daraufhin seien sie im Jemen überall privat beschaffbar geworden: „Diese Waffen sind jetzt im ganzen Land zu finden. Die Saudis haben die Waffen auch an die Stämme verteilt, die gegen die Houthis kämpfen. Und diese haben sie einfach weiterverkauft“. Al-Radhi forderte, dass Österreich keine weiteren Waffen an Saudi-Arabien liefern dürfe und sagte: „Mit diesen österreichischen Waffen werden im Jemen heute Menschen getötet.“

## Humanitäre Hilfe
Die UN wollten dem Notstandsplan gemäß versuchen, 11,7 Millionen der am stärksten notleidenden Menschen im Jemen mit Hilfsleistungen zu erreichen.

## Bewertungen

### Expertenmeinungen
- Katherine Zimmerman (Research Fellow des American Enterprise Institute), warf am 27. März 2015 die Frage auf, ob sich der ihrer Darstellung nach in einer „rapiden Abwärtsspirale befindliche“ Jemen zu „einem weiteren Syrien“ entwickelt, und zog Parallelen des Konflikts in Syrien zu dem im Jemen. Das Szenario im Jemen beschrieb sie als „äußerst kompliziert“ mit verschiedenen Kräften, die sämtlich gegeneinander kämpfen. Einer von den USA gestützten Regierung, die nicht mehr an der Macht war, stehe eine von Iran unterstützte, von den Huthi geführte Regierung gegenüber. Der im Jemen besonders aktiven al-Qaida habe sich der IS zugesellt. Die USA hätten ihre Sichtbarkeit im Jemen wie in Syrien verloren. Wie in Syrien hätten die USA ihr Personal aus dem Jemen abgezogen, das entscheidende Human Intelligence von vor Ort über anhaltende Ereignisse bereitgestellt habe, so dass in beiden Ländern ein nachrichtendienstliches „Schwarzes Loch“ entstanden sei. Jemen entwickle sich zunehmend zu einem konfessionellen Konflikt wie dies in Syrien geschehen sei, wobei Iran die Huthis gegen sunnitische Staaten unterstütze wie Saudi-Arabien die frühere jemenitische Regierung. Da Saudi-Arabien mit Luftangriffen begonnen und eine Koalition gebildet habe, um die Huthis von der Macht im Jemen zu vertreiben, hätten sich in diesem Sinne sunnitische Staaten – in „auffallend ähnlicher“ Weise wie in Syrien – gegen eine schiitische Gruppe im Jemen zusammengeschlossen. Al-Qaida ziehe aus dem Konflikt im Jemen Vorteile, wie sie es in Syrien getan habe. Es stelle sich nicht nur die Frage des sunnitisch-schiitischen Gegensatzes oder welche Regierung die Kontrolle über den Jemen ausüben sollte, sondern auch, wie der Kampf gegen die Bedrohung der al-Qaida geführt werden sollte, die vom Jemen ausgehe. Die USA, so Zimmerman, hätten viel ihrer Möglichkeit zur Einflussnahme auf die Ereignisse im Jemen verloren, doch könne US-amerikanisches Engagement verhindern, dass der Jemen sich zu einem „weiteren Syrien“ entwickle.[522]
- Thomas Birringer (KAS, Leiter des „Team Naher Osten und Nordafrika“) sagte in der ARD-Tagesschau, er sei in Bezug auf die saudische Militäroperation für den Jemen „sehr pessimistisch“, da er nicht glaube, „dass sich das Land durch eine solche militärische Operation unter Kontrolle bringen lassen wird.“ Birringer befürchte aufgrund der Landesverhältnisse als Resultat der Militäroffensive ein Szenario wie in Syrien: „Es ist topographisch sehr schwierig, mit Luftschlägen allein kann man wenig erreichen. Es ist ohnehin sehr schwer regierbar aufgrund der geographischen Situation eine schwach ausgeprägte Zentralgewalt. Daran wird auch die saudische Aktion jetzt wenig ändern. Ich befürchte leider für den Jemen durch diese neue Eskalationsstufe jetzt ein syrisches Szenario.“[172]
- Heiko Wimmen (SWP) sagte für die ARD-Tagesthemen, für eine Lösung des Konflikts sei eine „nationale Gesamtstrategie“ notwendig, in die „alle wesentlichen Akteure involviert werden müssen und die Staaten, die jetzt diese Kampagne führen, sind nicht bekannt dafür, dass sie so etwas auf demokratischem Wege gerne lösen oder jemals gelöst haben.“ Im Ausblick befürchtete Wimmen resultierende Kriege: „Und wenn man die Region sich selbst überlässt, dann fürchte ich, kann es sein, dass es zu einem Jahre langem Anhalten regionaler Konfrontationen gegenblicken, die auch wieder in Kriegen zwischen Staaten ihren Ausdruck finden.“[523]
- Der Nahost-Experte Guido Steinberg (SWP) sprach gegenüber der ARD-Tagesschau von einem „beginnenden Bürgerkrieg“ und sah die Gefahr „humanitärer Katastrophen“: „Wir befinden uns in einem beginnenden Bürgerkrieg und es sieht nicht danach aus, dass der schnell zu Ende ist. Vor allem nicht, nachdem die Saudis militärisch interveniert haben. Es wird sich in den nächsten Tagen zeigen, ob das ein länger anhaltender Bürgerkrieg wird oder nicht. […] Wenn dieser Konflikt jetzt länger andauert, wird das zu einer humanitären Katastrophe führen, so wie in Syrien und in Libyen. Darüber hinaus besteht die Gefahr, dass der Konflikt zwischen Saudis und Iranern sich ausweitet. […] Die saudische Intervention ist eine Garantie dafür, dass der Konflikt sich verstetigt und womöglich eskaliert.“[47] Jegliche Unterstützung der Saudis wertete Steinberg als „Unterstützung dafür, dass dieser Konflikt noch sehr, sehr viel länger andauert und sehr viel mehr Opfer bringt, ohne dass irgendjemand davon einen Nutzen hat.“ Der sich bereits lange abzeichnende Staatszerfall des Jemen werde durch eine solche Intervention der Nachbarstaaten noch beschleunigt. Steinberg vertrat die Ansicht, dass die Auseinandersetzung nicht militärisch gelöst werden könne: „Die Luftangriffe können nicht bewirken, dass die Huthi-Rebellen gestoppt werden“. Außerdem könnten diese nicht erreichen, dass der geflohene Präsident Hadi wieder eingesetzt werde: „Es kann nur darum gehen, die Parteien an den Verhandlungstisch zu bringen.“[29]
- Die Jemen-Expertin Mareike Transfeld (SWP) vertrat die Ansicht, dass die Luftangriffe die Huthis weder von ihrer Machtposition am Boden verdrängen, noch sie an den Verhandlungstisch bewegen würden. Stattdessen werde sich die humanitäre Lage im Jemen weiter verschärfen. Zudem würden die Luftangriffe die Infrastruktur des Sicherheitsapparates zerstören, der bis dahin auch für die Bekämpfung von al-Qaida eingesetzt worden war. Dies sei besonders problematisch in einer Situation, die zu einer weiteren Radikalisierung von Kämpfern beitrage. Al-Qaida werde sich unter diesen Bedingungen vermutlich weiter ausbreiten. Tatsächlich sei die Bedrohung durch Gruppen wie al-Qaida, die bis vor kurzem auch von den Huthis bekämpft wurden und nun von der militärischen Intervention profitierten, akuter als die „von Saudi-Arabien wahrgenommene Bedrohung durch Iran“. Eine Stabilisierung des Landes sei nur dann möglich, wenn alle Konfliktparteien die Waffen ruhen ließen und an den Verhandlungstisch zurückkehrten, insbesondere die Huthis, Saudi-Arabien und der Übergangspräsident Hadi.[53] „Diese Intervention bringt eher mehr Chaos im Jemen als Stabilität“, so Transfeld. Gerade die Militärintervention richte im Jemen sehr viel Schaden an, der nicht mehr rückgängig gemacht werden könne. Zwischen einzelnen Bevölkerungsgruppen steige der Hass.[25]
- Marie-Christine Heinze, Islamwissenschaftlerin und Vorstandsvorsitzende von CARPO, einem Zentrum für angewandte Orientforschung in Bonn, sagte, Ägypten und Saudi-Arabien seien sich aus historischen Gründen der Tatsache bewusst, dass die Entsendung von Bodentruppen die beiden Akteure in einen sehr langen, kostenreichen Konflikt hineinziehen könnte. Die Huthis hätten seit 2004 Kampferfahrung gesammelt und das Territorium – vor allem im Hochland – sei ähnlich wie Afghanistan extrem unübersichtlich, mit sehr hohen Bergen. Um erfolgreich kämpfen zu können, sei eine gute Landeskenntnis notwendig. Es werde der Militärallianz nicht helfen, mit Bodentruppen allein Aden einzunehmen.[27]
- Toby Jones, Direktor des The Center for Middle Eastern Studies (CMES) an der Rutgers University, und ehemaliger politischer Analyst der International Crisis Group für den Persischen Golf, sagte, die Saudis seien an der Zerstörung und Zersetzung der militärischen Kapazitäten im Jemen, insbesondere der Huthis, interessiert. Die Saudis hätten zwar vorgegeben, ihre Grenzen vor jedweder Gefahr für Saudi-Arabien schützen zu wollen, tatsächlich hätten die Huthis jedoch nie eine Bedrohung für Saudi-Arabien dargestellt und würden das auch weiterhin trotz ihrer Kontrolle über weite Teile des Jemen nicht tun. Auch die Vorgabe der Saudis, die legitime Regierung des Präsidenten Hadi wiederherstellen zu wollen, treffe nicht zu, da die Machtposition Hadis tatsächlich von den Saudis und dem Golf-Kooperationsrat nach den Arabischen Aufständen „orchestriert“ worden sei. Es gebe zudem keinerlei Beweise dafür, dass Iran auf jemenitischem Boden operiere oder Anweisungen an die Huthi-Rebellen erteile. Die Saudis hätten es seit dem Vormarsch der Huthis nach Süden im Herbst 2014 und während der Operation Decisive Storm hervorragend verstanden, die Ziele der Huthis als Teil eines regionalen konfessionellen Problems auszugeben. Tatsächlich zögen sich durch den Jemen jedoch seit langer Zeit tiefe Risse, und die historisch marginalisierten Huthis hätten ihr Recht verfochten und eingefordert, gleichberechtigte Teilnehmer in einer föderalen Ordnung zu sein. Dies sei von den Saudis ignoriert worden, die stattdessen einen Narrativ durchgesetzt hätten, der suggeriere, dass die Huthis andere, verächtlichere, konspirative und regionale Vorgänge anstrebten. Zwar hätten die Saudis wenig mehr als zerstörerische Ergebnisse im Jemen vorzuweisen, doch sei es ihnen gelungen, die westlichen Medien, westliche politische Entscheidungsträger und viele oberflächliche Beobachter zu täuschen und fälschlicherweise davon überzeugen, dass es sich bei den Huthis um iranische Agenten handele. Jones bezeichnete es als bemerkenswert, dass es den Saudis gelungen sei, die Sprachregelung so umzuformen, dass sie ihre Bombardierungen „humanitäre Missionen“ und die Huthis „Schurken“ nennen könnten, obwohl es tatsächlich die Huthis gewesen seien, die angegriffen worden waren und dennoch von jeher eine politische Lösung angestrebt hätten. Die Militärintervention der Saudis habe die bereits vorher existierende humanitäre Katastrophe im Jemen mit Hunderttausenden Binnenflüchtlingen noch weiter verschlechtert.[292]
- Michael Horton, als Regierungsberater für die USA und Großbritannien tätiger Jemen-Experte mit Verbindung zu einer Reihe von SOCOM-Offizieren, äußerte sich laut Al Jazeera wenige Tage nach Beginn der saudischen Militärintervention bestürzt über die Intervention und sagte, dass viele Mitglieder der SOCOM die Huthis befürworteten, weil diese erfolgreich al-Qaida aus einigen jemenitischen Provinzen zurückgedrängt hätten und den IS bekämpften, was Hunderten von US-Drohnenangriffen und einer hohen Anzahl von Militärberatern für den Jemen nicht gelungen sei. Horton erklärte in einem Interview, die fortwährenden Berichte darüber, dass die Huthis für die Iraner arbeiten würden, seien „Unsinn“, doch stamme diese Sichtweise „direkt aus dem Playbook der Neocons“. Die Israelis hätten diese Linie, dass man den Jemen an Iran verloren habe, propagiert, doch sei diese Behauptung „absurd“. Die Huthis seien im Besitz genug eigener Waffen und würden weder iranische Waffen noch militärische Ausbildung benötigen und hätten gegen al-Qaida spätestens seit 2012 und siegreich gekämpft. Es sei unverständlich, warum die USA eine Bewegung bekämpfen, die gegen al-Qaida kämpft. Man habe eine gute Gelegenheit gehabt, in dieser Sache mit den Huthis gemeinsam vorzugehen, jedoch habe man dann gegenüber den Saudis nachgegeben. Die Saudis seien der Aufgabe jedoch nicht gewachsen. Nach Hortons Einschätzung würden die Saudis zwar über ausreichende Mittel verfügen, doch stünden ihnen nicht genügend geeignete Militärs zur Verfügung, diese effektiv einzusetzen. Die Unteroffiziere und Offiziere seien weitgehend unerfahren, die Mannschaften seien aus den niedrigsten Schichten der saudi-arabischen Gesellschaft rekrutiert worden. Im Falle einer stockenden Offensive zweifle Horton an der Loyalität vieler Soldaten und Unteroffiziere der saudischen Streitkräfte und in ähnlicher Weise der ägyptischen.[524]
- Elham Manea, jemenitisch-schweizerische Privatdozentin am Institut für Politikwissenschaft der Universität Zürich, verwies als Schlüssel für die „undurchsichtige Politik im Jemen“ und die „aktuelle regionale Politik auf der Arabischen Halbinsel“ auf die jemenitische Geschichte und betonte, dass sich „vieles, was wir zur Erklärung der saudischen Luftangriffe im Jemen heranziehen“, bei näherer Betrachtung „als Täuschung erweisen“ könne. Manea zog eine „Parallele zwischen dem Bürgerkrieg der 1960er Jahre und den saudischen Luftschlägen gegen die zaiditische Huthi-Miliz und Anhänger des ehemaligen Präsidenten Ali Abdullah Salih“ und leitete aus dem Vergleich vier Überlegungen für das Verständnis des aktuellen Konflikts ab:[39]

Erstens folgten die Angriffe Saudi-Arabiens 2015 wie schon 1962 auf Bitte eines Konfliktbeteiligten, wobei Manea es für die Militärintervention von 2015 für diskussionswürdig erachtete, „ob das Hilfeersuchen des zurückgetretenen Präsidenten rechtmäßig ist oder nicht“ und hervorhob, dass Saudi-Arabien „durch ihre Luftschläge allerdings zu Konfliktakteuren“ wurden und eine für ein Verhandlungsabkommen „eine stärkere Rolle des Sultanats Oman und der Europäischen Union“ hilfreich sein würde.
Zweitens seien 1962 wie 2015 konfessionelle Unterschiede sind die Hauptursache des Konflikts. Manea unterstrich, dass die zaiditischen Royalisten – darunter die Großvatergeneration der Huthis – 1962 zusammen mit Saudi-Arabien gekämpft hatten und der Zaidit und ehemalige Präsident Salih, der den Jemen 30 Jahre lang regierte, ein enger Verbündeter Saudi-Arabiens war. Für die Bildung von Allianzen und bei kriegerischen Auseinandersetzungen sei Saudi-Arabien „offenbar bereit, konfessionelle Differenzen zu überwinden“. Vielmehr handle es sich 2015 um einen regionalen und Stellvertreterkrieg geopolitischer Dimension zwischen Saudi-Arabien und Iran um Einfluss und Vorherrschaft auf der Arabischen Halbinsel, so wie es sich bei dem Bürgerkrieg der 1960er Jahre um einen Stellvertreterkrieg zwischen Saudi-Arabien und Ägypten gehandelt habe.
Drittens müsse als wichtiger Aspekt berücksichtigt werden, dass die saudisch geführten Luftangriffe „vor dem Hintergrund eines inneren Machtkampfs in Saudi-Arabien geführt“ würden. Analog zum Bürgerkrieg der 1960er Jahre, als „ein Machtkampf im saudischen Königshaus seinen einstmaligen Höhepunkt“ erreicht habe, habe „der Tod von König Abdullah Ende Januar 2015 einen schwelenden Machtkampf innerhalb der Familie“ in den Vordergrund gebracht, bei dem sich die Mitglieder des Sudairi-Zweigs der königlichen Familie ihre Stellung in der neuen Ordnung gesichert hätten und König Salman seinen Sohn Mohammed zum Verteidigungsminister und Chef des Hofes ernannt und Innenminister Mohammed Bin Nayef der stellvertretende Kronprinz wurde, wodurch der Familienzweig der Söhne des verstorbenen Königs und deren Verbündete in der Familie von der Macht ausgeschlossen worden seien. Die Ernennung des als zu unerfahren und sehr jung geltenden Mohammed ibn Salman zum Verteidigungsminister führte von vielen Seiten zu Kritik. Manea bezeichnete es als „bedenklich“, „wenn sich herausstellen sollte, dass diese Luftschläge dazu dienen, einen inneren Machtkampf unter den Saudis zu entscheiden“ und als „noch bedenklicher“, „wenn sich die Luftschläge als Entscheidung eines unerfahrenen jungen Verteidigungsministers erweisen, der seine Muskeln spielen lässt“.
Viertens werde die Entsendung von Bodentruppen in den Jemen „kontraproduktiv“ sein. Im Falle einer Entscheidung Saudi-Arabiens, Bodentruppen zu entsenden, würde diesen wie den ägyptischen Invasoren 1962 ein verlustreicher Kampf bevorstehen, wie 1962 gefördert durch das gleiche bergige Terrain, in dem diese Stammesangehörigen operierten, die wie 1962 den Krieg vor allem als Gelegenheit betrachten würden, Geld zu verdienen und jeweils die Seite zu wechseln, wenn es profitabel erscheine. Von der Entsendung von Bodentruppen würden al-Qaida und der IS profitieren. Als „wahren Anstifter der Unruhen“ sei zudem der ehemalige Präsidenten Ali Abdullah Salih anzusehen.
- Bruce Riedel, nach 30-jähriger Mitarbeit bei der CIA und nach der Tätigkeit als Berater der US-Regierung seit 2006 beim Brookings Institution, kam im Mai 2015 zu dem Urteil, der „immense Schaden an der schwachen Infrastruktur des Jemen“ nach den wochenlangen Luftangriffen auf die Huthi-Rebellen und ihre Verbündeten habe „im beträchtlichem Maße böses Blut zwischen Jemeniten und ihren reichen Golfnachbarn geschürt“, das „die Beziehungen auf Jahre vergiften“ werde. Die Jemeniten hätten „ihren reichen Brüdern“ gegenüber immer schon gegenüber Groll verspürt, doch würden nun viele auf Vergeltung sinnen. Iran erziele einen Sieg über seinen Golfrivalen Saudi-Arabien, ohne irgendwelche Kosten tragen zu müssen und indem er den Zaiditen lediglich begrenzt Beistand leiste. Mit der Fortsetzung des Krieges nach dem fünftägigen Waffenstillstand im Mai werde der „Einsatz“ für die saudi-arabischen Prinzen erhöht. Der junge saudi-arabische Verteidigungsminister, Prinz Mohammed bin Salman, habe sowohl seine Zukunft als auch die Saudi-Arabiens dafür eingesetzt, einen Sieg im Krieg Saudi-Arabiens im Jemen zu erreichen. Ein Waffenstillstand, der Sanaa unter einer Kontrolle belasse, von denen die Saudis behaupteten, dass es sich um ein von Iran protegiertes Regime handle, stelle keinen entscheidenden Sieg für das saudische Königshaus dar.[168] Im Juli 2015 kritisierte Riedel, die Saudis schienen „merkwürdig gleichgültig“ gegenüber dem Umstand zu sein, dass die al-Qaida als lokaler Gewinner aus dem Krieg im Jemen hervorgehe. Riedel betonte, dass die Royal Saudi Air Force und ihre Partner der saudisch geführten Militärallianz seit Beginn des Krieges im Jemen das „Emirat Hadramaut“ der AQAP – anders als andere jemenitische Städte – nicht bombardiert habe. Als Resultat daraus hätten Binnenflüchtlinge in Mukalla Schutz gesucht. Auch der von der AQAP kontrollierte Hafen sei – anders als die von den Huthi-Rebellen kontrollierten Häfen – für einigen Verkehr offen geblieben. Die offensichtliche Bereitschaft der saudischen Führung, al-Qaida in ihrer Hochburg zu tolerieren, habe im Jemen Verschwörungstheorien Vorschub geleistet, nach denen die Saudis die AQAP zumindest stillschweigend als Alliierte gegen die Zaiditen begrüßt hätten. Zudem werde das Königreich Saudi-Arabien seit langem verdächtigt, die Provinz Hadramaut annektieren zu wolle, um einen Zugang zum Indischen Ozean und eine Route für eine Ölpipeline nach Mukalla zu erhalten, die es ermöglichen würde, Öl unter Umgehung der Straße von Hormus auf den Seeweg zu bringen.[125]
- Die Sozialanthropologin und Expertin der Huthi-Bewegung, Marieke Brandt (Institut für Sozialanthropologie der ÖAW), wertete die „schwierige, aufgeheizte Situation“ als „eigentlich ganz untypisch für den Jemen“. Als Ursache sah sie auch die „Gewalt gegen die Zaidis“ an, da die jemenitische Regierung „schon 2004 bis 2010 Krieg gegen die Huthis in Sa‘dah geführt“ und sie dadurch „weiter radikalisiert“ habe. Die Huthis, die früher „mehr oder weniger als Opfer“ gegolten hätten, hätten seit 2014 „eine aggressive, expansionistische Politik verfolgt, die ihrem Ansehen sehr geschadet“ habe. Innerhalb der Huthi-Führung kämpften laut Brandt „die Falken mit den Tauben“, wobei die „Falken“ seit Herbst 2014 die Oberhand gewonnen hätten, „vor allem weil so viele Moderate Attentaten zum Opfer gefallen sind“. Die Falken verhinderten die Versöhnung und trieben die militärische Expansion voran, so Brandt. Brandt betonte, man wisse sehr wenig über die Hintergründe der Huthi-Rebellion, so dass auch die Politik nicht „adäquat reagieren“ könne. Doch die „derzeitigen Konflikte im Jemen hätte man aus den sozialanthropologischen Forschungsergebnissen der 1970er- und 1980er-Jahre praktisch schon vorhersagen können“, so Brandt.[34]
- Der Politikwissenschaftler und Experte für die Golfstaaten, Christian Koch (seit 2011 Direktor des Genfer Büros der Gulf Research Center Foundation), führte im Juni 2015 die Militärintervention im Jemen 2015 darauf zurück, dass Saudi-Arabien eine Bedrohung darin sehe und daher verhindern wolle, dass sich im Jemen eine Miliz als ein nichtstaatlicher Akteur etabliert und längerfristig Iran die Möglichkeit eröffnen kann, seine Unterstützung für die Huthis zu intensivieren, eine Miliz nach Art der Hisbollah aufzubauen und seine Einflusssphäre in der Region auszuweiten. Zwar handle es sich noch nicht um einen Stellvertreterkrieg und Unterstützung und Einfluss auf die Huthis seien offenbar begrenzt, doch könne es zu einem Stellvertreterkrieg zwischen Saudi-Arabien und Iran kommen. Auch die Regierungskreise in Saudi-Arabien wüssten, dass das Problem nicht militärisch zu lösen sei, doch sei es bei der Militärintervention vor allem darum gegangen, „einfach zu verhindern, dass die Huthi-Miliz die Hafenstadt Aden einnimmt und somit also dann die Regierung fast im Jemen stellt.“ Dies habe Saudi-Arabien verhindern wollen und habe es auch „mit seiner Militärintervention bis jetzt geschafft.“ Saudi-Arabien könne „auf zahlreiche Beispiele zurückgreifen, wo Iran sich auch schon aktiv in die internen Angelegenheiten der Golfstaaten in den letzten drei bis vier Jahrzehnten seit der Islamischen Revolution“ eingemischt habe und versucht habe, die internen Angelegenheiten in den Golfstaaten zu gefährden und instabiler zu machen: so habe Iran „klar“ hinter dem „Putschversuch im Inselstaat Bahrain 1981“ gestanden und dort Gruppen unterstützt. Auch sei nachgewiesen, dass 1996 ein terroristischer Anschlag in Dammam, in Chobar, gegen den amerikanischen Stützpunkt durch Iran gesteuert worden sei. Es sei dagegen nicht zu erwarten, dass weitere arabische Militärinterventionen bevorstehen. Für Saudi-Arabien sei es lediglich „wichtig, in dem Zusammenhang mit den Entwicklungen im Jemen ein klares Signal zu setzen, dass eben eine weitere Intervention anderer Mächte auf der Arabischen Halbinsel“ nicht geduldet werde. So seien auch die Rüstungsausgaben der letzten Jahre im Zusammenhang zu sehen, dass Saudi-Arabien „ein Abschreckungspotenzial gegenüber Teheran braucht“. Da Saudi-Arabien nicht über die Anzahl der Streitkräfte wie Iran verfüge, versuche es, sich „auf qualitativer Basis“ einen Vorteil zu schaffen. Saudi-Arabien versuche, sich auf der Arabischen Halbinsel als „Führungsmacht“ zu präsentieren.[525]
- Susanne Dahlgren und Anne-Linda Amira Augustin vom Middle East Research and Information Project (MERIP) stellten angesichts der Friedensgespräche Mitte Juni 2015 die Zukunft des Jemens als Staat in Frage. Ihrer Einschätzung nach wurde die Sichtweise der Huthis, dass das Regime Hadi darin versagt hatte, die im Rahmen der Transition vereinbarte Politik auszuführen, „von vielen Jemeniten, ob sie die Huthis unterstützten oder nicht“, geteilt, da seit dem Beschluss der vom Golfkooperationsrat vermittelten Konferenz des Nationalen Dialogs im Jahr 2014 „sehr wenig getan wurde“, um den Forderungen der Massenproteste aus dem Jahr 2011 zu entsprechen. Dahlgren und Augustin stellten in Frage, ob der Plan der Konferenz des Nationalen Dialogs noch immer als Conference plan still Roadmap für die Zukunft des Jemen realisierbar sei. Sie stellten weiterhin in Frage, ob die Delegierten bei den Friedensgesprächen an erster Stelle dazu befugt seien, die Zukunft des Jemen zu bestimmen. Von den Unterhändlern in Genf, so Dahlgren und Augustin, verfügten offenbar lediglich die Huthis über eine starke Basis der politischen Unterstützung im Land, zumindest in den Kernregionen der Bewegung. Die Vertreter des Südens, die die Aggression der Huthis unter der Bezeichnung Südlicher Widerstand (al-muqawama al-janubiyya) bekämpften, seien dagegen von den Gesprächen ausgeschlossen worden. In Bezug auf Hadi existierten nach Einschätzung der Autorinnen erhebliche Gründe zur Annahme, dass ihm die heimische Unterstützung zur Rückkehr an die Macht fehle. Hadi, dessen Amtszeit als Übergangspräsident im Februar 2014 geendet habe, werde während der Kriegsführung während der Militärintervention „in den Augen vieler Jemeniten“ als verantwortlich dafür angesehen, die saudisch geführte Koalition eingeladen zu haben, Zivilisten zu töten, während er sich „im Luxus des Palasts in Riad entspannt“. Nach Einschätzung von Dahlgren und Augustin entstammte der Narrativ und Ausdruck „Hadi-Loyalisten“ Propaganda, die das Ziel verfolgte verfolgte, den saudischen Plänen im Jemen Legitimität zu verleihen. Dieser „bedauernswerter Weise von den Alliierten der Saudis und von den Weltmedien angenommenen“ Rhetorik zufolge „assistierten“ die Saudis lediglich den Jemeniten, die ihre ordnungsgemäße Regierung wieder einsetzen wollten. Tatsächlich, so die Autorinnen, sei Saudi-Arabien militärisch wie nicht-militärisch in jede Krise im Jemen der letzten fünf Jahrzehnte verwickelt gewesen, damit dort ein Saudi-Arabien gegenüber gefügiges Regime herrsche.[22]
- May Darwich (Research Fellow am Institut für Nahost-Studien des German Institute of Global and Area Studies und Doktorandin an der Universität von Edinburgh) vertrat die Meinung, dass die tatsächlichen Beweggründe für die saudi-arabischen Luftangriffe auf den Jemen ab dem 26. März 2015 nicht in dem verlautbarten Ziel lagen, die Herrschaft des geflohenen Präsidenten Abed Rabbo Mansour Hadi wiederherzustellen, sondern ungeklärt seien. Sie betonte, dass Studien zum Ausbruch von Kriegen zwar vornehmlich auf der Prämisse rational Handelnder basierten, die materielle Ziele verfolgen, konventionelle Erklärungen für einen Kriegsausbruch jedoch zu kurz griffen, um das saudische Motiv für den Angriff auf seinen stark geschwächten und politisch gespaltenen Nachbarstaat Jemen zu erklären. Das Motiv des erst im Januar 2015 inthronisierten König Salman für seine Intervention im Jemen liege darin, durch seine Machtdemonstration gegen das militärisch weit unterlegene Nachbarland, „Machtprestige“ zu erlangen. Saudi-Arabien wolle seine Führungsrolle im Nahen Osten etablieren und stärken und demonstrieren, dass das Königreich die Destabilisierung von befreundeten Regimen nicht toleriere. Der Jemen-Krieg von 2015 verdeutliche, dass Saudi-Arabien bestrebt sei, als eine regionale Führungsmacht anerkannt zu werden. In seinen staatseigenen Medien stelle Saudi-Arabien seine Militärintervention zwar als einen „Stellvertreterkrieg“ gegen Iran entlang des konfessionellen Sunna-Schia-Gegensatzes dar, doch gebe es tatsächlich „keinen Hinweis darauf, dass Iran im Jemen militärisch involviert ist“. Zudem lasse sich der Konflikt nicht auf einen rein konfessionellen Gegensatz reduzieren. Darwich kam zum Schluss, dass mittel- und langfristig nicht auszuschließen sei, „dass sich der Jemen-Krieg negativ auf die Stabilität der Identität des Königreichs auswirken wird“.[526]

### Einzelstimmen

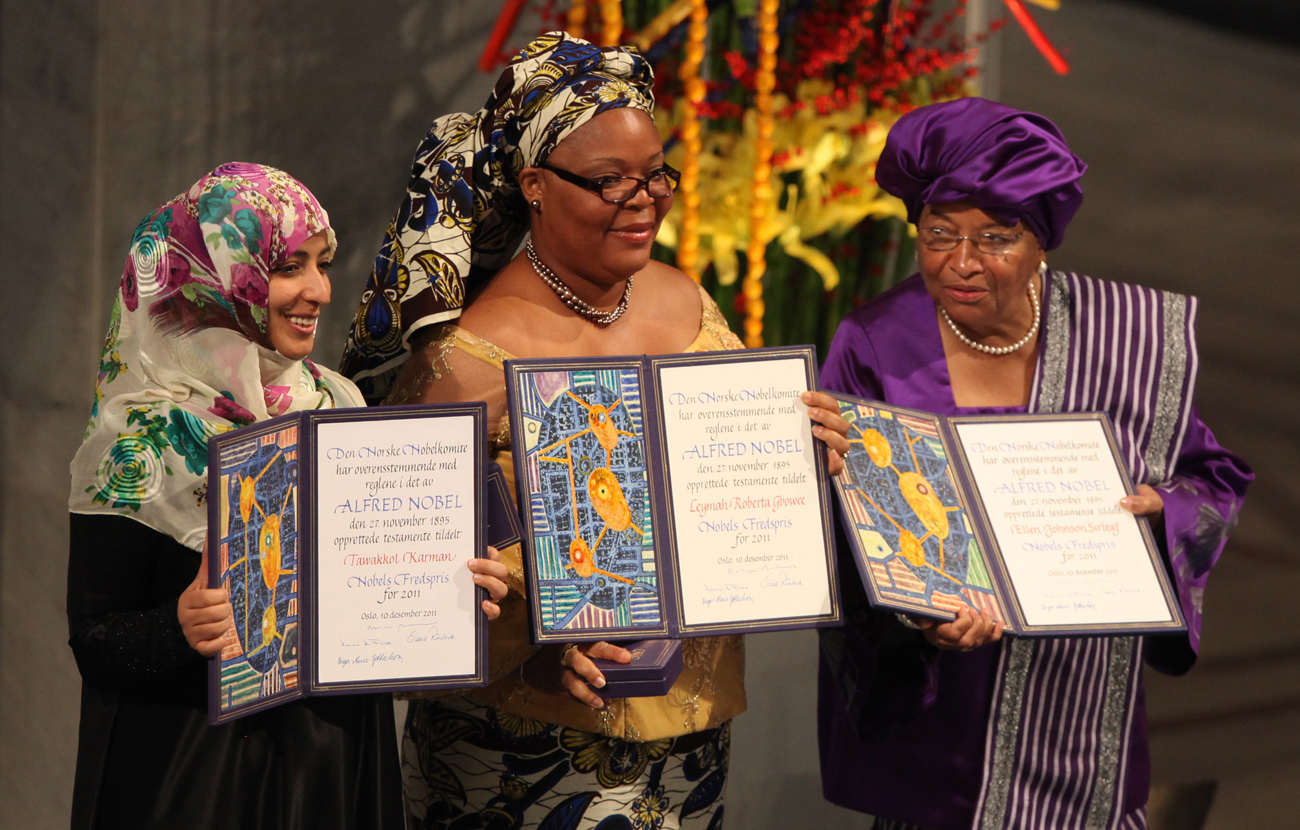
Tawakkol Karman (links) mit der Friedensnobelpreisurkunde (Dezember 2011)

- Die jemenitische Aktivistin Tawakkol Karman, die 2011 als erste jemenitische, erste arabische und zweite muslimische Person den Friedensnobelpreis erhalten hatte,[527] antwortete am 26. März 2015 auf die Frage, ob die Lage im Jemen ein Krieg zwischen Saudi-Arabien und Iran oder ein konfessionsgebundener Krieg sei: „Sie (Iran) wollen, dass Jemen in einen konfessionsgebundenen Krieg hineingezogen wird. Deshalb haben sie die Huthi-Milizen unterstützt und sich gegen die Legitimität von Präsident Hadi gestellt.“ Karman sagte weiter, das jemenitische Volk sei gegen den Krieg, „den die Huthis begonnen haben.“ Die arabischen Länder, so Karman, könnten „die Bedrohung durch Iran fühlen“, ebenso wie die durch die Huthi-Milizen.[528] Entsprechend der Linie der Islah-Führung, dankte Karman – selbst eine führende Persönlichkeit der Muslimbruder-nahen Islah-Partei – allen arabischen Streitkräften für ihre Teilnahme an den Militäroperationen in der Militärintervention im Jemen und kritisierte weder die Streitkräfte der Golfstaaten noch Ägyptens, die sie auf Twitter besonders rühmte.[99][100] Im September bekräftigte Karman, Iran orchestriere die Rolle der Huthis im Konflikt und wies den Huthis die Schuld für den andauernden Bürgerkrieg zu.[529][530] Zugleich stritt sie nun ab, die saudisch geführten Luftangriffe zu unterstützen.[529] Zudem erklärte sie im November, es sei ein Fehler der Saudis gewesen, dem früheren Präsidenten Ali Abdullah Salih volle Immunität zu gewähren, was ihm ermöglichte, weiterzumachen und neue Allianzen zu knüpfen, um zur Macht zurückzukehren.[531]
- Die jemenitische Regisseurin Sara Ishaq sah als Problem des Konflikts den fehlenden Zusammenhalt des jemenitischen Volkes und die durch manche Medien noch vorangetrieben Spaltung des Landes an. Während der „Revolution“ habe das gemeinsame Ziel, das Regime von Ali Abdullah Salih zu stürzen, die Menschen vereint, doch habe die konkrete Vorstellung einer Ausgestaltung der Zukunft gefehlt. Die jungen Menschen, die die „Revolution“ ausgelöst und anfänglich vereint gewesen seien, würden sich nun gegenseitig bekämpfen. Die Ursache des Problems liege darin begründet, dass der „Ex-Diktator“ Salih auch nach seinem Sturz immer noch Immunität genossen und darin vom Golf-Kooperationsrat noch unterstützt worden sei. Dadurch habe Salih auch weiterhin aus dem Hintergrund lenken können, während „die Huthis und die Süd-Separatisten“ in der Zeit des „Nationalen Dialogs“ marginalisiert worden seien. Generell seien nach der Revolution viele Teile der Bevölkerung von der politischen Partizipation ausgeschlossen und sei ihren Forderungen nicht nachgekommen worden, woraus die „komplizierten Lage, mit der wir heute im Jemen konfrontiert werden“, resultiere. Das die Militärschläge gegen die Huthis führende Saudi-Arabien betrachte den Jemen „als seinen Hinterhof“ und wolle dort „keine schiitische Minderheit an der Macht sehen“. Die Zivilbevölkerung zahle den Preis und leide am meisten unter den Luftschlägen und den Kämpfen am Boden.[532]
- Nach Einschätzung des Islamwissenschaftlers und Nahost-Experten der Deutschen Welle, Loay Mudhoon, hatte im Vorfeld der Militärintervention bei der saudi-arabischen Führung die „Angst“ vor einer iranisch-schiitischen Vormachtstellung in der Region zugenommen, nachdem Iran im „Nach-Saddam-Irak“ eine „tonangebende Rolle“ spielte, als islamische Republik mit der Hisbollah „über ein kampfstarkes »trojanisches Pferd« im Libanon“ verfügte und die saudische Syrienpolitik, die das Ziel verfolgte, das Assad-Regime zu Fall zu bringen, gescheitert sei. „Vor diesem Hintergrund stellte die Machtübernahme der Huthis im Jemen“ laut Mudhoon „eine unmittelbare Bedrohung für die wahhabitische Monarchie dar“. „Mit dem Vormarsch der Huthi-Rebellen im saudischen Hinterhof dürfte Irans Aufstieg zur Regionalmacht endgültig besiegelt sein“, so Mudhoon, ein „möglicher Deal zwischen Iran und der internationalen Staatengemeinschaft dürfte zudem zur Folge haben, dass Irans Rolle als Hegemonialmacht international akzeptiert wird. Diese strategische Aufwertung Irans ginge mit einer Abwertung Israels und der Golfstaaten einher“. Aus Sicht der Machtelite um den neuen saudischen König Salman sei auf westliche Verbündete „kein Verlass mehr“. Die US-Regierung Obama, die nicht gegen das Assad-Regime interveniert und nichts gegen Irans Einfluss im Irak unternommen habe, habe aus Sicht der saudischen Führung „bei der Eindämmung iranischer Expansion im Nahen Osten“ versagt. Mudhoon folgerte: „Daher ist es kein Zufall, dass die saudisch geführte Militäroperation im Jemen mit dem Beginn der entscheidenden Phase der Atomverhandlungen mit Iran in Lausanne zusammenfällt. Und es ist auch kein Zufall, dass die chronisch zerstrittenen (sunnitischen) arabischen Führer sich für die Bildung einer panarabischen Eingreiftruppe mehrheitlich aussprachen.“ Es handle sich laut Loay Mudhoon dabei um eine „eindeutige Panikreaktion der von Saudi-Arabien angeführten Golfstaaten auf den Siegeszug der schiitischen Huthi-Rebellen im Jemen, die vom Iran unterstützt werden.“ Es gehe dabei „offenkundig nicht um die Verteidigung der arabischen Sicherheit und kollektiven Identität, sondern darum, eine gemeinsame Front gegen die iranische Vormachtstellung im Mittleren Osten zu bilden.“[533]

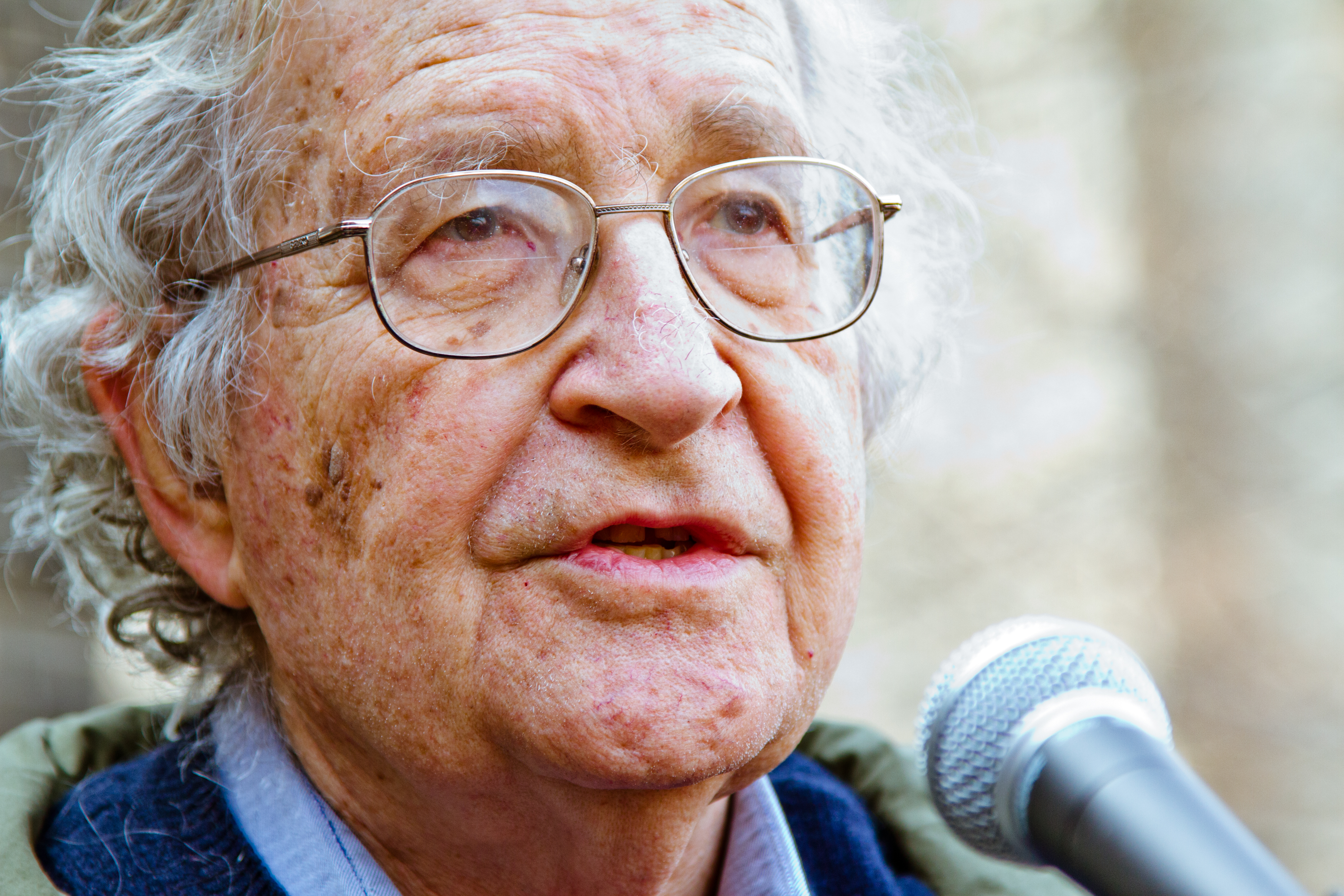
Noam Chomsky (Foto: 2011)

- Die österreichische Journalistin und Nahostexpertin Gudrun Harrer kommentierte einen Tag nach der am 21. April 2015 durch die saudi-arabische Militärkoalition angekündigten, aber nicht durchgehaltenen Waffenruhe, es herrsche „eine große Diskrepanz“ zwischen dem offiziellen diplomatischen Erfolg, den Saudi-Arabien in der vorangegangenen Woche mit der für die Rebellen nachteiligen Jemen-Resolution im UN-Sicherheitsrat hatte erlangen können, und der inoffiziellen Beurteilung der Operation. Der Krieg gegen eine Huthi-Guerilla im schwierigen Gelände sei fast aussichtslos. Dies gelte insbesondere für eine reine Luftoperation, während die Vorstellung eines Bodentruppeneinsatzes bei nahezu allen Kennern des Jemen auf Entsetzen stoße. Im Falle eines Misserfolgs der gewagten saudischen Militäroperation sei mit Konsequenzen für die Nachfolge der Machtpositionen im Königshaus zu rechnen.[40]

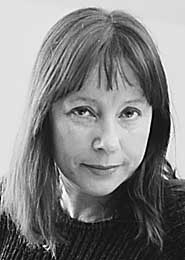
Sabine Kebir

- Die deutsche Autorin Sabine Kebir vertrat die Ansicht, dass „weder die Huthis noch ihre vermeintliche Schutzmacht Iran die Macht und den Willen“ hätten, die Meerenge Bab al Mandeb als machtpolitisches Druckmittel zu nutzen. Sie bezeichnete Vorstellungen als „Hirngespinste“, nach denen die „mit ihren Vorposten“ seit dem 31. März 2015 vom Osten her die Bab al Mandeb kontrollierenden Huthi-Verbände Schiffen aus Saudi-Arabien, Ägypten und Ostafrika eine Passage der Meeresstraße erschweren oder gar die Zufahrt zum Suezkanal versperren könnten. Wenn „diese Passage wie bisher allein von US-Basen in Eritrea und Djibouti sowie durch ein den Saudis ergebenes Regime in Sanaa beherrscht“ würde, könnten Kebirs Ansicht nach zwar „iranische Schiffe, die nach einem Sanktionsstopp wieder Öl nach Europa transportieren, an einer Durchfahrt bei Bab al Mandeb gehindert werden“, was sie dazu zwingen würde, „ganz Afrika zu umrunden“, doch sei die Eroberung der Küstenregion am Bab al Mandeb nicht der maßgebliche Grund für den militärischen Aufstand der Huthis gewesen.

Stattdessen hätten sich die Huthis „wie die Volksgruppen aus anderen Regionen des Jemen niemals als Teil ein und desselben Staates gefühlt“. Kebir trat auch der Ansicht entgegen, dass die religiöse Differenz zwischen Schiiten und sunnitischer Mehrheit eine nennenswerte Rolle gespielt habe. Schwerer wogen ihrer Ansicht nach „die seit Hunderten, zum Teil Tausenden von Jahren gereiften unterschiedlichen Stammeskulturen“. Diese Unterschiede hätten sich im Laufe der Geschichte kaum nivelliert und würden noch immer „feudale Züge“ tragen, da dem Jemen die eigenen Ressourcen zur Industrialisierung fehlten und moderne Gesellschaftsstrukturen nur in der Hauptstadt Sanaa und in den Küstenzonen existierten, die während der Kolonialherrschaft Großbritanniens stärker entwickelt worden waren als der Rest des Landes, die aber andererseits auch von einer Verelendung betroffen seien, „wie sie die Stammesgebiete kaum kennen“.
Kebir betrachtete es als „Armutszeugnis“ der UN, sich auf ein Waffenembargo gegen die Huthis zu konzentrieren, während „die saudischen Bombardements aber geduldet wurden“ und wertete dies als Zeichen dafür, „dass die westliche Nahostpolitik mit Realitäten konfrontiert ist, die mit ihren Ansprüchen kollidieren“. Die westlichen Staaten wie auch die Arabische Liga ließen sich „für eine Hegemonie der Saudis in der arabischen wie islamischen Welt instrumentalisieren“ und würden offenbar „Feudalsysteme“ gewähren lassen, „wenn sie als regionale Ordnungsmacht anerkannt sind“, während Saudi-Arabien westliche Zielstellungen nicht unterstütze und sich auch nicht um eine „demokratische Fassade“ bemühe. Kebir kritisierte, westliche Regierungen blieben „jede Auskunft darüber schuldig, welches eigene Interesse besteht, dass ein – elementare Menschenrechte missachtender – Verbündeter in Nahost sämtliche Keimformen des Laizismus vernichtet und stattdessen Gottesstaaten durchsetzen will“. Dies sei nicht „mit dem verkündeten Motiv westlicher Nahostpolitik – der Demokratie und zwischenstaatlichen Koexistenz zum Durchbruch zu verhelfen –“ in Einklang zu bringen. Der Konflikt wirke „wie ein Vorspiel zum Schlagabtausch“ um die Hegemonie im islamischen Raum zwischen Saudi-Arabien und Iran.
- Abdulrahman al-Rashed, früherer Geschäftsführer vom in den VAE ansässigen Nachrichtensender al-Arabiya und früherer Chefredakteur der in London gegründeten arabischsprachigen Tageszeitung Asharq al-Awsat, vertrat die Ansicht, dass die Ergebnisse der Genfer Gespräche von Mitte Juni 2015 den Zusammenbruch der jemenitischen Regierung nicht aufhalten würden. Die Opposition, namentlich die Huthi-Milizen und der frühere Präsident Salih, hätten die Gespräche als Gelegenheit betrachtet eine international anerkannte legitime Partei zu sein, während die „legitime jemenitische Regierung“ sich gezwungen gesehen habe, gute Beziehungen zu den UN zu erhalten, da sie deren Hilfe im späteren Verlauf noch benötigen werde. Er bezeichnete die Fragmentierung im Jemen als Ergebnis einer Vielfalt an Kräften und Konflikten, eines politischen Vakuums und des Fehlens einer Zentralregierung. Al-Rashid verglich die Lage im Jemen-Konflikt mit dem Konflikt in Somalia. Der Jemen steuere auf einen Bürgerkrieg zu, der durch einen zusätzlichen Konflikt externer Mächte ergänzt werde, ähnlich wie im Somalia-Konflikt, wo 1991 der somalische Bürgerkrieg ausgebrochen sei und seitdem nicht zum Ende gekommen sei. Für den Fall, dass es den jemenitischen Parteien nicht gelinge, eine politische Lösung und Übereinkunft zu erreichen, werde der Krieg im Jemen international vergessen werden wie in Somalia, wo benachbarte Staaten interveniert und die USA Streitkräfte entsendet, aber kein Ende der Kämpfe bewirkt hätten, sondern wo am Ende alle Parteien Somalia verlassen und nur wenige sich um dessen Bevölkerung gekümmert hätten, die mit der Bewältigung des Konflikts alleingelassen worden sei. Stattdessen habe jedoch jede Partei im Jemen anfänglich gedacht, zu gewinnen, indem sie die Möglichkeiten der anderen zerstöre. Insbesondere die Huthis hätten auf Betreiben Irans ihre Gelegenheit zur politischen Beteiligung in der früheren Regierung vor dem Putsch verpasst. In einer Region voller Krisen und Konflikte käme es einer großen Lüge gleich, die Jemeniten in dem Glauben zu lassen, dass die Welt sich eine friedliche Lösung für sie herbeisehne. Es komme auch einer Selbsttäuschung gleich, so al-Rashed, anzunehmen, dass Iran, Russland und westliche Nationen dauerhaft unterstützend wirken würden. Für den Fall, dass die Krise sich über ein oder zwei weitere Jahre erstrecken werde, würden die Jemeniten realisieren, dass alle anderen Mächte sich anderen Angelegenheiten zuwenden würden und selbst der UN-Generalsekretär und sein Sondergesandter in einer Situation, die der in Somalia ähnelt, nicht länger auf Rufe reagieren würden.[534]
- Die Korrespondentin Birgit Cerha berichtete im August 2015 im Artikel „Hunger als Kriegswaffe“ in der Regionalzeitung Mannheimer Morgen, die von Saudi-Arabien geführte arabische Militärkoalition ziele „seit fünf Monaten“ auf die 90-prozentige Importabhängigkeit des Jemen für seinen Nahrungsmittelbedarf als „Achillesferse“ des Landes. Die saudisch geführte Militärkoalition setze den Angriff auf die Nahrungsmittelversorgung der jemenitischen Bevölkerung als ihre „tödlichste Waffe“ ein, „die sie nun, seit sie Ende Juli die wichtige Hafenstadt Aden eroberte, weit wirkungsvoller einsetzen kann und dies offensichtlich auch will“. Zwar strebe Saudi-Arabien eine „massive Eskalation des Krieges“ durch Ausbildung von 10.000 jemenitischen Bodentruppen durch Saudi-Arabien an. Doch habe Saudi-Arabien die Aushungerung Sanaas als „Hauptstrategie“ gewählt, „um die Huthis und Saleh zur Kapitulation zu zwingen“, weil ein Landkrieg in dem unwegsamen, teils gebirgigen Terrain gegen einen „äußeren Mächten noch stets zum Verhängnis“ geworden sei. In Vorbereitung der Aushungerungsstrategie habe Hadi die Arbeit der Regierungsangestellten in allen Häfen, ausgenommen Aden, gestoppt. Auch Privathändler, die zu diesem Zeitpunkt[Anm. 9] noch insbesondere in Hodeida andocken konnten, würden von der saudisch geführten Militärkoalition weitgehend blockiert. Zugleich leite die Exil-Regierung Hadi den gesamten Zivilluftverkehr von Sanaa zum Flughafen in Aden um und verstärke damit die „Wirtschaftsblockade“ drastisch. Sanaa sei „fast isoliert“, da der Landweg „wegen des Krieges für alle Transporte höchst gefährlich geworden“ sei. Zur „saudischen Kriegsstrategie“ zähle zudem die „Sabotage humanitärer Hilfe für die leidende Bevölkerung“. Als die UNO im April einen dringenden Hilfsappell für 274 Millionen US-Dollar an die internationale Gemeinschaft gerichtet hatte, um die Not für drei Monate zu lindern, habe Saudi-Arabien „sofort den vollen Betrag“ zu übernehmen angekündigt, aber die humanitäre Unterstützung an „skandalöse Bedingungen an die Hilfsorganisationen“ geknüpft, indem nach dem Willen Saudi-Arabiens „nur den Menschen in den von Riad genehmigten Gebieten des Jemens – ausschließlich sunnitischen, Riad gegenüber nicht feindlich eingestellten Zivilisten“ beigestanden werden dürfe. Cerha kritisierte, die „internationale Gemeinschaft“ sehe „dieser sich dramatisch verschärfenden humanitären Katastrophe tatenlos zu, während sich die USA zur Verstärkung ihrer Waffenlieferungen an die Golfstaaten verpflichten, die die Jemeniten durch ihre Luft- und Seeblockade ins Elend stürzen“.[535]
- Die Anthropologin Martha Mundy, die in den 1970er Jahren im Jemen gearbeitet hatte, kritisierte im September 2015, der Westen reagiere beim Krieg im Jemen auf „weit mehr systematische Verstöße gegen die Genfer Konvention als in jedem anderen Krieg, den die westlichen Mächte in letzter Zeit gegen die arabische Welt (Irak, Syrien, Libyen und Gaza) unterstützt haben“, mit „Stillschweigen“. Sie warf der „internationalen Gemeinde“ vor, mit ihrem Schweigen und der Unterstützung für die Bombardierungen durch die Koalition die „Abschaffung jedes rechtlichen Bezugsrahmens für den Kriegsfall“ zu akzeptieren und urteilte, dies sei ein „hoher Preis für den Sieg in einem Konflikt, der anscheinend so unbedeutend ist, dass es fast keine Presseberichterstattung darüber gibt.“ Mundy verglich die Verwundbarkeit des Jemen mit seinen 20 Millionen Menschen durch Bombardierungen und ohne wirksame Luftverteidigung mit der Situation in Gaza und warf die Frage auf, aus welchen Motiven oder Interessen die Weltöffentlichkeit dem monatelangen Luftangriffen mit Schweigen begegne. Als „Versuch einer Antwort“ führte Mundy auf, dass „die Franzosen, die die Seeblockade ermöglichen“, weiterhin über eine Basis in Dschibuti verfügten, die es ihnen erlaube, weiterhin „als Spieler im globalen Netzwerk (mit Diego Garcia und 1400 US-amerikanischen Überseebasen), das seit den Zeiten des Kalten Krieges ausgeweitet wurde,“ beteiligt zu sein. Dschibutis Bedeutung liege vermutlich in der Überwachung der auf dem Meeresboden verlegten Kommunikationsleitungen zwischen China, Asien und dem Westen. Die saudisch geführte Koalition sei als erste Übung einer „schnellen Einsatztruppe“ des Golf-Kooperationsrates geplant, die diskret von israelischen und US-amerikanischen Offizieren beraten werde. Ihre Zusammenarbeit im Angriff auf ein arabisches Land stelle ein neues Phänomen dar. Der Jemen diene offenbar als Versuchsfeld der Invasionstruppen des Golf-Kooperationsrates und der Krieg im Jemen als „Trainingsprogramm für Kriege nach dem Modell der letzten israelischen“, also für einen „Krieg, der durch Luftbombardements entschieden würde, aber ohne die internationale Empörung über Kriegsverbrechen, die sich Israel zuzieht“. Als weiteres mögliches Motiv führte Mundy die geplante Erschließung und Ausbeutung eines vielversprechenden Ölfelds im Rub al-Chali sowie eines weiteren in Äthiopien (Ogaden-Ölfeld) sowie die geplante Verbindung des afrikanischen Kontinents und der Arabischen Halbinsel durch die Al-Noor-Brücke an, die die Zwillingsstädte Al Noor City in Dschibuti und in Jemen verbinden soll. Diese Projekte würden, so Mundy, sieben Voraussetzungen erfordern, in denen möglicherweise der Grund für das Schweigen des Westens zu suchen sei: 1. ein Friedensschluss zwischen Arabien und Israel; 2. ein Wechsel des politischen Systems in Iran; 3. die Einheit des Golf-Kooperationsrats; 4. Frieden im Jemen und die Wiederbelebung des Hafens von Aden; 5. die Aufstellung einer arabischen Streitmacht mit dem Rückhalt der USA und Europas, um die Länder am Golf ebenso wie die arabischen Länder zu schützen und die Stabilität zu hüten; 6. der schnelle Aufbau der Grundlagen der Demokratie mit islamischen Grundsätzen in der arabischen Welt; 7. die Arbeit mit friedlichen Mitteln zur Schaffung eines vergrößerten Kurdistan, weil dies die iranischen, türkischen und irakischen Ambitionen schwächen werde.[536]

## Audio
- Der vergessene Krieg, von Jürgen Stryjak, Deutschlandfunk „Hintergrund“, 15. März 2019, Audio-Version